# Bunuri mobile din domeniul etnografie clasate în patrimoniul cultural național al României aflate în județul Sibiu (tezaur)
Acestă listă conține bunurile mobile din domeniul etnografie clasate în Patrimoniul cultural național al României aflate la momentul clasării în județul Sibiu.
| Foto | Informații generale                                                                                 | Detalii tehnice | Descriere | Deținător                              | Legături |
| ---- | --------------------------------------------------------------------------------------------------- | --- | --- | -------------------------------------- | -------- |
|      | Sfeșnic                                                                                             | Datare: secolul al XIX-lea Descoperit: jud. CLUJ, com. MĂNĂSTIRENI, DRETEA Dimensiuni: H: 124 cm - L1: 54 cm; L2: 37 cm; H1: 7 cm; H2: 11 cm; H: 60,5 cm; D: 10,5 cm Material: lemn de esență moale (salcie sau tei) / găurire, tăiere, șlefuire, pictare, îmbinare; fier / batere la cald | Formă cilindrică, stâlp pe 4 picioare, în partea inferioară prezintă 4 decoruri în formă de jumătate de liră; are 2 registre a câte 4 ornamente în formă de cap de pasăre; de aceste capete, prin câte o gaură, sunt prinse inimioare monoxile, cu un belciug circular cu orificiu; în partea superioară are prinsă o bucată de fier în care se pune lumânarea; pictura este realizată în registre cu alternanțe de culoare, coborând în spirale, registrele fiind despărțite printr-o linie galbenă; motive florale stilizate; cromatică: verde, albastru, galben, maro, portocaliu. | Complexul Național Muzeal Astra, Sibiu | Cimec    |
|      | Sfeșnic fetesc                                                                                      | Datare: sfârșitul secolului al XVIII-lea - începutul secolului al XIX-lea Descoperit: jud. CLUJ, com. MĂRGĂU, CIULENI Dimensiuni: H: 158 cm Material: lemn de esență moale / tăiere, sculptare, picture; fier / nituire, bătere la cald | Piesă tipică decorat pe toată înălțimea; decorul este împărțit în trei registre: cel din mijloc este decorat în formă de funie răsucită, celelalte două fiind fațetate; în locurile în care se împart registrele prezintă câte patru inimioare agățate de câte un inel din lemn; în partea superioară are o tăviță din lemn - pe care se scurge ceara - în care este fixat un mic cilindru metalic în care se fixează lumânarea; tot în centru tăviței este fixată o mică cruce din lemn, care prezintă în capăt o gheară din metal pentru fixarea mai bună a lumânării; în partea inferioară fațetată sunt prinse patru decorațiuni în formă de S; corpul piesei este fixat într-un cadru format din patru picioare; cromatică: maro, galben, roșu. | Complexul Național Muzeal Astra, Sibiu | Cimec    |
|      | Sfeșnic                                                                                             | Datare: a doua jumătate a secolului al XIX-lea Descoperit: jud. GORJ, com. ORAȘ TÂRGU CĂRBUNEȘTI, POJOGENI Dimensiuni: H: 158 cm Material: lemn de esență moale / tăiere, strunjire, sculptare; fier / turnare, nituire, batere la cald | Formă cilindrică, strunjită, terminată la capete cu 2 trunchiuri de con cu baza mare spre exterior, capătul superior are 2 cuie lungi de fier; cromatică: negru, roșcat, maro. | Complexul Național Muzeal Astra, Sibiu | Cimec    |
|      | Sfeșnic                                                                                             | Datare: a doua jumătate a secolului al XIX-lea Descoperit: jud. GORJ, com. ORAȘ TÂRGU CĂRBUNEȘTI, POJOGENI Dimensiuni: H: 156 cm Material: lemn de esență moale / tăiere, strunjire, sculptare; fier / turnare, nituire, batere la cald | Formă cilindrică, în partea superioară prezintă o placă (disc) elipsoidală, întărită cu platbandă; discul se sprijină pe 3 traforuri și are 3 cuie pentru lumânări; baza este formată din 3 piciorușe traforate introduse într-un butuc; motive: flori, fructe, pasăre, frunze; pe trei inele are cuie îndoite pentru ciucuri (care lipsesc); cromatică: auriu, verde, ruginiu, argintiu, negru, maro. | Complexul Național Muzeal Astra, Sibiu | Cimec    |
|      | Sfeșnic                                                                                             | Datare: 1897 Descoperit: jud. GORJ, com. ORAȘ TÂRGU CĂRBUNEȘTI, POJOGENI Dimensiuni: H: 157 cm Material: lemn de esență moale / tăiere, strunjire, sculptare; fier / turnare, nituire, batere la cald | Formă cilindrică, în partea superioară prezintă o placă elipsoidală; baza este formată din 3 piciorușe introduse într-un butuc; discul este ornamentat cu dinți de lup; pe corp are un rând format din ciucuri de lemn; cromatică: negru, auriu. | Complexul Național Muzeal Astra, Sibiu | Cimec    |
|      | Linguri pe inel                                                                                     | Datare: 1899 Descoperit: jud. HARGHITA, com. CORBU Dimensiuni: l căuș 5,5 cm, l coadă 2,5 cm, D 4,7 cm Material: lemn; plop; cioplit; scobit; crestat; sculptat; găurit; fasonat. | Bucată de lemn cioplită constând în două linguri legate printr-un inel. Fiecare dintre cele două linguri constă dintr-o parte scobită (căuș) și o coadă. Căușul este oval, ușor ascuțit; coada este decorată pe o față; este sculptată, motiv zoomorf sculptat (pește). Pe spatele cozii unei linguri este crestat „1899 A” și pe spatele cozii celei de-a doua linguri este crestat „V.C.C”. Capetele cozilor au un orificiu prin care trece un inel. Inelul este crestat cu motiv fitomorf (brad). Culoarea naturală a lemnului. Lucrată manual. Patină de întrebuințare. | Complexul Național Muzeal Astra, Sibiu | Cimec    |
|      | Mai de rufe                                                                                         | Datare: 1834 Descoperit: jud. MUREȘ, com. ORAȘ LUDUȘ Material: lemn; fag; cioplit; incizat; crestat; pictat; finisat. | Piesă cioplită dintr-o bucată de lemn în forma unei palme cu mâner cu capăt rotunjit. Bucata mare în formă de palmă prezintă decor pe o față, marginile sunt decorate cu șiruri de motive geometrice crestate (dinți de lup), în centru se află motive astrale crestate (roata stelară) încercuite de motive geometrice crestate (dinți de lup), sub roata stelară se află alte două roți stelare mai mici, în centrul lor se află un motiv antropomorf crestat (inimă); deasupra roții stelare centrale se află două motive florale crestate (lalele) unite de un motiv antropomorf (inimă); motive geometrice incizate (cerc) se găsesc pe toată fața acestei „palme”. Capătul superior al palmei e prevăzut cu un moț, care este deteriorat. Mânerul prezintă motive geometrice crestate (dinți de lup), motive geometrice incizate (cerc). Capătul rotunjit al mânerului este decorat, motive astrale crestate (roată stelară). Pe suprafața întregii piese se observă atacuri xilofage. Pe cealaltă față se află o maximă în limba germană cu datare „Lebe glücklig frein-/ din meines herzens/ und seg (sei) nicht betriebt/ so lang dich Jesus/ Christus liebt sei zu-/ frieden liebstes schäsken mit/ dem was dir gott beschieden/ Das gehert der katerin-/na (?) (v)üserin(t) (?) Anno 1834” (traducere: „Trăiește fericită prietena inimii mele și nu te lăsa doborâtă atâta timp cât Isus Hristos te iubește. Fii împăcată draga mea iubită cu ceea ce ți-a destinat Dumnezeu. Aceasta aparține Katarinnei ….(v)üserin(t)Indescifrabil Anul 1834”). Culoarea naturală a lemnului. Motivele și maxima sunt pictate. Cromatică roșu, verde. Lucrat manual. Patină de întrebuințare. | Complexul Național Muzeal Astra, Sibiu | Cimec    |
|      | Lapocka (în limba maghiară)                                                                         | Datare: 1889 Material: lemn; carpen; cioplit; crestat; sculptat; excizat; finisat. | Piesă cioplită dintr-o bucată de lemn în formă de floare. Atât floarea propriu-zisă cât și mânerul sunt crestate cu motive florale (flori), motive fitomorfe crestate (frunze), motive geometrice crestate (cerc). Motive geometrice excizate (cerc), motive florale excizate (lalea). Capătul superior al piesei este sculptat, motive geometrice (cruce). Inscripție pe o față a piesei „1889 B D Z I”. Culoarea naturală a lemnului. Lucrat manual. Patină de întrebuințare. | Complexul Național Muzeal Astra, Sibiu | Cimec    |
|      | Bâtă                                                                                                | Datare: 1886 Descoperit: jud. HUNEDOARA, SIBIȘEL Dimensiuni: D 3 cm Material: lemn; corn; cioplit; incizat; crestat. | Băț cioplit în formă cilindrică, partea superioară e îngroșată și rotunjită în formă de măciulie. Pe măciulie are incizată inscripția „1886 Ger E pr”. Decor dispus în partea superioară. Motive geometrice (cerc, punct, cruce în X, zigzag, hașuri, romb, dinți de lup), florale, fitomorfe (frunze). Lemnul e crăpat de-a lungul fibrei. Bâta era folosită ca instrument de sprijin de către ciobani și/sau era folosită ca armă contra fiarelor. Culoarea naturală a lemnului. Patină de întrebuințare. Lucrată manual. | Complexul Național Muzeal Astra, Sibiu | Cimec    |
|      | Spărgător de alune                                                                                  | Datare: 1830 Descoperit: jud. BRAȘOV, com. BRAN, SOHODOL Material: lemn; alun; cioplit; crestat; sculptat; găurit; asamblat. | Unealtă din lemn alcătuită din două brațe încrucișate, îmbinate la extremitatea superioară și fixate cu un cui de lemn. Decor crestat pe toată suprafața piesei, motive geometrice (cruce în X, romb, dinți de lup), motive fitomorfe (brad, frunze). Inscripție crestată „1830”. Capetele brațelor sunt sculptate. Pe interior se observă forma alunelor ce au fost zdrobite. Culoarea naturală a lemnului. Lucrat manual. Patină de întrebuințare. | Complexul Național Muzeal Astra, Sibiu | Cimec    |
|      | Păpușar                                                                                             | Datare: 1865 Descoperit: jud. COVASNA, com. MUNICIPIUL TÂRGU SECUIESC Dimensiuni: H 3 cm Material: lemn; paltin; cioplit; crestat; excizat. | Piesă cioplită în formă dreptunghiulară formată din două bucăți de lemn. Bucățile de lemn sunt separate, se introduc una în cealaltă. Piesa superioară are patru prelungiri la capete. Piesa inferioară este prevăzută la capete cu patru șanțuri. Prelungirile de la capete au rolul de îmbinare a piesei. Interiorul celor două bucăți prezintă decor similar. Decorul este constituit din motive astrale crestate în relief (roată stelară), motive fitomorfe crestate în relief (brad), motive geometrice crestate în relief (dinți de fierăstrău, cruce în X, spirală). Inscripție „865 стоІКԒ” aflată pe piesa superioară, partea nedecorată. Lemn crăpat de-a lungul fibrei. Culoarea naturală a lemnului. Lucrat manual. Patină de întrebuințare. | Complexul Național Muzeal Astra, Sibiu | Cimec    |
|      | Cămașă                                                                                              | Datare: Prima jumătate a secolului al XIX-lea (cca. 1820) Descoperit: jud. CLUJ, com. POIENI, MORLACA Material: Cămașă femeiască; giolgiu, pânză țesută din băteală, urzeală bumbac, țesută în două ițe; croi format în față dintr-un lat, în spate un lat; mânecile formate dintr-un lat, și o fâșie care formează fodorul (separat); broască pentagonală; în laterală un clin                                       | Cămașă femeiască, cu beată, cu fodori dantelați; structură simetrică a decorului; decor geometrizant, câmpuri decorative clar delimitate la beată, sub formă de șiruri pe piept, pe lungimea mânecii, la fodori; alternanță cromatică, decorativă; motive geometrice, linie, romb, religios, cruce, floral, floare (dantelă); crem, negru, lila, mov. | Complexul Național Muzeal Astra, Sibiu | Cimec    |
|      | Cămașă                                                                                              | Datare: Începutul secolului al XIX-lea (cca 1800) Descoperit: jud. CLUJ, com. POIENI, MORLACA Material: Cămașă femeiască; giolgiu, pânză țesută din băteală, urzeală bumbac, țesută în două ițe; mai scurtă în față; croi format în față dintr-un lat, câte un clin pe laterale; în spate un lat; mânecile formate dintr-un lat cu rol de pavă pentagonală, și un clin,                                               | Cămașă femeiască, cu beată, fodori foarte lungi; structură simetrică a decorului; decor floral și geometrizant, câmpuri decorative clar delimitate la beată, sub formă de șiruri pe piept, pe lungimea mânecii, la fodori; alternanță cromatică, decorativă; motive geometrice, linie, unghi, triunghi, romb, cerc, floral-vegetal, floare, lujer cu frunze; alb, crem. | Complexul Național Muzeal Astra, Sibiu | Cimec    |
|      | Cioareci copil                                                                                      | Datare: 1896 Descoperit: jud. BIHOR, BEIUȘ Dimensiuni: LA crac: 14 cm Material: Cioareci copil; țesătură de lână în patru ițe; două despicături în față, în spatele cărora sunt două bucăți triunghiulare de pănură; tiv lat la betelie pentru brăcinar; formați din doi lați de pânză în față, în spate croiți cu fund și doi clini triunghiul                                                                       | Cioareci copil, două buzunare false, despicați pentru curea; ornamentat bogat pe partea frontală, laterale, spate; décor geometric, alternanță decorativă, linie, bucle, roate; cromatică: alb, roșu, negru. | Complexul Național Muzeal Astra, Sibiu | Cimec    |
|      | Suman copil                                                                                         | Datare: 1898 Descoperit: jud. BIHOR, BEIUȘ Material: Suman lung, cu guler înalt, despicat în față; țesătură de lână în patru ițe; spatele format dintr-un lat de pânză, care se despică în doi clini pe umeri care se prelungesc formând lateralele feței; în lateralele crestăturii frontale mai este câte un clin;                                                                                                  | Haină lungă, evazată cu gât înalt, despicat în față, cu două buzunare false; ornamentat bogat pe partea frontală, laterale, jumătatea inferioară a mânecilor, pe spate doar în partea inferioară, în rest lipsește; alternanță decorativă, cromatică; interior alb, exterior ornamentat pe fond alb, la guler, partea frontală superioară, de jur împrejur pe marginea inferioară, îmbinările de foi laterale, buzunare, jumătatea inferioară a mânecilor, câmpuri compacte cu fâșii și bucăți pătrate, dreptunghiulare, ovoidale de țesătură, roșii, portocalii, albastre, broderie simplă sub formă de cusătură multicoloră, găitan negru, în "roate", "zulufi", bucle și cipcă; datat “1898” pe piept, broderie; motive geometrice, linie, zig-zag, "roate", "zulufi", punct, linie ondulată, dreptunghi, oval, motive astrale, stea, coroană, religioase, cruce, florale; alb, roșu, negru, albastru, verde, mov, galben. | Complexul Național Muzeal Astra, Sibiu | Cimec    |
|      | Cană de breaslă Autor: Johannes Mans                                                                | Datare: 1818 Descoperit: jud. BRAȘOV, FĂGĂRAȘ Dimensiuni: Î: 38 cm Material: lut, angobă, oxizi, smalț de plumb, ardere oxidantă; Piesa este modelată pe roata olarului și manual, angobată, smălțuită, decorată prin aplicare și inscripționare, arsă de două ori | Cană mare cu 2 toarte laterale, decorate manual prin presare cu degetul pe laterale, iar pe mijloc cu câte un brâu aplicat. Forma sferică cu baza îngustă, gura largă cu gâtul scurt. Sub buză sunt aplicate 10 rozete (5 pe-o parte, 5 pe cealaltă parte). Suprafața decorativă a piesei este împărțită în 3 registre. Primul registru conține decorul principal al vasului fiind alcătuit, pe-o parte din "arborele vieții" stilizat, compus din 3 tulpini de lalele și 2 de margarete, încadrat de rozete aplicate, motive fitomorfe și avimorfe - inițial de 4 păsări, din care doar 2 din partea superioară sunt vizibile. Diametral opus este redat tot un "arbore al vieții", alcătuit din 7 tulpini - 3 de lalele, 2 de margarete și 2 de boboci de lalea, încadrat în partea superioară de 2 păsări. În registrul al doilea este incizată inscripția: PROANO 1818-MICHAEL SCHUSTER. Registrul al treilea este alcătuit dintr-un șirag de rozete aplicate și inscripția în germana veche: "Breasla curelarilor din Făgăraș a comandat această cană cu toarte pentru 2 maiștri de breaslă, la olarul Johannes Mans". Se remarcă pictarea în interior a vasului cu linii verticale maro, pe fond galben și smălțuirea totală în interior. Cana nu este în totalitate pictată și smălțuită, meșterul se oprește la 3 cm deasupra bazei și delimitează cele 2 suprafețe printr-o bandă neregulată de culoare maro. | Complexul Național Muzeal Astra, Sibiu | Cimec    |
|      | Cahlă de sobă                                                                                       | Datare: Secolul al XVIII-lea Dimensiuni: AD: 3,5 cm Material: lut de cahle, nisip, caolin, oxid de cupru, smalț, două arderi oxidante, modelată din lut prin presare manuală în tipar, pastă fină, bine arsă la roșu – cărămiziu, pe spate urme de butoni. | Cahlă cu rame laterale, pătrată, angobată, smălțuită verde, décor în relief cu motive ornamentale: heraldice, avimorfe, skeomorfe, geometrice și florale. Într-un medalion octogonal este amplasat un vultur bicefal cu aripile deschise, având pe cele două capete câte o coroană mică cu cruce. Între cele două capete s-a așezat o coroană mai mare, deschisă, cu cruce și cu două benzi desfășurate în jos. În gheare, vulturul ține însemnele puterii, în gheara stângă sceptrul, iar în cea dreptă, globul cu crucea (însemnul puterii creștine). Pe piept poartă un scut heraldic cu marginea părții joase rotunjite. Câmpul scutului este despărțit în două registre, în cel superior sunt așezate însemnele heraldice, compuse din mai multe dungi verticale încadrate cu câte două săbii încrucișate și suprapuse, iar în registrul inferior sunt înscrise două semicercuri cu cruce în mijloc și o altă cruce așezată în câmp deschis. Colțurile inferioare ale medalionului sunt decorate cu două arce de cerc, iar colțurile superioare cu câte o floare de lalea. | Complexul Național Muzeal Astra, Sibiu | Cimec    |
|      | Cahlă de sobă                                                                                       | Datare: Secolul al XVIII-lea Dimensiuni: AD 3,5 cm Material: lut de cahle, nisip, caolin, cobalt, smalț, două arderi oxidante.Modelată din lut prin presare manuală în tipar, pastă bine arsă, pe spate urme de butoni. | Cahlă de sobă cu rame laterale, pătrată, angobată, smălțuită, décor în relief cu motive ornamentale: skeomorfe, florale și fitomorfe. Părțile reliefate sunt pictate cu pensula cu albastru de cobalt. La baza cahlei este amplasat un vas în care este așezată o cunună de flori, în mijlocul căreia este situată floarea-soarelui. Aceasta este flancată de vrejuri cu frunze, direcționați în cele patru colțuri ale cahlei, la terminații având câte o lalea. Între cele doi lujeri din părțile superioare este așezat un semicerc punctat cu o floare la mijloc, iar pe cele două laturi câte două flori sugerate prin buline. Întreaga compoziție este încadrată într-o ramă simplă. | Complexul Național Muzeal Astra, Sibiu | Cimec    |
|      | Cahlă de sobă                                                                                       | Datare: Secolul al XVIII-lea Descoperit: jud. Brașov, Brașov Dimensiuni: AD 4 cm Material: lut de cahle, nisip, o singură ardere oxidantă.Modelată din lut prin presare manuală în tipar, pastă poroasă, bine arsă la roșu - cărămiziu, pe spate urme de butoni. | Cahlă cu rame laterale, pătrată, nesmălțuită, inscripționată, décor în relief cu motive ornamentale: arhitectonice, skeomorfe, florale și fitomorfe. Pe cele două părți laterale ale cahlei este amplasată câte o coloană cu piedestal și capitel, deasupra cărora este așezată câte o floare de lalea. În spațiul dintre cele două coloane este așezat pomul vieții elenistic compus dintr-un pocal cu talpă în care este așezat un buchet de flori. Pocalul este flancat de două frunze de acant care ocupă spațiile din cele două colțuri inferioare. Buchetul este format dintr-un lujer așezat central, cinci garoafe și patru frunze de acant, care se întind pe toată suprafața destinată decorului. În partea superioară a cahlei între garoafă și cele două frunze de acant sunt înscrise inițialele M - M. | Complexul Național Muzeal Astra, Sibiu | Cimec    |
|      | Cahlă de sobă                                                                                       | Datare: Secolul al XVIII-lea Dimensiuni: AD 5 cm Material: lut de cahle, nisip, caolin, oxid de cupru, smalț, două arderi oxidante.Modelată din lut prin presare manuală în tipar, pastă fină, arsă la roșu - cărămiziu, pe spate urme de butoni. | Cahlă cu rame laterale, pătrată, décor în relief cu motive ornamentale geometrice și florale. Compoziția reprezintă o variantă a brocatului, fiind alcătuită dintr-un șir de casete, de formă neregulată, amplasate vertical. Casetele sunt legate între ele printr-o tijă mică dispusă orizontal. În interiorul casetelor sunt așezate în cruce patru lalele cu puncte în mijloc. Porțiunile marginale prezintă jumătăți de casete, care se întregesc pe cahlele alăturate. | Complexul Național Muzeal Astra, Sibiu | Cimec    |
|      | Cănceu                                                                                              | Datare: Secolul al XVIII/lea Descoperit: jud. SIBIU, Chirpăr Dimensiuni: Î: 19,6 cm Material: lut, angobă, oxizi, smalț, modelat pe roata olarului, angobat, decorat cu cornul, smălțuit, arderi succesive | Cănceu cu corpul ușor bombat, gât alungit, marginea părții superioare dreaptă, toarta dispusă de la gât la diametrul maxim al vasului. De la punctul de pornire al gâtului până la diametrul maxim al vasului sunt dispuse patru brâie realizate prin incizie cu un instrument subțire, în lutul moale. Pe suprafața dintre brâie, apar diferite ornamente geometrice stilizate, precum arce de cerc în interiorul cărora sunt redate palmete, motive florale și linii paralele. | Complexul Național Muzeal Astra, Sibiu | Cimec    |
|      | Spărgător de alune                                                                                  | Datare: 1784 Descoperit: jud. NEAMȚ Material: lemn; stejar; corn?; metal; cioplit; crestat; pirogravat; asamblat. | Unealtă din lemn alcătuită din două brațe încrucișate, din lemn de esențe diferite, îmbinate la extremitatea superioară și fixate cu un cui de metal. Cele două brațe sunt desprinse. Decor crestat pe capătul superior al unui braț, motive geometrice (dinți de lup). Pe celălalt braț este pirogravat „1784”. Pe interior se observă forma alunelor ce au fost zdrobite. Culoarea naturală a lemnului. Lucrat manual. Patină de întrebuințare. | Complexul Național Muzeal Astra, Sibiu | Cimec    |
|      | Cănceu                                                                                              | Datare: Secolul al XIX-lea Descoperit: jud. SIBIU, Gușterița Dimensiuni: Î: 23,9 cm Material: lut, nisip, angobă, oxizi, smalț; modelată la roata olarului; angobată, pictată cu cornul și pensula, smălțuită, ardere succesivă | Cănceu piriform, gât alungit, prevăzut cu o toartă. Suprafața decorativă a vasului este pictată cu cornul pe fond de angobă albă. Decorul floral este dispus orizontal în două registre despărțite de o bandă cu motive florale stilizate redate prin puncte mici dispuse circular. Decorul central este încadrat în partea superioară și inferioară de benzi late de culoare albastră și galbenă, mărginite de linii subțiri albastre. | Complexul Național Muzeal Astra, Sibiu | Cimec    |
|      | Ulcior de păcăleală; Vexirkrug                                                                      | Datare: Secolul al XVIII-lea Descoperit: jud. SIBIU, RĂȘINARI Dimensiuni: Î: 19 cm Material: lut, angobă, oxizi, smalț; modelată la roata olarului, angobată, decorată cu pensula și cornul, ardere oxidantă succesivă | Ulcior cu corpul bombat, gâtul înalt și zvelt, prevăzut cu două toarte dreapte, gura este ușor evazată și prezintă șase tuburi de scurgere, numite popular țâțe de băut. Partea superioară este smălțuită verde, iar corpul prezintă un brâu aplicat așezat pe diametrul maxim al vasului care segmentează decorul în două registre. Registrele sunt ornamentate cu motivul palmetei cu vârful în sus, terminat în spirale, intercalat de linii oblice. | Complexul Național Muzeal Astra, Sibiu | Cimec    |
|      | Cahlă de sobă                                                                                       | Datare: Secolul al XVIII-lea Descoperit: jud. BRAȘOV, Brașov Dimensiuni: Ad: 4,5 cm Material: lut de cahle, nisip, o singură ardere oxidantă,modelată din lut prin presare manuală în tipar, pastă fină, bine arsă la roșu - cărămiziu, pe spate urme de textile și butoni. | Cahlă cu rame laterale, dreptunghiulară, nesmălțuită, décor în relief cu motive ornamentale: astrale, fitomorfe și florale. Compoziția reprezintă un ansamblu fitomorf specific stilului baroc. Pe suprafața cahlei este amplasat un medalion în formă romboidală realizat din mai multe S-uri, în care sunt așezate central în formă de cruce, patru frunze de acant și o rozetă. Din medalion pornesc spre cele patru colțuri ale cahlei patru frunze mari de acant, care au pe extremități câte un cocon plin cu sâmburi. | Complexul Național Muzeal Astra, Sibiu | Cimec    |
|      | Iie învârtită                                                                                       | Datare: 1800 Descoperit: jud. BRAȘOV, com. ORAȘ ZĂRNEȘTI, ZĂRNEȘTI Material: Urzit și bătut bumbac; decor cu arnici și fir metalic/ țesut în 2 ițe; croit; încheiat cu mâna; cusut cu mâna înaintea acului; încrețit; brodat cu mâna pe încreț; brodat peste fire; festonat; cheiță. | Cămașă femeiască încrețită, fără poale, largă și scurtă în talie, croită din: patru foi (două față, spate, două mâneci), trei clini (spate; mâneci) și un clin dreptunghiular sub brațe. Părțile cămășii încheiate cu cheiță roșu-violet și maro sau cusute cu zig-zag în același tonuri cromatice, obținând rol decorativ. Gura în față, se încheie prin legare cu șnur răsucit. Decor amplasat la gât, pe piept, peste umăr, de-a lungul mânecii, la încheietura mânecii și la spate. Interpretare geometrizantă. La gât: încrețit; marginea superioară festonată cu roșu și maro; peste încreț brodat cu motive florale, "floricele", cu aceleași culori. Pieptul din două foi unite la centru cu cheiță. De o parte și de alta a gurii, pe piept, câte un șir de motive geometrice dispuse vertical, pătrate cu motive florale puternic stilizate, cusute cu maro și umplute cu puncte roșu-violet și auriu. Mâneca largă, foarte lungă, compusă din două fâșii care se îngustează spre încheietură, și un clin mic care începe de la altiță până la jumătatea mâneci, încheiat cu cheiță maro și roșie. Mâneca se poartă învârtită de la altiță în jos. Peste umăr altiță lată brodată cu patru șiruri, delimitate între ele cu un rând cusut înaintea acului cu alb, cu motive cusute des, cu maro și puncte roșii-violet și aurii. Primul șir separat de celelalte trei. Din altiță, coboară de-a lungul mânecii, circular până la încheietură un șir de broderie cu motiv similar celui de pe umăr. La spate linia de încheiere cu mânecile brodate motive florale stilizate ”fuști” dispuse în linie cu maro și puncte roșii-violet și aurii. La poale netivit. Cromatică: alb (fond), roșu-violet, maro, auriu. | Complexul Național Muzeal Astra, Sibiu | Cimec    |
|      | Iie învârtită                                                                                       | Datare: prima jumătate sec. XIX Descoperit: jud. BRAȘOV, com. BRAN, SOHODOL Material: Urzit și bătut bumbac; decor cu arnici și mătase/ țesut în 2 ițe; croit; încrețit; încheiat cu mâna; cusut cu mâna; brodat cu mâna pe încreț; brodat peste fire; festonat; cheiță; tivit; aplicat; răsucit | Cămașă femeiască încrețită, fără poale, largă și scurtă în talie, croită din: patru foi (două față, spate, două mâneci), trei clini (spate; mâneci) și un clin triunghiular sub brațe. Părțile cămășii încheiate cu cheiță roșie, obținând rol decorativ. Gura în față, se încheie prin legare cu șnur. Decor amplasat la gât, pe piept, peste umăr, de-a lungul mânecii, la încheietura mânecii și la spate. Interpretare geometrizantă. La gât încrețit, marginea superioară festonată cu roșu; bentiță aplicată, cusută cu roșu; pe sub guler, peste încreț brodat cu motive florale, "floricele", cu roșu. Pieptul din două foi unite la centru cu cheiță roșie. Pe lângă gură motive florale, "floricele" cu roșu. De o parte și de alta a gurii, pe piept, câte un șir de motive geometrice dispuse vertical, pătrate brodate cu roșu și motive skeomorfe ”cârligul ciobanului”. Mâneca largă, foarte lungă, compusă din două fâșii care se îngustează spre încheietură, și un clin mic care începe de la altiță până la jumătatea mâneci. Mâneca se poartă învârtită de la altiță în jos. Peste umăr altiță lată brodată cu patru șiruri, delimitate între ele cu un rând cusut înaintea acului cu mătase albă, cu motive skeomorfe ”cârligul ciobanului” cusute des, cu roșu. Sub broderie încrețeală, ”crețu” cu alb și motive romboidal compuse. Din altiță, coboară de-a lungul mânecii, circular până la încheietură un șir de broderie cu motiv similar celui de pe umăr. La spate linia de încheiere cu mânecile festonată cu roșu și brodat, pe lângă, cu motive similare celor de la gură. La poale tivit. Cromatică: alb (fond), roșu. | Complexul Național Muzeal Astra, Sibiu | Cimec    |
|      | Antereu mocănesc                                                                                    | Datare: 1832 Descoperit: jud. BRAȘOV, com. MUNICIPIUL SĂCELE, SATULUNG/ SĂCELE Material: Urzit și bătut lână; pânză din bumbac; decor cu șnur tip găitan și ornamente metalice/ țesut în 2 ițe; dat la piuă; croit; încheiat la mașină; cusut cu mâna; croșetat; aplicat | Haină bărbătească din dimie albă, bătută la piuă, lungă, ”din cioarec de habă (țigaie)”. Croi larg compus din: două aripi față din câte o foaie de pânză și un clin unite pe lungime; spate și două mâneci dintr-o foaie; broască și doi clin din trei bucăți, sub braț. Haină deschisă în față, se încheie prin legare cu șnur împletit, negru, ”se înoadă cu baeri la grumazi, încolo se strânge înjurul corpului, ca o mantie”. Pe aripa dreaptă 12 ornamente metalice sferice, cu striații, asemănătoare unor boboci de flori, grupate câte trei. Decor amplasat la gât, pe piept, la buzunar, la încheietura mânecii, la spate, liniile de unire a foilor și clinilor. Interpretare naturalistă. La gât răscroit, guler lat de 3 cm, de jur împrejur aplicat șnur negru, sub formă de motiv fitomorf și geometric, linie și zig-zag. Pe piepți, până în dreptul buzunarelor, aplicații de șnur sub formă de motive fitomorfe și motive skeomorfe, cârligul. Pe aripa stângă și dreaptă, central față, două buzunare cu aplicații similare care se continuă pe sub brațe până la clinul din spate. La încheietura mânecilor: deschizătură de 12 cm; aplicații similare care formează un chenar în interiorul căruia este cusut un șir romboidal; se leagă cu șnur negru. Pe interior, în jumătatea superioară, gât și aripi piesa este căptușită cu pânză din bumbac țesută în 2 ițe. La poale, în părți, răscroit și aplicat șnur negru de jur împrejur. Cromatica: alb (fond), negru. | Complexul Național Muzeal Astra, Sibiu | Cimec    |
|      | Antereu mocănesc                                                                                    | Datare: 1832 Descoperit: jud. BRAȘOV, com. MUNICIPIUL SĂCELE, SATULUNG/ SĂCELE Material: Urzit și bătut lână; pânză tip industrial; decor cu șnur tip găitan și ornamente metalice/ țesut în 2 ițe; dat la piuă; croit; încheiat la mașină; cusut cu mâna; croșetat; aplicat | Haină bărbătească din dimie albă, bătută la piuă, lungă, ”din cioarec de habă (țigaie)”. Croi larg compus din: două aripi față din câte o foaie de pânză și un clin; spate și două mâneci dintr-o foaie; broască și clin dintr-o foaie și două bucăți, sub braț. Haină deschisă în față, se încheie prin legare cu șnur împletit, negru, ”se înoadă cu baeri la grumazi, încolo se strânge înjurul corpului, ca o mantie”. Pe aripa dreaptă 12 ornamente metalice sferice, cu striații, asemănătoare unor boboci de flori, grupate câte trei. Decor amplasat la gât, pe piept, la buzunar, la încheietura mânecii, la spate, liniile de unire a foilor și clinilor. Interpretare naturalistă. La gât răscroit, guler lat de 3 cm, de jur împrejur aplicat șnur negru, sub formă de motiv fitomorf și geometric, linie și zig-zag. Pe piepți, până în dreptul buzunarelor, aplicații de șnur sub formă de motive fitomorfe și motive skeomorfe, cârligul. Pe aripa stângă și dreaptă, central față, două buzunare cu aplicații similare care se continuă pe sub brațe până la clinul din spate. La încheietura mânecilor: deschizătură de 12 cm; aplicații similare care formează un chenar în interiorul căruia este cusut un șir romboidal; se leagă cu șnur negru. Pe interior, în jumătatea superioară, gât și aripi piesa este căptușită cu pânză din bumbac țesută în 2 ițe; pe margini și la deschizătura mânecii căptușeală din pânză de mătase maro. La poale, în părți, răscroit și aplicat șnur negru de jur împrejur. Cromatica: alb (fond), negru. | Complexul Național Muzeal Astra, Sibiu | Cimec    |
|      | Iie bătrânească Autor: Stan Maria                                                                   | Datare: 1899 Descoperit: jud. SIBIU, com. ȘURA MARE, ȘURA MARE Material: Urzit și bătut bumbac; decor cu arnici și fir metalic/ țesut în 2 ițe; ales printre fire; croit; încheiat cu mâna; cusut cu mâna; cusut înaintea acului; cusut cu tighel; încrețit; brodat cu mâna peste încreț; brodat în punct pe dos; brodat în cruce; festo                                                                              | Cămașă încrețită, scurtă în talie. Croi larg compus din patru foi (față, spate, două mâneci), doi clini (mâneci) și broască cu pavă pentagonală sub brațe. Gura în partea stângă cusută cu zig-zag roșu. Mânecile largi, pornesc din gât și se termină cu pumnași întorși cca 16 cm. Interpretare geometrizantă. Decor amplasat la gât, pe piept, peste umăr, de-a lungul și la încheietura mâinii, pava, liniile de unire a foilor. La gât: marginea superioară festonată cu roșu ”brânel”; încrețit; beată, îngustă în față și mai lată la spate, brodată cu motiv geometric, cruce în X, dispus în linie și în alternanță cromatică, negru, verde, auriu, albastru, pe fond roșu; pe încreț ciupag cu motive antropomorfe stilizate, ”ochi”; sub ciupag colțișori mici, cusuți cu negru. La spate, peste încreț, zig-zag, cusut cu roșu. Pe piept, central și longitudinal, realizată o deschizătură cusută cu zig-zag roșu; sub deschizătură festonat cu roșu și puncte albastre, verzi și aurii; de o parte și de alta pe o lungime de 33 cm ajur: linie roșie în punct feston și motive fitomorfe stilizate dispuse în linie și policrom. Peste umăr, altiță cu motive fitomorfe stilizate redate alternativ cu roșu, negru, verde, albastru și puncte aurii. De-a lungul mânecii: din altiță coboară până deasupra cotului trei șire scurte cu motive florale stilizate și motive simbolice, cruce în aceleași tonuri; din gât până la pumnaș, pe linia de unire: feston dublu, cu negru, rezultând astfel un ”umbrej”, cusut pe dos pe porțiunea întoarcerii pumnașului; încadrat de două șiruri de ajur. Spre spate în unghiul format cu pava pe lângă feston șir de motive florale cusute mărunt în alternanță roșu și negru. La încheietură, mâneca este încrețită, cu pumnași cusuți pe dos (pentru ca la întoarcere broderia să se vadă pe față); bentiță aplicată cu broderie roșie; pe încreț și deschizătura pumnașului zig-zag cu roșu. La spate linia de unire cu mânecile și jumătate din pavă festonat cu negru și roșu, pe lângă feston șir dispus vertical cu motive fitomorfe similare celor de pe altiță. Pava festonată cu negru sau cusută cu zig-zag roșu, și motive florale cusute mărunt pe câte o latură; la jumătatea pavei aplicat un petec de formă triunghiulară, cu vârful dispus în jos, cusut de jur împrejur cu zig-zag roșu și pe unghiul vârfului șirul de motive florale mărunte, care coboară de pe mânecă; central pe petec inscripție: ”1899.” (pava dreaptă); ”M B.” (pava stângă). La pava vărgi foarte subțiri, alese din băteală cu roșu. Tivit la poale. Cromatică: alb (fond), roșu, negru, albastru, verde, bleu, auriu. | Complexul Național Muzeal Astra, Sibiu | Cimec    |
|      | Lăibărică de mireasă                                                                                | Datare: 1902 Descoperit: jud. BRAȘOV, com. MOIECIU, MOIECIU DE JOS Material: Mătase; căptușeală din dimie - lână; încheiat cu metal (moș și babă)/ țesut în 2 ițe la război industrial; croit; încheiat și tivit la mașină; căptușit; brodat mecanic; aplicat. | Lăibărică din mătase, ușor evazată; fără mâneci; răscroită la gât, mâneci și lateral la poale; confecționat din patru foi (două aripi față și două părți spate) dintr-o pânză din mătase verde, de tip industrial. De jur împrejurul marginilor: la gât, umeri, aripi, poale, răscroitură este aplicată o bandă de mătase aurie brodată cu motive florale și fitomorfe: grup floral cu flori, boboci și frunze dispuse simetric și liniar, cusute cu crem, verde și albastru. Se încheie în față, cu patru moși și babe de dimensiuni mari, dispuși central pe fiecare aripă. Pe interior piesa este căptușită cu un material din lână, dimie albă, cusută cu ață neagră. Cromatică: verde; auriu; crem; albastru; alb (căptușeală). | Complexul Național Muzeal Astra, Sibiu | Cimec    |
|      | Pieptar femeiesc despicat                                                                           | Datare: 1900 Descoperit: jud. SIBIU, com. TILIȘCA, TILIȘCA Material: Piesă croită din piele de ovină cu blană, decor cu meșină, pojiță, mătase, arnici, fir metalic/ pielea argăsită, tăbăcită, croită, cusută cu mâna; decor aplicat, decor brodat după desen, împletit. | Pieptar femeiesc, despicat în față, fără mâneci, puternic răscroit la umeri și la gât, în talie ușor evazat și clini laterali, de lărgire sub braț, se închide la gât în zona superioară a despicăturii, de o parte și de alta câte un ciucure policrom ornamental. La gât și coborând pe marginea aripilor până la jumătate aplicată ciopradă cu alb, negru și roșu; de la jumătate în jos și la poale, de jur împrejur paspoal din meșină roșie și tăieturi negre. Decor brodat dispus la gât, umeri, aripi, clini, poale, spate. Interpretare naturalistă, organizare lineară. La gât: șinor; lanț cu oni; gârbaci cu roșu, verde și negru; șnur cu moțuri și colțuri cu puncte. La răscroitură brațe, în partea din față colțuri cu puncte. Pe aripi, decor dispus vertical, spre margini împărțit în două registre, jumătatea superioară bandă lată cu broderii și cusături alternative: pojiță roșie brodată cu lanț de oni; moțuri duble negre; șinor; ciupradă; gârbaci dublu împărțit central de o cusătură tip feston și boituri mari dispuse alăturat asemeni unui brâu; jumătatea inferioară: vrej cu frunze și puncte; brâu de flori; șinor; lanț cu pene; floare de pieptar, o boitură. Pe colț motiv floral stilizat și pe linia de unire a meșinei albe, șinor și vrej. În dreptul taliei, buzunar dispus în partea dreaptă, față: chenar din șnur cu moțuri negre; decor cu gârbaci cu verde, roșu și negru, ciupradă cu alb, roșu și negru, șinor și floare mare de buzunar cu 4 „boituri” (ciucuri mici ornamentali); central inscripție „1 Mărie 9 Răceu 00”. La poale lanț cu pene. Clinii cu: doi ciucuri policromi ornamentali dispuși unul la capătul superior cu ciopradă, șinor și ciupagel, în chenar de moțuri negre și al doilea la capătul inferior aplicat pe pojiță roșie cu două șiruri de gârbaci și ciopradă; în interior clin: meșină roșie ”amnar”, motive florale și fitomorfe dispuse într-un ansamblu. Spatele: central neornamentat; la răscroitură brațe motive fitomorfe, foi de vrej încadrate de șinor și spre interior moțuri; central la poale lanț cu pene și șinor. Cromatică: alb (fond), roșu, negru, verde, maro, vișiniu, galben, auriu, albastru, bleu, mov. | Complexul Național Muzeal Astra, Sibiu | Cimec    |
|      | Pieptar femeiesc despicat                                                                           | Datare: 1886 Descoperit: jud. SIBIU, com. ORAȘ SĂLIȘTE, SIBIEL Material: Piesă croită din piele de ovină cu blană; decor cu meșină, pojiță, mătase, arnici, fir metalic, nasture din lemn/ pielea argăsită, tăbăcită, croită, cusută cu mâna; decor aplicat, decor brodat după desen, împletit. | Pieptar femeiesc, despicat în față, fără mâneci, puternic răscroit la umeri și la gât, în talie ușor evazat și clini laterali, de lărgire sub braț, se închide la gât cu un nasture din lemn (lipsă) și o gaică din pojiță roșie. La gât un ciucure policrom dispus pe aripa dreaptă și un nasture din lemn cu rol ornamental pe aripe stângă. La gât și coborând pe marginea aripilor până la jumătate aplicată ciopradă cu alb, negru și roșu; de la jumătate în jos și la poale, de jur împrejur paspoal din meșină roșie și tăieturi negre și verzi. Decor brodat dispus la gât, umeri, aripi, clini, poale, spate. Interpretare naturalistă, organizare lineară. La gât: colțișori din pojiță roșie și neagră; gârbaci verde cu roșu și negru din loc în loc; șnur care coboară pe aripi și colțuri cu puncte. La răscroitură brațe, în partea din față șinor și colțuri cu puncte. Peste umeri: moțuri; șinor și vrej cu oni și puncte. Pe aripi, decor dispus vertical, spre margini împărțit în două registre, jumătatea superioară bandă lată cu broderii și cusături alternative: pojiță roșie cu ciopradă cu verde și negru și colțuri cu puncte în marginea dinspre interior; vrej cu oni; ciopradă cu roșu, alb și negru; șinor; gârbaci dublu împărțit central de o cusătură tip feston și șnur cu moțuri duble negre și patru ”boituri” (ciucuri mici ornamentali); jumătatea inferioară: coboară șnurul cu moțuri; o ”boitură”; șinor dispus în lanț cu puncte; floare de pieptar cu oni. Pe colț ”țâncușe”, motiv floral stilizat și pe linia de unire a meșinei albe, șinor și lanț dispus în opturi cu puncte. În dreptul taliei, buzunar dispus în partea dreaptă, față: chenar din șnur cu moțuri negre; decor cu gârbaci cu verde, roșu și negru, ciupradă cu alb, roșu și negru, bentiță cu oni, șinor, trei nasturi de lemn ornamentali și floare mare de buzunar deasupra cu patru ”boituri”; central inscripție „1886”. La poale coboară de jur împrejur șnur cu moțuri. Pe clini: la capătul superior un chenar din moțuri în interiorul căruia sunt dispuse vertical șiruri de gârbaci, ciopradă și central vrej cu puncte; apoi meșină roșie cu tăieturi verzi ”amnar”; două ”boituri” policrome; motive florale și fitomorfe dispuse într-un ansamblu și un pătrat din meșină roșie cu tăieturi în formă de cerc și gârbaci cu verde la capătul inferior. Spatele neornamentat; excepție zona răscroiturii brațelor, colțișori cu muște. Cromatică: alb (fond), roșu, negru, verde, maro, vișiniu, galben, auriu, bleumarin, mov. | Complexul Național Muzeal Astra, Sibiu | Cimec    |
|      | Pieptar femeiesc despicat                                                                           | Datare: 1888 Descoperit: jud. SIBIU, com. ORAȘ SĂLIȘTE, SĂLIȘTE Material: Piesă croită din piele de ovină cu blană; decor cu meșină, pojiță, mătase, arnici, fir metalic, nasture din metal/ pielea argăsită, tăbăcită, croită, cusută cu mâna; decor aplicat, decor brodat după desen, împletit. | Pieptar femeiesc, despicat în față, fără mâneci, puternic răscroit la umeri și la gât, în talie ușor evazat și clini laterali, de lărgire sub braț. La gât un ciucure policrom dispus pe aripa dreaptă și doi nasturi din metal, unul pe aripa dreaptă cu rol de închidare și unul pe aripa stângă cu rol ornamental. Nasturii de formă rotundă cu mijlocul țuguiat. La gât și coborând pe marginea aripilor până la jumătate aplicată ciopradă cu alb, negru și roșu; de la jumătate în jos și la poale, de jur împrejur paspoal din meșină roșie în formă de colțuri. Decor brodat dispus la gât, umeri, aripi, clini, poale, spate. Interpretare naturalistă, organizare lineară. La gât: colțișori din pojiță roșie și neagră; gârbaci verde cu roșu și negru din loc în loc; șnur care coboară pe aripi și colțuri cu puncte. La răscroitură brațe, în partea din față șinor și colțuri cu puncte. Peste umeri: moțuri; șinor și vrej cu oni. Pe aripi, decor dispus vertical, spre margini împărțit în două registre, jumătatea superioară bandă lată cu broderii și cusături alternative: pojiță roșie cu ciopradă cu verde și negru; vrej cu oni; ciopradă cu roșu, alb și negru; șinor; gârbaci dublu împărțit central de o cusătură tip feston și șnur cu moțuri duble negre și patru ”boituri” (ciucuri mici ornamentali); jumătatea inferioară: coboară șnurul cu moțuri; o ”boitură”; colțuri cu puncte; floare de pieptar diferită pe fiecare aripă. Pe colț ”țâncușe”, motiv floral stilizat și pe linia de unire a meșinei albe, șinor. În dreptul taliei, buzunar dispus în partea dreaptă, față: chenar din șnur cu moțuri negre; decor cu gârbaci cu verde, roșu și negru, ciupradă cu alb, roșu și negru și negru și verde, șinor, doi nasturi metalici ornamentali și floare mare de buzunar deasupra cu două ”boituri”; central inscripție „1888”. La poale coboară de jur împrejur șnur negru cu moțuri. Pe clini: la capătul superior un chenar din moțuri în interiorul căruia sunt dispuse vertical șiruri de gârbaci, ciopradă și central un ciucure mare; apoi meșină roșie ”amnar”; motive florale și fitomorfe dispuse într-un ansamblu și un pătrat din meșină roșie cu ciopradă și gârbaci și un ciucure mare, la capătul inferior. Spatele neornamentat; excepție zona răscroiturii brațelor, colțișori cu puncte și gât (simetric față). Cromatică: alb (fond), roșu, negru, verde, maro, galben, auriu, bleumarin, mov. | Complexul Național Muzeal Astra, Sibiu | Cimec    |
|      | Cojoc                                                                                               | Datare: 1898 Descoperit: jud. SIBIU, com. LOAMNEȘ, ALĂMOR Material: Piele de oaie, blană de oaie, blană de vidră (?), decor cu meșină, pojiță, arnici, mătase, fir metalic/ argăsit, tăbăcit, croit, vopsit, aplicat, cusut, încheiat cu acul, brodat după desen, împletit. | Cojoc femeiesc confecționat din două „aripi”, spate drept dintr-o bucată, mâneci lungi și înguste (la încheietură ajunge să măsoară 13 cm), doi clini laterali. De jur împrejurul marginilor, de la jumătatea aripilor în jos și poale: meșină neagră cu cusături roșii și bleumarin (vânăt). La gât, coborând pe aripi în jos 30 cm și la încheietură mâneci aplicată blană de vidră (?). Decor brodat dispus la gât, umeri, mâneci, aripi, clini, poale, spate. Interpretare naturalistă, organizare lineară în chenar. La gât gârbaci cu verde, roșu și negru. Pe aripi, decor dispus vertical, spre margini împărțit în două registre, jumătatea superioară: șase ciucuri mari, policromi montați pe bumbi din piele, împletiți - un ciucure lipsă; spre interior urmează ciopradă, două gârbace depărțite de un brânel. Ornamentul se termină cu șnur cu moțuri cu aspect de ciucuri de mici dimensiuni care coboară pe linia meșinei albe formând un chenar; jumătatea inferioară: floare de piept, de cojoc și o boitură (ciucure mic). Pe colț ”țâncușe”, motiv floral stilizat și pe linia de unire a meșinei albe, șinor încadrat de o linie dreaptă cu vârful spiralat. Se leagă cu două șnururi răsucite din meșină roșie, neagră și verde, terminate în ciucuri din arnici și blană vidră (?), lipsă de la un capăt. Peste umăr meșină albă și pe linia de aplicare șnur negru cu moțuri. La încheietura mânecii colțuri cu puncte și lanț cu oni. Clinii, formă de con: la capătul superior ciucure ornamental; meșină roșie cu tăieturi în formă de cerc, ”amnar” cusut pe margini cu mov; motive florale, fitomorfe și geometrice dispuse într-un ansamblu cu trei boituri policrome; un pătrat din meșină roșie cu tăieturi în formă de cerc, gârbaci cu verde și negru și un ciucuri mare. Pe fiecare clin încadrând ansamblul floral inscripția ”1”, ”8” - clin stâng și ”9”, ”8” - clin drept. Spatele neornamentat. Cromatica: alb (fond), negru, roșu, ”vânăt”, vișiniu, verde, maro, galben, auriu, mov, albastru. | Complexul Național Muzeal Astra, Sibiu | Cimec    |
|      | ”formă de pe piept” Autor: Achim Tănase                                                             | Datare: Jumătatea sec. XX Descoperit: jud. SIBIU, com. ORAȘ SĂLIȘTE, SĂLIȘTE Dimensiuni: Piesa doi - L: 13,5 cm; La: 8,5 cm. Material: piele de miel; decor cu: arnici, fir metalic/ tăbăcit; desenat; brodat după desen; brodat cu mâna în tehnica ”tighiturii”; a umpluturii și a ”trăsurii” | Ansamblu format din două fâșii de piele, de formă dreptunghiulară, asimetrice, brodate după desen, după un model vechi de la jumătatea secolului al XIX-lea. Ornament de pe pieptul pieptarelor înfundate bărbătești. Interpretare naturalistă. Decor situat pe toată suprafața pe bucățile de piele. Ambele bucăți de piele cu broderie realizată după desen realizat cu penița și tuș negru. Una din piese (L: 14 cm; La: 9,5 cm) având numerotate elementele decorative cu a, b, c, d, e. Decor linear format din mai multe elemente: a-”ochișele” (cunună) cu ”coase” între ele; b-”roate cu oni”; c-”cîrlige cu oni” (în tăieturi); d-”trăsuri cu muște”; e-”onișori”. Cromatică: alb (fond); negru; roșu; vișiniu; maro; verde; vernil; lila; auriu. | Complexul Național Muzeal Astra, Sibiu | Cimec    |
|      | Cojoc de biserică (germ. Kirchenpelz)                                                               | Datare: 1899 Descoperit: jud. BISTRIȚA-NĂSĂUD, com. LECHINȚA Material: Blană de oaie, blană de iepure neagră, meșină colorată, ciucuri din mătase; nasturi și bride îmbrăcate în piele, tăbăcit, găurit, ștanțat, brodat după desen, încheiat cu acul | Cojoc lung femeiesc cu mâneci și guler drept, desfăcut în față, strâns în talie, lărgimea fiind dată de cei trei clinii adăugați la poale. Peste cusături sunt aplicate fâșii de meșină maro ștanțate. Cusătura de piele are rol decorativ, întărind linia de croi, locul de îmbinare a pieilor. Pe piepți și la guler sunt aplicate bucăți din blană de iepure de culoare neagră; încheiat cu patru «bumbi» și bride din piele. Decor geometric și floral stilizat alternând cu ciucuri verzi,albastrii și roșii, dispus pe piepți, spate, umeri poale și mâneci. Piepții sunt decorați cu două motive simetrice reprezentând un buchet floral mare ce se repetă la buzunare și în colțurile de jos. Inițialele properietarul K.M.și anul confecționării 1899 sunt brodate pe piepți din față sus de pe ambele aripi ale cojocului. Cromatica: alb, roșu, verde, albastru, negru, galben. | Complexul Național Muzeal Astra, Sibiu | Cimec    |
|      | Cizme înalte cu tureac (armonică); (germ. Kreiselschuhe)                                            | Datare: prima jumătate a secolului al XIX-lea Descoperit: jud. SIBIU, com. SLIMNIC Dimensiuni: inălțime: 51 cm Material: piele de vițel, căptușeală cu meșină, croit, tălpă din piele, potcoavă metalică, împletitură metalică, plisat, pingeluit | Cizme de formă cilindrică confecționate din piele de bovină vopsite în negru, cu vârf ascuțit și tureac drept (partea de jos în formă de armonică cu 26- 28 pliuri) până la genunchi; pe partea de sus a tureacului cusută o fâșie de meșină maro, căptușită cu piele de box în interior; talpă confecționată din două straturi de piele, pingelită la toc cu o potcoavă metalică prinsă în cuișoare, la vârf prinsă o bucată de piele; | Complexul Național Muzeal Astra, Sibiu | Cimec    |
|      | Frauenbrustlatz (germ.); Bråstpiëlzken (dialect săsesc)                                             | Datare: 1864 Descoperit: jud. ALBA, com. CÂLNIC Material: blană de miel, meșină, lână colorată,copci metalice, argăsit, croit, aplicat, cusut, ștanțat, încheiat, brodat, | Pieptar femeiesc confecționată din piele de oaie , înfundat, deschis pe umăr și partea laterală stânga; se încheie cu cheotori din metal (3 laterali și 1 pe umăr) fără mâneci, puternic răscroit la umeri, în talie ușor evazat și șliț în părți. Tivit de jur împrejur cu meșină roșie și albă, urmată de doua rânduri de fâșii de meșină roșie și vernil ștanțată marcată cu șnur roșu; pe laterale aplicații decupate în forme asimetrice din meșină albă și roșie. Decor brodat cu mătase policromă - roșu, bordo, albastru, maro, verde, muștar, galben. Pe piept motivul central dispus sub răscroiala gâtului un buchet brodat policrom, apoi alt buchet în partea inferioară, iar între ele de o parte și de alta. În parte de jos în colțuri două motive florale simetrice intercalate inițialele "KA"; pe partea din spate datare 1864. Fond: alb; cromatică: (alb, bordo, roșu, albastru, maro, verde) | Complexul Național Muzeal Astra, Sibiu | Cimec    |
|      | Germ. Männerbrustlatz                                                                               | Datare: 1872 Descoperit: jud. SIBIU, Noul Săsesc Material: blană de miel, meșină, nasturi metalici, lână colorată, argăsit, croit, aplicat, cusut, încheiat cu acul, brodat după desen, ștanțat | Pieptar despicat în față, închis cu opt nasturi metalici pe fiecare parte, fără mâneci. Croit din două părți componente (față, spate), răscroit la umeri, drept în talie; la gât, la mâneci, buzunare și părțile laterale paspoal din meșină roșie și albă. În dreptul taliei două buzunare cu clapa în formă de acoladă din piele albă ornamentată de jur împrejur cu meșină roșie și verde și 3 nasturi metalici cu rol decorativ pe fiecare parte (lipsa trei nasturi pe buzunarul stâng) deasupra aplicații din piele roșie. Linia croiului este subliniată de paspoal și colțișori ștanțați din piele albă; pe piept și pe fenta de pe partea stângă a pieptului aplicații de pojiță albă stanțată cu colțișori. Decor naturalist, brodat după desen buchete de flori pe fiecare parte (rodie, lalea), inscripționat: MZ 1872 JF ; Cromatica: alb, negru,verde, bordo, roșu, muștar, violet, argintiu. | Complexul Național Muzeal Astra, Sibiu | Cimec    |
|      | Cordon cu bumbi (germ. Spangengurtel)                                                               | Datare: Sfârșitul secolului XIX Dimensiuni: diametru rozetă: 2,5 cm Material: Piesa este realizată din alamă, pietre din sticlă șlefuite în fațete, mărgele, carton, piele, catifea, pasmanterie industrială; cusut cu acul; tehnici de prelucarea a alamei: prin ciocănire la rece, turnare în matriță, ștanțare,cizelare, asamblare, nitui                                                                          | | Complexul Național Muzeal Astra, Sibiu | Cimec    |
|      | Cataramă de cordon                                                                                  | Datare: sfârșitul secolului al XVI-lea Descoperit: jud. SIBIU Material: Piesa este realizată din alamă, tablă de fier, cârlig; tehnici de prelucrare a metalelor: ciocnire la rece, turnare în matriță, ștanțare,decupare, tehnica repousee, cizelare, împletire | Piesă de formă dreptunghiulară reprezentânt partea din față a unei catarame aparținând unui cordon femeiesc. Piesa este confecționată din alamă turnată în matriță alcătuită din două catarame cu sistem de prindere de tip balama: catarama de formă dreptunghiulară rotunjită la un capăt este realizată prin tehnica de stanțare cu motive florale și vegetale caracteristice stilului renascentist, înconjurate de împrejur de o impletitură aurie; la o extremitate are atașată o cataramă de formă triunghiulară prevăzută la capăt cu un cârlig de prindere; suprafața este decorata cu motive vegetale in tehnica repousse (in relief) ; cromatica: auriu | Complexul Național Muzeal Astra, Sibiu | Cimec    |
|      | Cataramă de cordon                                                                                  | Datare: Secolul XVII Descoperit: jud. SIBIU, Sibiu Material: Piesă realizată din aramă argintată, cârlig; tehnici de prelucrare a metalelor: ciocănire la rece, turnare în matriță, ștanțare, tehnica repousee (în relief), cizelare, nituire | Piesă de formă dreptunghiulară reprezentând partea din față a unei catarame aparținând unui cordon femeiesc. Piesa este confecționată din două bucăți de aramă turnate în matriță; prima de formă dreptunghiulară, realizată prin tehnica "repousee" (stanțare în relief) ornamentată pe întreaga suprafață cu șase îngeri intercalați cu motive florale și vegetale de influență renascentistă și barocă; cea de-a doua piesă de formă triunghiulară prevăzută cu un cârlig de prindere în formă de cap de șarpe;suprafața este decorata cu motive vegetale în tehnica „repousse” (în relief) ; cromatica: auriu | Complexul Național Muzeal Astra, Sibiu | Cimec    |
|      | Cordon cu bumbi (germ. Spangengurtel)                                                               | Datare: Sfârșitul secolului XIX Descoperit: jud. ALBA, Miercurea Sibiului Dimensiuni: diametru rozetă: 5 cm; lănțișor 18 cm, cataramă 23 cm Material: ornamentele realizate din alamă, cositor, piatră de sticlă șlefuită în fațete; carton, piele, catifea, pasmanterie industrială;cusut cu acul; tehnici de prelucrare a alamei: prin ciocănire la rece, turnare în matriță, ștanțare,cizelare, asamblare, nituire | Cordon femeiesc compus dintr-un suport din piele și carton de formă dreptunghiulară îmbrăcat pe partea din spate în catifea de culoare roșie ale căror margini sunt tivite pe partea din față; o bată aplicată pe partea din față (pasmanterie industrială) confecționată cu fir auriu pe care sunt prinse pe spate cu cleme zece rozete aurite; decorul rozetelor este întregit de șase casete de formă cilindrică pietre de sticlă șlefuită în fațete de culoare roșu-rubin și verde la bază la mijloc intercalate pietre roșii și verzi , urmate de sfere metalice de culoare gri; în vârful fiecărei rozete este fixată o casetă de formă rotundă în care sunt țintuite pietre de sticlă roșie și albastră. Cordonul se închide cu două catarame de alamă alcătuite dintr-o parte fixă și una mobilă ce se termină cu câte un cârlig de prindere; pe toată suprafața cataramelor sunt ștanțate ornamente decorative florale vegetale și geometrice intercalate cu patru casete de formă cilindră țintuite cu piatră de sticlă roșie. Marginile acestora sunt decorate cu motivul frânghiei. Cromatica: materiale textile:bordo (catifea) auriu (pasmanterie), auriu (rozetele și cataramele ornamentale din alamă); pietre: roșu și verde; sfere metalice: gri | Complexul Național Muzeal Astra, Sibiu | Cimec    |
|      | Germ. Spangengurtel                                                                                 | Datare: Sfârșitul secolului XIX Descoperit: jud. SIBIU Dimensiuni: diametru rozetă: 5 cm Material: Piesa este realizată din alamă, piatră din sticlă șlefuite în fațete, carton, piele, catifea, pasmanterie industrială; cusut cu acul; tehnici de prelucarea a alamei: prin ciocănire la rece, turnare în matriță, ștanțare,cizelare, asamblare, nituire                                                            | Cordon femeiesc compus dintr-o curea de formă dreptunghiulară. Pe partea din spate cordonul este acoperit cu o bucată de pânză de culoare neagră ale cărei margini sunt cusute de mână de o fâșie de catifea roșie;o bată aplicată pe partea din față (pasmanterie industrială) confecționată cu fir auriu pe care sunt prinse pe spate cu cleme 10 rozete aurite.Decorul rozetelor de tipul unei flori cu 2 rânduri de petale de forma unor mici sfere este întregit de alte sfere metalice de culoare aurie intercalate în jurul și in mijlocul acesteia.În vârful fiecărei rozete este fixată o casetă de formă rotundă în care sunt țintuite pietre de sticlă roșie.La capete sunt prinse două catarame de alamă dreptunghiulare cu capetele rotunjite alcătuite fiecare din câte o parte fixă și una mobilă ce se termină cu câte un cârlig; suprafața cataramelor este stanțată și decupată cu ornamente decorative florale și vegetale (specifice cordoanelor de tip Maitz); marginile decorate cu motivul frânghiei. Cromatica: auriu, roșu, negru | Complexul Național Muzeal Astra, Sibiu | Cimec    |
|      | Germ. Aussteuertruhe                                                                                | Datare: 1775 Descoperit: jud. BRAȘOV, com. Beia Dimensiuni: Î: 35,5 înălțime Material: confecționată din lemn brad/ tăiat, fasonat,asamblat, îmbinare în coadă de rândunică; tempera, vernis/decorare prin pictare cu pensula; metal/ feronerie - șild, balamale bătute la cald; | Piesa de formă paralelipipedică; partea frontală prezintă, prin pictură, două casete identice ca formă și decor, casetele au partea superioară semiovală; ancadramentele casetelor pictate în negru; interiorul casetelor prezintă motive florale: floarea soarelui, rodia încoronată, laleaua, bujorul, garofița; casetele sunt încadrate de motivul cornul abundenței; partea frontală prezintă central un șild al încuietorii; lipsă cheie; pereții laterali pictați cu elemente vegetale dispuse între cele două axe diagonale pictate în alb; capacul: partea exterioară prezintă două chenare în interiorul căruia sunt prezente motive florale; partea interioară a capacului prezintă o maximă scrisa in germană gotică: Trau auf Gott in allen Dingen, so wird dir alles wohl gelingen CATHARINA KRAFFTIN ANNO 1775 - Increde-te in Dumnezeu pentru toate lucrurile și așa o să-ți reușească totul pe deplin KATHARINA KRAFFTIN ANNO 1775; capacul si partea inferioara a piesei prezinta sipci montate pe laterale si fata lazii; cromatica: fundal verde; motive: alb, roșu, negru, galben | Complexul Național Muzeal Astra, Sibiu | Cimec    |
|      | Lada breslei fierarilor potcovari                                                                   | Datare: 1765 Descoperit: jud. SIBIU, SIBIU Dimensiuni: H: 56 cm Material: piesă confecționată din lemn brad/ tăiat, rindeluit, fasonat, îmbinare tâmplărească în coadă de rândunică, asamblat; tempera, vernis/ pictat cu pensula; fier/ balamale cu rol utilitar-decorativ batute la rece, turnat | Lada breslei fierarilor potcovari; Formă de formă dreptunghiulară; partea frontală dublată - astfel partea simplă a părții frontale este dublată din panouri/aplicații de lemn dând forma celor trei casete; caste centrală - formă dreptunghiulară, prezintă un decor floral greu de descifrat; casetele laterale (2) formate din șase laturi (fiecare prezintă jumătatea unui ortogon); cele două casete prezintă ca și decor pictat un coș cu fructe flancat de motive vegetale; cele trei casete prezintă pe margini șipci profilate; central, partea superioră - prezent un șild metalic; lateralele lăzii - prezintă motivul rozetei; în interior - pe laterala din stânga prezentă caseta amplasată în partea superioară; capacul: casetat, despărțitură mediană profilată, formând două casete cu marginile profilate; laturile capacului prezintă șipci profilate; partea exterioară - lipsă pictură; partea interioară - fundal albastru deschis, prezintă un medalion în interiorul căruia apare inscripția J W și este pictată o potcoavă; medalionul prezintă de o parte și de alta cifrele 17 65 - anul confecționării lăzii; fețele laterale prinse de partea frontală și dosul lăzii prin tehnica de îmbinare coadă de rîndunică; feronerie: balamale metalice cu rol utilitar și decorativ; cromatică: fundal- maro; motive - alb, roșu, verde | Complexul Național Muzeal Astra, Sibiu | Cimec    |
|      | Ladă de haine                                                                                       | Datare: 1635 Dimensiuni: H: 59 cm Material: piesă confecționată din lemn brad, tăiat, rindeluit, fasonat, decorat prin vopsire și pictare, îmbinare tâmplărească în coadă de rândunică, balamale cu rol utilitar-decorativ, fier batut la cald | Formă de formă dreptunghiulară; partea frontală - aplicate două stinghii la extremitatea stângă și dreaptă, mărginite de șipcă profilată; pictura dispusă în două registre - vaza italiană (motiv de influență renascentistă) din care se revarsă o abundență florală: crinul trădând proveniența de la acant, frunze de acant; central - partea superioră - prezent un șild metalic; lateralele lăzii - prezintă patru registre având fundal verde și siena sub forma triunghului, fiecare registru prezentând un crin pictat în negru; interior - pe laterala din stânga prezentă caseta amplasată în partea superioară; capacul: laturile capacului prezintă șipci profilate; încuietoare blocată, lipsă cheie; fețele laterale prinse de partea frontală prin tehnica de îmbinare coadă de rândunică; fundul piese consolidat și prins in partea frontală cu trei elemente metalice; piesă datată prin pictare cu negru: 1635 ; cromatică: verde, siena, negru, alb, roșu, verde | Complexul Național Muzeal Astra, Sibiu | Cimec    |
|      | Germ. Aussteuertruhe                                                                                | Datare: sfârșitul secolului al XVIII-lea Dimensiuni: Î: 67 Material: Ladă confecționată din lemn de brad/ tăiat, fasonat,rindeluit, elemente componente îmbinate în tehnica "nut și feder" și tehnica tâmplărească "coadă de rândunică"; pigmenți, vernis/ decor realizat prin pictare; prezintă șild metalic și cheie, bătut la c                                                                                    | Ladă de formă dreptunghiulară cu capac; capac - casetat printr-o despărțitură mediană profilată aplicată, motive indescifrabile; partea frontală - două profile aplicate decorate cu motivul lalelei; decor realizat din două registre cu motive florale: floarea soarelui, rodia, floarea de acant, laleaua; motive fitomorfe: pomul vieții; central prevăzut un șild metalic cu cheie iar în interior, pe spatele părții frontale, prevăzută încuietoarea metalică; motivele reprezentate în registre pe toată suprafața părții frontale încadrează piesa în ornamentica specifică secolelor XVII-XVIII; aceste motive se regăsesc pe mobilierul bisericilor evanghelice din Transilvania; lateralele simetric decorate prin împărțirea pe diagonală cu linii negre și albe și motive florale; interior - casetă; cromatica: verde, roșu, alb, maro, negru | Complexul Național Muzeal Astra, Sibiu | Cimec    |
|      | Ladă de zestre                                                                                      | Datare: 1755 Dimensiuni: Î: 67 Material: ladă confecționată din lemn de brad/tăiat, fasonat, rindeluit, asamblat, îmbinare tâmplărească în tehnica "coadă de rândunică", decorată prin pictare cu pensula, pigmenți, vernis, metal/bătut la cald; | Formă paralelipipedică; capacul - prezintă două casete formate din marginile profilate și atașarea pe mediana a unei șipci mai late; prezintă urme de pictură; prins cu două balamale; interiorul capacului - apare prin pictare anul 1898, prevăzut cu încuietoare; partea frontală prezintă două casete, formate cu profilatură în relief; interiorul casetelor prezintă câte un buchet floral (garoafa, bujorul);baza casetelor prezintă elemente alternative (pătrat, triunghi) realizate prin traforare; motivul geometric cercul - apare în colțurile superioare și în partea inferioară - zona centrală; în partea superioară - apare prin pictare anul 1755; partea frontală prezintă central un șild metalic; lipsă cheie; interiorul prevăzut, în partea stângă cu o casetă cu capac; lipsă cheie; cromatică: fond verde, maro; motive: alb, roșu, galben | Complexul Național Muzeal Astra, Sibiu | Cimec    |
|      | Ladă de zestre                                                                                      | Datare: 1804 Dimensiuni: Î: 65 Material: ladă confecționată din lemn de brad/ tăiat, fasonat, asamblată prin îmbinarea componentelor în tehnica "coadă de rândunică"; pigmenți, vernis/ decorată prin pictare cu pensula; metal | Ladă de formă dreptunghiulară prevăzută cu capac; capacul - prins cu balamale metalice, prezintă borduri profilate și urme de pictură; partea frontală: 3 registre; registrele 1 și 3 accentuate de chenar lat de culoare roșie, cu partea superioară în formă de semicerc; chenar interior fond albastru deschis - motivul "pomul vieții" izvărând din inimă; registrul 2 sub forma unui medalion central compus din buchet floral și încadrat în acolade; registrele laterale reprezintă imitarea prin pictare a casetelor încastrate în ancadramente sculptate, cu profilatură în relief întâlnite pe lăzile de secol XVII; pictură de influență barocă; datat 1804; cromatică: fond verde, tăbliile laterale prezintă imitație furnir; motive: roșu, alb, verde, albastru, galben | Complexul Național Muzeal Astra, Sibiu | Cimec    |
|      | Ladă de zestre                                                                                      | Datare: sfârșitul secolului al XVIII-lea Dimensiuni: Î: 67 Material: ladă confecționată din lemn de brad/tăiat, fasonat, rindeluit, asamblat, îmbinare tâmplărească în tehnica "coadă de rândunică"; pigmenți, vernis/decorată prin pictare cu pensula; metal/bătut la cald; | Ladă de formă dreptunghiulară prevăzută cu capac; partea frontală: decor dispus în 2 registre cu terminația sub forma unei arcade; în partea inferioară sunt pictate 3 casete ce încadrează cele două registre; central- prevăzut un buchet floral; motive florale: floarea de rodie stilizată, floarea soarelui; capacul: prins cu 2 balamale metalice, prezintă pictură deteriorată; lada prevăzută cu patru picioare atașate ulterior; interiorul - comprtimentat cu doi pereți despărțitori; prezintă caseta cu capac în partea stângă; lada a fost consolidată ulterior cu material lemnos aplicat în interior, la colțuri; prezintă șild metalic; cromatică: fond brun; motive: alb, ocru, verde, roșu | Complexul Național Muzeal Astra, Sibiu | Cimec    |
|      | Ploscă din lemn                                                                                     | Datare: 1848 Dimensiuni: Î: 14 cm Material: lemn de paltin, cioplit, strunjit, gărdinit, asamblat, perforat | Ploscă rotundă, formată dintr-o margine lată și două funduri de formă circulară, plate. Cu gură în formă de paralelogram. Fără dop. Neornamentată, cu șnur agățat într-o ureche laterală. Culoarea naturală a lemnului, patina timpului. | Complexul Național Muzeal Astra, Sibiu | Cimec    |
|      | Leagăn                                                                                              | Datare: 1906 Descoperit: jud. ALBA, ALBAC Material: lemn de tei; cioplit, împletit, asamblat, crestat | Leagăn oval, aplatizat la unul dintre capete; format dintr-un băț încovoiat, o scândurică la unul dintre capete, în care sunt introduse capetele bățului, și împletituri din fâșii late de tei. Motive geometrice încrestate pe scândurică, pe muchie/ cant: linii paralele și X. Culoarea naturală a lemnului, patina timpului. | Complexul Național Muzeal Astra, Sibiu | Cimec    |
|      | Pomelnic                                                                                            | Datare: 1869 Descoperit: jud. HUNEDOARA, HAȚEG Material: lemn de plop, tăiat, cioplit, fasonat, perforat, crestat | Pomelnic din lemn de plop, sub forma unui patrulater dreptunghic, cu laturile curbate înspre interior, prevăzut cu mâner perforat, pentru prins. Decorat pe una din fețe, pe lățimea dinspre mâner a patrulaterului, și pe mâner, cu motive geometrice: șir de triunghi/ dinte de lup și motiv simbolic: crucea. Pe trei dintre laturi prezintă câte un ornament în relief, iar pe cealaltă latură este dispus mânerul, având în capăt o cruce dublă, cu opt brațe. Prezintă urme de scrieri cu cerneală pe ambele fețe. Culoarea naturală a lemnului, patina timpului. | Complexul Național Muzeal Astra, Sibiu | Cimec    |
|      | Cutie                                                                                               | Datare: 1823 Descoperit: jud. BRAȘOV, com. BRAN, SOHODOL Dimensiuni: H 2 cm Material: lemn; fag; cioplit; incizat; crestat. | Cutie cu capac cioplită, formă paralelipipedică. Capacul prezintă decor, motive geometrice crestate (dinți de lup, linie, cerc), motive fitomorfe crestate (frunze). Cutia se deschide numai după ce se dă la o parte un semi-capac. Capacul e prins de cutie cu un cui de lemn. Pe fundul cutiei este incizat „WJWI”. Culoarea naturală a lemnului. Lucrat manual. Patină de întrebuințare. | Complexul Național Muzeal Astra, Sibiu | Cimec    |
|      | Cot de măsurat                                                                                      | Datare: 1767 Descoperit: jud. SIBIU, com. RĂȘINARI, RĂȘINARI Dimensiuni: Gr 0,7 cm Material: lemn; stejar; tăiat; cioplit; crestat; excizat. | Băț cioplit în formă dreptunghiulară care era folosit în trecut pentru măsurarea stofelor, în locul metrului de astăzi. Piesa prezintă crestături pe o față, motive geometrice (cruce în X, dinți de lup), motive antropomorfe (cap de om), motive fitomorfe (brad). La capătul superior se află un motiv antropomorf excizat (inimă). Inscripție crestată „CZ 1767 MC”. Culoarea naturală a lemnului. Patină de întrebuințare. Lucrată manual. | Complexul Național Muzeal Astra, Sibiu | Cimec    |
|      | Pomelnic                                                                                            | Datare: 1824 Descoperit: jud. ALBA, LUPȘA Material: lemn de fag, tăiat, cioplit, fasonat, perforat | Pomelnic din lemn de fag, cu formă trapezoidală, cu laturile dantelate, prevăzut cu ornamente în relief pe exterior, și cu o perforație circulară, pentru prins. Ornamentat cu motiv simbolic: crucea; motiv geometric: linie curbă. Pe una din fețe prezintă însemnare manuscrisă cu tuș și anul: 1824, pe cealaltă față însemnare manuscrisă cu tuș: Donat. Dr. P. Span. Lupșa. 1908. Culoarea naturală a lemnului, patina timpului. | Complexul Național Muzeal Astra, Sibiu | Cimec    |
|      | Pomelnic familial                                                                                   | Datare: sfârșitul secolului al XIX-lea- începutul secolului al XX-lea Descoperit: jud. HUNEDOARA, HAȚEG Material: lemn de fag, tăiat, cioplit, fasonat, perforat, crestat | Pomelnic din lemn de fag, sub forma unui patrulater dreptunghic, cu laturile curbate înspre interior, prevăzut cu mâner perforat, pentru prins. Pe trei dintre laturi prezintă câte un ornament în relief, iar pe cealaltă latură este dispus mânerul, cu o mică perforație circulară. Prezintă însemnări manuscrise, în chirilică, cu tuș pe ambele fețe, pe zece, respectiv șase rânduri. Pe una din fețe, în partea inferioară, înspre mâner, apare scris: Donat: Cornel Popescu. Hațeg. Culoarea naturală a lemnului, patina timpului. | Complexul Național Muzeal Astra, Sibiu | Cimec    |
|      | Prăznicar din piatră                                                                                | Datare: 1810 Descoperit: jud. ALBA, RĂHĂU Material: piatră albă, cioplit, sculptat, incizat, șlefuit | Pristolnic de piatră, cu formă de piramidă patrulateră, sculptată în mai multe registre pe verticală. Cu incizii pe toate cele patru fețe laterale: motiv simbolic: cruce, inscripția HS , ICXC, iar pe a patra față datarea: 1810 și inscripția HS. Pe fața inferioară a postamentului, încadrate de un chenar pătrat și separate de două linii așezate perpendicular și simetric una peste alta, formând brațele unei cruci, sunt incizate, în negativ, în patru registre, însemnele specifice: tetragrama lui Iisus Hristos: IC XC și verbul grecesc: NHKA (învinge). Culoarea naturală a pietrei: alb, uzură funcțională. | Complexul Național Muzeal Astra, Sibiu | Cimec    |
|      | Pomelnic                                                                                            | Datare: 1835 Descoperit: jud. ALBA, LUPȘA Material: lemn de paltin, tăiat, cioplit, fasonat, perforat | Pomelnic din lemn de paltin, cu formă trapezoidală, cu laturile dantelate, prevăzut cu mâner care prezintă o mică perforație circulară, pentru prins. Pe una dintre fețe prezintă scrieri cu cerneală, iar pe cealaltă față apare scris: Donat. Dr. P. Span. Lupșa. 1908. Culoarea naturală a lemnului, patina timpului. | Complexul Național Muzeal Astra, Sibiu | Cimec    |
|      | Pomelnic                                                                                            | Datare: sfârșitul secolului al XIX-lea- începutul secolului al XX- lea Descoperit: jud. ALBA, com. ALBAC Material: lemn de fag, tăiat, cioplit, fasonat, perforat, crestat, hârtie, lipit/aplicat | Pomelnic din lemn de fag, sub forma unui patrulater dreptunghic, prevăzut cu mâner perforat, pentru prins. Ornamentat pe ambele fețe cu motive geometrice: zig-zag, dispus de-a lungul laturilor și cerc, dispus pe mâner. Pe una din fețe prezintă scrieri chirilice, cu cerneală, iar pe cealaltă față, cea cu hârtie aplicată, prezintă scrieri în în limba română: POMELNIC DELA ALBAC (TRANSILVANIA) ADUS ȘI DONAT. SIBIU. 1905. DR. ELIE MIRON CRISTEA. CUPRINSUL: PETRU, PETCA, ANA, MIHĂILA, PETRICĂ...RUSANDA, DUMITRU, ILINA, ANA, TODORA, GEORGE, VĂSELIE. Mâner de formă pentagonală, cu patru dintre laturi arcuite înspre interior. Cu orificiu circular. Culoarea naturală a lemnului, patina timpului. | Complexul Național Muzeal Astra, Sibiu | Cimec    |
|      | Pomelnic                                                                                            | Datare: sfârșitul secolului al XIX-lea- începutul secolului al XX- lea Descoperit: jud. ALBA, com. ALBAC Material: lemn de paltin, tăiat, cioplit, fasonat, perforat, hârtie, lipit/aplicat | Pomelnic din lemn de paltin, sub forma unui patrulater dreptunghic, prevăzut cu mâner perforat, pentru prins. Pe una din fețe prezintă scrieri chirilice, cu cerneală, iar pe cealaltă față, cea cu hârtie aplicată, prezintă scrieri în limba română: POMELNIC, ADUS DIN BISERICUȚA CEA DE LEMN DIN ALBAC, DEMOLATĂ LA 1903, ȘI DĂRUIT MUZEULUI NAȚIONAL ROMÂN, SIBIU, 1905. DR. ELIE MIRON CRISTEA. CUPRINSUL: TOMUȚA, SIMION, SIMION, ONUȚĂ, ISPAS, IGNAT, IOANA, MÂNDREAN ... ILIE, ACHIM, VĂRVARA, IONIȚĂ, TODORA?, ILINA, MĂRIUȚA, DUMITRU". Mâner de formă hexagonală, cu orificiu circular. Neornamentat. Culoarea naturală a lemnului, patina timpului. | Complexul Național Muzeal Astra, Sibiu | Cimec    |
|      | Chistornic cu cruce                                                                                 | Datare: 1858 Descoperit: jud. HUNEDOARA, com. ISCRONI, JIEȚ-MALEIA Material: lemn de prun, cioplit, traforat, perforat, crestat | Cruce de pristolnic, din lemn de prun, cu patru brațe inegale, lățite la extremități. Prevăzută cu o agățătoare perforată, de formă pătrată. Prezintă crestături pe ambele părți: pe una din părți apar însemnele specifice: tetragrama lui Iisus Hristos: IC XC, verbul grecesc: NHKa (învinge) și motive simbolice: crucea. Pe cealaltă parte, datarea: 7 m 1858 și inscripții româno-chirilice (Petru Ter?). Culoarea naturală a lemnului, patina timpului. | Complexul Național Muzeal Astra, Sibiu | Cimec    |
|      | Pristolnic                                                                                          | Datare: 1895 Descoperit: jud. HUNEDOARA, LUPENI Dimensiuni: Î: 12 cm Material: lemn de fag, cioplit, traforat, perforat, crestat | Pristolnic din lemn de fag, sub formă de troiță, împărțit în trei registre distincte, dispuse pe verticală, prevăzut cu o agățătoare perforată în partea superioară. Cu partea superioară în formă de cruce, cu patru brațe egale, având capetele vârfurilor rotunjite. Cu postament în formă de trunchi de piramidă patrulateră. Pe partea inferioară a acestuia, încadrate de un chenar pătrat și separate de două linii așezate perpendicular și simetric una peste alta, formând brațele unei cruci cu brațele egale, sunt incizate, în negativ, în patru registre, însemnele specifice: tetragrama lui Iisus Hristos: IC XC și verbul grecesc: NHKA (învinge). Pe marginea bazei pristolnicului sunt crestate motive geometrice: triunghi/ dinte de lup. Partea mediană, rotunjită, prezintă înscripții: AB, pe o parte, iar pe cealaltă parte, anul: 1895. Cu contur, chenar liniar, șanț incizat pe toată suprafața. Culoarea naturală a lemnului, patina timpului. | Complexul Național Muzeal Astra, Sibiu | Cimec    |
|      | Prăznicar din piatră                                                                                | Datare: 1859 Dimensiuni: Î: 6 cm Material: piatră, cioplit, sculptat, incizat, șlefuit | Pristolnic de piatră, cu formă de trunchi de piramidă patrulateră. Cu incizii pe toate cele patru fețe laterale: motiv simbolic: cruce, iar pe celelalte fețe inscripții, astfel: L,8; N 5; E, 9. Ornamentat cu motive geometrice: linie frântă, triunghi. Datat: 1859, fiecare cifră este dispusă pe câte o față laterală diferită. Incizie pe fața superioară: M. Pe fața inferioară sunt incizate, în negativ, însemnele specifice: tetragrama lui Iisus Hristos: IC XC și verbul grecesc NHKA (învinge). Culoarea naturală a pietrei: alb, uzură funcțională. | Complexul Național Muzeal Astra, Sibiu | Cimec    |
|      | Chistornic                                                                                          | Datare: 1657 Dimensiuni: Î: 8 cm Material: piatră, cioplit, sculptat, incizat, perforat, șlefuit | Pristolnic de piatră, cu formă de trunchi de piramidă patrulateră, cu postament. Cu incizie pe fața superioară, motive simbolice: crucea, motive geometrice: punct. Cu perforație rotundă în jumătatea superioară, pentru prins. Cu inscripții pe fața inferioară și pe cele patru fețele laterale ale postamentului. Culoarea naturală a pietrei, uzură funcțională. | Complexul Național Muzeal Astra, Sibiu | Cimec    |
|      | Pristolnic                                                                                          | Datare: 1541 Descoperit: jud. SIBIU, com. RĂȘINARI Material: lemn de fag, cioplit, traforat, perforat, crestat, vopsit | Pristolnic din lemn de fag, cu partea superioară în formă de cruce cu patru brațe inegale, cu contur incizat. În partea superioară a crucii prezintă inscripția IC, iar în partea mediană, între cele două brațe laterale, prezintă inscripția: N (H?) K. Pristolnicul propriu-zis, în formă de trunchi de piramidă, cu anul 1541 crestat pe una din fețele laterale. Pe fața inferioară sunt incizate, în negativ, însemnele specifice: tetragrama lui Iisus Hristos: IC XC și verbul grecesc NHKA (învinge). Cromatica: roșu, culoarea naturală a lemnului, patina timpului. | Complexul Național Muzeal Astra, Sibiu | Cimec    |
|      | Cruce de mână                                                                                       | Datare: 1896 Descoperit: jud. SIBIU, SEBEȘU DE JOS Dimensiuni: H 28,5 cm Material: lemn; brad; cioplit; îmbinat; pictat; ulei. | Cruce de mână pentru slujirea preoților în altar, biserici și în alte rânduieli religioase creștin-ortodoxe. Pe una dintre fețele crucii este redată Răstignirea Mântuitorului Iisus Hristos, iar pe cealaltă față a crucii este redat Botezul Mântuitorului. Motive antropomorfe (Iisus Hristos, sfinți). Cromatică: roșu, albastru, galben, verde, maro. Crucea este datată 1896 pe fața crucii pe care este pictată Răstignirea Mântuitorului Iisus Hristos. Inscripție în româno-chirilică „ICXC 1896 BOTE38”. Patină de întrebuințare. Lucrată manual. | Complexul Național Muzeal Astra, Sibiu | Cimec    |
|      | Cruce de mână                                                                                       | Datare: 1804 Dimensiuni: H 6,2 cm Material: lemn; fag; cioplit; sculptat; incizat. | Cruce de mână pentru slujirea preoților în altar, biserici și în alte rânduieli religioase creștin-ortodoxe. Pe una dintre fețele crucii este redată Răstignirea Mântuitorului Iisus Hristos, iar pe cealaltă față a crucii este redat Botezul Mântuitorului. Crucea este datată 1804 pe o față laterală a crucii. Se remarcă lipsa unui braț al crucii (care ulterior a fost completat, restaurat) și se observă un orificiu, prin care poate să fie introdusă într-un suport de susținere, devenind astfel și posibilă cruce de masă, cruce de masă de altar. Sculptura extrem de minuțioasă și bogată în detalii ne arată și prezența celor patru Evangheliști. Motive antropomorfe (Iisus Hristos, sfinți, evangheliști). Patină de întrebuințare. Lucrată manual. | Complexul Național Muzeal Astra, Sibiu | Cimec    |
|      | Cruce de mână                                                                                       | Datare: a doua jumătate a secolului al XIX-lea Dimensiuni: H 6 cm Material: lemn; fag; cioplit; sculptat; pictat. | Cruce de mână pentru slujirea preoților în altar, biserici și în alte rânduieli religioase creștin-ortodoxe. Pe una dintre fețele crucii este redată Răstignirea Mântuitorului Iisus Hristos, iar pe cealaltă față a crucii este redat Botezul Mântuitorului. Brațele crucii sunt trilobate. Pictura este ștearsă. Patină de întrebuințare. Lucrată manual. | Complexul Național Muzeal Astra, Sibiu | Cimec    |
|      | Cruce de mână                                                                                       | Datare: 1806 Descoperit: jud. SIBIU, POIANA SIBIULUI Dimensiuni: H 33 cm Material: lemn; brad; cioplit; sculptat; îmbinat; pictat. | Cruce de mână pentru slujirea preoților în altar, biserici și în alte rânduieli religioase creștin-ortodoxe. Pe una dintre fețele crucii este redată Răstignirea Mântuitorului Iisus Hristos, iar pe cealaltă față a crucii este redat Botezul Mântuitorului. Crucea este datată 1806. Motive antropomorfe (Iisus Hristos). Un braț lipsă (ulterior a fost adăugat prin restaurare). Pe fața crucii, pe care este pictat Botezul Mântuitorului Iisus Hristos, este lipită o hârtie cu o inscripție, o însemnare, prin care crucea este donată de Maria Branga din Poiana Sibiului. Inscripție în româno-chirilică „ICXC 1806”. Patină de întrebuințare. Lucrată manual. | Complexul Național Muzeal Astra, Sibiu | Cimec    |
|      | Cruce de mână                                                                                       | Datare: 1878 Descoperit: jud. SIBIU Dimensiuni: H 28,2 cm Material: lemn; brad; cioplit; sculptat; îmbinat; incizat; pictat. | Cruce de mână pentru slujirea preoților în altar, biserici și în alte rânduieli religioase creștin-ortodoxe. Pe una dintre fețele crucii este redată Răstignirea Mântuitorului Iisus Hristos, iar pe cealaltă față a crucii este redat Botezul Mântuitorului. Crucea este datată 1878, pe fața crucii pe este pictată Răstignirea Mântuitorului Iisus Hristos. Motive antropomorfe (Iisus Hristos). Cromatică: maro, roșu, cărămiziu, negru, alb, cafeniu. Crucea este folosită în rânduiala bisericii creștin-ortodoxe, ca și obiect de cult, în slujirea în altar. Inscripție în româno-chirilică „БотЄЗ ICXC 1878”. Patină de întrebuințare. Lucrată manual. | Complexul Național Muzeal Astra, Sibiu | Cimec    |
|      | Cruce de mână                                                                                       | Datare: 1855 Descoperit: jud. SIBIU, MIERCUREA SIBIULUI Dimensiuni: H 28,5 cm Material: lemn; brad; cioplit; îmbinat; pictat. | Cruce de mână pentru slujirea preoților în altar, biserici și în alte rânduieli religioase creștin-ortodoxe. Pe una dintre fețele crucii este redată Răstignirea Mântuitorului Iisus Hristos, iar pe cealaltă față a crucii este redat Botezul Mântuitorului. Crucea este datată 1855 pe fața crucii, pe care este pictată Răstignirea Mântuitorului Iisus Hristos. Inscripție în româno-chirilică „ICXC 1855”. Motive antropomorfe (Iisus Hristos). Crucea de mână este folosită în rânduiala bisericii creștin-ortodoxe, ca și obiect de cult, în slujirea în altar. Patină de întrebuințare. Lucrată manual. | Complexul Național Muzeal Astra, Sibiu | Cimec    |
|      | Pomelnic                                                                                            | Datare: 1825 Descoperit: jud. ALBA, com. CENADE Material: lemn de brad, tăiat, cioplit, perforat, hârtie, lipit/aplicat | Pomelnic din lemn de brad, sub forma unui patrulater dreptunghic, prevăzut cu câte un orificiu perforat, pentru prins, atât în partea superioară cât și în partea inferioară. Cu hârtie aplicată, pe una din fețe, ce prezintă scrieri cu litere chirilice de tipar și însemnare manuscrisă a anului 1825. Neornamentat. Culoarea naturală a lemnului, patina timpului. | Complexul Național Muzeal Astra, Sibiu | Cimec    |
|      | Cruce de metal sub sticlă                                                                           | Datare: sfârșitul secolului al XVIII-lea-începutul secolului al XIX-lea Descoperit: jud. ALBA, RĂHĂU Dimensiuni: Î: 27 cm; 17,5 cm Material: lemn, metal, sticlă, tăiat, cioplit, turnat, asamblat | Cruce metalică, patriarhală, derivată din crucea de tip latin, cu brațele inegale, prevăzută cu încă un stâlp orizontal în partea superioară, simbolizând inscripția cu proclamarea. Motive antropomorfe, fitomorfe. Reprezintă Răstignirea. De-o parte și de alta a crucii sunt reprezentate două persoane cu aureole: Maica Domnului, Apostolul Ioan. La baza crucii se află craniul, căpățâna lui Adam. Brațele laterale ale crucii prezintă în capete câte trei ornamente sub forma unor medalioane cu motive florale, în partea superioară câte un medalion cu serafim, iar în partea inferioară câte un medalion înfățișând un chip uman. În partea superioară a crucii se regăsesc: îngeri, Sfânta Mahramă, câte două medalioane cu serafimi și flori, ghirlande. Inscripții: IC XC. Încasetată în ramă de lemn și sticlă. Prevăzută cu agățătoare. | Complexul Național Muzeal Astra, Sibiu | Cimec    |
|      | Potir de cositor                                                                                    | Datare: 1826 Descoperit: jud. MARAMUREȘ, com. FINTEUȘU MARE, ȘOMCUTA MARE Dimensiuni: Î: 16 cm Material: cositor, turnat, strunjit, asamblat | Potir din cositor format din cupă, picior și talpă. Cupă adâncă, cu fund concav, cu buza evazată. Picior tronconic la bază, sferic imediat sub cupă. Talpă cu bază de formă circulară. Neornamentat, patina timpului. | Complexul Național Muzeal Astra, Sibiu | Cimec    |
|      | Potir de cositor                                                                                    | Datare: 1790 Dimensiuni: Î: 22 cm Material: cositor, turnat, strunjit, asamblat, incizat | Potir din cositor format din cupă, picior și talpă. Cupă adâncă, cu fund concav, cu buza evazată. Picior tronconic la bază, sferic în zona mediană. Decor geometrizant pe suprafața piciorului: cercuri succesive. Talpă cu bază de formă circulară, cu inscripție chirilică pe partea superioară. Patina timpului. | Complexul Național Muzeal Astra, Sibiu | Cimec    |
|      | Corn de praf de pușcă                                                                               | Datare: 1848 Material: corn, tăiat, perforat, sculptat; metal, asamblat | Formă specifică de corn de vită, prevăzut cu dop și cu un șnur de culoare verde, împletit, având doi ciucuri, prins de corn cu două inele metalice. Ornamentat pe toată suprafața cu motive geometrice: linii întretăiate, linii paralele, triunghi, punct înscris în cerc. Culoarea naturală a cornului, patina timpului. Datat: 1848. | Complexul Național Muzeal Astra, Sibiu | Cimec    |
|      | Prăznicar cu Învierea Mântuitorului Iisus Hristos Autor: Pavel Zamfir ?                             | Datare: a doua jumătate a secolului al XIX-lea 1840 Material: pictat pe glajă cu vopsele de tempera, lipit foiță aurie, înrămat. | Prăznicarul reprezintă scene din Viața Mântuitorului Iisus Hristos. Icoana este împărțită 13 casete, dintre care 12 sunt mai mici, reprezentând scene din Viața Mântuitorului și anumite evenimente-sărbători mari: BunaVestire, Dumnica Floriilor, Stretenia, Botezul Mântuitorului, Adormirea Maicii Domnului. Central este situată caseta cea mare cu Învierea Mântuitorului Iisus Hristos. Deasupra Mormântului deschis, Mântuitorului Iisus Hristos în Slavă Binecuvintează. Mandorla de nouri Îl poartă pe Mântuitorul Iisus Hristos în Învierea Sa.Compoziția este bine structurată, detaliile sunt realizate cu acuitate fină a bunului desenator. Întreaga icoană inspiră atmosferea luminoasă și caldă de Înviere. Icoana are o compoziție amplă și echilibrată, cu un desen minuțios și o alternanță cromatică armonioasă. Cromatica: verde, gri, brun, roșu vermillon. Icoana este încadrată de un chenar decorativ geometrizant romboidal de culoare roșu vermillon, extrem de sugestiv. Icoana este datată 1840. se presupune a fi pictată de zugravul-iconar Pavel Zamfir Zugravu din Laz Valea Sebesului. | Complexul Național Muzeal Astra, Sibiu | Cimec    |
|      | Coborârea Mântuitorului Iisus Hristos de pe cruce                                                   | Datare: a doua jumătate a secolului al XIX-lea 1840 Descoperit: jud. SIBIU, com. Cacova Fântânele Material: pictat pe glajă cu vopsele de tempera, lipit foiță aurie, înrămat. | Maica Domnului Îndurerată ține în brațe trupul Mântuitorului Iisus Hristos, coborât de pe Cruce. Îmbrățișarea maternă formează un singur trup, din cele două. Compoziția are o frumusețe aparte prin echilibrul simetric armonios. Chipurile păstrează pe de o parte durerea morții și pe de altă parte plângerea despărțirii. Cromatica este simplă, luminoasă: gri, maron-brun-ocru, albastru.Desenul este expresiv, liniile unduioase creând o tristețe molcomă, înduioșătoare. În registrul îndepărtat din partea dreaptă a icoanei sunt cele trei cruci și cununa de spini lăsată pe Crucea Mântuitorului din centrul ansamblului. Tematica Plângerii sau o Pieta este încadrată într-un chenar din frunze stlizat geometrizante. | Complexul Național Muzeal Astra, Sibiu | Cimec    |
|      | Maica Domnului Îndurerată                                                                           | Datare: A doua jumătate a secolului al XIX-lea Descoperit: jud. SIBIU, com. Arapașu de Jos Material: pictat pe sticlă cu vopsele de tempera, lipit foiță aurie, înrămat. | Maica Domnului Îndurerată este redată în semiprofil, în partea stângă a icoanei, având capul înclinat, în semn de supunere, ascultare, acceptare, dar și cu nădejde ținându-și mâinile împreunate în semn de rugăciune. În partea dreaptă a icoanei, în plan îndepărtat este redat Mântuitorul Iisus Hristos răstignit pe cruce. În spatele crucii Mântuitorului se întrevăd câteva elemente de arhitectură ecclesială. În registrul superior din stânga icoanei, pe deasupra crucii Răstignirii Mântuitorului sunt doi îngeri. Maphorionul Maicii Domnului este negru, cu interiorul căptușit cu flori roșii pe fond albastru, cu bordură decorativă de broderie aurie și cu semnele distinctive ale stelelor. Desenul este rafinat, compoziția este echilibrată, cromatica armonioasă specifică Țării Făgărașului. Icoana este tipică picturii pe sticlă din Transilvania secolului XIX. Cromatica: negru, roșu, albastru, alb, galben. | Complexul Național Muzeal Astra, Sibiu | Cimec    |
|      | Sfântul Mare Prooroc Ilie Tesviteanul                                                               | Datare: a doua jumătate a secolului al XIX-lea 1840 Descoperit: jud. SIBIU Material: pictat pe glajă cu vopsele de tempera, lipit foiță aurie, înrămat. | Sfântul Mare Prooroc Ilie Tesviteanul este redat în carul roșu, tras de doi cai înaripați, traversând Cerul din partea dreaptă înspre stânga. Sfântul Ilie ține în mâna dreaptă un bici pedepsitor. Lanțul de nouri împarte icoana în două registre, superior și inferior. În registrul inferior sunt redate figurile lui Adam și al Evei. Eva toarce, fiind pe un scăunel, iar Adam ară pământul cu plugul cu doi boi albi. Copacii descriu peisajul icoanei. Este prezentă și figura lui Elisei, cel care prinde cojocul (cămașa), aruncat de Sfântul Ilie, de sus. Compoziția icoanei este foarte bine structurată, având simetrie și echilibru, în direcții paralele (caii și boii, carul și plugul). Cromatica este luminos-armonioasă:gris, maron, roșu, verde. Chenarul din flori și frunze circumscrie frumos compoziția și tematica iconografică, aleasă de meșterul-zugrav-iconar. | Complexul Național Muzeal Astra, Sibiu | Cimec    |
|      | Înfricoșătoarea Judecată de Apoi Autor: Matei Timforea                                              | Datare: A doua jumătate a secolului al XIX-lea Descoperit: jud. SIBIU, com. Cartisoara Material: pictat pe glajă cu vopsele de tempera, lipit foiță aurie, înrămat | Înfricoșătoarea Judecată de Apoi este cea mai amplă compoziție din pictura icoanelor pe sticlă, tematică iconografică, care a fost cel mai bine realizată pictural de zugravul iconar Matei Țimforea din Cârțișoara, din Țara Făgărașului. Compoziția este împărțită în trei registre paralele, nivelele fiind: cel superior Împărăția Cerurilor, spațiul pământului și înferior iadul flăcărilor. Cu foiță aurie sunt realizate zidurile Împărăției cerești, întreaga compoziție este văzută asemenea unui munte în înălțare. Se remarcă multitudinea personajelor, desenate cu o minuțiozitate aparte. Atmosfera este de o înserare crepusculară, impact vizual și artistic puternic având culoarea rozalie, caracteristică manierei artistice a lui Matei Țimforea, din Cârțișoara, Țara Făgărașului. Chiar dacă este împărțită pe registre, icoana are omogenitate și unitate ideatică, ochiul fiind magnetizat de ușile împărătești ale Cetății Cerurilor. Compoziția este încadrată de un chenar decorativ geometrizant.. Desen minuțios, cromatică armonioasă: roșu, rozaliu, albastru,, verde, alb, negru, auriu. Icoana este datată 1893. | Complexul Național Muzeal Astra, Sibiu | Cimec    |
|      | Maica Domnului Îndurerată Autor: Matei Timforea                                                     | Datare: A doua jumătate a secolului al XIX-lea Descoperit: jud. SIBIU, com. Cartisoara Material: pictat pe glajă cu vopsele de tempera, lipit foiță aurie, înrămat | Maica Domnului Îndurerată, îmbrăcată în maforion negru, având interiorul căptușit cu verde, ține mâinile împreunate în semn de rugăciune, pe chipul ei citindu-se durerea, acceptarea, asumarea, dar și nădejdea. Chipul emană lumină și seninul ortodoxiei. Veșmintele Maicii Domnului sunt realiyate cu drapaje extrem de picturale de culoare roșu, verde, albastru, având pe maphorion și simbolurile stelelor. În planul îndepărtat din partea dreaptă a icoanei este redat Mântuitorul Iisus Hristos răstignit pe cruce. Chipurile Mântuitorului și al Maicii Domnului sunt aplecate înspre dreapta, existând astfel o simetrie și în compoziție. În planul superior drept este Dumnezeu Tatăl, purtând sceptrul Puterii și globul pământului în mâini, înveșmântat fiind în roșu și în verde, așezat pe un lanț de nouri albaștri. Lumina icoanei este mângâietor adumbrită, rozaliul, specific picturii Lui Matei Țimforea, avânt un impact puternic atât vizual, cât și semantic. Compoziția este extrem de armonioasă atât datorită desenului fin,cât și echilibrului luminos-cromatic, fiind încadrată de ghirlande de trandafiri- nădejdea raiului. Cromatică: roșu, roz,verde, albastru, maron, alb, negru. | Complexul Național Muzeal Astra, Sibiu | Cimec    |
|      | Maica Domnului cu Pruncul Iisus Hristos în brațe Autor: Simion Zugravu din Laz                      | Datare: Prima jumătate a secolului al XIX-lea Descoperit: jud. SIBIU, com. Poiana Sibiului Material: pictat pe sticlă cu vopsele de tempera, lipit foiță aurie, înrămat. | Maica Domnului cu Pruncul Iisus Hristos în brațe, tip Hodighitria. Maica Domnului este înveșmântată într-un maphorion roșu cu stele și puncte albe, având interiorul de culoare verde. Este înveșmântată asemenea Împărătesei, cu coroană și aureolă. Pruncul în brațe poartă, de asemenea, coroană și aureolă. În registrul îndepărtat superior sunt patru flori roșii de măr. Desenul este de o finețe artistică remarcabilă, iar cromatica are luminozitate și întreaga compoziție primește armonie. De remarcat este finețea trăsăturilor chipurilor sfinte. | Complexul Național Muzeal Astra, Sibiu | Cimec    |
|      | Sfinții Apostoli Petru și Pavel Autor: Ilie Poenaru                                                 | Datare: a doua jumătate a secolului al XIX-lea 1840 Material: pictat pe glajă cu vopsele de tempera, lipit foiță aurie, înrămat. | Sfinții Apostoli Petru și Pavel sunt redați în picioare, unul lângă celălalt. Sfântul Petru ține în mâna stângă cheile Raiului și în mâna dreaptă ține Sfânta Evanghelie. Sfântul Apostol Pavel ține în mâna dreaptă Sfânta Evanghelie. Sfinții Apostoli au aureole de sfinți. Compoziția este simetrică și chipurile sfinților formează un întreg, cu două jumătăți egale, bine definite. Sfinții Apostoli susțin un chivot de biserică. Cromatica este armonioasă: bleu-marin, roșu vermillon, alb. Ilie Poenaru, Laz, Valea Sebeșului. Datată 1877. | Complexul Național Muzeal Astra, Sibiu | Cimec    |
|      | Prăznicar cu Învierea Mântuitorului Iisus Hristos Autor: Pavel Zamfir ?                             | Datare: a doua jumătate a secolului al XIX-lea 1840 Material: pictat pe glajă cu vopsele de tempera, lipit foiță aurie, înrămat. | Prăznicarul reprezintă scene din Viața Mântuitorului Iisus Hristos. Icoana este împărțită 13 casete, dintre care 12 sunt mai mici, reprezentând scene din Viața Mântuitorului și anumite evenimente-sărbători mari: BunaVestire, Dumnica Floriilor, Stretenia, Botezul Mântuitorului, Adormirea Maicii Domnului. Central este situată caseta cea mare cu Învierea Mântuitorului Iisus Hristos. Deasupra Mormântului deschis, Mântuitorului Iisus Hristos în Slavă Binecuvintează. Mandorla de nouri Îl poartă pe Mântuitorul Iisus Hristos în Învierea Sa. Cromatica este armonioasă: auriu-bronz, ocru, negru, verde, roșu, albastru, alb. Compoziția este bine structurată, detaliile sunt realizate cu acuitate fină a bunului desenator. Întreaga icoană inspiră atmosferea luminoasă și caldă de Înviere. Cromatica: auriu, verde, albastru, maron, ocru, cărămiziu. | Complexul Național Muzeal Astra, Sibiu | Cimec    |
|      | Prăznicar cu Învierea Mântuitorului Iisus Hristos Autor: Pavel Zamfir ?                             | Datare: a doua jumătate a secolului al XIX-lea 1840 Material: pictat pe glajă cu vopsele de tempera, lipit foiță aurie, înrămat. | Prăznicarul reprezintă scene din Viața Mântuitorului Iisus Hristos. Icoana este împărțită 13 casete, dintre care 12 sunt mai mici, reprezentând scene din Viața Mântuitorului și anumite evenimente-sărbători mari: BunaVestire, Dumnica Floriilor, Stretenia, Botezul Mântuitorului, Adormirea Maicii Domnului. Central este situată caseta cea mare cu Învierea Mântuitorului Iisus Hristos. Deasupra Mormântului deschis, Mântuitorului Iisus Hristos în Slavă Binecuvintează. Mandorla de nouri Îl poartă pe Mântuitorul Iisus Hristos în Învierea Sa. Cromatica este armonioasă: auriu-bronz, ocru, negru, verde, roșu, albastru, alb. Compoziția este bine structurată, detaliile sunt realizate cu acuitate fină a bunului desenator. Întreaga icoană inspiră atmosferea luminoasă și caldă de Înviere. Cromatica: auriu, verde, albastru, maron, ocru, cărămiziu,roz. Învierea Mântuitorului este încadrată de un lanț i alb-roz, mandorlă luminoasă. Desenul este sigur, riguros, detaliile sunt redate cu o minuțiozitate aparte. Rama este profilată și coloratăde nour negru-roșu. | Complexul Național Muzeal Astra, Sibiu | Cimec    |
|      | Prăznicar cu Sărbătorile Triodului Autor: Simion Zugrav din Laz                                     | Datare: a doua jumătate a secolului al XIX-lea 1840 Material: pictat pe glajă cu vopsele de tempera, lipit foiță aurie, înrămat. | Prăznicarul reprezintă scene din Viața Mântuitorului Iisus Hristos. Icoana este împărțită 8 casete. Cromatica este armonioasă: auriu-bronz, ocru, negru, verde, alb. Compoziția este bine structurată, detaliile sunt realizate cu acuitate fină a bunului desenator. Întreaga icoană inspiră atmosferea luminoasă și caldă de Înviere. Desenul este sigur, riguros, detaliile sunt redate cu o minuțiozitate aparte. Rama este profilată și colorată negru-roșu. Sunt reprezentate scene din Noul Testament: Duminica fiului risipitor, Duminica vameșului și a fariseului, Cuvioasa Maria Egipteanca și Părintele Zosima. | Complexul Național Muzeal Astra, Sibiu | Cimec    |
|      | Prăznicar cu scene din viața Mântuitorului Iisus Hristos și alți Sfinți Autor: Aurel Rodean (?)     | Datare: Prima jumătate a secolului al XX-lea Descoperit: jud. SIBIU, com. Saliste Material: pictat pe glajă cu vopsele de tempera, lipit foiță aurie, înrămat. | Prăznicarul reprezintă scene din Viața Mântuitorului Iisus Hristos. Icoana este împărțită în16 casete, reprezentând scene din Viața Mântuitorului și anumite evenimente-sărbători mari: BunaVestire, Dumnica Floriilor, Stretenia, Botezul Mântuitorului, Adormirea Maicii Domnului. Prăznicarul cuprinde și scene din viețile Sfinților Mari Mucenici Gheorghe și Dimitrie, Ierarh Nicolae, Trei Ierarhi Vasile, Grigore și Ioan. Cromatica este armonioasă: auriu-bronz, ocru, negru, albastru, verde, roșu vermillon, alb. Compoziția este bine structurată, detaliile sunt realizate cu acuitate fină a bunului desenator. Întreaga icoană inspiră atmosferea luminoasă și caldă de Înviere. | Complexul Național Muzeal Astra, Sibiu | Cimec    |
|      | Prăznicar cu Învierea Mântuitorului Iisus Hristos Autor: Simion Zugrav din Laz                      | Datare: A doua jumătate a secolului al XIX-lea Descoperit: jud. SIBIU, com. Saliste Material: pictat pe glajă cu vopsele de tempera, lipit foiță aurie, înrămat. | Prăznicarul reprezintă scene din Viața Mântuitorului Iisus Hristos. Icoana este împărțită 13 casete, dintre care 12 sunt mai mici, reprezentând scene din Viața Mântuitorului și anumite evenimente-sărbători mari: BunaVestire, Dumnica Floriilor, Stretenia, Botezul Mântuitorului, Adormirea Maicii Domnului. Central este situată caseta cea mare cu Învierea Mântuitorului Iisus Hristos. Deasupra Mormântului deschis, Mântuitorului Iisus Hristos în Slavă Binecuvintează. Mandorla de nouri Îl poartă pe Mântuitorul Iisus Hristos în Învierea Sa. Cromatica este armonioasă: auriu-bronz, ocru, negru, verde, roșu, albastru, alb. Compoziția este bine structurată, detaliile sunt realizate cu acuitate fină a bunului desenator. Întreaga icoană inspiră atmosferea luminoasă și caldă de Înviere. Cromatica: auriu, verde, albastru, maron, ocru, cărămiziu,roz. Învierea Mântuitorului este încadrată de un lanț de nouri alb-roz, mandorlă luminoasă. Desenul este sigur, riguros, detaliile sunt redate cu o minuțiozitate aparte. Rama este profilată și colorată negru-rosu. | Complexul Național Muzeal Astra, Sibiu | Cimec    |
|      | Sfântul Mare Mucenic Haralambie Autor: Savu Moga (?)                                                | Datare: A doua jumătate a secolului al XIX-lea Descoperit: jud. SIBIU Material: pictat pe glajă cu vopsele de tempera, lipit foiță aurie, înrămat. | Sfântul Mare Mucenic Haralambie este redat central, frontal, în picioare, cu mâna dreaptă binecuvântând, iar în mâna stângă ține Sfânta Evanghelie închisă și lanțul în care este prins diavolul sau boala ciumei ucise. În registrul îndepărtat, sunt elemente de arhitectură ecclesială, cu bolți de biserică. Sfântul haralambie este îmbrăcat în odăjdii de arhiereu, cu epitrahil roșu. Chpul sfântului este de o expresivitate aparte, fiind înaintat în vârstă cu barba foarte lungă și albă. Cu piciorul stâng calcă secera morții prin boală și diavol, învingând răul. Desenul este de o finețe picturală rară, cromatica extrem de armonioasă. Cromatica: verde, roșu, brun, maron, alb, negru. Icoana este încadrată într-un chenar decorativ floral-geometrizant. Icoana este datată 1872. | Complexul Național Muzeal Astra, Sibiu | Cimec    |
|      | Prăznicar cu Învierea Mântuitorului Iisus Hristos Autor: Pavel Zamfir                               | Datare: A doua jumătate a secolului al XIX-lea Descoperit: jud. SIBIU, com. Saliste Material: pictat pe glajă cu vopsele de tempera, lipit foiță aurie, înrămat. | Prăznicarul reprezintă scene din Viața Mântuitorului Iisus Hristos. Icoana este împărțită 13 casete, dintre care 12 sunt mai mici, reprezentând scene din Viața Mântuitorului și anumite evenimente-sărbători mari: BunaVestire, Dumnica Floriilor, Stretenia, Botezul Mântuitorului, Adormirea Maicii Domnului. Central este situată caseta cea mare cu Învierea Mântuitorului Iisus Hristos. Deasupra Mormântului deschis, Mântuitorului Iisus Hristos în Slavă Binecuvintează. Mandorla de nouri Îl poartă pe Mântuitorul Iisus Hristos în Învierea Sa. Cromatica este armonioasă: auriu-bronz, ocru, negru, verde, roșu, albastru, alb. Compoziția este bine structurată, detaliile sunt realizate cu acuitate fină a bunului desenator. Întreaga icoană inspiră atmosferea luminoasă și caldă de Înviere. Cromatica: auriu, verde, albastru, maron, ocru, cărămiziu. Compoziția este încadrată de un chenar foarte îngust alb. Rama cu profil. | Complexul Național Muzeal Astra, Sibiu | Cimec    |
|      | Prăznicar cu Învierea Mântuitorului Iisus Hristos Autor: Pavel Zamfir                               | Datare: A doua jumătate a secolului al XIX-lea Descoperit: jud. SIBIU, com. Saliste Material: pictat pe glajă cu vopsele de tempera, lipit foiță aurie, înrămat. | Prăznicarul reprezintă scene din Viața Mântuitorului Iisus Hristos. Icoana este împărțită 13 casete, dintre care 12 sunt mai mici, reprezentând scene din Viața Mântuitorului și anumite evenimente-sărbători mari: BunaVestire, Dumnica Floriilor, Stretenia, Botezul Mântuitorului, Adormirea Maicii Domnului. Central este situată caseta cea mare cu Învierea Mântuitorului Iisus Hristos. Deasupra Mormântului deschis, Mântuitorului Iisus Hristos în Slavă Binecuvintează. Mandorla de nouri Îl poartă pe Mântuitorul Iisus Hristos în Învierea Sa. Cromatica este armonioasă: albastru, galben, ocru, negru, verde, roșu, albastru, alb. Compoziția este bine structurată, detaliile sunt realizate cu acuitate fină a bunului desenator. Întreaga icoană inspiră atmosferea luminoasă și caldă de Înviere. Casetele cu Schimbarea la Față și Adormirea Maicii Domnului sunt pe fond galben-auriu. Învierea Mântuitorului este pe fon alb. De remarcat este chenarul floral. Este o combinație armonioasă între Țara Făgărașului și Valea Sebeșului. Rama profilată roșu-negru. | Complexul Național Muzeal Astra, Sibiu | Cimec    |
|      | Prăznicar cu Învierea Mântuitorului Iisus Hristos                                                   | Datare: Prima jumătate a secolului al XX-lea Descoperit: jud. SIBIU Material: pictat pe glajă cu vopsele de tempera, lipit foiță aurie, înrămat | Prăznicarul este fragmentat în 13 casete dreptunghiulare. În centrul icoanei-prăznicar este scena Învierii Mântuitorului Iisus Hristos. Scenele ce gravitează în jurul scenei centrale sunt: BunaVestire, Stretenia, Boteul, Nașterea Mântuitorului, Înălțarea Domnului, Schimbarea la Față, Duminica Floriilor sau Intrarea Domnului în Cetatea Ierusalimului, Pogorârea Sfântului Duh, Intrarea în Biserică, Nașterea Maicii Domnului, Adormirea Maicii Domnului, Praznicul Înălțării Sfintei Cruci. Icoana este datată 1900. Cromatica este luminos-armonioasă: verde, roșu, albastru, alb, foiță aurie. | Complexul Național Muzeal Astra, Sibiu | Cimec    |
|      | Mântuitorul Iisus Hristos și Mult-necredinciosul Petru                                              | Datare: A doua jumătate a secolului al XIX-lea Descoperit: jud. SIBIU Material: pictat pe glajă cu vopsele de tempera, lipit foiță aurie, înrămat | coana reprezintă minunea făcută de Mântuitorul Iisus Hristos cu mult-necredinciosul Petru, care este salvat de la înec. Este parabola cu deznădejdea și necredința. Veșmântul Mântuitorului este de culoare albă, albastră și roșie. Binecuvintează cu mâna stângă, iar cu mâna dreaptă îl ridică de mână pe Petru din valurile mării. Icoana cromatic este întunecată, singura lumină fiind Mântuitorul. Compoziția este bine structurată, echilibrată simetric.. cromatica: albastru, roșu, alb, ocru. Se remarcă expresivitatea chipurilor. | Complexul Național Muzeal Astra, Sibiu | Cimec    |
|      | Iisus Hristos Învățător Binecuvântând Autor: (?) IOAN POP ZUGRAV DE FĂGĂRAȘ                         | Datare: Secolul al XIX-lea Descoperit: jud. ALBA, com. Bacainti Material: Sticlă; lemn de brad; pictat tempera; foiță de aur; înrămat | Iisus Hristos Învățător Binecuvântând cu mâna dreaptă, ținând în mâna stângă globul pământesc, asemenea unei biserici, o boltă de biserică cu cruce, simbolizând biserica întregii lumii create. Veșmintele de culoare roșie. Mântuitorul Iisus Hristos poartă pe cap mithra, fiind înconjurat de aureolă. Se observă înscripția în chirilică IC XC, Iisus Hristos. Fondul icoanei este albastru. Globul pământesc, de asemenea albastru este. Desenul bine conturat, expresivitatea feței. Adâncimea privirii ochilor mari. Cromatica simplă și armonioasă: roșu, albastru, negru. Pierderi de culoare. Se presupune că ar fi icoană atribuită iconarului Ioan Pop Zugrav de Făgăraș. | Complexul Național Muzeal Astra, Sibiu | Cimec    |
|      | Maica Domnului cu Pruncul Iisus în brațe                                                            | Datare: Secolul al XIX-lea Descoperit: jud. ALBA, com. Bacainti Material: Sticlă; lemn de brad; pictat tempera; foiță de aur; înrămat | Maica Domnului cu Pruncul Iisus Hristos în brațe (brațul stâng), înveșmântată în mafarion roșu, cu interior în albastru și verde. Iisus înveșmântat în stihar de ocru-auriu. Aureole aurii. Fondul albastru. Inscripția în chirilică: IC XC. Expresivitatea chipurilor. Armonia cromatică: roșu, albastru, verde, negru. Desenul de o finețe rară. (?) presupus Ioan Pop Zugrav de Făgăraș. Secolul al XIX-lea. Țara Făgărașului. Motive antrpomorfe, simboluri creștine. | Complexul Național Muzeal Astra, Sibiu | Cimec    |
|      | Sfântul Mare Ierarh Nicoale Autor: Simion Zugravu din Laz                                           | Datare: Prima jumătate a secolului al XIX-lea Descoperit: jud. ALBA, com. Bacainti Material: Sticlă; lemn de brad; pictat tempera; foiță de aur; înrămat | Sfântul Mare Ierarh Nicolae este redat înveșmântat în odăjdii de culoare roșie, cu epitrahil verde, cu mithră pe cap și sureolă. În mâna stângă ține Sfânta Evanghelie și binecuvintează cu mâna dreaptă. În registrul îndepărtat superior sut două ramuri de flori roșii de măr, simetric poziționate. Inscripția în chirilică cu Sfântul Nicolae este încadrată pe o panglică decorativă, sub ramurile înflorite. Cromatica este luminoasă și compoziția se dovedește a fi armonioasă. Desenul este de o remarcabilă finețe, trăsăturile chipului de sfânt fiind redate cu minuțiozitate. | Complexul Național Muzeal Astra, Sibiu | Cimec    |
|      | Prăznicar cu Învierea Mântuitorului Iisus Hristos Autor: PAVEL ZAMFIR (?)                           | Datare: A doua jumătate a secolului al XIX-lea Descoperit: jud. SIBIU, com. SALISTE Material: pictat pe glajă cu vopsele de tempera, lipit foiță aurie, înrămat | Prăznicarul reprezintă scene din Viața Mântuitorului Iisus Hristos. Icoana este împărțită 13 casete, dintre care 12 sunt mai mici, reprezentând scene din Viața Mântuitorului și anumite evenimente-sărbători mari: BunaVestire, Dumnica Floriilor, Stretenia, Botezul Mântuitorului, Adormirea Maicii Domnului. Central este situată caseta cea mare cu Învierea Mântuitorului Iisus Hristos. Deasupra Mormântului deschis, Mântuitorului Iisus Hristos în Slavă Binecuvintează. Mandorla de nouri Îl poartă pe Mântuitorul Iisus Hristos în Învierea Sa. Cromatica este armonioasă: auriu-bronz, ocru, negru, verde, roșu vermillon, alb. Compoziția este bine structurată, detaliile sunt realizate cu acuitate fină a bunului desenator. Întreaga icoană inspiră atmosferea luminoasă și caldă de Înviere. | Complexul Național Muzeal Astra, Sibiu | Cimec    |
|      | Prăznicar cu Învierea Mântuitorului Iisus Hristos Autor: PAVEL ZAMFIR (?)                           | Datare: A doua jumătate a secolului al XIX-lea Descoperit: jud. SIBIU, com. SALISTE Material: pictat pe glajă cu vopsele de tempera, lipit foiță aurie, înrămat | Prăznicarul reprezintă scene din Viața Mântuitorului Iisus Hristos. Icoana este împărțită 13 casete, dintre care 12 sunt mai mici, reprezentând scene din Viața Mântuitorului și anumite evenimente-sărbători mari: BunaVestire, Dumnica Floriilor, Stretenia, Botezul Mântuitorului, Adormirea Maicii Domnului. Central este situată caseta cea mare cu Învierea Mântuitorului Iisus Hristos. Deasupra Mormântului deschis, Mântuitorului Iisus Hristos în Slavă Binecuvintează. Mandorla de nouri Îl poartă pe Mântuitorul Iisus Hristos în Învierea Sa. Cromatica este armonioasă: auriu-bronz, ocru, negru, albastru, roșu vermillon, alb. Compoziția este bine structurată, detaliile sunt realizate cu acuitate fină a bunului desenator. Întreaga icoană inspiră atmosferea luminoasă și caldă de Înviere. | Complexul Național Muzeal Astra, Sibiu | Cimec    |
|      | Prăznicar cu Învierea Mântuitorului Iisus Hristos Autor: PAVEL ZAMFIR (?)                           | Datare: A doua jumătate a secolului al XIX-lea Descoperit: jud. SIBIU, com. SALISTE Material: pictat pe glajă cu vopsele de tempera, lipit foiță aurie, înrămat | Prăznicarul reprezintă scene din Viața Mântuitorului Iisus Hristos. Icoana este împărțită 13 casete, dintre care 12 sunt mai mici, reprezentând scene din Viața Mântuitorului și anumite evenimente-sărbători mari: BunaVestire, Dumnica Floriilor, Stretenia, Botezul Mântuitorului, Adormirea Maicii Domnului. Central este situată caseta cea mare cu Învierea Mântuitorului Iisus Hristos. Deasupra Mormântului deschis, Mântuitorului Iisus Hristos în Slavă Binecuvintează. Mandorla de nouri Îl poartă pe Mântuitorul Iisus Hristos în Învierea Sa. Cromatica este armonioasă: auriu-bronz, ocru, negru, verde, roșu, albastru, alb. Compoziția este bine structurată, detaliile sunt realizate cu acuitate fină a bunului desenator. Întreaga icoană inspiră atmosferea luminoasă și caldă de Înviere. Datare 1881 | Complexul Național Muzeal Astra, Sibiu | Cimec    |
|      | Prăznicar cu Învierea Mântuitorului Iisus Hristos Autor: PAVEL ZAMFIR (?)                           | Datare: A doua jumătate a secolului al XIX-lea Descoperit: jud. SIBIU, com. SALISTE Material: pictat pe glajă cu vopsele de tempera, lipit foiță aurie, înrămat | Prăznicarul reprezintă scene din Viața Mântuitorului Iisus Hristos. Icoana este împărțită în 27 casete, dintre care 26 sunt mai mici, reprezentând scene din Viața Mântuitorului și anumite evenimente-sărbători mari: BunaVestire, Dumnica Floriilor, Stretenia, Botezul Mântuitorului, Adormirea Maicii Domnului. Central este situată caseta cea mare cu Învierea Mântuitorului Iisus Hristos. Deasupra Mormântului deschis, Mântuitorului Iisus Hristos în Slavă Binecuvintează. Mandorla de nouri Îl poartă pe Mântuitorul Iisus Hristos în Învierea Sa. Cromatica este armonioasă: auriu-bronz, ocru, negru, verde, roșu, albastru, alb. Compoziția este bine structurată, detaliile sunt realizate cu acuitate fină a bunului desenator. Întreaga icoană inspiră atmosferea luminoasă și caldă de Înviere. Datare 1890, în caseta a II-a, din stânga icoanei. | Complexul Național Muzeal Astra, Sibiu | Cimec    |
|      | Sfinții Apostoli Petru și Pavel Autor: Savu Moga                                                    | Datare: A doua jumătate a secolului al XIX-lea 1874 Descoperit: jud. SIBIU Material: pictat pe sticlă- glajă, cu vopsele de tempera, lipit foiță aurie | Sfinții Apostoli Petru și Pavel sunt redați în picioare, unul lângă celălalt. Sfântul Petru ține în mâna stângă cheile Raiului și în mâna dreaptă ține Sfânta Evanghelie. Sfântul Apostol Pavel ține în mâna dreaptă Sfânta Evanghelie. Sfinții Apostoli au aureole de sfinți. Compoziția este simetrică și chipurile sfinților formează un întreg, cu două jumătăți egale, bine definite. Sfinții Apostoli susțin un chivot de biserică. Cromatica este armonioasă: roșu vermillon, verde, bleu-ciel, galben, alb.Savu Moga, Arpașu de Sus, Țara Făgărașului, Datată 1874. Chenarul ornamentat auriu, caracteristic stilului iconarului-zugrav Savu Moga. Caroiajul cromatic, romboidal, al pavajului. | Complexul Național Muzeal Astra, Sibiu | Cimec    |
|      | Sfântul Mare Mucenic Gheorghe Purtător de Biruință                                                  | Datare: Prima jumătate a secolului al XIX-lea 1840 Descoperit: jud. SIBIU Material: pictat pe lemn cu vopsele de tempera, lipit foiță aurie | Sfântul Mare Mucenic Gheorghe este redat călare pe un cal alb, înfigând lancea în gura unui balaur cu solzi. În plan secund, este prințesa, domnița, încremenită fiind în poarta castelului, privind scena luptei, rugând ajutor și totodată ridicând mâinile în semn de slavă și mulțumire. Veșmintele de sfânt militar cavaler ale Sfântului Gheorghe sunt pictate cu roșu, albastru și ocru, mantia fiind de culoare roșie. Cromatica: albastru, roșu, verde, ocru, alb. Alternanța decorativă, geometrică, fitomorfă și cromatică armonizează întreaga compoziție. | Complexul Național Muzeal Astra, Sibiu | Cimec    |
|      | Sfântul Mare Mucenic Haralambie Autor: MATEI TIMFOREA (?)                                           | Datare: Secolul al XIX-lea Descoperit: jud. SIBIU Material: STICLĂ; LEMN DE BRAD; PICTAT TEMPERA; FOIȚĂ DE AUR; ÎNRĂMAT | SFÂNTUL MUCENIC HARALAMBIE UCIGÂND DIAVOLUL, BINECUVÂNTÂND CU MÂNA DREAPTĂ, ȚINÂND ÎN MÂNA STÂNGĂ SFÂNTA EVANGHELIE. IN REGISTRUL INFERIOR SUNT REDATE DOUĂ PERSONAJE: DIAVOLUL CHINUIND OMUL TĂMĂDUIT DE SFÂNTUL MUCENIC. REGISTRUL SUPERIOR: STÂNGA ICOANEI – DUMNEZEU TATĂL; DREAPTA – ÎNGER ARHANGHEL. ELEMENTE DE ARHITECTURĂ ECLEZIASTICĂ. SFÂNTUL MUCENIC HARAMBIE ÎNVEȘMÂNTA ÎN ODĂJDII DE IERARH, IMAGINAT CA UN BĂTRÂN CU BARBĂ FOARTE LUNGĂ. CHENAR FLORAL, GHRLANDĂ DE FLORI – ÎMPĂRĂȚIA CEREASCĂ. DESENUL BINE CONTURAT ȘI FINEȚEA LINIEI. ARMONIA CROMATICĂ: ROȘU, VERDE, ALB, NEGRU. INSCRIPȚIE ÎN CHIRILICĂ: IC XC; SFÂNTUL HARALAMBIE. NUMĂRUL DE PERSONAJE: ȘASE. ELEMENTE ANTROPOMORFE, ELEMENTE FLORALE, GEOMETRIZANTE. SIMBOLURI CREȘTINE. STILUL PICTRURII LUI MATEI ȚIMFOREA. ȚARA FĂGĂRAȘULUI. SECOLUL AL XIX-LEA. | Complexul Național Muzeal Astra, Sibiu | Cimec    |
|      | Prăznicar cu Învierea Mântuitorului Iisus Hristos Autor: Pavel Zamfir ?                             | Datare: a doua jumătate a secolului al XIX-lea 1840 Material: pictat pe glajă cu vopsele de tempera, lipit foiță aurie, înrămat. | Prăznicarul reprezintă scene din Viața Mântuitorului Iisus Hristos. Icoana este împărțită 13 casete, dintre care 12 sunt mai mici, reprezentând scene din Viața Mântuitorului și anumite evenimente-sărbători mari: BunaVestire, Dumnica Floriilor, Stretenia, Botezul Mântuitorului, Adormirea Maicii Domnului. Central este situată caseta cea mare cu Învierea Mântuitorului Iisus Hristos. Deasupra Mormântului deschis, Mântuitorului Iisus Hristos în Slavă Binecuvintează. Mandorla de nouri Îl poartă pe Mântuitorul Iisus Hristos în Învierea Sa.Compoziția este bine structurată, detaliile sunt realizate cu acuitate fină a bunului desenator. Întreaga icoană inspiră atmosferea luminoasă și caldă de Înviere. Icoana are o compoziție amplă și echilibrată, cu un desen minuțios și o alternanță cromatică armonioasă. Cromatica: verde, gri, brun, roșu vermillon. Icoana este încadrată de un chenar decorativ geometrizant romboidal de culoare roșu vermillon, extrem de sugestiv. Se presupune a fi pictată de zugravul-iconar Pavel Zamfir Zugravu din Laz Valea Sebesului. | Complexul Național Muzeal Astra, Sibiu | Cimec    |
|      | Maica Domnului Îndurerată Autor: ILIE POIENARU (?)                                                  | Datare: A doua jumătate a secolului al XIX-lea Descoperit: jud. SIBIU, com. SALISTE Material: pictat pe glajă cu vopsele de tempera, lipit foiță aurie, înrămat | Maica Domnului Îndurerată, îmbrăcată în maforion negru, redată central, în picioare, cu mâinile încrucișate pe piept, în semn de rugăciune și asumare. În planul îndepărtat din dreapta icoanei este redat Mântuitorul Iisus Hristos răstignit pe cruce. În îndepărtarea Crucii Răstignirii Mântuitorului, este redată arhitectura unei biserici. În registrul superior sunt arhanghelii și îngerii pe lanțuri de nori. Desenul este rafinat, cromatica armonioasă. Cromatica: albastru, verde, roșu, negru, alb.. Compoziția este încadrată de un chenar vegetal. Veșmântul Maicii Domnului este de o frumusețe rară, remarcându-se eleganța, rafinamentul și armonia cromatică. | Complexul Național Muzeal Astra, Sibiu | Cimec    |
|      | Deisis                                                                                              | Datare: Prima jumătate a secolului al XIX-lea 1840 Descoperit: jud. SIBIU Material: pictat pe lemn cu vopsele de tempera, înrămat, ramă lată în relief, cu ornamente sculptate | Icoana reprezintă pe Dumnezeu Tatăl pe tron împărătesc, având în dreapta Sa pe Maica Domnului rugătoare, cu mâinile îndreptate în semn de rugăciune către Împăratul Cel Ceresc, iar în stânga Sa pe Sfântul Mare Prooroc Înaintemergător și Botezător Ioan, înveșmântat în verde, avânt mâinile îndreptate spre Dumnezeu Tatăl, în semn de rugăciune. Se remarcă somptuozitatea icoanei, prin armonia cromatică și luminozitatea dată de auriu. Simetria este o caracteristică a temei iconografice Deisis. Veșmintele arhierești sunt de culoare roșie și verde. | Complexul Național Muzeal Astra, Sibiu | Cimec    |
|      | Cănceu                                                                                              | Datare: 1799 Descoperit: jud. SIBIU, SADU Dimensiuni: Î: 25 cm Material: lut, angobă, oxid de cobalt, smalț; modelată pe roata olarului, decor realizat în tehnica sgrafito, ardere oxidantă | Cănceu piriform prevăzut cu o toartă, gât alungit și ușor evazat, corpul bombat, toarta de la gât la diametrul maxim al vasului. În partea opusă torții vasul prezintă un motiv avimorf (pasăre cu capul îndreptat înainte, cu penaj bogat, redat sub formă de solzi pe întreg corpul) . Decorul este executat prin tehnica sgrafito, fond albastru cobalt. Sub pieptul păsării este inscripționat anul 1799 și un motiv frecvent întâlnit pe ceramica de tip Saschiz, linia șerpuită pe verticală, lată descendentă, care reprezintă, probabil, semnătura meșterului. | Complexul Național Muzeal Astra, Sibiu | Cimec    |
|      | Farfurie                                                                                            | Datare: 1790 Dimensiuni: D:18,5 cm Material: lut, angobă, oxid de cobalt, smalț; modelată pe roata olarului, decor realizat în tehnica batic și sgrafito, ardere oxidantă | Farfurie plată cu baza largă, peretele este drept pe o porțiune foarte mică, după care se evazează puternic, marginea este îngustă și nu prezintă decor. Decorul este dispus central, realizat în tehnica batic și sgrafito și reprezintă un motiv floral: o floarea -soarelui mare, cu interiorul decorat cu patru linii vălurite, verticale, prevazută cu zece petale semicirculare cu câte un punct în interior, intercalate de nouă grupuri a câte trei linii mici. Tulpina este redată stilizat prin linii spiralate și un boboc stilizat. Sub floarea mare , lateral apare anul confecționării piesei: 1790. | Complexul Național Muzeal Astra, Sibiu | Cimec    |
|      | Farfurie                                                                                            | Datare: 1796 Descoperit: jud. SIBIU, Țichindeal Dimensiuni: D: 21 cm Material: lut, angobă, oxid de cobalt, smalț; modelată pe roata olarului, decor realizat în tehnica batic, ardere oxidantă | Farfurie plată cu baza largă, peretele este drept pe o porțiune foarte mică, după care se evazează puternic, marginea este îngustă. Decorul este dispus central și reprezintă un motiv floral (o rodie stilizată redată prin 13 semicercuri, care în interior prezintă câte un punct) cu tulpină și frunze.Rodia este executată în tehnica batic, fond albastru cobalt. Tulpina, spiralată și vălurită pe orizontală, este redată prin vrejuri stilizate. În partea laterală a motivului floral este inscripționat anul confecționării: 1796. Marginea farfurieri nu prezintă decor. | Complexul Național Muzeal Astra, Sibiu | Cimec    |
|      | Farfurie                                                                                            | Datare: 1791 Descoperit: jud. SIBIU, Rășinari Dimensiuni: Î: 3 cm; D:21,5 cm Material: lut, angobă, oxid de cobalt, smalț; modelată pe roata olarului, decor realizat în tehnica batic, ardere oxidantă | Farfurie plată cu baza largă, peretele este drept pe o porțiune foarte mică, după care se evazează puternic, marginea este îngustă și nu prezintă decor. Decorul este dispus central și reprezintă un buchet floral alcătuit din trei lalele înflorite, cu petalele hașurate dispuse pe o tulpină spiralată. La baza motivului floral este redat anul confecționării piesei 1791. | Complexul Național Muzeal Astra, Sibiu | Cimec    |
|      | Farfurie                                                                                            | Datare: 1812 Descoperit: jud. SIBIU, Rășinari Dimensiuni: D: 21,3 cm Material: lut, angobă, oxid de cobalt, smalț; modelată pe roata olarului, decor realizat în tehnica batic, ardere oxidantă | Farfurie plată cu baza largă, peretele este drept pe o porțiune foarte mică, după care se evazează puternic, marginea este îngustă. Decorul este dispus central și reprezintă o pasăre care prinde în cioc un vierme. Deasupra motivului avimorf este redată o floare, o interpretare simbolică a pomului vieții. Sub pieptul păsării este anul realizării piesei: 1812. Motivul care apare sub pasăre, linia continuă șerpuită este specifică ceramicii de Saschiz și probabil reprezintă semnătura meșterului și a centrului în care a fost lucrată piesa. Decorul este realizat în tehnica batic. Cromatica: albastru de cobalt, alb. | Complexul Național Muzeal Astra, Sibiu | Cimec    |
|      | Farfurie                                                                                            | Datare: 1802 Descoperit: jud. SIBIU, TĂLMĂCEL Dimensiuni: Î: 4 cm; D:28 cm Material: lut, angobă, oxid de cobalt, smalț; modelată pe roata olarului, decor realizat în tehnica batic, ardere oxidantă | Farfurie plată cu baza largă, peretele este drept pe o porțiune foarte mică, după care se evazează puternic, marginea este îngustă și decorată cu o ghirlandă vălurită care prezintă frunze stilizate. Decorul este dispus central și reprezintă o pasăre cu aripile desfăcute. Sub pasăre este anul realizării piesei: 1802. Decorul este realizat în tehnica batic. Cromatica: albastru de cobalt, alb. | Complexul Național Muzeal Astra, Sibiu | Cimec    |
|      | Cănceu                                                                                              | Datare: Secolul al XVIII-lea Dimensiuni: Î: 25,5 cm Material: lut, angobă, oxizi, smalț; modelată la roata olarului și manual, angobată, decorată cu cornul și manual cu degetele (modelarea brâielor prin presarea lutului cu degetele), ardere oxidantă | Cănceu cu corpul bombat, gâtul înalt și zvelt, prevăzut cu o toartă dreaptă. De la punctul de pornire al gâtului sunt dispuse trei brâie aplicate, reliefate de culoare galbenă, care împart suprafața vasului în registre orizontale. Primul, prezintă două tipuri de palmete cu vârful în sus. Al doilea prezintă sub brâul aplicat un șir de palmete mici cu vârful în jos intercalate de semicercuri redate prin puncte și decorate în interior cu câte o palmetă cu vârful în sus. Pântecul cănii prezintă un decor complex, separat în 2 registre. Cel de sus ornamentat cu „flori stilizate”, motivul palmetei pornind din 2 frunze umplute cu puncte, linii și motivul piramidei cu semicercurile decorate cu puncte, iar cel de jos, motivul palmetei redat de jumătate, cu vârful în sus, intercalat de lujeri. Al patrulea registru prezintă, în oglindă, decorul din al treilea registru de jos. Toarta este decorată cu mici linii paralele. Talpa vasului este decorată cu un al patrulea brâu aplicat și linii mici, paralele, albastre. Cromatica: cărămiziu, alb, albastru și galben. | Complexul Național Muzeal Astra, Sibiu | Cimec    |
|      | Farfurie                                                                                            | Datare: secolului al XIX-lea Descoperit: jud. SIBIU, Săliște Dimensiuni: Î: 4,8 cm; D:21,9 cm Material: lut, angobă, oxizi, smalț; modelată la roata olarului, angobată, decorată cu pensula, ardere oxidantă succesivă | Farfurie mare, tronconică, cu marginea lată și decorată cu o ghirlandă alcătuită din vrejuri stilizate. Central piesei, pe fond alb - gălbui este redat un motiv floral stilizat alcătuit din trei lalele înflorite intercalate de linii hașurate care simbolic reprezintă frunzele florilor. | Complexul Național Muzeal Astra, Sibiu | Cimec    |
|      | Humpen                                                                                              | Datare: Secolul al XVIII-lea Descoperit: jud. SIBIU, POPLACA Dimensiuni: Î:18 cm Material: lut, angobă, oxizi, smalț; modelată la roata olarului, angobată, decor realizat prin tehnica incizării, pictat cu pensula, ardere oxidantă succesivă | Halbă cu inel de susținere, lat, tronconic, corp aproape cilindric, lățit spre bază, buza puțin adunată. Toarta se termină deasupra inelului de susținere într-o volută. Suprafața decorativă prezintă două registre decorative care redau motivul piramidei cu vârful în sus sau în jos, de diferite dimensiuni, în cromatică verde și albastru. Decorul este realizat prin incizie în lutul moale. Cromatica: verde și albastru. Din inelul de susținere lipsesc trei bucăți. | Complexul Național Muzeal Astra, Sibiu | Cimec    |
|      | Farfurie                                                                                            | Datare: Secolul al XVIII-lea Descoperit: jud. Brașov, Mercheașa Dimensiuni: Î: 5,7 cm; D:24,5 cm Material: lut, angobă, oxizi, smalț; modelată la roata olarului, angobată, decor realizat cu cornul, ardere oxidantă succesivă | Farfurie ușor adâncă cu baza largă, peretele este drept pe o porțiune foarte mică, după care se evazează puternic, marginea este lată și decorată cu o ghirlandă alcătuită din vrejuri și puncte, spațiile libere fiind umplute cu linii paralele, oblice. Decorul este dispus central și reprezintă un pom al vieții care se înalță dintr-o creangă de brad, alcătuit din două rodii stilizate ( sâmburii fiind redați prin motivul tablei de șah cu spațiile albe și conturul decorate cu puncte) și o lalea mare înflorită. Pe suprafața farfuriei apar șase grupuri de puncte dispuse dezordonat, iar din capetele rodiilor și vârful lalelei se înalță câte un brăduț. | Complexul Național Muzeal Astra, Sibiu | Cimec    |
|      | Cană de vin                                                                                         | Datare: Secolul al XIX-lea Descoperit: jud. SIBIU, Rășinari Dimensiuni: Î: 30,5 cm Material: lut, angobă, oxizi, smalț; modelată la roata olarului, angobată, decor realizat cu pensula, ardere oxidantă succesivă | Cană piriformă prevăzută cu o toartă arcuită decorată cu linii vălurite. Suprafața decorativă a vasului este împărțită în nouă registre decorative dispuse vertical. Primul registru, al treilea, al cincelea, al șaptelea și al nouălea prezintă un decor geometric, redat prin linii vălurite, drepte și paralele, iar al doilea și al optulea redă un motiv floral stilizat: bradul. Al patrulea registru redă motive geometrice, triunghiuri intercalate de puncte. Decorul central este reprezentat printr-o redare dublă a „arborelui vieții” stilizat , separat de motive fitomorfe. „Pomul vieții” are rădăcină puternică și este alcătuit din vrejuri, alături de o lalea înflorită cu miezul hașurat. | Complexul Național Muzeal Astra, Sibiu | Cimec    |
|      | Cahlă                                                                                               | Datare: 1711 Dimensiuni: Ad: 3,5 cm Material: lut de cahle, nisip; modelată din lut prin presare manuală în tipar, pastă poroasă, nisipoasă, bine arsă, de culoare roșu-cărămiziu, pe spate urme de textile și butoni | Compoziția cahlei reprezintă două semicercuri intersectate din cele patru colțuri cu arce de cerc. Astfel s-au format mai multe casete care au fost decorate central cu doi ciorchini de struguri uniți printr-un lujer subțire și cu grupuri de frunze. În cele două spații laterale este amplasată câte o rozetă și inscripționat anul 1711. Restaurat colțul din partea dreaptă superioară. | Complexul Național Muzeal Astra, Sibiu | Cimec    |
|      | Cahlă                                                                                               | Datare: Secolul al XVII-lea Dimensiuni: Ad: 4,3 cm Material: lut de cahle, nisip, mică; modelată prin presare manuală în tipar, pastă poroasă, bine arsă, de culoare roșu-cărămiziu, pe spate urme de netezire cu scândura, ardere oxidantă | Într-un medalion neregulat s-a amplasat pe un suport cinci turnuri cu acoperiș. Medalionul este intersectat pe două laterale exterioare de două semidiscuri. În partea inferioară a ansamblului arhitectural coboară spre bază o tijă terminată cu o ancoră stilizată. Cele patru colțuri exterioare ale cahlei sunt decorate cu câte un buchet de flori. | Complexul Național Muzeal Astra, Sibiu | Cimec    |
|      | Cahlă                                                                                               | Datare: 1707 Dimensiuni: Ad: 3,5 cm Material: lut de cahle, nisip; modelată prin presare manuală în tipar, pastă poroasă, bine arsă, de culoare roșu-cărămiziu, pe spate urme de textile și butoni, ardere oxidantă | Cahla prezintă într-un medalion oval o compoziție împărțită în două registre orizontale de o bandă îngustă decorată cu lalele.În registrul inferior este amplasat pomul vieții cu flori, funze și o lalea mare în mijloc. Pomul este încadrat de cifrele 1-7-0-7 și literele H-G. În registrul superior sunt amplasate trei turnuri baroce decorate cu frunze și drapele. Medalionul este flancat de vrejuri cu flori care se întind în toate cele patru colțuri ale cahlei. Pe cele două laturi exterioare ale medalionului vrejurile sunt legate între ele cu benzi oriontale. | Complexul Național Muzeal Astra, Sibiu | Cimec    |
|      | Cahlă                                                                                               | Datare: Secolul al XVII-lea Descoperit: jud. Brașov, Hetiur Dimensiuni: Ad:4 Material: lut de cahle, nisip, mică; modelată din lut prin presare manuală în tipar, pastă fină, bine arsă, culoare ocru-cărămiziu, nesmălțuită, pe spate urme de textile și de butoni, ardere oxidantă | Cahla prezintă într-un medalion romboidal dispuse pe o platformă trei turnuri cu acoperiș. Din mijlocul platfomei este atașată o tijă terminată cu o ancoră stilizată, care coboară până la baza piesei. Turnul central este flancat de literele I și M. Cele patru colțuri exterioare ale cahlei sunt decorate cu câte un buchet de flori | Complexul Național Muzeal Astra, Sibiu | Cimec    |
|      | Farfurie                                                                                            | Datare: 1791 Descoperit: jud. SIBIU, Țichindeal Dimensiuni: D:20,7 cm Material: lut, angobă, oxid de cobalt, smalț; modelată pe roata olarului, decor realizat în tehnica batic, ardere oxidantă | Farfurie plată cu baza largă, peretele este drept pe o porțiune foarte mică, după care se evazează puternic, marginea este îngustă. Decorul este dispus central și reprezintă o pasăre care prinde în cioc un vierme. Deasupra motivului avimorf este redat un strugure, o interpretare simbolică a pomului vieții. Sub pieptul păsării este anul realizării piesei: 1791. Motivul care apare sub pasăre, linia continuă șerpuită este specifică ceramicii de Saschiz și probabil reprezintă semnătura meșterului și a centrului în care a fost lucrată piesa. Decorul este realizat în tehnica batic. Cromatica: albastru de cobalt, alb. | Complexul Național Muzeal Astra, Sibiu | Cimec    |
|      | Farfurie                                                                                            | Datare: 1798 Descoperit: jud. Bistrița-Năsăud, Susenii Bârgăului Dimensiuni: D: 26,6 cm Material: lut, angobă, oxizi, smalț transparent și smalț de cositor; modelată pe roata olarului, decor realizat cu pensula, ardere oxidantă | Farfurie tronconică, cu marginea îngustă, decorată cu cinci linii concentrice și una vălurită. Decorul central reprezintă un motiv floral: pomul vieții alcătuit din trei flori care se înalță dintr-o inimă. În partea superioară, de-o parte și alta a florii centrale este redat anul confecționării piesei 1798. | Complexul Național Muzeal Astra, Sibiu | Cimec    |
|      | Farfurie                                                                                            | Datare: 1786 Descoperit: jud. SIBIU, TĂLMĂCEL Dimensiuni: D:24,5 cm; Î:5 cm Material: lut, angobă, oxizi, smalț; modelată la roata olarului și manual, angobată, decorată cu cornul și manual cu degetele (modelarea brâului de pe marginea farfuriei, prin presarea lutului cu degetele), ardere oxidantă | Farfurie ușor adâncă cu baza largă, peretele este drept pe o porțiune foarte mică, după care se evazează puternic, marginea este lată și decorată cu un brâu aplicat și patru palmete cu vârful în sus, realizate din linii paralele și puncte. Decorul este dispus central și reprezintă un pom al vieții stilizat alcătuit dintr-o rodie mare, înflorită și doi boboci de rodie. Florile sunt redate prin linii paralele și puncte în cromatica verde și galben-muștar. De-o parte și de alta a rodiei centrale apare anul confecționării piesei 1786. | Complexul Național Muzeal Astra, Sibiu | Cimec    |
|      | Farfurie                                                                                            | Datare: 1786 Descoperit: jud. SIBIU, TĂLMĂCEL Dimensiuni: D: 25,7 cm; Î: 6 cm Material: lut, angobă, oxizi, smalț; modelată la roata olarului și manual, angobată, decorată cu cornul și manual cu degetele (modelarea brâului de pe marginea farfuriei, prin presarea lutului cu degetele), ardere oxidantă | Farfurie ușor adâncă cu baza largă, peretele este drept pe o porțiune foarte mică, după care se evazează puternic, marginea este lată și decorată cu un brâu aplicat și patru palmete cu vârful în sus, realizate din linii paralele și puncte. Decorul este dispus central și reprezintă un pom al vieții stilizat alcătuit dintr-o rodie mare, înflorită cu miezul hașurat și marginea redată prin liunii simple și șerpuite, galbene și verzi. Deasupra rodiei apare anul confecționării piesei 1786. | Complexul Național Muzeal Astra, Sibiu | Cimec    |
|      | Cănceu                                                                                              | Datare: Secolul al XVIII-lea Descoperit: jud. SIBIU, Rășinari Dimensiuni: Î:19,8 cm Material: lut, angobă, oxizi, smalț; modelată la roata olarului, angobată, decor realizat cu cornul și o unealtă din lemn cu vârf ascuțit pentru brâie, ardere oxidantă | Cănceu cu corpul bitronconic, gât scurt, gura lărgită și ridicată aproape vertical, prevăzut toartă . De la corp la nivelul diametrului maxim este realizat un brâu galben, zimțat în relief. De la punctul de pornire al gâtului până la cca 4 cm. sub buză sunt dispuse încă trei brâie asemănătoare, reliefate. Pe suprafața dintre brâie sunt dispuse ornamente fitomorfe și geometrice, stilizate redate prin linii, puncte și semicercuri duble. Pornind de la buza cănceului, în primul și al treilea registru sunt redate cu albastru și verde semicercuri arcuite și volute; în registrul doi apar palmete verzi deschise cu vârful în sus, iar în ultimul sunt redate, cu albastru linii albastre verticale și orizontale dispuse dezordonat intercalate de semicercuri. Cromatica: cărămiziu, alb, albastru, galben și verde. | Complexul Național Muzeal Astra, Sibiu | Cimec    |
|      | Cănceu                                                                                              | Datare: 1812 Descoperit: jud. SIBIU, SADU Dimensiuni: Î: 27,5 cm Material: lut, angobă, oxizi, smalț; modelată pe roata olarului, decor realizat cu pensula și cornul, ardere oxidantă | Cănceu piriform prevăzut cu o toartă, gât scurt și ușor evazat, toarta dispusă de la gât la diametrul maxim al vasului. Suprafața vasului este decorată în registre: partea superioară și inferioară este decorată cu câte o bandă lată de culoare maro, încadrată linii subțiri maro - câte una de fiecare parte. Registrul central redă un cerb în culoare maro cu capul întors spre spate, încadrat de motive florale și fitomorfe, buchete de flori galbene și albastre. Între picioarele cerbului este pictat anul confecționării piesei: 1812. Cromatica: cărămiziu, alb, maro, verde, galben și albastru | Complexul Național Muzeal Astra, Sibiu | Cimec    |
|      | Farfurie                                                                                            | Datare: 1798 Descoperit: jud. SIBIU, Țichindeal Dimensiuni: D:21,5 cm Material: lut, angobă, oxid de cobalt, smalț; modelată pe roata olarului, decor realizat în tehnica batic, ardere oxidantă | Farfurie plată cu baza largă, peretele este drept pe o porțiune foarte mică, după care se evazează puternic, marginea este îngustă și decorată cu patru grupuri de motive care reprezintă un strugure stilizat. Decorul este dispus central și reprezintă un buchet floral alcătuit din trei rodii mari, stilizate, una cu miezul redat prin trei petale, iar celelalte două cu miezul redat prin linii drepte și vălurite dispuse vertical. Sâmburii rodiilor sunt reprezentați prin puncte, intercalate de linii paralele, mici. Tulpina este redată stilizat, iar anul confecționării 1798 apare sub motivul floral. | Complexul Național Muzeal Astra, Sibiu | Cimec    |
|      | Cănceu                                                                                              | Datare: 1793 Dimensiuni: Î:24,5 cm Material: lut, angobă, oxid de cobalt, smalț; modelată pe roata olarului, decor realizat în tehnica batic, ardere oxidantă | Cănceu piriform prevăzut cu o toartă, gât alungit și ușor evazat, corpul bombat, toarta de la gât la diametrul maxim al vasului. În partea opusă torții vasul prezintă un motiv floral realizat în tehnica batic: o floarea -soarelui mare, cu interiorul decorat cu cinci linii vălurite, verticale, prevazută cu opt petale semicirculare cu câte un punct în interior, intercalate de petale ascuțite. Tulpina este redată stilizat prin vrejuri spiralate . Lateral motivului florale apare anul confecționării piesei: 1793. | Complexul Național Muzeal Astra, Sibiu | Cimec    |
|      | Cănceu                                                                                              | Datare: 1824 Dimensiuni: Î: 20,2 cm Material: lut, angobă, oxizi, smalț; modelată la roata olarului, angobată, decor realizat cu cornul și o unealtă din lemn cu vârf ascuțit pentru brâie, ardere oxidantă | Cănceu cu corpul bitronconic, gât scurt, gura lărgită și ridicată aproape vertical, prevăzut cu o toartă dreaptă. De la corp la nivelul diametrului maxim este realizat un brâu galben, zimțat în relief. De la punctul de pornire al gâtului până la cca 4 cm. sub buză sunt dispuse încă trei brâie asemănătoare, reliefate. Pe suprafața dintre brâie sunt dispuse ornamente fitomorfe și geometrice, stilizate redate prin linii, puncte și semicercuri duble dispuse dezordonat. Pornind de la buza cănceului, în al treilea registru este pictat anul confecționării piesei 1824, intercalat de volute. Cromatica: cărămiziu, alb, albastru, galben și verde. | Complexul Național Muzeal Astra, Sibiu | Cimec    |
|      | Cahlă                                                                                               | Datare: Secolul al XVII-lea Descoperit: jud. Brașov, Brașov Dimensiuni: AD: 4,5 cm Material: lut de cahle, nisip, caolin, ardere oxidantă; modelată prin presare mnauală în tipar, pastă fină, bine arsă, culoare ocru-cărămiziu, angobată, pe spate urme de textile | Compoziția cahlei reprezintă un motiv heraldic. În centrul cahlei este amplasat un medalion romboidal cu colțurile ascuțite și arcuite și părțile laterale semicirculare. În interiorul medalionului este amplasată o coroană cu trei ramuri treflate, din care se dezvoltă un buchet format din lujeri subțiri, frunze și flori. Coroana este sprijinită pe o rădăcină puternică încadrată de literele G-K, probabil inițialele meșterului olar. Motivul heraldic semnifică blazonul orașului Brașov. Cele patru colțuri ale cahlei sunt închise cu câte un arc de cerc, decorat în interior cu câte o rodie desfăcută. | Complexul Național Muzeal Astra, Sibiu | Cimec    |
|      | Cahlă                                                                                               | Datare: 1717 Dimensiuni: Ad: 5 cm Material: lut de cahle, nisip, caolin, smalț, oxid de cupru, modelată prin presare manuală în tipar, pastă poroasă de culoare brun-cărămiziu, ardere oxidantă succesivă | Compoziția reprezintă un medalion, pătrat format din spini, decorat la colțuri cu câte o inimă. Central este amplasat un vultur bicefal cu aripile deschise. Pe cap are o coroană, iar de o parte și de alta a acesteia sunt inscripționate literele G-M. Picioarele vulturului sunt depărtate. În gheara dreaptă ține un sceptru, iar în cea stângă o sabie. Puțin mai jos, de o parte și de alta a cozii este inscripționat anul 1717, acesta reprezentând probabil anul confecționării cahlei. | Complexul Național Muzeal Astra, Sibiu | Cimec    |
|      | Farfurie                                                                                            | Datare: 1794 Descoperit: jud. SIBIU, TĂLMACIU Dimensiuni: D: 19 cm Material: lut, angobă, oxid de cobalt, smalț; modelată pe roata olarului, decor realizat în tehnica batic, ardere oxidantă | Farfurie plată cu baza largă, peretele este drept pe o porțiune foarte mică, după care se evazează puternic, marginea este îngustă. Decorul este dispus central și reprezintă o pasăre care prinde în cioc un vierme. Deasupra motivului avimorf este redat un strugure, o interpretare simbolică a pomului vieții. Sub pieptul păsării este anul realizării piesei: 1794. Motivul care apare sub pasăre, linia continuă șerpuită este specifică ceramicii de Saschiz și probabil reprezintă semnătura meșterului și a centrului în care a fost lucrată piesa. Decorul este realizat în tehnica batic. Cromatica: albastru de cobalt, alb. | Complexul Național Muzeal Astra, Sibiu | Cimec    |
|      | Cănceu                                                                                              | Datare: 1791 Descoperit: jud. Brașov, Bran Dimensiuni: Î: 18,7 cm Material: lut, angobă, oxid de cobalt, smalț; modelată pe roata olarului, decor realizat în tehnica batic, ardere oxidantă | Cănceu piriform prevăzut cu o toartă, gât alungit și ușor evazat, corpul bombat, toarta de la gât la diametrul maxim al vasului. În partea opusă torții vasul prezintă un motiv floral (o rodie stilizată, redată prin spirale) cu tulpină și frunze stilizate. În partea laterală motivului floral este inscripționat anul confecționării: 1791. | Complexul Național Muzeal Astra, Sibiu | Cimec    |
|      | Farfurie                                                                                            | Datare: 1807 Descoperit: jud. ALBA, Veza-Blaj Dimensiuni: D:19,2 cm Material: lut, angobă, oxid de cobalt, smalț; modelată pe roata olarului, decor realizat în tehnica batic, ardere oxidantă | Farfurie plată cu baza largă, peretele este drept pe o porțiune foarte mică, după care se evazează puternic, marginea este îngustă și decorată cu spirale succesive. Decorul este dispus central, realizat în tehnica batic și reprezintă un motiv floral: o floare mare, în formă de inimă cu interiorul decorat cu cercuri mici care reproduc semințele florii, iar petalele printr-o linie vălurită, circulară. Tulpina este redată stilizat, alcătuită din lujeri și un boboc,mic, stilizat. Lateral florii apare anul confecționării piesei: 1807. | Complexul Național Muzeal Astra, Sibiu | Cimec    |
|      | Cahlă                                                                                               | Datare: Secolul al XVII-lea Dimensiuni: Ad: 4,5 cm Material: Lut de cahle, nisip, o singură ardere oxidantă; modelată prin presare manuală în tipar, pastă degresată, bine arsă, de culoare gri-cărămiziu, pe spate urme de textile | Cahla prezintă sub o arcadă de piatră, sprijinită pe două coloane cilindrice un vas elenistic cu picior și două toarte din care pornesc doi lujeri subțiri cu frunze. Aceștia formează o cunună în formă de inimă, în interiorul căreia a fost așezată o lalea mare poziționată spre baza cahlei, flancată de flori cu petale.Pe lateralele vasului se sprijină doi lujeri cu frunze, care coboară până la bază. Câmpul din colțurile superioare ale cahlei sunt decorate cu frunze în formă de evantai. | Complexul Național Muzeal Astra, Sibiu | Cimec    |
|      | Cahlă                                                                                               | Datare: 1721 Dimensiuni: AD 4,5 cm Material: lut de cahle, nisip, ardere oxidantă; modelată prin presare manuală în tipar, pastă foarte fină, arsă cărămiziu, pe spate netezită cu mâna | Cahlă cu rame laterale, dreptunghiulară, nesmălțuită, în spațiul decorativ sunt așezate două semicercuri mari care sunt intersectate în colțuri de arce de cerc. Astfel s-au creat mai multe casete care sunt decorate cu frunze de ferigă. În spațiul central, între cele două semicercuri sunt amplasate două rozete cu decor în zig-zag și o stea mică. În spațiul dintre cele două rozete sunt inscripționate literele P I P un E intors 8 și 1721 ANO D (OMINI). | Complexul Național Muzeal Astra, Sibiu | Cimec    |
|      | Cahlă                                                                                               | Datare: Secolul al XVII-lea Descoperit: jud. SIBIU, SIBIU Dimensiuni: Ad: 3,2 cm Material: lut de cahle, nisip, mică; modelată din lut prin presare manuală în tipar, pastă poroasă, mult degresată, arsă la roșu-cărămiziu, nesmălțuită, pe spate urme de textile și funingine, ardere oxidantă | Într-un medalion dreptunghiular este amplasat central un portal constituit dintr-o arcadă deschisă sprijinită pe două coloane cilindrice cu console, sub care este un copac cu coronament în formă de palmetă. Sub palmetă sunt așezate două măști feminine și două garoafe. La baza coloanelor sunt patru semisfere, iar deasupra arcadei este dispusă o coroană. Cele două colțuri superioare au fost decorate cu frunze de palmetă. Întreaga compoziție este încadrată într-o ramă plată și lată decorată cu S-uri. | Complexul Național Muzeal Astra, Sibiu | Cimec    |
|      | Cahlă                                                                                               | Datare: Secolul al XVII-lea Descoperit: jud. BISTRIȚA-NĂSĂUD Dimensiuni: Ad: 3,5 cm Material: lut de cahle, nisip, mică, ardere oxidantă; modelată prin presare manuală în tipar, pastă poroasă, bine arsă de culoare roșu-cărămiziu | Compoziția reprezintă o scenă de vânătoare reprezentată naiv. În centrul cahlei este poziționat spre dreapta un cal cu un călăreț în șa.Acesta ține în mână o pușcă de vânătoare ridicată spre colțul drept superior unde se află un cerb. În spatele călărețului, pe cal este așezată o pasăre, probabil un șoim, iar în partea inferioară a cahlei, sub cal, apare un câine. În colțurile din partea stângă decorul este floral, reprezentând o lalea deschisă cu trei petale. Compoziția este încadrată într-o ramă subțire, cu decor în spini. | Complexul Național Muzeal Astra, Sibiu | Cimec    |
|      | Cahlă                                                                                               | Datare: 1699 Dimensiuni: Ad: 4,3 cm Material: lut de cahle, nisip, ardere oxidantă; modelată prin presare manuală în tipar, pastă poroasă cu mult nisip, arsă roșu-cărămiziu, pe spate urme de butoni și textile | Decorul piesei reprezintă central un pom al vieții cu frunze și stele care se înalță dintr-o inimă. Peste steaua din vârf s-a suprapus o cruce. Pe cele două laterale ale piesei este așezat un vas din care pornește o frunză în formă de inimă cu o stea în vârf. Câmpul din colțurile superioare ale piesei este decorat cu motive fitomorfe. Sub talpa celor două căni sunt inscripționate cifrele 9961, inversul anului 1699, probabil data confecționării. Cahla este încadrată într-o ramă în trei trepte, ultima, cea internă prezintă un decor cu spini. | Complexul Național Muzeal Astra, Sibiu | Cimec    |
|      | Cahlă                                                                                               | Datare: Secolul al XVII-lea Descoperit: jud. CLUJ, TURDA Dimensiuni: AD: 4,5 cm Material: lut de cahle, nisip, ardere oxidantă; modelată prin presare manuală în tipar, pastă poroasă cu mult nisip, arsă ocru-cărămiziu, pe spate netezire cu scândura | Cahlă nesmălțuită, decor liniar obținut prin așezarea succesivă a mai multor rame în trepte, ultima și cea internă fiind poziționate oblic. S-au obținut astfel patru pereți trapezoidali care au format un spațiu adâncit. Câmpul interior cahlei nu prezintă decor. | Complexul Național Muzeal Astra, Sibiu | Cimec    |
|      | Cahlă                                                                                               | Datare: Secolul al XVII-lea Descoperit: jud. Năsăud, Bistrița Dimensiuni: Ad: 4,5 cm Material: lut de cahle, nisip, mică; modelată din lut prin presare manuală în tipar, pastă fină, bine arsă, de culoare roșu-cărămiziu, nesmălțuită, micasată, pe spate urme de butoni și textile, ardere oxidantă | Intr-un medalion dreptunghiular este amplasat central un portal constituit dintr-o arcadă deschisă sprijinită pe două coloane cilindrice cu console, sub care este un copac cu coronament în formă de lalea. Sub lalea sunt așezate două măști feminine și două garoafe. La baza coloanelor sunt trei lalele, iar deasupra arcadei este dispusă o coroană. Cele două colțuri superioare au fost decorate cu lalele . Întreaga compoziție este încadrată într-o ramă plată și lată decorată cu S-uri. | Complexul Național Muzeal Astra, Sibiu | Cimec    |
|      | Cahlă                                                                                               | Datare: Secolul al XVII-lea Dimensiuni: Ad 4 cm Material: lut de cahle, nisip, mică; modelată din lut prin presare manuală în tipar, pastă poroasă, insuficient arsă de culoare cărămizie, pe spate urme de textile și butoni; ardere oxidantă | Cahlă cu rame laterală, pătrată, compoziția reprezintă două semicercuri care intersectează patru arce de cerc aflate în colțurile piesei. S-au creat astfel mai multe casete care au fost decorate astfel: central, între cele două cercuri sunt așezate tije de diferite mărimi, iar restul casetelor sunt decorate cu grupuri de frunze dispuse pe o inimă. | Complexul Național Muzeal Astra, Sibiu | Cimec    |
|      | Cahlă                                                                                               | Datare: Secolul al XVII-lea Descoperit: jud. SIBIU, SIBIU Dimensiuni: AD: 4,7 cm Material: lut de cahle, nisip, mică; modelată din lut prin presare manuală în tipar, pastă poroasă, arsă roșu-cărămiziu, nesmălțuită, micasată, pe spate urme de textile | Compoziția cahlei prezintă trei meandre mari care au la bază câte o inimă mică. Între ele este așezat un arbore desfăcut la vârf sub forma unui evantai. La baza cahlei arborele se ramifică în două transformându-se în meandre mici care încadrează inima. Compoziția este încadrată într-o ramă adâncită, în două trepte. | Complexul Național Muzeal Astra, Sibiu | Cimec    |
|      | Ger. Bockelnadeln                                                                                   | Datare: Sfârșitul secolului al XIX - lea Descoperit: jud. SIBIU, com. Miercurea Sibiului, Dobârca Dimensiuni: diametrul rozetei: 2,5 cm, lungime ac: 5 cm Material: argint; bătută la rece în matrițe, casete cilindrice, sfere metalice, piatră din sticlă șlefuită în fațete, granule perlate albastru azur, perforat, sudat, țintuit                                                                               | Ac de păr cu vârf ascuțit (pentru fixarea voalului) de forma unei rozete, confecționat din argint prin presare în matrițe. La bază prezintă trei casete de formă cilindrică țintuite cu piatra de sticlă roșu rubin fațetat, alternând cu trei sfere de argint nituite. Deasupra casetelor este montată o rozetă cu șase terminații pe care sunt montate patru granule perlate albastru azur În vârful monturii este prinsă o sferă de argint pe care este țintuită cu patru gheare o piatră roșie. Acul este sudat pe revers. Cromatica: fond argintiu; piatră roșu rubin, granule perlate albastru azur | Complexul Național Muzeal Astra, Sibiu | Cimec    |
|      | Ger. Bockelnadeln                                                                                   | Datare: Sfârșitul secolului XIX Descoperit: jud. SIBIU, Miercurea Sibiului Dimensiuni: diametrul rozetei: 2 cm, lungime ac: 4 cm Material: argint aurit bătut la rece în matrițe; sfere de argint; casete de formă ovală, piatră din sticlă șlefuită; granule perlate, nituire, țintuire | Ac de păr cu cap floriform cu montură dublă; reversul confecționat dintr-o ramă de susținere în formă de rozetă stelară cu marginile lobate pe care este sudat acul cu vârf ascuțit; pe avers sunt fixate trei sfere din argint înconjurate de granule perlate albastre ce alternează cu patru casete ovale țintuite cu pietre de sticlă șlefuită de culoare roșie. Deasupra este montată a doua ramă în formă de rozetă cu șase petale alungite ce se continuă până între mărgelele de la bază peste care este montată al treilea disc format din șase petale mai mici; În vârf este prinsă o mărgea de argint pe care este fixată o piatră de sticlă roșie. Cromatica: fond: auriu; pietre: roșu; granule perlate albastre. | Complexul Național Muzeal Astra, Sibiu | Cimec    |
|      | Ger. Bockelnadeln                                                                                   | Datare: Sfârșitul secolului al XIX - lea Descoperit: jud. SIBIU, Miercurea Sibiului Dimensiuni: diametrul rozetei: 2 cm, lungime ac: 4 cm Material: argint, mărgele, email pictat; piatră din sticlă roșie șlefuită, casetă, turnare în matrițe, împletit, nituit | Ac de păr cu vărf ascuțit (pentru fizarea voalului) cu cap rotund, ornamentat pe margine cu o împletitură urmată de un disc circular cu opt ridicături sub formă de petale decorate cu două tipuri de email: prima în combinație de alb, maro, roșu și galben, cea de-a doua turcoaz cu maro. Central prezintă o casetă de formă rotundă în care este fixată o piatră de sticlă roșie șlefuită în jurul căreia sunt dispuse mărgeluțe turcoaz. Acul este sudat pe revers. | Complexul Național Muzeal Astra, Sibiu | Cimec    |
|      | Ger. Bockelnadeln                                                                                   | Datare: Sfârșitul secolului al XIX Descoperit: jud. SIBIU, MIERCUREA SIBIULUI Dimensiuni: diametrul rozetei: 2 cm, lungime ac: 4 cm Material: argint aurit bătut la rece în matrițe, casetă rotundă, piatră de sticlă șlefuită | Ac de păr cu cap floriform, confecționat din argint aurit; rozeta este formată din patru elemente repetitive în formă de volute sudate de partea centrală și unele între altele; în mijloc este montată o casetă rotundă în care este țintuită o piatră de sticlă fațetată de culoare roz. Cromatica: fond: auriu; piatră: roz. | Complexul Național Muzeal Astra, Sibiu | Cimec    |
|      | Maica Domnului Îndurerată și Sfântul Mare Mucenic Haralambie Autor: Matei Purcarea Timforea         | Datare: A doua jumatate a secolului al XIX-lea. Descoperit: jud. SIBIU, com. Cartisoara Material: pictat pe glajă cu vopsele de tempera, lipit foiță aurie, înrămat. | Maica Domnului Îndurerată, îmbrăcată în maforion negru, redată central, în picioare, cu mâinile încrucișate pe piept, în semn de rugăciune și asumare. În planul îndepărtat din dreapta icoanei este redat Mântuitorul Iisus Hristos răstignit pe cruce, cu două vrejuri de-a lungul crucii înălțându-se. În planul inferior în partea dreaptă a icoanei este redat Sfântul Mucenic Haralambie, binecuvântând cu mâna dreaptă și ținând în mâna stângă Sfânta Evanghelie și lanțul, în care este prins diavolul și boala ciumei. Icoana este datată 1889, fiind atribuită zugravului iconar Matei Țimforea, din Cârțișoara, Țara Făgărașului. Desenul este rafinat, cromatica armonioasă. Cromatica: roșu, verde, negru, alb. Chenarul decorativ geometric romboidal este specific stilului picturii iconarului Matei Țimforea. | Complexul Național Muzeal Astra, Sibiu | Cimec    |
|      | Sfântul Mare Mucenic Gheorghe Purtător de Biruință                                                  | Datare: A doua jumătate a secolului al XIX-lea. Descoperit: jud. BRAȘOV, com. RECEA, BERIVOI Material: pictat pe glajă cu vopsele de tempera, lipit foiță aurie, înrămat | Sfântul Mare Mucenic Gheorghe este redat călare pe un cal alb, înfigând lancea în gura unui balaur cu solzi. În plan secund, este prințesa, domnița, încremenită fiind în poarta castelului, privind scena luptei, rugând ajutor și totodată ridicând mâinile în semn de slavă și mulțumire. Cerul albastru are stele albe și flori uriașe, stilizate cu stele stilizate. Veșmintele de sfânt militar cavaler ale Sfântului Gheorghe sunt pictate cu roșu, albastru și ocru, mantia fiind de culoare roșie cu flori albastre. Mantia fluturând pe umerii sfântului se integrează în spațiul cerului, asemenea unui negativ, florile sunt în locul stelelor luminând. Cromatica: albastru, roșu, verde, ocru, alb. Alternanța decorativă, geometrică, fitomorfă și cromatică armonizează întreaga compoziție. | Complexul Național Muzeal Astra, Sibiu | Cimec    |
|      | Aussteuertruhe (ger.)                                                                               | Datare: 1796 Descoperit: jud. Brasov Dimensiuni: Inaltime: 58 Material: confecționată din lemn de brad, pictat cu tempera, vernis, tăiat, asamblat, fasonat, îmbinare tamplărească in coada de randunica, feronerie - șild, balamale metalice bătute la cald | Lada de formă paralelipipedică cu deschidere pe verticală; partea frontală prezintă, prin pictură cinci registre; registrul central încadrat în chenar prezintă pomul vieții izvorând dintr-o inimă; de/o parte si de alta a chenarului central sunt reprezentate două medalioane, în fiecare pomul vieții izvorând dintr-un vas; alte două motive reprezentând pomul vieții încadrează medalioanele; partea centrală prezintă un șild al încuietorii; lipsă cheie; lateralele: prezintă cate un chenar ce încadrează un motiv floral dispus simetric - floarea cu petale albe și pistil roșu; capacul: partea exterioară prezintă trei chenare în interiorul cărora apare pictat pomul vieții; partea interioară a capacului: motive florale și un medalion care încadrează anul confecționării: 1796; capacul prevăzut cu șipci aplicate pe margini; motive florale: pomul vieții, bujorul, garoafa, laleaua; motive fitomorfe: frunze, frunze de acant; cromatica: verde, alb, albastru, roșu, ocru, orange. | Complexul Național Muzeal Astra, Sibiu | Cimec    |
|      | Armăroaie                                                                                           | Datare: 1774 Descoperit: jud. MUREȘ, Saschiz, nr. 160 Dimensiuni: Adâncime: 41, Înălțime: 117 cm; La laterale: 41 cm; La parte frontală: 38 cm; Colțurile aplatizate: 17,5 cmlățime stălaș: 25 cm Material: piesă confecționată din lemn de brad, tăiat, asamblat, geluit, traforat, decorat prin pictare; fier - bătut la cald                                                                                       | Piesă de formă prismatică; compartimentat în interior cu rafturi; partea superioară: coronament decorat prin traforare și pictare pe care apare pictat un arhanghel (influență barocă) și motivul scoicii; ușa – două reprezentări dispuse în casete sunt pictate două casete: caseta inferioară - cu decor arhitectural (biserică); caseta superioară - decor fitomorf "pomul vieții" izvorând dintr-un vas cu două toarte; colțuri frontale teșite; șipci profilate prezente la baza inferioară și baza superioară a piesei; ușa prinsă cu două balamale metalice; motive arhitecturale: coloneta; comatica: fond verde, roșu, maron, portocaliu, galben, crem. Inscripție: M E – pe coronament, "ANNO 1774" - pe ușă. | Complexul Național Muzeal Astra, Sibiu | Cimec    |
|      | Sobă din cahle Autor: Balint Janos și Beretzki Zsigmond                                             | Datare: 1872 Descoperit: jud. HARGHITA, com. CORUND, CORUND Dimensiuni: Î: 83 cm Material: lut de cahle, nisip, caolin, oxid de cobalt, oxid de antimoniu, două arderi oxidante; modelată prin presare manuală în tipar, pastă fină, bine arsă la roșu-cărămiziu | Formă patrulateră, prezintă cahle smălțuite, pe fiecare element sunt reliefate și pictate motive florale și vegetale, având ca suport o vază de unde pleacă două cununi unite în partea de sus cu o floare; prezintă cromatică verde și albastră (pe cahle) pe fond general alb; soba este elevată pe o structură patrulateră de lemn, pe 2 picioare de lemn și brâu de zidărie, în partea superioară prezentând horn poligonal din lemn. Cahlele sunt împărțite pe două registre pe partea mediană cu un brâu în relief având motive florale și vegetale. | Complexul Național Muzeal Astra, Sibiu | Cimec    |
|      | Sanie de treierat                                                                                   | Datare: începutul secolului al XX-lea Dimensiuni: H: 5 cm Material: lemn (mesteacăn) / tăiere, cioplire, perforare, decupare, geluire; silex / cioplire; metal / cuie metalice, turnare, batere la cald | Sanie formată din 3 "blăni" - scânduri dreptunghiulare, dispuse paralel, fixate prin cuie metalice; în zona mediană a saniei prezintă o succesiune de orificii în care sunt fixate bucăți lamelare, neregulate de silex. Suprafața lemnoasă pe care sunt fixate silexurile este șlefuită, iar la una din extremități "blănile" componente sunt ușor curbate. Suprafața de amplasare a silexurilor delimitează o zonă aproximativ trapezoidală. Sania prezintă chingi metalice pentru ancorare în momentul tracțiunii. | Complexul Național Muzeal Astra, Sibiu | Cimec    |
|      | Mașină de cusut pentru căptușală                                                                    | Datare: începutul secolului al XX-lea Descoperit: jud. ALBA, com. MUNICIPIUL SEBEȘ, SEBEȘ Dimensiuni: H: 114 cm Material: fontă, fier, cauciuc cu inserții textile (curea) / turnat în matriță, frezat, strunjit; lemn de brad / tăiat, decupat | Mașină de cusut/tivit cu un cadru de fontă. Prezintă două pedale care nu se leagă de nici un element de transmisie (incompletă). Sub masă, la partea dreaptă se găsește un motor electric (adăugat ulterior). Acesta este prins în două șuruburi cu piulițe, de blatul mesei. Motorul este "SINGER" după inscripția de pe el "SINGER MOTOR". Corpul propriu-zis al mașinii este complet. Pe corpul mașinii se află inscripția "SINGER". Alte două plăcuțe galben-auriu sunt bătute pe corpul mașinii: "25-55 PATENTED USA FEB 19-1901" - "THE SINGER MANFG 00 TRADE MARK"; a doua inscripție însoțită de motive vegetale. La baza mașinii se află seria ștanțată: "G 330-2671". Blatul este format prin suprapunerea a trei scânduri de brad, prezintă o decupare la mijloc, dându-i formă de Π. | Complexul Național Muzeal Astra, Sibiu | Cimec    |
|      | Cămașă bărbătească Autor: Mama vânzătoarei Anisia Curta                                             | Datare: 1870 Descoperit: jud. SIBIU, com. CHIRPĂR, SĂSĂUȘ Material: Piesa este țesută în 2 ițe din cânepă, bumbac, încheiată cu mâna; decor realizat din lână, cusut cu mâna peste muchie, cusut în punct cheiță, poale plisate. | Cămașă bărbătească lungă, „cu poale”; croită din patru lați de pânză aferenți feței, spatelui și mânecilor. Sub braț câte un clin de lărgire și o „broască”. Gura în față, se încheie cu moș și babă și este tivită cu negru și motive scheomorfe „bănuțu al mare”. Interpretare geometrizantă. Décor amplasat la guler, gură, de-a lungul și la încheietura mânecii. La guler bentiță lată de 2 cm cu motive simbolice „prescurărița”. Mâneca lungă și largă, prinsă de stan cu cheiță. De-a lungul mânecii, o cheiță numită „ferestruicile”. La încheietură motive zoomorfe, „unghia mîții” și pe tivitură, cu negru, „încălicușul”. Pe piept o vargă aleasă cu roșu. Poale plisate. În partea superioară cămașa este căptușită pe interior cu pânză țărănească din bumbac și cânepă. Cromatica broderiei: alb (fond), negru, roșu, bleu, verde, galben. | Complexul Național Muzeal Astra, Sibiu | Cimec    |
|      | Iie de mireasă Autor: mama dr. D. P. Barcianu (?)                                                   | Datare: 1832 Descoperit: jud. SIBIU, com. RĂȘINARI, RĂȘINARI Material: Piesa din jolj (pânză de tip industrial) cu spatele din pânză țărănească țesută în 2 ițe din bumbac; decor realizat cu arnici/ țesut, croit, cusut cu mâna peste fire, în punct de ciocănel, în punct tighel, în punct cheiță, încrețit. | Cămașă încrețită la gât, scurtă în talie, fără poale. Croi larg cu clini și „broască” de lărgire, sub braț. Gura în partea stângă. Mâneca foarte largă, pornește din beată, croită din trei lați de pânză încheiați cu „spărtură”. La gât, sub „beată”, în partea din față, crețurile sunt strânse cu o cusătură foarte fină făcută pe muchii și alcătuiește ceea se mai numește în zonă „ciupag urzit”. Decor: la gât – „beată”și „ciupag” cu motive geometrice în tonuri de roșu, negru și verde; punct; linie; romb; X-uri; peste umăr: „umerașe” sau altiță brodată cu motive geometrice și „colțișori” în tonuri de roșu, negru și verde. Din altiță coboară de-a lungul mânecii 2 „umbreje” roșii și „șibac”; pe lângă „umbreje” coboară 3 „șire scurte” de „bănicei” roșii și negri. La încheietura mâneci, care se poartă întoarsă, „obinzeală”. Pieptul este neornamentat. La încheierea latului spatelui cu cel al mânecii, cheiță lată. Spatele din pânză țărănească. Cromatica: alb (fond); roșu; negru; verde; bleumarin; galben. | Complexul Național Muzeal Astra, Sibiu | Cimec    |
|      | Cheptar, pieptar                                                                                    | Datare: 1895 Descoperit: jud. SIBIU, com. ORAȘ SĂLIȘTE, SĂLIȘTE Material: Piesă croită din piele de ovină cu blană pe interior, brodată după desen cu meșină, ciucuri, șirom, lânică, mătase, ață, fir metalic, încheiată cu acul. | Pieptar femeiesc, despicat în față, fără mâneci, puternic răscroit la umeri și la gât, în talie ușor evazat și clini laterali, de lărgire sub braț. Se închide în zona superioară a despicăturii cu ajutorul unui singur nasture din piele; de o parte și de alta 2 ciucuri din mătase ornamentali. La gât și de jur împrejurul marginilor pieptarului paspoal din meșină roșie și verde. În dreptul taliei, buzunar dispus în partea dreaptă, față, decor floral cu „gîrbace”, „ciupradă”, „viță de vie” și „oni”; central inscripționat anul „1895” și patru „boituri” (ciucuri mici ornamentali). Decor brodat dispus la gât, umeri, piept (central de o parte și de alta despicăturii), clini, continuând în partea inferioară la poale de jur împrejurul bunului cultural. Interpretare naturalistă, organizare lineară. Pe piept: pojiță roșie cu motivele „ciupradă”,„gîrbaci”, „oni”, „flori”, „vița de vie” și câte cinci ciucuri mici dispuși în șir vertical de o parte și de alta a despicăturii. Umeri - de jur împrejur și gât - parte din spate bentițe cu „ciupradă”, „colțuri cu puncte”, „puncte”, „gîrbaci” și bentiță cu „oni” la poalele spatelui. Clinii ornamentați cu meșină roșie, motive florale și geometrice, partea superioară și inferioară câte un ciucure mare din mătase. Cromatică: alb (fond), roșu, vișiniu, verde, vernil, negru, auriu, maron, albastru, mov. | Complexul Național Muzeal Astra, Sibiu | Cimec    |
|      | Cheptar, pieptar                                                                                    | Datare: 1878 Descoperit: jud. SIBIU, com. ORAȘ SĂLIȘTE, SĂLIȘTE Material: Piesă croită din piele de ovină cu blană, brodată după desen cu meșină, cosoaie, arnici, ață, nasturi metal (rol ornamental și de închidere)/ argăsit, tăbăcit, croit, vopsit, aplicat, împletit, cusut, încheiat cu acul, brodat după desen                                                                                                | Pieptar bărbătesc, despicat în față, se închide cu ajutorul unui singure nasture și o gaică din piele; fără mâneci, croit din trei părți componente (două aripi în față, spate), răscroit la umeri, drept în talie. La gât și la marginile despicăturii „ciopradă” cu roșu și negru. Decor brodat, dispus la gât, umeri, central de o parte și de alta despicăturii, continuând în partea inferioară la poale, în cele două părți. Interpretare naturalistă, organizare lineară. La gât „gârbaci”, „ciopradă” și paspoal din meșină roșie cu colțuri. Pe piept aplicat paspoal din meșină roșie, pe ea „ciopradă” cu negru, verde și roșu și câte 8 nasturi ornamentali; „gârbaci” și câte 5 bumbi, motive florale și 2 bucăți triunghiulare de meșină roșie în colțurile inferioare ale chenarului. În dreptul taliei două buzunare dispuse, unul în partea stângă și altul în partea dreaptă, față, cu aplicații de „ciopradă”, „gârbaci”, bumbi, motive florale brodate și câte 5 nasturi ornamentali. Pe buzunarul drept este inscripționat numele „Dumitru Tampanu” iar pe cel stâng anul „1878”. La poale, de jur împrejur pojiță albă lată, pe margini șiret împletit din „cosoaie” în tonuri de negru, verde și roșu. În părți „oni”, flori stilizate, „cosoaie” și bumbi ornamentali. Cromatică broderiei: alb (fond), negru, roșu, verde, vernil, galben, maro. | Complexul Național Muzeal Astra, Sibiu | Cimec    |
|      | Cunună de mireasă                                                                                   | Datare: Sfârșit sec XIX Descoperit: jud. SIBIU, com. ORAȘ AVRIG, AVRIG Dimensiuni: L (4256 P): 54 cm; D (4256 P): 16 cm. Material: Lână, pănură, flori artificiale, mărgele, sticlă, fir metalic, hârtie, beteală, sârmă, salbă de monezi, țesut în 4 ițe, cusut cu mâna, aplicat, vopsit; sârmă fixată pe un inel de carton; turnat; înșirat.                                                                        | Găteala capului formată din cununa de mireasă nr. inv. 4252 P și salba de bani, nr. inv. 4256 P. Interpretare naturalistă. Cunună de flori artificiale fixată pe un inel realizat din pânză țesută cu lână și carton de care atârnă 4 buchete florale roșii, fixate pe bucăți de carton dreptunghiulare cu vârfurile unite dând un aspect de urechi. Printre flori bucăți de oglindă și fir metalic. Motive florale: boboci, flori. Cromatică: roșu, roz, auriu, galben, alb, verde, maro. De această cunună se fixează în zona aferentă frunții salba de bani formată din 30 de monezi constând în Koroane din anii 1893 – 1914 reprezentându-l pe împăratul Franz Josef I, înșirate pe sfoară. | Complexul Național Muzeal Astra, Sibiu | Cimec    |
|      | Cojoc                                                                                               | Datare: 1918 Descoperit: jud. SIBIU, com. ORAȘ SĂLIȘTE, SĂLIȘTE Material: Piele de oaie pe exterior, blană de oaie pe interior, blană de vidră la mâneci și gât, brodat după desen cu meșină, pojiță, ibrișin, arnici, mătase, fir metalic, ață/ argăsit, tăbăcit, croit, vopsit, desenat, brodat după desen, aplicat, cusut, răsucit,                                                                                | Cojoc femeiesc confecționat din cinci părți (fața - 2 aripi, spate - drept dintr-o bucată, două mâneci) și doi clini laterali. La poale, de jur împrejur aplicați pe interior colțișori mici din meșină neagră. Cojocul se deschide în față și se încheie prin legare în zona gâtului cu două șnururi răsucite din meșină albă, roșie și maro, terminate cu blană de vidră la capete. Decor amplasat la gât, vertical pe aripi, la poale de jur împrejur, umeri, încheietura mânecii și pe clini. Interpretare naturalistă. La gât aplicată blană de vidră și gârbaci din pojiță verde și roșie. Pe aripi, în față, chenar: blană de vidră coboară pe aripi în jos cca. 30 cm, pe lângă ea șir de ciucuri din ibrișin montați pe bumbi din piele, împletiți, câte 8 (lipsă unul în partea stângă și lipsă franjuri pe fiecare aripă) șir de oni, ciopradă, gârbaci, șir de boituri. În continuare ornamentația aripilor de sus în joc este dominată de motive: floare de piept, bandă onamentală formată din lanț cu pene, șir de oni și lanț cu flori, vrejuri și puncte (acest grup este aplicat la poale, pe aripi, central pe spate și la încheietura mânecilor) și o floare mică în colțul înferior la aripilor. Peste umăr meșină cu brâu de flori. Mâneca se îngustează spre încheietură se termină în blană de vidră și bandă ormanentală asemeni celei de pe poale. Clinii, simetrici, formă de con, încadrat de un ciucure mare în partea superioară și de doi mai mici în partea inferioară motive: ”amnarul”, ”cârlige”, ”oni”, ”pintenul”, ”frunza viei”. Pe clinul din dreapta este inscripționat numele ”ELISAVETA NECHITĂ” iar pe cel din stânga anul „1918”. Cromatica: alb (fond), negru, roșu, verde, auriu, mov, galben, vișiniu, maro. | Complexul Național Muzeal Astra, Sibiu | Cimec    |
|      | Cămașă de mire                                                                                      | Datare: Sfârșit sec XIX - început sec XX Descoperit: jud. SIBIU, com. ORAȘ SĂLIȘTE, SĂLIȘTE Dimensiuni: La poale: 122 cm. Material: cămașă din material de tip industrial (jolj), bumbac, brodat cu arnici, fir metalic/ țesut în 2 ițe la război tip industrial; croit, încheiat la mașină, brodat cu mâna peste fir, brodat în punct cruciuliță, festonat, răsucit.                                                 | Cămașă bărbătească cu barbur confecționată din șase foi de pânză (față, spate, câte două pentru fiecare mânecă) și patru clini (față, spate și lateral sub brațe) încheiați la mașină. Clinul din spate este compus din două bucăți de pânză iar cei laterali din câte trei bucăți fiecare. Broască de lărgire sub braț. Gura în față, se încheie prin legarea a două șnururi răsucite cu ciucuri la capete. Decor amplasat la gât, gură, piept, central pe spate, încheietura mânecilor. Interpretare geometrizantă. La gât, guler cu tivitură și motive geometrice compuse: linie în zig-zag cu cercuri ”oni”. La gât și de-a lungul gurii tiv triplu, brodat în cruci un șir de motive skeomorfe: cârlig și din loc în loc, în exteriorul șirului câte un motiv floral stilizate. În spate, la guler în loc de motive skeomorfe sunt brodate motive fitomorfe: vița de vie. Pe piept cu barbur realizat prin introducerea central, sub gură a unui clin realizându-se astfel litera M. Pe barbur motive geometrice: linie întreruptă, linie zig-zag, oni; motive skeomorfe: cârligul; motive florale stilizate și fitomorfe: vița de vie. Central pe spate barbur format din două bucăți încheiate sub aspectul literei M. De-a lungul literei, de o parte și de alta tivurilor brodate motive fitomorfe: vița de vie. Motive geometrice: linie întreruptă, linie zig-zag, oni; motive skeomorfe: cârligul; motive florale stilizate. Mâneca din umăr, largă cu tiv dublu și brodată la încheietură cu motive geometrice: linie în zig-zag; șir de motive fitomorfe: vița de vie și din loc în loc motive florale stilizate și skeomeorfe: cârligul. Poalele largi și scurte. Pieptul și spatele căptușite pe interior cu o a doua bucată de pânză cusută cu mîna de corpul cămășii. Cromatică: alb (fond), negru, auriu. | Complexul Național Muzeal Astra, Sibiu | Cimec    |
|      | Curea cu ținte bărbătească                                                                          | Datare: Sfârșit sec. XIX - început sec. XX Descoperit: jud. SIBIU, com. CHIRPĂR, CHIRPĂR Material: Piele toval; cusut cu cânepă și lână pe la ținte; ținte din cositor, alamă/ tăbăcit, croit, turnat, ștanțat, cusut cu mâna. | Curea lungă și îngustă pe care sunt bătute trei șiruri de ținte decorative: lateral ținte din cositor, central alternează ținte de cositor cu ținte din alamă poziționate pe un mic suport din bucăți de piele roșie și gri cusute cu lână galbenă. Dispoziția țintelor de la capete diferă de dispoziția generală. La un capăt, pe margini șiruri cu ținte de alamă în alternanță cu ținte de cositor și central un șir de ținte de cositor cu aspect floral. La celălalt capăt se observă trei registre diferite: unul identic cu cel prezentat la capătul anterior; al doilea, între porțiunea cu orificiile (5) de închidere, încadrat de câte două ținte de alamă și realizat din două șiruri de ținte de cositor alternând cu ținte de cositor cu aspect floral de dimensiuni mai mici ca la capătul anterior al curelei; al treilea registru, înspre limba curelei, șir de ținte de cositor cu simbol solar și un șir de ținte de cositor simple. Pe limbă un șir de ținte de cositor și două ținte de alamă la capăt. La unul dintre capete se închide cu ajutorul unei catarame din alamă, în timp ce capătul celălalt se îngustează formând limba curelei și prezintă din loc în loc 5 orificii pentru încheiat. Cromatică: cafeniu, gri, arămiu, galben, roșu. | Complexul Național Muzeal Astra, Sibiu | Cimec    |
|      | Iie cu ciupag Autor: Jugăreanu Elisabeta                                                            | Datare: 1870 Descoperit: jud. SIBIU, com. ORAȘ AVRIG, SĂCĂDATE Material: Urzit și bătut bumbac; brodat cu arnici; se încheie metal (moș și babă)/ țesut în 2 ițe; ales printre fire; croit; încheiat cu mâna; încrețit; brodat pe încreț; brodat pe dos; cheița cu gheruțe; ajur. | Cămașă femeiască fără poale, scurtă în talie și largă, confecționată din șapte foi (două față, 1 spate, 4 aferente mânecilor) și broască de lărgire sub braț. Gura în partea stângă, întărită cu feston negru. Se încheie cu moș și babă. Interpretare geometrizantă. Decor amplasat la gât, peste umăr, de-a lungul mânecilor, spate, de-a lungul cusăturilor de închidere. La gât beată și ciupag lat brodat cu motive geometrice compuse: punct, linie, romb, cruce în X și zoomorfe stilizate: ”coarnele berbecului”. În spate la gât, cusut pe încreț cu negru, motive geometrice, șir de romburi în alternanță cu cruce în X. În față, central pe piept foile sunt unite, cu galben, cu cheiță cu gheruțe. Mâneca pornește din gât, foarte largă, se termină cu pumnași întorși (cca. 16 cm). De-a lungul mânecii, din gât până la încheietură un șir brodat pe fond galben cu motive geometrice compuse: punct, cruce în X, zăluța, romb, motiv compus de unghiuri (numit pe alocuri ”ochi”). Peste umăr altiță brodată pe fond negru cu motive geometrice compuse. Din altiță coboară în jos pe mânecă cca. 15 cm, 4 șire cu mitove similare celor de pe altiță. La încheietură mâneca este încrețită și peste este aplicată o brățară cu motive geometrice complexe. Marginea întărită cu feston. Sub brațe foile sunt unite cu cheiță cu gheruțe galbenă. Spatele neornamentat încadrat într-un chenar realizat de festonul realizat cu lânică neagră de-a lungul cusăturilor de unire a foilor. Pânza cămășii, din loc în loc (pe mâneci, broască, spate) cu vărgi alese, subțiri, negre grupate câte două. Pe mâneca stângă, sub braț, pui ales cu negru. Poale tivite cu mâna. Cromatică: alb (fond), roșu, negru, galben, verde, albastru. | Complexul Național Muzeal Astra, Sibiu | Cimec    |
|      | Iie de mireasă Autor: Ciurea Maria                                                                  | Datare: 1892 Descoperit: jud. BRAȘOV, com. MOIECIU, MOIECIU DE SUS Material: Urzit și bătut bumbac, brodat cu lânică, fir metalic și arnici/ țesut în 2 ițe, croit, brodat cu mâna, brodat pe încreț, încheiat cu mâna în punct cheiță, încrețit, aplicat, festonat, încheiat la mașina de cusut. | Cămașă femeiască, lungă din pânză de bumbac ”trîmbă” după model vechi, confecționată din corpul propriu-zis: 4 foi (două față, două spate); mâneci: o foaie și un clin, broască de lărgire sub brat și poale: 2 lați și 4 clini uniți pe lungime la mașina de cusut. Gura în față se încheie prin legarea unui șnur. Interpretare geometrizantă. Decor amplasat la gât, gură, piept, peste umăr, de-a lungul mânecilor, la încheietura mânecii, spate. La gât beată cu motiv geometric: zig-zag care se dublează pe încrețitură. La gură motiv floral stilizat: ”floricele”. Pe piept foile unite cu cheiță portocalie, de o parte și de alta benzi late cu motive geometrice. Mâneca din gât încheiată cu cheiță portocalie: peste umăr altiță lată cu motiv geometric identic cu cel de pe piept, încadrat de zig-zag umplut cu negru și deasupra cu șir de motive zoomorfe stilizate: coarne și motiv geometric: linie, triunghi; de-a lungul mânecii, din altiță coboară trei șiruri cu motive skeomorfe compuse ”cârligoanța pe râuri”, șirul central diferit râul din motive geometrice: linie, zig-zag, triunghi. Jos la încheietură mânecile încrețite și cu pumnași brodat cu motive skeomorfe: ”cârlige”. Pumnașul deschis, se strânge în jurul mâinii cu un șnur (rămas la o singură mâneca). Spatele: foile unite central cu feston negru iar în laterale, de-a lungul liniilor de unire a pânzei cu mânecile încheiat cu cheiță portocalie și pe lângă șir de motive geometrice: linie, zig-zag. Cromatică: alb (fond), negru, auriu, argintiu, portocaliu. | Complexul Național Muzeal Astra, Sibiu | Cimec    |
|      | Iie cu altiță Autor: Maria Răduțiu                                                                  | Datare: Jumătate sec. XIX Descoperit: jud. SIBIU, com. ORAȘ AVRIG, AVRIG Dimensiuni: La talie: 61 cm. Material: Urzit și bătut bumbac, brodat cu arnici, se încheie cu metal (moș și babă)/ țesut în 2 ițe, croit, încrețit, brodat în cruce, festonat, cusut cu mâna, cusut la mașină. | Cămașă femeiască cu poale, lungă, confecționată din corpul propriu-zis: trei foi (două față, una spate); mânecile: o foaie și un clin; și poale: două foi și patru clini. Pavă pentagonală și broască de lărgire sub braț. Mâneca foarte largă pornește din gât, se îngustează ușor spre încheietură deținând 18 cm lățime la pumnași, care se poartă întorși. Gura în partea stângă, se încheie cu moș și babă. Interpretare geometrizantă. Decor amplasat la gât, peste umăr, de-a lungul mânecii, la încheietura mânecii, pe cusăturile de unire a foilor. Cusăturile de unire la foilor cu feston negru. La gât încrețit, cu beată și ciupag, brodat cu motive geometrice: zig-zag, elemente romboidal compuse. Central, pe piept, foile unite cu feston negru, dublu; pe linia festonată, în zona pieptului lăsată o deschizătură. Peste umăr încrețit, altiță cu motive geometrice: cruce în X și motive florale stilizate. Din altiță coboară central o șiră cu galben formată din patru linii întrerupte dispuse pe lungime până la încheietura mânecii, cusute cu mâna înaintea acului, din loc în loc cu pui în alternanță cromatică negru și mov pe lângă. Șira cu galben este încadrată de două ciocănele negre care coboară până la încheietura mânecii. Între aceste trei șire lungi, din altiță coboară alte patru șire scurte cu motive florale stilizate în alternanță cromatică de negru și roz. Mâneca se termină cu pumnași întorși brodați cu motive geometrice compuse în alternanță de negru și roz. Poalele au tiv dublu cusut la mașină. Foaia central față a poalelor este de factură diferită, urzită cu cânepă și bumbac, bătută cu bumbac, țesută în 2 ițe. Cromatică: alb (fond), negru, galben, roz. | Complexul Național Muzeal Astra, Sibiu | Cimec    |
|      | Model de broderie/ clin cojoc femeiesc Autor: Petruțiu Petru                                        | Datare: Jumătatea sec. XX Descoperit: jud. SIBIU, com. ORAȘ SĂLIȘTE, SĂLIȘTE Dimensiuni: Piesa brodată - L:37,5 cm; La: 19 cm Material: piele de miel; decor cu: arnici, fir metalic, meșină și pojiță/ tăbăcit; desenat; brodat după desen; brodat cu mâna în tehnica ”tighiturii”; a umpluturii și a ”trăsurii” | Ansamblu format din două fâșii de piele, de formă triunghiulară, brodate după desen, după un model vechi de la jumătatea secolului al XIX-lea. Ornament de pe clinii cojoacelor femeiești, situați sub brațe. Interpretare naturalistă. Decor amplasat pe toată suprafața, pe bucățile de piele. O bucată de piele cu decor în desen, în fază de lucru, realizat cu penița și cu tuș, având numerotate elementele decorative cu litere de la a la n. O bucată de piele cu același decor dar umplut cu broderie. Broderiile sunt inscripționate: pe cea în fază de lucru cu ”19” și pe cea brodată cu ”55”. Interpretare geometrizantă. Decor format din mai multe elemente: ”amnarul”; ”brățări tivite cu cârlige”; ”oni”; ”pintenul”; ”frunza viii”. Pe spatele celor două piese este scris cu mâna cu tuș negru ”Petruțiu Petru Săliște” și pe piesa brodată mai apare numele ”Lebu Ioana”. Cromatică: alb (fond); negru; roșu; vișiniu; maro; verde; vernil; lila; auriu; bleu. | Complexul Național Muzeal Astra, Sibiu | Cimec    |
|      | Model de broderie cojoc femeiesc Autor: Achim Tănase                                                | Datare: Jumătatea sec. XX Descoperit: jud. SIBIU, com. ORAȘ SĂLIȘTE, SĂLIȘTE Dimensiuni: Piesa 2 - L: 34,5 cm; La: 5,5 cm Material: piele de miel; arnici; fir metalic/ tăbăcit; desenat; brodat după desen; brodat cu mâna în tehnica tiviturii și a umpluturii; cusut înaintea și înapoia acului | Ansamblu format din două bucăți de broderii - fâșii din piele de formă dreptunghiulară, unite printr-o ață. Ornament de la mânecile cojoacelor femeiești, după un model vechi de la jumătatea secolului al XIX-lea. Interpretare naturalistă. Decorul ambelor broderii este situat pe toată suprafața, brodat după desen. Pe una dintre broderii motivele sunt numerotate cu a, b, c, d, e. Pe ambele bucăți decor linear compus din asocierea mai multor elemente: a - ”roate”; b - ”șinor”; c - ”cârlige”; d - ”oni”; e - ”trăsuri cu muște”. Marginea dinspre interior este tăiată după forma ”cârligelor”. În colțurile drepte, jos, numărul de inventar 6258 scris de mână. Pe spatele celor două piese scris de mână ”Achim Tănase” și cifrele 10.) respectiv 10 bis.) și cu creionul se observă numărul 6 pe ambele broderii. În fiecare colț cusut cu mâna cu ață albă câte o linie sau un X. Cromatică: alb, negru, galben, roșu, vișiniu, verde, maro, lila, auriu, albastru. | Complexul Național Muzeal Astra, Sibiu | Cimec    |
|      | ”Buzunar mare” de pieptar bărbătesc înfundat Autor: Petruțiu Petru                                  | Datare: Jumătatea sec. XX Descoperit: jud. SIBIU, com. ORAȘ SĂLIȘTE, SĂLIȘTE Dimensiuni: Piesa doi - L: 10,5 cm; La: 5 cm. Material: piele de miel; arnici; fir metalic/ tăbăcit; desenat; brodat după desen; brodat cu măna în tehnica tiviturii și a cusutului în urma acului ”trăsură” | Ansamblu format din două bucăți de broderii - fâșii din piele de formă dreptunghiulară, independente una față de cealaltă. Ornament de buzunar de pe pieptarele bărbătești înfundate. Interpretare naturalistă. Decorul ambelor broderii este situat pe toată suprafața. Ambele sunt inscripționate central cu: pe unul ”19” pe celălalt ”55”. Între cifre motiv floral: ”trandafirul” mic, redat de trei ori doar în contur pe broderia cu cifrele ”19” și umplut pe cealaltă. Zona centrală este încadrată în partea superioară și cea inferioară de motive geometrice: șir ”oni” mari, sus și ”onișori” pe restul câmpului și jos. La marginea inferioară ”trăsuri” - ”cârlige mari, învârtite și cu oni”. Marginile inferioare ale bucăților de piele sunt tăiate urmând linia trăsurilor. Jos, în colțul drept scris cu mâna numărul de inventar 6272. În fiecare colț și din loc în loc cusut cu mâna, cu ață albă câte un X. Cromatică: alb, negru, galben, vișiniu, verde, maro, lila, auriu. | Complexul Național Muzeal Astra, Sibiu | Cimec    |
|      | ”Brață” de margine și de mijloc, ciopradă la pieptarul de mireasă Autor: Achim Tănase               | Datare: Jumătatea sec. XX Descoperit: jud. SIBIU, com. ORAȘ SĂLIȘTE, SĂLIȘTE Dimensiuni: Piesa brodată-L:19 cm; La: 11,5 cm Material: piele de miel; pojiță; arnici/ tăbăcit; desenat; brodat după desen; brodat cu mâna în tehnica tiviturii, trăsurii și a umpluturii; cusut înaintea și înapoia acului; împletit; aplicat.                                                                                         | Ansamblu format din două fâșii din piele de formă dreptunghiulară, asimetrice, brodate după desen, după un model vechi de la jumătatea secolului al XIX-lea. Ornament de pe pieptul pieptarelor femeiești, de mireasă. Interpretare geometrizantă. Decor amplasat pe toată suprafața pe ambele bucăți de piele. O bucată în desen de mână (fază de lucru), realizat cu penița și tuș negru și cu aplicație de meșină roșie. Pe desen motivele sunt numerotate cu a, b, c, d, e, f, g, h, i, j. Pe spate este scrisă cu creionul cifra 2. A doua piesă cu același decor umplut cu broderie. Pe spate scris de mână numele ”Achim Tănase” și cifrele: ”6262 - M”, ”6.)” și unul scris cu roșu ușor șters. Decorul linear compus din asocierea mai multor elemente: a - ”trandafirul”; b - ”pintenul”; c - ”frunza viii”; d-e -”trăsuri” și ”muște”; f - ”gârbaciu”; g - ”ciopradă”; h - ”roate”; i - ”oni cu muște”; j - ”fluturi”. Înaintea ”ciopradei” și a ”gârbaciului” șir de ”boituri” negre. Șirul de ”roate” și ”oni cu muște” (h și i) sunt realizate pe o bucată de meșină roșie aplicată pe pielea albă în continuarea broderiei constituită din elementele a, b, c, d și e. Bucățile de piele nu sunt uniform tăiate. În colțurile drepte ale ambelor broderii, jos, numărul de inventar 6262 (șters de pe piesa brodată). În fiecare colț al celor două bucăți a fost cusut cu mâna cu ață albă câte un X. Cromatică: alb, negru, vișiniu, roșu, verde, vernil, maro, lila, auriu. | Complexul Național Muzeal Astra, Sibiu | Cimec    |
|      | Model de broderie cojoc femeiesc Autor: Achim Tănase                                                | Datare: Jumătatea sec. XX Descoperit: jud. SIBIU, com. ORAȘ SĂLIȘTE, SĂLIȘTE Material: piele de miel; decor cu: arnici, fir metalic și pojiță/ tăbăcit; desenat; brodat după desen; brodat cu mâna în tehnica tiviturii; a umpluturii și a ”trăsurii”; cusut în punct înaintea și înapoia acului; împletit | Ansamblu format dintr-o fâșie din piele de formă dreptunghiulară, asimetrică, brodată după desen, după un model vechi de la jumătatea secolului al XIX-lea. Ornament de pe marginea aripilor (a pieptului) cojoacelor femeiești. Interpretare geometrizantă. Decor situat pe toată suprafața, fiind împărțit în două registre: jumătate cu broderie, jumătate cu împletituri din pojițe. Decorul linear compus din asocierea mai multor elemente numerotate: a - ”ochișele”; b - ”frunza viii”; c - ”șinor”; d - ”ciopradă”; e - ”trăsuri”; f - ”brînel”; g - ”gîrbaciu”. În colțul drept, jos, numărul de inventar 6256. Pe spate scris de mână cu albastru ”Achim Tănase”; cu negru ”Bros” și cifrele ”12.)” și 22. În colțuri cusut cu mâna cu ață albă câte un X. Cromatică: alb, negru, galben, roșu, vișiniu, verde, maro, lila, auriu, albastru. | Complexul Național Muzeal Astra, Sibiu | Cimec    |
|      | ”Brață” de mijloc pieptar femeiesc național Autor: Petruțiu Petru                                   | Datare: Jumătatea sec. XX Descoperit: jud. SIBIU, com. ORAȘ SĂLIȘTE, SĂLIȘTE Material: piele de miel; arnici; fir metalic/ tăbăcit; desenat; brodat după desen; brodat cu măna în tehnica tiviturii și a cusutului în urma acului ”trăsură” și tehnica umpluturii. | Broderie formată dintr-o fâșie din piele de formă dreptunghiulară, brodată după desen, după un model vechi de la începutul secolului al XIX-lea. Ornament de pe aripile (pieptul) pieptarelor femeiești. Interpretare naturalistă. Decor situat pe toată suprafața, împărțit în două registre. Un registru în desen de mână (fază de lucru) realizat cu penița și tuș negru și unul brodat. Pe registrul în faza de lucru motivele sunt numerotate cu a, b. Decorul linear compus din asocierea mai multor elemente: a - ”strîmbălog”; b - ”onișori”. Colțul din dreapta jos, în față, scris numărul de inventar 6283. Pe spate, colțul din stânga sus, scris de mână cu roșu cuvântul ”Martin”. În fiecare colț și la mijloc cusut cu mâna cu ață albă câte un X. Cromatică: alb, negru, vișiniu, verde, maro, lila, auriu. | Complexul Național Muzeal Astra, Sibiu | Cimec    |
|      | ”Brață” de margine pieptar femeiesc spintecat de mireasă Autor: Petruțiu Petru                      | Datare: Jumătatea sec. XX Descoperit: jud. SIBIU, com. ORAȘ SĂLIȘTE, SĂLIȘTE Material: piele de miel; arnici; fir metalic/ tăbăcit; desenat; brodat după desen; brodat cu mâna în tehnica tiviturii, trăsurii și a umpluturii. | Broderie formată dintr-o fâșie din piele de formă dreptunghiulară, asimetrică, brodată după desen, după un model vechi, din prima jumătate a secolului al XIX-lea. Ornament de pe aripile (pieptul) pieptarelor femeiești, de mireasă, despicate în față. Interpretare naturalistă. Decor amplasat pe toată suprafață, împărțit în două registre. Un registru în desen de mână (fază de lucru) realizat cu penița și tuș albastru și unul brodat. Pe registrul în faza de lucru motivele sunt numerotate cu a, b, c. Decorul linear compus din asocierea mai multor elemente: a - ”roata cu ochișa” sau ”roata prelungă”; b - ”vârf cu brățări”; c - ”cârlige cu oni”. Între registre, central o mică săgeată. Colțul din dreapta jos, în față, scris numărul de inventar 6310. Pe spate în jumătatea aferentă fazei în lucru scris de mână cu tuș negru ”Petruțiu Săliște”, cu roșu ”Pomeran” și cu pixul albastru cifra 29. În fiecare colț și la marginea de mijloc cusut cu mâna cu ață albă câte un X. Cromatică: alb, negru, vișiniu, verde, maro, lila, auriu. | Complexul Național Muzeal Astra, Sibiu | Cimec    |
|      | ”Brață” de pieptar femeiesc Autor: Achim Tănase                                                     | Datare: Jumătatea sec. XX Descoperit: jud. SIBIU, com. ORAȘ SĂLIȘTE, SĂLIȘTE Dimensiuni: Piesa doi - L: 24 cm; La: 5,5 cm Material: piele de miel; arnici; fir metalic/ tăbăcit; desenat; brodat după desen; brodat cu măna în tehnica tiviturii; a umpluturii și a cusutului în urma acului ”trăsură” | Ansamblu format din două fâșii din piele de formă dreptunghiulară, independente una față de cealaltă, brodate după desen, după un model vechi de la jumătatea secolului al XIX-lea. Ornament de pe marginea aripilor (a pieptului) pieptarelor femeiești ”naționale”, scurte și crăpate în față. Interpretare naturalistă. Decorul ambelor broderii este situat pe toată suprafața, fiind împărțit la jumătate în două registre. Un registru în desen de mână (fază de lucru) realizat cu penița și tuș negru și unul brodat. Pe una dintre broderii, pe registrul în faza de lucru motivele sunt numerotate cu a, b, c, d, e, f. Pe ambele bucăți motiv fitomorf: vița de vie (”vița viii”) compus din asocierea mai multor elemente: a - ochișa; b - pintenul; c - trăsura; d - frunza viii; e - oni; f - muște, redate în cromatică și desene diferite. În colțurile drepte, jos, numărul de inventar 6254. Pe spatele piesei pe care sunt numerotate elementele decorative scris de mână cu albastru ”Achim Tănase” și cifra ”14.)” și cu roșu ”Bros”. Pe spatele celei de a doua este scris de mână cu albastru ”Achim Tănase” și cifra ”14 bis” și cu roșu ”Martin”, iar cu creionul se observă cifra 33. În fiecare colț de pe ambele broderii cusut cu mâna, cu ață albă, câte un X. Cromatică: alb, negru, galben, roșu, vișiniu, verde, vernil, maro, lila, auriu. | Complexul Național Muzeal Astra, Sibiu | Cimec    |
|      | ”Brață” de margine pieptar femeiesc național Autor: Petruțiu Petru                                  | Datare: Jumătatea sec. XX Descoperit: jud. SIBIU, com. ORAȘ SĂLIȘTE, SĂLIȘTE Material: piele de miel; arnici; fir metalic/ tăbăcit; desenat; brodat după desen; brodat cu mâna în tehnica tiviturii, trăsurii și a umpluturii. | Broderie formată dintr-o fâșie din piele de formă dreptunghiulară, asimetrică, brodată după desen, după un model vechi din secolulul al XIX-lea. Ornament de pe aripile (pieptul) pieptarelor femeiești naționale, scurte în talie și despicate în față. Interpretare naturalistă. Decor amplasat pe toată suprafață, împărțit în două registre. Un registru în desen de mână (fază de lucru) realizat cu penița și tuș albastru și unul brodat. Pe registrul în faza de lucru motivele sunt numerotate cu a, b, c, d. Decorul linear compus din asocierea mai multor elemente: a - ”roată cu on”; b - ”roată cu oni și muște”; c - ”ochișa sau cununa cu coasă”; d - ”trăsură cu muște”. Colțul din dreapta jos, în față, scris numărul de inventar 6307. Pe spate se observă scris cu creionul cifra 32 și într-un colț cuvântul ”Martin” (ușor șters). În fiecare colț și la mijloc, pe margine, cusut cu mâna cu ață albă câte un X sau o linie. Cromatică: alb, negru, vișiniu, roșu, verde, vernil, maro, lila, auriu, albastru (desen). | Complexul Național Muzeal Astra, Sibiu | Cimec    |
|      | Floare pe piept pieptar bărbătesc înfundat Autor: Petruțiu Petru                                    | Datare: Jumătatea sec. XX Descoperit: jud. SIBIU, com. ORAȘ SĂLIȘTE, SĂLIȘTE Dimensiuni: Piesa brodată - L:17,5 cm; La: 14 cm. Material: piele de miel; arnici; fir metalic/ tăbăcit; desenat; brodat după desen; brodat cu mâna în tehnica tiviturii, trăsurii și a umpluturii. | Ansamblu format din două fâșii din piele de formă dreptunghiulară, asimetrice, brodate după desen, după un model vechi de la jumătatea secolului al XIX-lea. Ornament de pe pieptul pieptarelor bărbătești înfundate. Interpretare naturalistă. Decor situat central pe bucățile de piele având marginea superioară dreaptă și laturile coborâte în formă de unghi. O bucată de piele cu decor în desen, în fază de lucru, realizat cu penița și tuș negru, având numerotate elementele decorative cu a, b, c, d, e. Pe spate scris de mână cu tuș negru ”Petruțiu Petru Săliște”, cu creionul se observă cifra 13. A doua piesă cu același decor dar umplut cu broderie. Pe față, jos în dreapta, se observă scrisă cu creionul cifra 13. Pe spate scris de mână cu tuș negru și subliniat ”Petruțiu Petru”, ”Săliște”, cu roșu ”Bros” și cu creionul se observă cifra 13. Decorul triunghiular compus din asocierea mai multor elemente: a - ”trandafirul”; b - ”pintenul”; c - ”cârlige”; d - ”brățări”; e - ”muște”. În colțurile drepte ale ambelor broderii, jos, numărul de inventar 6332 scris de mână. În fiecare colț al celor două bucăți și central pe margini cusut cu mâna cu ață albă câte câte o linie sau un X. Cromatică: alb, negru, vișiniu, roșu, verde, vernil, maro, lila, auriu. | Complexul Național Muzeal Astra, Sibiu | Cimec    |
|      | Floare la piept pieptar de fecior și de mire Autor: Achim Tănase                                    | Datare: Jumătatea sec. XX Descoperit: jud. SIBIU, com. ORAȘ SĂLIȘTE, SĂLIȘTE Dimensiuni: Piesa brodată - L: 18 cm; La: 13 cm Material: piele de miel; decor cu: arnici, fir metalic/ tăbăcit; desenat; brodat după desen; brodat cu mâna în tehnica ”tighiturii”; a umpluturii și a ”trăsurii” | Ansamblu format din două fâșii de piele, de formă dreptunghiulară, asimetrice, brodate după desen, după un model vechi de la jumătatea secolului al XIX-lea. Ornament de pe pieptul pieptarelor bărbătești înfundate, de feciori și de mire. Interpretare naturalistă. Decor situat central pe bucățile de piele având marginea superioară dreaptă și laturile coborâte în formă de unghi. O bucată de piele cu decor în desen, în fază de lucru, realizat cu penița și tuș negru, având numerotate elementele decorative cu a, b, c, d, e; pe una din margini scris de mână: ”Flore de ficioru model Săliște, Achim Tănase m: Cojorar”. Pe spate scris de mână cu tuș negru ”Flore de peptar ficioru Săliște, Achim Tănase m: Cojorar 5.)”, cu creionul se observă cifra 18. A doua piesă cu același decor dar umplut cu broderie. Pe spate scris de mână cu roșu ”21/VI Bros” și cu creionul se observă cifra 18. Interpretare naturalistă. Decor floral stilizat format din mai multe elemente florale, geometrice și skeomorfe: a-”trandafirul”; b-”pintenul”; c-”brățări”; d-”foalchim”; e-”cârlige”. În colțurile drepte ale ambelor broderii, jos, numărul de inventar 6263 scris de mână. La colțurile celor două piese cusut cu ață albă câte un X. Cromatică: alb (fond); negru; roșu; vișiniu; maro; verde; vernil; lila; auriu. | Complexul Național Muzeal Astra, Sibiu | Cimec    |
|      | ”Brață” de margine pieptar femeiesc Autor: Achim Tănase                                             | Datare: Jumătatea sec. XX Descoperit: jud. SIBIU, com. ORAȘ SĂLIȘTE, SĂLIȘTE Material: piele de miel; decor cu: arnici, fir metalic/ tăbăcit; desenat; brodat după desen; brodat cu mâna în tehnica tiviturii; a umpluturii și a ”trăsurii” | Broderie formată dintr-o fâșie din piele de formă dreptunghiulară, brodată după desen, după un model vechi de la jumătatea secolului XIX. Ornament de pe marginea aripilor (a pieptului) pieptarelor femeiești ”naționale”, scurte în talie și despicate de tip Poiana Sibiului. Interpretare naturalistă. Decor situat pe toată suprafața, împărțit în două registre. Un registru în desen de mână (fază de lucru) și unul brodat. Pe registrul în faza de lucru motivele sunt numerotate cu a, b, c. Decorul linear compus din asocierea mai multor elemente: a-”prescura”; b-”oni”; c-”trăsura cu muște”. Colțul din dreapta jos, în față, scris numărul de inventar 6249. Pe spate, în jumătatea aferentă fazei de lucru scris de mână cu tuș negru ”Achim Tănase 18.)”, cu creionul se observă și cifra 34. În colțuri cusut cu mâna cu ață albă câte un X. Cromatică: alb, negru, galben, roșu, vișiniu, verde, maro, lila, auriu. | Complexul Național Muzeal Astra, Sibiu | Cimec    |
|      | ”Brață” din margine pieptar femeiesc național Autor: Achim Tănase                                   | Datare: Jumătatea sec. XX Descoperit: jud. SIBIU, com. ORAȘ SĂLIȘTE, SĂLIȘTE Material: piele de miel; decor cu: arnici, fir metalic/ tăbăcit; desenat; brodat după desen; brodat cu mâna în tehnica tiviturii; a umpluturii și a ”trăsurii” | Broderie formată dintr-o fâșie din piele de formă dreptunghiulară, brodată după desen, după un model vechi de la jumătatea secolului al XIX-lea. Ornament de pe marginea aripilor (a pieptului) pieptarelor femeiești ”naționale”, scurte în talie și despicate, de tip Ocna Sibiului. Interpretare geometrizantă. Decor situat pe toată suprafața, împărțit în două registre. Un registru în desen de mână (fază de lucru) realizat cu penița și tuș negru și unul brodat. Pe registrul în faza de lucru motivele sunt numerotate cu a, b, c, d. Decorul linear compus din asocierea mai multor elemente: a-”roată”; b-”ochișele”; c-”muște cu trăsură”; d-”oni”. Colțul din dreapta jos, în față, scris numărul de inventar 6246. Pe spate, central sus scris de mână cu tuș negru ”Achim Tănase”; în jumătatea aferentă fazei de lucru scris de mână cu tuș negru ”Ocna Sibiului 21.)”, cu creionul se observă și cifra 37; în cealaltă jumătate scris de mână cu roșu cuvântul ”Pomeran”. În colțuri cusut cu mâna cu ață albă câte un X. Cromatică: alb, negru, galben, roșu, vișiniu, verde, maro, lila, auriu. | Complexul Național Muzeal Astra, Sibiu | Cimec    |
|      | Blid                                                                                                | Datare: 1938 Dimensiuni: h: 5,4 cm; Material: lut, angobă, coloranți, smalț; călcat cu piciorul, frământat cu mâna, modelat la roată, angobat, uscat, decorat prin pictare cu cornul, smalțuit, ardere oxidantă | Vas ceramic de formă tronconică, baza plată, cu pereții larg evazați, cu bordura lată, cu buza rotunjită. Decor geometrizant dispus pe toată suprafața, ordonat în trei registre. Central, anul 1938 scris cu cifre maro și subliniat cu un șir de puncte albastre. În al doilea registru motiv geometric: grupuri de linii inegale, ușor oblice, dispuse sub formă de triunghi, de o parte și alta a unei linii circulare alternate cromatic în maro, albastru, verde. Al treilea registru, situat pe bordura farfuriei, motiv geometric: între două linii concentrice, romburi dispuse repetitiv; în interiorul romburilor câte un punct albastru. În exteriorul romburilor, în spațiile dintre linii câte două puncte dispuse paralel, de culoare verde. Pe dosul vasului deasupra diametrului bazei, sub bordură are o toartă de agățare. Cromatica: pe fond alb, maro roșcat, albastru, verde. | Complexul Național Muzeal Astra, Sibiu | Cimec    |
|      | ”Brață” de mijloc pieptar femeiesc național Autor: Petruțiu Petru                                   | Datare: Jumătatea sec. XX Descoperit: jud. SIBIU, com. ORAȘ SĂLIȘTE, SĂLIȘTE Material: piele de miel; arnici; fir metalic/ tăbăcit; desenat; brodat după desen; brodat cu măna în tehnica tiviturii și a cusutului în urma acului ”trăsură” și tehnica umpluturii. | Broderie formată dintr-o fâșie din piele de formă dreptunghiulară, brodată după desen, după un model vechi, de la mijlocul secolului al XIX-lea. Ornament de pe aripile (pieptul) pieptarelor femeiești ”naționale”, scurte în talie și despicate. Interpretare naturalistă. Decor situat pe toată suprafața, împărțit în două registre. Un registru în desen de mână (fază de lucru) realizat cu penița și tuș negru și unul brodat. Pe registrul în faza de lucru motivele sunt numerotate cu a, b, c. Decorul linear compus din asocierea mai multor elemente: a-”trandafirul mare”; b-”cârlige”; c-”coase”. Colțul din dreapta jos, în față, scris numărul de inventar 6289. Pe spate, în jumătatea aferentă fazei de lucru scris de mână cu tuș negru ”Petruțiu Săliște” și cu roșu cuvântul ”Pomeran” (ușor șters). În fiecare colț și la mijloc cusut cu mâna cu ață albă câte un X. Cromatică: alb, negru, vișiniu, verde, maro, lila, auriu. | Complexul Național Muzeal Astra, Sibiu | Cimec    |
|      | ”Brață” de pieptar femeiesc național Autor: Petruțiu Petru                                          | Datare: Jumătatea sec. XX Descoperit: jud. SIBIU, com. ORAȘ SĂLIȘTE, SĂLIȘTE Material: piele de miel; arnici; fir metalic/ tăbăcit; desenat; brodat după desen; brodat cu măna în tehnica tiviturii și a cusutului în urma acului ”trăsură” și tehnica umpluturii. | Broderie formată dintr-o fâșie din piele de formă dreptunghiulară, brodată după desen, după un model vechi, de la jumătatea secolului al XIX-lea. Ornament de pe aripile (pieptul) pieptarelor femeiești despicate. Interpretare naturalistă. Decor situat pe toată suprafața, împărțit în două registre. Un registru în desen de mână (fază de lucru) realizat cu penița și tuș negru și unul brodat. Pe registrul în faza de lucru motivele sunt numerotate cu a, b, c. Decorul linear compus din asocierea mai multor elemente: a-”strâmbălog”; b-”brățări”; c-”onișori”. Colțul din dreapta jos, în față, scris numărul de inventar 6285. Pe spate, în jumătatea aferentă fazei de lucru scris de mână cu tuș negru ”Petruțiu Săliște”; în cealaltă jumătate scris de mână cu roșu cuvântul ”Martin”. În fiecare colț și la mijloc cusut cu mâna cu ață albă câte un X. Cromatică: alb, negru, vișiniu, verde, maro, lila, auriu. | Complexul Național Muzeal Astra, Sibiu | Cimec    |
|      | ”Brață” de mijloc pieptar femeiesc național Autor: Petruțiu Petru                                   | Datare: Jumătatea sec. XX Descoperit: jud. SIBIU, com. ORAȘ SĂLIȘTE, SĂLIȘTE Material: piele de miel; arnici; fir metalic/ tăbăcit; desenat; brodat după desen; brodat cu mâna în tehnica tiviturii și a umpluturii. | Broderie formată dintr-o fâșie din piele de formă dreptunghiulară, asimetrică, brodată după desen, după un model vechi, de la începutul secolului al XIX-lea. Ornament de pe aripile (pieptul) pieptarelor femeiești ”naționale”, scurte în talie și despicate. Interpretare naturalistă. Decor amplasat pe toată suprafața, împărțit în două registre. Un registru în desen de mână (fază de lucru) realizat cu penița și tuș negru și unul brodat. Pe registrul în faza de lucru motivele sunt numerotate cu a, b. Decorul linear compus din asocierea mai multor elemente: a-”ochișa”; b-”on cu muște”. Colțul din dreapta jos, în față, scris numărul de inventar 6281. Pe spate, în jumătatea aferentă fazei de lucru scris de mână cu tuș negru ”Petruțiu Săliște”, cu creionul se observă și cifra 45; în cealaltă jumătate scris de mână cu roșu cuvântul ”Martin”. În fiecare colț și la mijloc cusut cu mâna cu ață albă câte un X. Cromatică: alb, negru, vișiniu, verde, maro, lila, auriu. | Complexul Național Muzeal Astra, Sibiu | Cimec    |
|      | ”Brață” de mijloc pieptar femeiesc național Autor: Petruțiu Petru                                   | Datare: Jumătatea sec. XX Descoperit: jud. SIBIU, com. ORAȘ SĂLIȘTE, SĂLIȘTE Material: piele de miel; arnici; fir metalic/ tăbăcit; desenat; brodat după desen; brodat cu măna în tehnica tiviturii și a cusutului în urma acului ”trăsură” și tehnica umpluturii. | Broderie formată dintr-o fâșie din piele de formă dreptunghiulară, brodată după desen, după un model vechi, de la mijlocul secolului al XIX-lea. Ornament de pe aripile (pieptul) pieptarelor femeiești ”naționale”, scurte în talie și despicate în față. Interpretare naturalistă. Decor situat pe toată suprafața, împărțit în două registre. Un registru în desen de mână (fază de lucru) realizat cu penița și tuș și unul brodat. Pe registrul în faza de lucru motivele sunt numerotate cu a, b. Decorul linear compus din asocierea mai multor elemente: a-”ochișa sau cununa”; b-”frunza bradului”. În fiecare colț și la mijloc cusut cu mâna cu ață albă câte un X. Colțul din dreapta jos, în față, scris numărul de inventar 6280. Pe spate în jumătatea aferentă registrului în fază de lucru scris cu de mână cu tuș negru ”Petruțiu Petru Săliște” iar în colțul opus scris cu roșu-rozaliu numele ”Bros”. Pe spate apare scrisă cu pixul și cifra 21. Cromatică: alb, negru, vișiniu, verde, maro, auriu. | Complexul Național Muzeal Astra, Sibiu | Cimec    |
|      | ”Brață” de mijloc pieptar femeiesc național Autor: Achim Tănase                                     | Datare: Jumătatea sec. XX Descoperit: jud. SIBIU, com. ORAȘ SĂLIȘTE, SĂLIȘTE Material: piele de miel; decor cu: arnici, fir metalic/ tăbăcit; desenat; brodat după desen; brodat cu mâna în tehnica tiviturii; a umpluturii și a ”trăsurii” | Broderie formată dintr-o fâșie din piele de formă dreptunghiulară, brodată după desen, după un model vechi de la jumătatea secolului al XIX-lea. Ornament de pe marginea aripilor (a pieptului) pieptarelor femeiești ”naționale”, scurte în talie și despicate de tip Ocna Sibiului. Interpretare naturalistă. Decor situat pe toată suprafața, împărțit în două registre. Un registru în desen de mână (fază de lucru) realizat cu penița și tuș albastru și unul brodat. Pe registrul în faza de lucru motivele sunt numerotate cu a, b, c, d, e. Decorul linear compus din asocierea mai multor elemente: a-”trandafirul”; b-”brățări”; c-”pintenul”; d-„frunza viii”; e- cinci rânduri de ”trăsuri”. În colțul drept, jos, numărul de inventar 6245 scris de mână. Pe spate în jumătatea aferentă fazei de lucru scris de mână ”Achim Tănase”, ”Ocna Sibiului 22.)” iar în jumătatea cealaltă, colțul stânga sus apare litera ”B”. În colțuri cusut cu mâna cu ață albă câte un X. Cromatică: alb, negru, galben, roșu, vișiniu, verde, vernil, maro, lila, auriu, desenat cu albastru. | Complexul Național Muzeal Astra, Sibiu | Cimec    |
|      | Floare la spate pieptar femeiesc național Autor: Petruțiu Petru                                     | Datare: Jumătatea sec. XX Descoperit: jud. SIBIU, com. ORAȘ SĂLIȘTE, SĂLIȘTE Material: piele de miel; arnici; fir metalic/ tăbăcit; desenat; brodat după desen; brodat cu mâna în tehnica tiviturii și a cusutului în urma acului ”trăsură” și tehnica umpluturii. | Broderie formată dintr-o fâșie din piele de formă dreptunghiulară, asimetrică, brodată după desen, după un model vechi, de la mijlocul secolului al XIX-lea. Ornament de pe spatele pieptarelor femeiești ”naționale”, scurte în talie și despicate specifice localității Poiana Sibiului. Interpretare naturalistă. Decor situat central, împărțit în două registre. Un registru în desen de mână (fază de lucru) realizat cu penița și tuș negru și unul brodat. Pe registrul în faza de lucru motivele sunt numerotate cu a, b, c, d. Decorul linear compus din asocierea mai multor elemente: a-”amnarul”; b-”frunza viii”; c-”pintenul”; d și e-”tăieturi cu muște”. În fiecare colț și la mijloc cusut cu mâna cu ață albă câte un X. În colțul din dreapta jos, față, scris numărul de inventar 6278. Pe spate, colț stânga jos scris cu roșu-rozaliu cuvântul ”Elena”. Cromatică: alb, negru, vișiniu, verde, maro, lila, auriu. | Complexul Național Muzeal Astra, Sibiu | Cimec    |
|      | ”Țâncușe la colțuri” Autor: Petruțiu Petru                                                          | Datare: Jumătatea sec. XX Descoperit: jud. SIBIU, com. ORAȘ SĂLIȘTE, SĂLIȘTE Material: piele de miel; arnici; fir metalic/ tăbăcit; desenat; brodat după desen; brodat cu mâna în tehnica tiviturii și a cusutului în urma acului ”trăsură” și tehnica umpluturii. | Broderie formată dintr-o fâșie din piele de formă dreptunghiulară, brodată după desen, după un model vechi, de la mijlocul secolului al XIX-lea. Ornament de la colțurile cojoacelor femeiești de tip Poiana Sibiului. Interpretare naturalistă. Decor amplasat pe toată suprafața, concentrat la capete, împărțit în două registre. Un registru în desen de mână (fază de lucru) realizat cu penița și tuș negru și unul brodat. Pe registrul în faza de lucru motivele sunt numerotate cu a, b, c, d, e, f. Decorul compus din asocierea mai multor elemente: a-”pintenul”; b-”brățări umplute”; c-”cârlige cu on”; d-”frunza viii”; e-”șinor”; f- ”tăieturi prelungi”. În fiecare colț și la mijloc cusut cu mâna cu ață albă câte un X. Colț dreapta jos număr de inventar 6277 scris cu mâna. Pe spate, colț stânga jos scris cu roșu rozaliu numele ”Lebu”. Cromatică: alb, negru, vișiniu, verde, maro, lila, auriu. | Complexul Național Muzeal Astra, Sibiu | Cimec    |
|      | ”Țâncușe la piept” Autor: Petruțiu Petru                                                            | Datare: Jumătatea sec. XX Descoperit: jud. SIBIU, com. ORAȘ SĂLIȘTE, SĂLIȘTE Material: piele de miel; arnici; fir metalic/ tăbăcit; desenat; brodat după desen; brodat cu mâna în tehnica tiviturii și a cusutului în urma acului ”trăsură” și tehnica umpluturii. | Broderie formată dintr-o fâșie din piele de formă dreptunghiulară, asimetrică, brodată după desen, după un model vechi, de la mijlocul secolului al XIX-lea. Ornament de pe pieptul pieptarelor femeiești ”naționale”, scurte în talie și despicate. Interpretare naturalistă. Decor situat la capete, împărțit în două registre. Un registru în desen de mână (fază de lucru) realizat cu penița și tuș negru și unul brodat. Pe registrul în faza de lucru motivele sunt numerotate cu a, b, c. Decorul compus din asocierea mai multor elemente: a-”pintenul”; b-”frunza viii”; c-”cârlige”. Pe spate scris de mână cu tuș negru ”Petruțiu Petru Săliște”. Numărul de inventar 6276 este scris pe fața, jos, în colțul drept. În fiecare colț și la mijloc cusut cu mâna cu ață albă câte un X. Cromatică: alb, negru, vișiniu, roșu, verde, maro, lila, auriu. | Complexul Național Muzeal Astra, Sibiu | Cimec    |
|      | ”Brață” din margine pieptar de fecior și de mire Autor: Achim Tănase                                | Datare: Jumătatea sec. XX Descoperit: jud. SIBIU, com. ORAȘ SĂLIȘTE, SĂLIȘTE Material: piele de miel; decor cu: arnici, fir metalic/ tăbăcit; desenat; brodat după desen; brodat cu mâna în tehnica tiviturii; a umpluturii și a ”trăsurii” | Broderie formată dintr-o fâșie din piele de formă dreptunghiulară, brodată după desen, după un model vechi de la jumătatea secolului al XIX-lea, specific zonei Târnavelor. Ornament de pe marginea aripilor (a pieptului) a pieptarelor despicate, de fecior sau de mire. Interpretare naturalistă. Decor situat pe toată suprafața, fiind împărțit în două registre. Un registru în desen de mână (fază de lucru) realizat cu penița și tuș negru și al doilea registru brodat. Pe registrul în faza de lucru motivele sunt numerotate cu a, b, c, d, e. Decorul linear compus din asocierea mai multor elemente geometrice, skeomorfe, florale și fitomorfe stilizate: a-”roată”; b-”ochișa”; c-”oni cu muște”; d-”trăsură cu muște”; e-”coasă”. În colțuri cusut cu mâna cu ață albă câte un X. Pe spate, la capătul drept scris de mâna cu albastru numele ”Achim Tănase” și cifra ”24.)” și cu un roșu rozaliu numele ”Martin?”. Cu creionul se observă în aceeași zonă cifra 56. Cromatică: alb, negru, galben, roșu, verde, maro, lila, auriu. | Complexul Național Muzeal Astra, Sibiu | Cimec    |
|      | ”Floare la areapă” Autor: Achim Tănase                                                              | Datare: Jumătatea sec. XX Descoperit: jud. SIBIU, com. ORAȘ SĂLIȘTE, SĂLIȘTE Dimensiuni: Piesa brodată - L: 8 cm; La: 13 cm. Material: piele de miel; decor cu: arnici, fir metalic/ tăbăcit; desenat; brodat după desen; brodat cu mâna în tehnica ”tighiturii”; a umpluturii și a ”trăsurii” | Ansamblu format din două fâșii de piele, de formă dreptunghiulară, asimetrice, brodate după desen după un model vechi de la jumătatea secolului al XIX-lea. Ornament de pe aripile (pieptul) cojoacelor femeiești. Interpretare naturalistă. Decor situat central pe bucățile de piele. O bucată de piele cu decor în desen, în fază de lucru, având numerotate elementele decorative cu a, b, c, d, e, f. La marginea inferioară scris de mână, caligrafic: ”A Săliște T” și o săgeată spre spatele piesei unde este scris cu pixul Achim Tănase și ”c.)”. O bucată cu același decor dar umplut cu broderie. Pe spatele piesei brodate scris de mână cuvântul ”Ioană”. Interpretare naturalistă. Motive florale: floare. Decor format din mai multe elemente florale, geometrice și skeomorfe: a-”trandafirul”; b-”foalchim”; c-”brățări”; d-”trofoiul”; e-”ochișele”; f-”amnarul sau prohodul”. La colțurile celor două bucăți a fost cusut cu ață albă câte un X. Cromatică: alb (fond); negru; roșu; vișiniu; maro; verde; lila; auriu. | Complexul Național Muzeal Astra, Sibiu | Cimec    |
|      | Umerași Autor: Achim Tănase                                                                         | Datare: Jumătatea sec. XX Descoperit: jud. SIBIU, com. ORAȘ SĂLIȘTE, SĂLIȘTE Dimensiuni: Piesa brodată - L: 19 cm; La: 16 cm. Material: piele de miel; decor cu: arnici, fir metalic/ tăbăcit; desenat; brodat după desen; brodat cu mâna în tehnica tiviturii; a umpluturii; cusut înaintea și înapoia acului („șinor”)                                                                                              | Ansamblu format din două fâșii de piele, de formă aproximativ pătrată, brodată după desen, după un model vechi de la jumătatea secolului al XIX-lea. Ornament de pe umerii cojoacelor bărbătești și femeiești. Interpretare geometrizantă. O bucată de piele cu decor în desen realizat cu penița și tuș negru, în fază de lucru, având numerotate elementele decorative cu a, b, c, d. Desenul realizat pe bucăți de meșină albă aplicată prin lipire apoi pe bucata de piele. Pe spate scris de mână Achim Tănase și cifra ”1.)”. O bucată cu același decor dar umplut cu broderie și unul din elemente numerotat cu litera e. Decor linear format din mai multe elemente: a-”șinor”; b-”oni”; c-”ochișele sau cununele”; d-”muște cu oni”; e-”fluturei”. La colțurile celor două bucăți cusut cu ață albă câte un X. Cromatică: alb (fond); negru; vișiniu; maro; verde; lila; auriu. | Complexul Național Muzeal Astra, Sibiu | Cimec    |
|      | ”Formă de pe piept” pieptar înfundat de fecior și de mire Autor: Achim Tănase                       | Datare: Jumătatea sec. XX Descoperit: jud. SIBIU, com. ORAȘ SĂLIȘTE, SĂLIȘTE Dimensiuni: Piesa brodată - L: 19,5 cm; La: 15 cm. Material: piele de miel; decor cu: arnici, fir metalic/ tăbăcit; desenat; brodat după desen; brodat cu mâna în tehnica ”tighiturii”; a umpluturii și a ”trăsurii” | Ansamblu format din două fâșii de piele, de formă dreptunghiulară, asimetrice, brodate după desen, după un model vechi de la jumătatea secolului al XIX-lea. Ornament de pe pieptul pieptarelor înfundate de fecior și de mire. Interpretare naturalistă. Decor situat pe toată suprafața pe bucățile de piele. O bucată de piele cu decor în desen realizat cu penița și tuș negru, în fază de lucru, având numerotate elementele decorative cu a, b, c, d, e, f, g, h. Pe spatele piesei este scrisă cu mâna cifra ”2.)” iar pe față, în colțul drept jos, numărul de inventar 6267. O bucată cu același decor dar umplut cu broderie. Interpretare naturalistă. Decor linear format din mai multe elemente: a-”trandafiri mici”; b-”brățări”; c-”pintenul”; d-”prescura”; e-”oni”; f- ”trifoiul”; g-”trandafirul mare”; h-”pinten mare”. Pe spate la un capăt scris numele ”Ioana Leeluu?” iar la celălalt numărul de inventar 6267-M. Ambele piese sunt numerotate pe spate cu creionul cu cifra 8. La colțurile celor două bucăți au fost cusute cu ață albă cu câte un X. Cromatică: alb (fond); negru; roșu; vișiniu; maro; verde; vernil; lila; auriu. | Complexul Național Muzeal Astra, Sibiu | Cimec    |
|      | Împletitură de margine cojoc femeiesc și pieptar de mireasă cu clini Autor: Achim Tănase            | Datare: Jumătatea sec. XX Descoperit: jud. SIBIU, com. ORAȘ SĂLIȘTE, SĂLIȘTE Material: piele de miel; pojiță/ tăbăcit; împletit | Broderie formată dintr-o fâșie îngustă de piele, de formă dreptunghiulară. Ornament de pe marginile gulerului, a aripilor (pieptului) și a clinilor de pe cojoacele femeiești și pieptarelor de mireasă spintecate, cu clini și ciucuri, după un model vechi de la jumătatea secolului al XIX-lea. Interpretare geometrizantă. Decorul linear redat prin împletitură sub formă de bici din pojiță verde, roșie și neagră. Cromatică: alb, negru, roșu, verde. | Complexul Național Muzeal Astra, Sibiu | Cimec    |
|      | Floare pe piept pieptar femeiesc înfundat Autor: Petruțiu Petru                                     | Datare: Jumătatea sec. XX Descoperit: jud. SIBIU, com. ORAȘ SĂLIȘTE, SĂLIȘTE Dimensiuni: Piesa brodată: 11 cm; La: 10,5 cm. Material: piele de miel; arnici; fir metalic/ tăbăcit; desenat; brodat după desen; brodat cu mâna în tehnica tiviturii, trăsurii și a umpluturii. | Ansamblu format din două fâșii din piele de formă dreptunghiulară, brodate după desen, după un model vechi din prima jumătate a secolului al XIX-lea. Ornament de pe pieptul pieptarelor femeiești înfundate. Interpretare naturalistă. Decor amplasat central. Prima piesă, în fază de lucru, decor în desen de mână realizat cu penița și tuș negru. Motivele sunt numerotate cu a, b, c, d. Pe spate scris cu mâna cu tuș negru ”Petruțiu Petru Săliște”. A doua piesă cu același decor dar umplut cu broderie. Pe spate scris cu mâna cu tuș negru ”Petruțiu Petru Săliște” și cu roșu ”Martin”. Decorul floral compus din asocierea mai multor elemente: a-”trandafirii mici” cu 6 petale; b-”pintenul”; c-”frunza viii”; d-”brățări”. În colțul drept, jos, al piesei cu decor în fază de lucru scris numărul 6313. În fiecare colț al celor două bucăți a fost cusut cu mâna cu ață albă câte un X (pe piesa brodată vizibile doar împunsăturile acului). Cromatică: alb, negru, vișiniu, verde, maro, lila, auriu. | Complexul Național Muzeal Astra, Sibiu | Cimec    |
|      | Pieptar spintecat                                                                                   | Datare: 1905 Descoperit: jud. SIBIU, com. ORAȘ SĂLIȘTE, SĂLIȘTE Material: Piele de oaie, blană, pojiță, meșină, mătase, arnici, ață, fir metalic, nasturi din sticlă/ argăsit, tăbăcit, croit, vopsit, desenat, încheiat cu acul, aplicat, brodat după desen în tehnica ”tiviturii”, ”umpluturii” și a trăsurii”, cusut înaintea și                                                                                   | Pieptar femeiesc, despicat în față, fără mâneci, puternic răscroit la umeri și la gât, ușor evazat în talie, croit din trei părți (două aripi, un spate) și doi clini laterali, ornamentali. Decor amplasat la gât, pe umeri, pe aripi, la poale - de jur împrejur, la spate și pe clini. Interpretare naturalistă, organizare lineară. De jur împrejur gât bandă decorativă lată formată din ”ciopradă” (coboară în jos pe deschizătura aripilor cca 17 cm), ”strâmbălog cu colțișori” încadrat de ”șinor”, gârbaciu, brănel cu boituri mici și ”colțișori cu oni”. La baza gâtului doi ciucuri mai mari în alternanță decorativă de auriu, galben, mov, roz, vișiniu, negru, verde, situați câte unul pe fiecare aripă și doi nasturi negri din sticlă. Pe aripi, în zona pieptului ”brață” de margine și de mijloc, ciopradă, ”șinor”, ”gârbaciu” cu brânel și boituri negre; în jos: ”roată cu oni, muște și ochișa” și ”trăsură cu muște”, ”oni”, ”brânel”, ”boituri mici”, ”floare de pieptar”, ”șinor”. În colțuri ”țâncușe”. În dreptul taliei, buzunar dispus în partea dreaptă, față, chenar din boituri mici negre, decor compus din „gârbaciu”, ”ciopradă”, „brănel”, floare de buzunar”, central inscripționat anul „1905”, 4 ciucuri mici și 3 nasturi ornamentali. Pe cifrele 1 și 5 par a fi inscripționate inițialele ”L” și ”S”. Umeri - în față ”brănel”, ”șinor” și „colțișori cu oni”; în spate și la poale, de jur împrejur, ”brață de margine” compusă din ”roate”, ”oni”, ”trăsuri cu muște”, ”șinor” între șirurile ornamentale. Clinii ornamentali cu decor format din meșină roșie, motive florale și geometrice, ”oni”, ”gârbaciu”. Central un ciucure mic, în partea superioară și inferioară câte un ciucure mare. La poale și o porțiune de cca 14 cm pe marginea de jos a aripilor, meșină neagră cu fir metalic cusut înapoia acului și arnici roșu. Cromatica: alb (fond), roșu, vișiniu, verde, vernil, negru, galben, auriu, maro, albastru, mov, roz. | Complexul Național Muzeal Astra, Sibiu | Cimec    |
|      | Iie de mireasă                                                                                      | Datare: Sfârșit sec. XIX - început sec. XX Descoperit: jud. SIBIU, com. ORAȘ SĂLIȘTE, SĂLIȘTE Dimensiuni: La talie: 63 cm. Material: Piesa din jolj (pânză tip industrial) cu poale din pânză țărănească țesută în 2 ițe din bumbac răsucit; decor realizat cu arnici și fir metalic/ țesut în 2 ițe, ales printre fire, cusut cu mâna și la mașină, tiv cu tighel, brodat peste încreț, în cruce, î                  | Cămașă femeiască lungă confecționată din: 4 foi, doi clini față, broască și pavă pentagonală sub braț - corpul propriu-zis (față, spate, mâneci) și 2 foi și 6 clini - poalele (fusta). Corpul cămășii din jolj industrial. Gura în stânga, se înshide cu moș și babă. Interpretare geometrizantă. Decor amplasat la gât, pe piept, mâneci, poale. Liniile de încheiere a foilor cu feston negru. La gât: beată cu motive florare stilizate: ”floarea mării” și ciupag ”cacovenesc”. Pe piept coboară din gât două șiruri de ciocănele cu motive geometrice: câte două zăluțe cu fir metalic. Mânecile lungi și largi, pornesc din gât și se termină cu pumnași întorși. De-a lungul mânecii patru șire lungi; 2 ciocănele cu podobeală și 2 cu ”cheiță și mreje; ajur coboară din gât și până pe pumnași (porțiune de 10 cm șirele realizate pe dos). Peste umăr altiță cu motive florale stilizate: flori întoarse. Din altiță coboară până deasupra cotului, printre și încadrând șirele lungi, alte 8 șire scurte cu ”bănuți” și ”floricele”. La încheietură mâneca este încrețită, cusut cu negru peste încreț și aplicată o bentiță cu motiv spiralat. Fusta lungă și largă, din pânză de casă aleasă din loc în loc cu grupe din câte două vărgi roșii. Confecționată din 2 foi și șase clini încheiați la mașină este prevăzută în partea centrală, față cu o deschizătură tivită cu mâna. Marginea inferioară tivită cu mâna. Cromatică: alb (fond), negru, auriu, roșu. | Complexul Național Muzeal Astra, Sibiu | Cimec    |
|      | Iie bătrânească                                                                                     | Datare: Sfârșitul sec. XIX - începutul sec. XX Descoperit: jud. SIBIU, com. POIANA SIBIULUI, POIANA SIBIULUI Material: Pânză țesută din bumbac de factură industrială (jolj), brodat cu arnici și fir metalic, metal (moș și babă)/ țesut în 2 ițe, croit, încheiat la mașină, încrețit, plisat, brodat cu mâna peste încreț, în cruce, în punct ”ciocănel”, în punct ”gura păpuș                                     | Cămașă femeiască cu fodor mic, fără poale, largă și scurtă în talie, confecționată din: trei foi (două față, una spate), două mâneci croite dintr-o foaie și un clin și broască de lărgire sub brațe. Foile sunt încheiate la mașină cu ață neagră. Gura în partea stângă, se încheie cu moș și babă. Decor amplasat la gât, piept și de-a lungul mânecilor, peste umăr. Interpretare geometrizantă. La gât încrețit, cu beată și ciupag, brodat cu negru și fir metalic cu motive geometrice: cruce în X, romb, unghi. Pe piept: coboară din beată, cca. 13 cm un ciocănel. Mâneca din gât se încheie cu un volan (fodor) mic. Peste umăr altiță cu motive florale stilizate. Din gât coboară de-a lungul mânecii și volanului un ciocănel cu puișori pe margini (până în zona cotului). Din altiță, de o parte și de alta a ciocănelului, coboară până la cot câte două șire: unul cu ajur ”râu cu mreje” și unul cu motive florale puternic stilizate. La încheietură mâneca este plisată și strânsă sub o brățară aplicată la mașină cu tiv dublu și motiv geometric compus: zig-zag, puncte. Mâneca se termină cu fodor (volan) de 5 cm lungime tivit la mașină și festonat cu negru. Poalele netivite. Spatele neornamentat. Cromatică: alb (fond), negru, auriu, galben, albastru, verde. | Complexul Național Muzeal Astra, Sibiu | Cimec    |
|      | Iie bătrânească                                                                                     | Datare: 1890 Descoperit: jud. SIBIU, com. POIANA SIBIULUI, POIANA SIBIULUI Material: Pânză țesută din bumbac de factură industrială (jolj); brodat cu arnici; se încheie cu metal (moș și babă)/ țesut în 2 ițe la război industrial; croit; încheiat la mașină; încrețit; cusut pe dos; brodat peste încreț, în cruce și în punct ciocănel.                                                                          | Cămașă femeiască încrețită, cu pumnaș întors, fără poale, largă și scurtă în talie, confecționată din: cinci foi (două față, una spate, două mâneci); doi clini (mâneci), broască și pavă pentagonală de lărgire sub brațe. Foile sunt încheiate la mașină cu negru printr-o cusătură simplă sau dublă (unirea spatelui cu mânecile și pava). Gura în partea stângă, se încheie cu moș și babă. Decor amplasat la gât, peste umăr și de-a lungul mânecii. Interpretare geometrizantă. La gât încrețit, peste încreț cu beată și ciupag: brodat în față cu negru, roșu, albastru și verde cu motive antropomorfe puternic stilizate: ”ochișori cu geană”; la spate pe fond negru cu albastru, verde, roșu și negru brodată o linie în zig-zag. Pieptul neornamentat. Mâneca din gât, foarte largă, încrețită la încheietură, se termină cu pumnaș întors cusut la mașină cu tiv dublu, galben și central cusută o linie în zig-zag, cu negru. Peste umăr altiță: lanț de motive florale puternic stilizate. Din altiță coboară până la cot trei șire scurte cusute în punct ciocănel, cu motive geometrice din loc în loc: zig-zag, triunghi. La poale tivul este desfăcut. Cromatică: alb (fond), negru, roșu, verde, albastru, galben. | Complexul Național Muzeal Astra, Sibiu | Cimec    |
|      | Lăibărică cu țopi Autor: Gheorghe Duicu                                                             | Datare: 1897 Descoperit: jud. BRAȘOV, com. MOIECIU, MOIECIU DE SUS Material: Mătase; lânică; bumbac; metal (moș și babă)/ țesut în 2 și 4 ițe la război industrial; croit; încheiat și tivit la mașină; căptușit; brodat; aplicat. | Laibăr din ”mătase rispată, rogojină, cu flori” ușor evazat; fără mâneci; răscroit la gât, mâneci și lateral la poale; confecționat din patru foi (două aripi față și două părți spate) dintr-un material negru brodat cu motive florale. De jur împrejurul marginilor la gât, umeri, aripi și poale este aplicată o bandă de mătase ”inimoie” maro cu crem-gălbui cu motive florale și fitomorfe: grup floral cu flori, boboci și frunze dispuse simetric și liniar. Central, pe linia de unire a foilor spatelui este aplicată vertical o bentiță îngustă dintr-un material mov asemănător catifelei. Se încheie în față cu trei moși și babe (lipsesc moșii și o babă) de dimensiuni mari. Pe interior piesa este căptușită cu un material țesut în 4 ițe cu bleu și alb. În partea stângă pe interior se observă un buzunar cu alb și roșu cusut fără a se putea deschide. Cromatică: negru (fond); maro; crem-gălbui; alb (căptușeală); bleu (căptușeală); mov. | Complexul Național Muzeal Astra, Sibiu | Cimec    |
|      | Salbă cu bani                                                                                       | Datare: Primul sfert al secolului al XX-lea Dimensiuni: D monedă 3,9 cm; D monedă 3,5 cm; D monedă 2,5 cm Material: Salbă de monede de argint mari și mici, lipite de alte forme din metal-argint cu gaică, înșirate, alternând cu mărgele pe trei rânduri, pe sârmă; formele de metal-argint sunt bătute și decupate; primul șir format dintr-o monedă mijlocie, opt monede m                                        | Salbă pe trei rânduri de monede de argint, de formă circulară, prinse de bucăți de metal în motive zoomorfe, păsări, decorate cu motive geometrice, punct, zig-zag doar pe partea frontală, imitând blazonul Casei Imperiale Austro-Ungare; toate monedele au pe reves stema, blazonul Casei Imperiale Austro-Ungare; monedele mari, fără valoare monetară inscripționată, au fost bătute în 1780, au pe avers chipul Mariei Theresa; cea mijlocie, de cinci coroane datează din 1908, are pe ea chipul lui Franz Joseph; cele mici, douăzeci de coroane, datează din 1830, 1834, 1835, 1839, 1841, 1844, 1848, 1859, 1908, 1909 și au pe ele chipul lui Franz Ferdinand; alternanță cromatică și decorativă, monedele argintii alternează cu mărgele verzi închise și deschise translucide, roșii translucide, alb. | Complexul Național Muzeal Astra, Sibiu | Cimec    |
|      | Zgardă scumpă                                                                                       | Datare: A doua jumătate a secolului al XIX-lea-prima jumătate a secolului al XX-lea Descoperit: jud. MARAMUREȘ Material: Zgardă formată din optsprezece șiraguri de mărgele, de lungimi diferite, legate în capete în același punct, lipsesc baierele; mărgele de coral, fațetate și tubulare stil "fluturi" de sticlă, turnate metalice; trei medalioane metalice, alamă; înșirat                                    | Șirag multiplu, bogat, formă semicerc alungit; format din mărgele rotunde, tubular-ovoidale, roșii de coral, mărgele fațetate sferice de sticlă roșie, cilindrice de sticlă arămie, mărgele ovoidale metalice arămii-argintii, trei medalioane, două arămii, ilustrând o porcoavă cu trifoi cu patru foi, un medalion cu chipul regelui Mihai I, o iconiță "Maria cu Pruncul Iisus", "Maria și Iisus"; motive floral-vegetale, trifoi cu patru foi, geometrice, cerc, oval; roșu-coral, argintiu, arămiu. | Complexul Național Muzeal Astra, Sibiu | Cimec    |
|      | ”Păun”; roată din pene de păun                                                                      | Datare: Primul sfert al secolului al XX-lea Dimensiuni: H 42 cm Material: Semicerc format din cinci șiruri duble de (”ochiuri”) pene fixate cu ceară în partea inferioară, de o parte și de alta a unui bucăți de lemn de mici dimensiuni; sunt aproximativ 137 de pene pe o singură față; partea de ceară este mascată înspre exte                                                                                   | Roată din pene de păun, în mijlocul bazei mărgele multicolore brodate pe catifea; motive floral-vegetale, floare încadrată într-un chenar în formă de semicerc de flori; verde, albastru, negru, roșu, alb, galben, bleu. | Complexul Național Muzeal Astra, Sibiu | Cimec    |
|      | Manta albă Slimniceană; Stolzenburgermantel (ger.)                                                  | Datare: 1855 Material: postav alb de lână țesut în două ițe,dat la piuă, fâșii de postav colorat piele, metal, asamblat, tivit, aplicat fâșii postav , cusut, curele piele | Manta albă lungă de formă dreptunghiulară, cu revere late, mâneci lungi, șliț pe laterale, guler lat până la jumătatea spatelui tivit pe margini cu fâșii de postav roșu și bleumarin, în colțuri aplicate două motive florale din stofă de culoare verde și roșu, încadrate de o roată în formă de ghirlandă în mijlocul căreia sunt brodate inițialele “M P”; revere cu marginile răsfrânte, cu motive florale stilizate din stofă aplicată cu verde, roșu, bleumarin, galben și alb, brodat anul confecționării “1855”; în partea de jos, în colțuri, brodate două motive florale stilizate, mâneca tivită cu roșu; se leagă în față cu două baiere din piele. | Complexul Național Muzeal Astra, Sibiu | Cimec    |
|      | Heftel (ger.)                                                                                       | Datare: Sfârșitul secolului XIX Descoperit: jud. SIBIU Dimensiuni: înălțime: 8 cm Material: Realizată din alamă prin turnare în matrițe; pietre de sticlă; bumbi; garnitură cu un cerc dințat; motive vegetale | Realizată din alamă prin turnare; formă circulară; ornamente de tipul "rozete și lujeri"; la bază are 8 lăcașuri umplute cu pietre de sticlă roșii, înconjurate de altele mici albastre. Următorul rând este compus din pietre de sticlă mai mici de culoare închisă, intercalate printre altele de culoare albastră, apoi unele albe, 8 bumbi care în capăt în loc de piatră au metal, printre ei fiind intercalate pietre de sticlă roșii. Deasupra prezintă o garnitură cu un cerc dințat cu șase pietre de sticlă roșii și albastre. În vârf este prinsă o piatră de sticlă roșie. Cromatica: fond: auriu; pietre: roșie, albastru, alb. | Complexul Național Muzeal Astra, Sibiu | Cimec    |
|      | Männergürtel (ger.)                                                                                 | Datare: 1896 Descoperit: jud. SIBIU, SIBIU Material: piele tăbăcită, coșoaie, capse, curelușe și catarame; tăbăcit, croit, asamblat, ștanțat, brodat după desen, cusut; | Chimir de piele argăsită, lat, căptușit cu piele, care se închide cu 4 curelușe și 4 catarame de metal. Toată suprafața chimirului este ornamentată cu motive florale stilizate (pomul vieții, ghinda, inima) brodate cu coșoaie de culoare verde, negru, roșu, galben. În partea superioară: broderie îngustă geometrizantă din coșoaie și aplicații cu colțișori și capse. În dreapta un buzunar cu clapetă brodată. Cromatică: maro, verde, negru, roșu, galben. | Complexul Național Muzeal Astra, Sibiu | Cimec    |
|      | Gestickte weiße Schürze (germană); der gríß gestickt Schurz (dialectul săsesc) Autor: Sofia Schmidt | Datare: 1877, 1878 Descoperit: jud. SIBIU, com. NOU Material: șifon, muline, fir metalic, dantelă lucrată în tehnica filee, brodat după desen în punct plat, ajur; | Șorț alb de sărbătoare de formă dreptunghiulară, confecționat din patru foi asamblate între ele prin trei fâșii de dantelă lucrată în tehnica filee. De jur împrejur aplicată o fâșie de dantelă executată în aceeași tehnică cu decor geometrizant (motive vegetale, florale, antropomorfe) central o coroniță în care este brodată anul 1877. Pe fiecare foaie amplasare ornamentală compusă din ghirlande florale cu decor geometrizant, în colțuri brodate buchete florale stilizate, porumbel cu rămurică în cioc. La poale pe fiecare foaie brodat inscripția: Im Jahr 1878 Sofia Schmidt. Fond: alb, broderia: neagră, galbenă, albă. | Complexul Național Muzeal Astra, Sibiu | Cimec    |
|      | Cătrință; csipkéskotá (maghiară) Autor: Kováts Kata                                                 | Datare: a doua jumătate a secolului al XIX-lea Descoperit: jud. Cluj, com. MĂNĂSTIRENI, Aghireșu Material: postav, dantelă,fir metalic, paiete, plisat, aplicații, croșetat, cusut la mașină, cusut de mână | Șorț de formă dreptunghiulară, confecționat dintr-o foaie de postav albastru, plisată mărunt și fixată în talie cu o betelie din postav roșu de 2 cm; ornamentat pe margine și în cele două colțuri de jos cu dantelă roșie de tip Trascău; între cele două rânduri de dantelă, este aplicat decorativ un șnur din fir metalic de culoare argintie. Pe colțuri sunt brodate simetric, motive florale mari încadrate într-un chenar. Cromatica: fond albastru decolorat pe alocuri, dantelă roșie, fir metalic argintiu, paiete; motive geometrice și florale. | Complexul Național Muzeal Astra, Sibiu | Cimec    |
|      | Laibl (dialect săsesc)                                                                              | Datare: 1893 Descoperit: jud. ALBA, com. GÂRBOVA Material: pichet, panglică industrială,bumbac,copci metalice, croit după tipar, asamblat, brodat după desen, broderi plină și lanțișor, încheiat cu mâna, cusut la mașina | Pieptar femeiesc din pichet alb, încheiat în partea stângă, pe umăr și lateral, cu două, respectiv patru găici tip „moș și babă”; evazat, cu două șlițuri laterale; pe margini aplicată panglică neagră. La baza gâtului un buchet floral stilizat (rodie, lalele, margarete) încadrat de motive reprezentând două cununi florale pe care sunt așezate două păsări încoronate. Central, pe piept brodate cu litere gotice numele deținătoarei, „Rosina Homm”; în partea de jos central un pom al vieții stilizat compus din floarea - soarelui, lalea încoronată, margarete, iar în colțuri câte un buchet floral stilizat; pe margini sunt brodate ghirlande florale compuse din lalele și flori mici. Partea din spate prezintă un decor asemănător cu cel din față (ghirlande florale pe margini, două cununi florale simetrice și trei reprezentări stilizate ale motivului pomul vieții intercalat de anul confecționării 1893. Fond: alb; cromatica: negru. | Complexul Național Muzeal Astra, Sibiu | Cimec    |
|      | Cordon cu bumbi, Spangengürtel (ger.)                                                               | Datare: SSfârșitul secolului al XIX-lea Descoperit: jud. SIBIU, com. Săcădate Dimensiuni: lătime: 6 cm Material: alamă; turnare în matrițe; bumbi; piele; rozete; piatră de sticlă | Formă dreptunghiulară; realizat din alamă prin turnare în matrițe și piele. La capete prezintă câte două catarame cu motive florale, geometrice. Pe mijloc, pe o fâșie din fire metalice de culoare aurie sunt prinse 10 rozete metalice, deasupra apare un ornament de tipul unei cârme cu terminațiile de forma unor bumbișori gri; urmează o altă rozetă, ornamente de tipul cârmei; o rozetă mică ce are în vârf un bumb de alamă mai mare (decorat cu linii incizate). La un capăt, lângă catarama mare apre o tablă ce are stema regală și un cilindru metalic umplut cu piatră de sticlă colorată cu roșu. Cordonul este realizat din piele, pe spate având cusută o pânză de culoare albă-albăstruie (decor floral) și pe margini are cusută o catifea bordo. Sistemul de prindere constă dintr-un cârlig ce se prinde de un lanț cu zale. Cromatica: fond: aurie; pânză: albă-albăstruie; catifea: bordo; piatră: roșie; bumbișori: gri. | Complexul Național Muzeal Astra, Sibiu | Cimec    |
|      | Cojoc femeiesc                                                                                      | Datare: 1897 Material: piesă confecționată din blană de oaie, jder și capră, meșină colorată, mătase; nasturi și bride îmbrăcate în piele, tăbăcit,tăiat, găurit, ștanțat, broderie pe după desen, aplicații de meșină colorată | Cojoc lung femeiesc cu mâneci, desfăcut în față, strâns în talie, lărgimea fiind dată de clinii adăugați la poale, guler drept. Peste cusături sunt aplicate fâșii de meșină maro ștanțate. Cusătura de piele are rol decorativ, întărind linia de croi, locul de îmbinare a pieilor. Pe piepți, la guler, manșete, buzunare și poale sunt aplicate bucăți alterative din blană de iepure și capră de culoare neagră. În față piepții se încheie cu patru «bumbi» și bride din piele. Decor geometric și floral stilizat dispus pe piepți, spate, umeri poale și mâneci. Piepții sunt decorați cu două motive simetrice reprezentând un buchet floral mari, ce se repetă la buzunare și în colțurile de jos. Inițialele properietarul K.M. și anul confecționării 1897 sunt brodate pe piepți din față sus de pe ambele aripi ale cojocului. Cromatica: alb, roșu, verde, albastru, negru, galben. | Complexul Național Muzeal Astra, Sibiu | Cimec    |
|      | Șurț, Schuerze (ger.)                                                                               | Datare: 1889 Descoperit: jud. SIBIU, com. SLIMNIC Material: Țesătură albă subțire și deasă de bumbac șifon; brodat cu arnici negru și galben, dantelă lucrată în tehnica filee, asamblat, tivit, brodat după desen în punct plat, cusut de mână, ajur | Șorț alb de sărbătoare de formă dreptunghiulară confecționat din patru foi asamblate între ele prin trei fâșii de dantelă lucrată în tehnica filee. De jur împrejur aplicată o fâșie de dantelă executată în aceeași tehnică cu decor geometrizant: motive vegetale (pomul vieții cu vas și inimă, flori stilizate) motive antropomorfe (bărbat ținând o lalea în mâna stângă, femeie bărbat ținând o crenguță de brad în mâna dreaptă, pereche miri (?), zoomorfe (cerb). Pe fiecare foaie amplasare ornamentală compusă din ghirlande florale cu decor geometrizant, în colțuri brodate buchete florale stilizate, porumbel cu rămurică în cioc. La poale pe fiecare foaie brodat inscripția: „Im Jahr Sofia Zimmerman 1889”. Fond: alb, broderia: neagră, galbenă. | Complexul Național Muzeal Astra, Sibiu | Cimec    |
|      | Frauenbrustlatz (ger.); Bråstpiëlzken (dialect săsesc)                                              | Datare: 1889 Descoperit: jud. SIBIU, com. SLIMNIC Material: Piesă confecționată din blană de oaie, meșină colorată, nasturi și bride îmbrăcate în piele, tăbăcit, vopsit, argăsit, tăiat, ștanțat, găurit, croit, cusut, broderie plină după desen | Pieptar înfundat, descheiat pe umărul și sub brațul stâng, cu 4 nasturi (respectiv 1 nasture) îmbrăcați în piele. Pe partea din față sunt brodate central două medalioane cu motive florale stilizate policrome (alb, bordo, roșu, albastru, maro, verde, violet, albastru, roz, galben, negru). Pe părțile laterale (față și spate) este aplicată meșină albă și roșie decupată în forme asimetrice, iar în continuarea lor sunt brodate 2 buchete florale policrome. Aceste motive principale sunt încadrate de flori stilizate de dimensiuni mici. În parte de jos două medalioane florale simetrice conțin anul confecționării „1889” și inițialele "AI". Fond: alb; cromatică: alb, bordo, roșu, albastru, maro, verde, violet. | Complexul Național Muzeal Astra, Sibiu | Cimec    |
|      | Cordon cu bumbi, Spangengürtel (ger.)                                                               | Datare: Sfârșitul secolului XIX Descoperit: jud. BRAȘOV, com. Șocola Material: Piesa este realizată din argint aurit, prin ciocnire la rece, prin turnare în matrițe; nituire, sudare, amblare. Ornamente din argint sub forma unor rozete fixate pe o fâșie de catifea | Piesă de formă dreptunghiulară; realizat din argint aurit prin turnare în matrițe și piele. La capete prezintă câte două catarame cu motive florale, geometrice. Pe mijloc, pe o fâșie din fire metalice sunt prinse 16 rozete metalice, deasupra apare un ornament de tipul unei cârme cu terminațiile de forma unor bumbișori gri; urmează o altă rozetă, ornamente de tipul cârmei ce are în vârf un bumb de alamă mai mare (decorat cu linii incizate). Cordonul este realizat din piele, pe spate și pe margini are cusută o catifea bordo. Sistemul de prindere constă dintr-un cârlig ce se prinde de o zală. | Complexul Național Muzeal Astra, Sibiu | Cimec    |
|      | Dolman, Daleman (dialectul săsesc)                                                                  | Datare: 1914 Descoperit: jud. SIBIU, Gușterița Material: piesă confecționată din piele de oaie argăsită tăbăcită, croită, cusută de mână; guler din blană neagră de iepure,nasturi și bride îmbrăcate în piele, meșină roșie, albă,verde, broderie după desen cu mătase policromă | Cojoc scurt confecționat din două aripi laterale,cu mâneci lungi și înguste, evazat în talie prin clinii cu "ranț" din spate, prevăzut cu două buzunare drepte dispuse vertical; se încheie în partea din față cu 26 de nasturi îmbrăcați în piele și bride; gulerul drept, garnisit cu blană neagră. Aplicațiile cu fâșii de meșină roșie și albă pe piepți, spate, clini în jurul buzunarelor și la mâneci, sub formă geometrică și florală stilizată. Cusătura de piele are rol decorativ, întărind linia de croi în locul de îmbinare a pieilor. Decor geometric și floral stilizat dispus pe piepți, umeri, poale și mâneci iar spatele decorat cu dinți de lup. Piepții și buzunarele sunt decorate cu câte un motiv floral sub forma unui buchet stilizat compus din lalele, bujori și rodii "încoronate" și lalele. Inițialele properietarul J.K. și anul confecționării 1914 este plasat pe partea stângă a pieptului. Cromatica: fond alb: broderie cu ață: roșie, albastră, verde, mov. | Complexul Național Muzeal Astra, Sibiu | Cimec    |
|      | Cojoc tip pelerină, Pelzumhang (ger.), Kürschen (dialect săsesc)                                    | Datare: sfârșitul sec. XIX, încep. sec. XX Descoperit: jud. SIBIU, Cașolț Material: piesă confecționată din piele de oaie argăsită, guler din carton îmbăcat în catifea și blană de miel, panglică din fir metalic, blană de nutrie, tăbăcit, argăsi, croit, cusut, ștanțat; | Cojoc femeiesc din piele de oaie, confecționat din 6 clini sub forma unei pelerine fără mâneci, cu lațimea de 125 cm în partea de jos; partea superioară prinsă de guler de formă dreptunghiulară "scândurică", confecționat din carton îmbrăcat în partea din față cu catifea de culoare vișinie, garnisită în partea de sus și pe laterale cu o panglică metalică aurie de tip industrial; partea din spate a gulerului îmbrăcată în blană de miel alb; marginile din partea inferioară din meșină albă ștanțată cu motive florale de jur împrejur; garnisită cu blană de nutrie; pe interior sunt cusute cu mâna două fâșii din material textil pentru ca cojocul să fie ținut cu mâna; cromatică: alb, negru, bordo, auriu. | Complexul Național Muzeal Astra, Sibiu | Cimec    |
|      | Vârf de lance                                                                                       | Datare: mijlocul sec XIX Dimensiuni: D: circa 1,5 cm Material: filde; fasonare; lustruire; piele crudă; coasere | Lamă lungă, din fildeș, cu secțiune ovoidală, de culoare albicioasă cu striații, mai groasă la mijloc și subțiată înspre extremități, capetele ajungând să fie ascuțite. Identificare funcțională: în registrul inventar piesa este denumită "instrument de fildeș pentru aruncat"; în lista Michaelis, probabil conform indicațiilor donatorului, piesa este denumită "suliță din fildeș"; Hirschberg o descriere ca "baston ascuțit la ambele capete", cu mențiunea că "oscilezi dacă este un astfel de obiect sau un pumnal" și că "e puțin probabil ca această armă să fi folosit la aruncat"; el insistă pe faptul că vârful are o ținută fixă în teaca de piele datorită introducerii lui într-un toc din lemn, acesta fiind apoi învelit în piele (aplicată crudă și cusută pe lateral. În tabelul analitic rezultat din lucrările Proiectului româno-italian de cercetare a colecției (2004), piesa este identificată ca vârf de lance, care urma a se insera pe o coadă de lemn, coadă care aici lipsește. Calitatea formală este datorată: însușirilor materialului utilizat; adaptării formei obiectului necesitățile funcționale; gradului de prelucrare și calității prelucrării; aspectului plăcut oferit de teaca de piele, cu cusăturile laterale care dau un aspect decorativ și personalizează obiectul. | Complexul Național Muzeal ASTRA, Sibiu | Cimec    |
|      | Baston-lance                                                                                        | Datare: mijlocul sec XIX Dimensiuni: Dmax: 9 cm Material: lemn de abanos; fasonare; lustruire | Baston lung, din lemn de abanos, cu secțiune circulară, de culoare megând de la brun până la roșcat, mai gros la mijloc și subțiat înspre extremități, capetele ajungând să fie ascuțite; identificat, conform indicațiilor donatorului, drept "suliță de aruncat din abanos"; Hirschberg îl descrire la categoria "bastoanelor de aruncat", cu indicația că avem de-a face cu un tip foarte vechi de armă, regăsibil la australieni, dar nedescris până atunci (textul publicat în 1935) la nilotici; Hirschberg explică modul în care obiectul ar fi fost utilizat, având în vedere identificarea: "se aruncă în așa fel încât se dau peste cap în aer și nimeresc adversarul cu vârful"; calitate formală deosebită datorată: însușirilor materialului utilizat; adaptării formei obiectului la funcția pentru care a fost destinat; gradului de prelucrare și calității prelucrării. | Complexul Național Muzeal ASTRA, Sibiu | Cimec    |
|      | Centură lombară                                                                                     | Datare: mijlocul sec XIX Dimensiuni: D cochiliilor: 0,8 cm Material: cochilii de scoică; fir de rafie; tăiere; lustruire; răsucire; înnodare | Centură lombară alcătuită din numeroase bucățele de scoică, tăiate și rotunjite la dimensiuni mici (aproximativ 8 mm), înșirate pe un fir din rafie, înnodat la capăt. Centura este suficient de lungă încât să poată fi înfășurată de două ori în jurul mijlocului. Hirschberg arată că aceste centuri de șale erau purtate de bărbați: "La shilluk bărbații umblă goi. Doar un șnur de rafie cu bucățele de scoici sau lucrat din rafie le împodobește șoldurile". | Complexul Național Muzeal ASTRA, Sibiu | Cimec    |
|      | Brățară                                                                                             | Datare: mijlocul sec XIX Dimensiuni: D exterior: 14 cm; D interior: 4 cm Material: filde; scobire; fasonare; lustruire | Brățară din fildeș, de culoare alb-gălbui, fasonată în formă de lentilă cu partea groasă înspre interior, asigurând astfel fixarea pe braț. Partea subțire se termină într-o muchie ascuțită. Piesa este bine netezită și lustruită cu îngrijire, ceea ce, alături de însușirile intrinseci ale fildeșului și dimensiunile nu foarte mari ale obiectului, îi asigură finețea și calitatea artistică. | Complexul Național Muzeal ASTRA, Sibiu | Cimec    |
|      | Lingură                                                                                             | Datare: mijlocul sec XIX Material: corn de bivol negru; fasonare; sculptare | Lingură din corn de bivol, de culoare neagră, cu căuc adânc, de formă ovoidală; coada se prelungește din căuc în unghi și este frumos decorată cu protuberanțe în formă de urechiușe găurite, plasate simetric atât la bază (câte trei), cât și înspre zona terminală (câte una de fiecare parte); terminația cozii are formă de vârf de săgeată, amintind de forma unei frunze prelungi, ascuțite la capăt și cu doi spini lungi; așa cum menționează și Hirschberg, aspectul cozii acestei linguri amintește mult de forma săgeților utilizate în regiune (v. stilizarea frunzelor de "makkriga"). De una din cele două urechiușe aflate în partea terminală a cozii este înnodat un șnur de rafie răsucită, cealaltă fiind ruptă. | Complexul Național Muzeal ASTRA, Sibiu | Cimec    |
|      | Casetă cu capac                                                                                     | Datare: mijlocul sec XIX Dimensiuni: Î: 12 cm Material: lemn; scoarță de copac; fibră vegetală; cioplire; cusut; incizare | Piesă din lemn și scoarță de copac, de formă ovoidală, ascuțită la capete; alcătuită din corpul propriu-zis al cutiei și capac. Capacul este detașabil, confecționat din scoarță de copac înfășurată pe un cep din lemn, prinsă în știfturi de lemn și cusută cu fibră vegetală. Suprafața capacului este decorată cu un model geometric alcătuit din incizii. Corpul cutiei, decorat și el cu un motiv geometric incizat, este cioplit dintr-o singură bucată de lemn, cu partea scobită sprijinindu-se pe un stativ constituit dintr-un model decupat. Părțile constitutive creează volume în care plinul și golul se echilibrează. Volumul plin, plasat în partea superioară reprezintă aproximativ jumătate din dimensiunea întregii piese; stativul traforat în model geometric, cu funcție accentuat ornamentală, urmat de partea scobită a cutiei, reprezentă aproape o treime din corpul propriu-zis; capacul este detașabil, cu dimensiuni aproximativ egale cu partea scobită. Îmbinarea scoarței de copac, parte integrantă a capacului, este realizată prin cusătură ornamentală. | Complexul Național Muzeal ASTRA, Sibiu | Cimec    |
|      | Coș                                                                                                 | Datare: mijlocul sec XIX Material: piele; rafie; tăiere; răsucire; legare; înnodare | Patru curelușe împletite din fâșii de piele de culoare brună, sunt înnodate cu un șnur de rafie, astfel încât sunt prinse ambele capete ale fiecărei curelușe, formând un "coș" destinat, în principal, transportului unor fructe, precum cel al plantei Adansonia; curelușele se mulează pe forma fructului, înlesnind transportarea acestora. | Complexul Național Muzeal ASTRA, Sibiu | Cimec    |
|      | Heigiab                                                                                             | Datare: mijlocul sec XIX Dimensiuni: Gr: 1,8 cm; L șnur: 19 cm Material: marochin colorat; imprimare; coasere; hârtie; scriere; șnur; înfășurare | Amuletă de formă pătrată, din marochin colorat în maro-roșcat; părțile laterale sunt din piele verde; pe ambele laturi pătrate, amuleta este decorată, prin imprimare, conturându-se câte patru pătrate, fiecare având imprimat în mijloc câte un X; în interiorul amuletei se află, scrisă pe hârtie, o formulă de obținere a protecției divine; acest tip de amulete era folosit de populațiile islamizate din Sudan, având și o variantă pentru bărbați. Amuleta este prevăzută cu un șnur din piele înfășurată, care folosea la atârnarea de braț. | Complexul Național Muzeal ASTRA, Sibiu | Cimec    |
|      | Brățară                                                                                             | Datare: mijlocul sec XIX Material: filde; stunjit; colorant | Brățară din fildeș, strunjită, concavă pe partea exterioară, cu ușor aspect de clepsidră; de culoare foarte aproape de alb, piesa nu este lustruită; pe partea exterioară este distribuită decorația, tipică, de culoare foarte închisă, realizată cu un vârf dublu, care rotit creează cerculețe având în mijloc un punct, cerculețele sunt comasate în pătrate (4x4 cerculețe) care ocupă toată lățimea brățării și care alternează cu un motiv mai mic, format din patru cerculețe plasate în corolă; partea exterioară este decorată, sus și jos, și cu câte trei linii care înconjoară, în cerc, toată brățara. | Complexul Național Muzeal ASTRA, Sibiu | Cimec    |
|      | Carafă                                                                                              | Datare: mijlocul sec XIX Dimensiuni: Î: 20,8 cm Material: lut; modelat la roată; ardere; incizare; coloranți | Recipient din ceramică de culoare roșu-închis, cu motive decorative reliefate prin incizare; vasul este alcătuit dintr-un corp sferoidal din care se înalță gâtul de formă conică, lărgit mult înspre gură; corpul este decorat în partea superioară cu un brâu lat din motive vegetale (frunze triunghiulare și cârcei terminați în volute) dispuse alternativ și construite simetric, formând o ghirlandă; decorația este realizată prin incizare și reliefată și datorită contrastului coloristic dintre roșu-teracotă și fondul albastru-sineală al fondului brâului; gâtul prezintă și el un brâu lat din cercuri adâncite. | Complexul Național Muzeal ASTRA, Sibiu | Cimec    |
|      | Bol                                                                                                 | Datare: mijlocul sec XIX Dimensiuni: Î: 4,5 cm Material: lut; modelat la roată; ardere; incizare; coloranți | Bol, denumit în inventarul Michaelis "ceașcă", din ceramică de culoare roșu-închis, cu motive decorative reliefate prin incizare pe suprafața posterioară a recipientului; motivul decorativ, de inspirație vegetală, este constituit din frunze și cârcei terminați în volute, cu așezare în formă de corolă, prin dispunere alternativă și construcție simetrică; decorația este realizată prin incizare și reliefată și datorită contrastului coloristic dintre roșul-teracotă al corpului vasului și fondul albastru-sineală al suprafeței decorate. | Complexul Național Muzeal ASTRA, Sibiu | Cimec    |
|      | Amuletă                                                                                             | Datare: mijlocul sec XIX Dimensiuni: Î: 7 cm Material: lut; modelare; ardere; imprimare | Amuletă în formă de clopoțel, cu capătul de sus plin și bont, cu partea de jos largă, confecționată din lut ars; culoare roșie-vișinie; decorație pe toată suprafața exterioară, cu un model în formă de mici romburi, obținut probabil prin imprimare cu ajutorul unei matrițe cu modelul respectiv; partea lărgită a amuletei este formată din trei "valuri". | Complexul Național Muzeal ASTRA, Sibiu | Cimec    |
|      | Măciucă cu măciulie                                                                                 | Datare: mijlocul sec. XIX Dimensiuni: Gr: 4,5 cm Material: corn de rinocer; șlefuire; piele crudă udă trasă în formă de manșon; împletire | Măciucă viguroasă. Partea pentru lovit se îngroașă și se rotunjește în porțiunea centrală, dar se subțiază și este mai ascuțită înspre vârf. Partea de prindere are înspre capăt formă de măciulie, datorită unei împletituri din piele care o înconjoară și care dă naștere unei proeminențe ovoidale. Peste aceasta s-a tras un manșon din piele crudă deasupra căruia, pe toată porțiunea de prindere, a fost înfășurat, cât timp pielea era încă umedă, un sul prins cu un șnur. Acesta a fost ulterior îndepărtat, rămânând doar urmele, care se văd bine și au un aspect decorativ. Suprafața exterioară este frumos lustruită. Calitatea formală este dată de aspectul solid, dar elansat; șlefuirea uniformă, atentă, pe suprafață mare; raportul optim, dictat de funcționalitate, între suprafața perfect netedă și textura părții de prindere din piele, ușor rugoasă datorită ornamentației realizate prin apăsare cu șnur; finețea detaliului ornamental realizat prin imprimarea șnurului și apoi îndepărtarea lui. | Complexul Național Muzeal Astra, Sibiu | Cimec    |
|      | Cuțit de parat                                                                                      | Datare: mijlocul sec. XIX Material: fier; panglică de fier; forjare; perforare; cioplire; lustruire; laminare; înfășurare | Cuțit de parat, de dimensiuni mari, din fier; lamă curbată cu dublu tăiș, în formă de seceră și nervură centrală foarte pronunțată, care împarte suprafața lamei în două registre. Lama se prelungește într-o coadă cu secțiunea rectangulară, înfiptă într-un mâner din lemn, terminat într-o formațiune cilindrică mai largă la capătul de jos. Capătul de sus, care face joncțiunea cu lama, are formă de clepsidră și este înfășurat cu bandă metalică. Cele două registre ale lamei se termină în colțuri ascuțite, la nivele de înălțime diferite, iar în registrul plasat pe partea concavă a curburii sunt perforate trei găuri rotunde, care indică rangul posesorului armei. Calități formale evidente prin nivelul înalt al tehnicii de prelucrare a metalului și îndeplinirea parametrilor de rezistență atât pentru cuțitul propriu-zis, cât și pentru panglica din fier. Echilibrul formelor este perfect, prin curbele concave și convexe ale lamei și mânerului în formă de clepsidră la zona de joncțiune cu lama. Forma lamei, prin prezența nervurii centrale, reproduce aspectul unei frunze. Panglica din fier și perforațiile, dincolo de funcțiile de consolidare și, respectiv, de marcare a rangului, au și reale calități estetice. | Complexul Național Muzeal ASTRA, Sibiu | Cimec    |
|      | Dang (la dinka)                                                                                     | Datare: mijlocul sec. XIX Dimensiuni: Distanța coadă-bîț: 18,5 cm Material: lemn; fier; fibră animală; curbare; lustruire; laminare; înfășurare; răsucire; înnodare | Arc de parat. În inventarul Michaelis este descris drept „arc pentru pararea loviturilor măciucilor de luptă”, adus de la „djur”. Bățul arcului, de culoare brun închis, prezintă în porțiunea de mijloc o curbură concavă. Curburile dinspre zona de prindere a corzii sunt ample, formând un unghi interior de aproximativ 70 grade. Exceptând partea centrală, arcul este înfășurat, în spirală, cu panglică din fier. Coarda este foarte răsucită. În conformitate cu Hirschberg, coarda este din fibră animală. Ea este legată prin înnodare de capetele bățului. Suprafața lemnului este lustruită. Calitate formală superioară, conferită de forma echilibrată, adaptată funcției: capetele bățului sunt puternic curbate și se subțiază treptat înspre vârfuri într-o formă cu valențe estetice. Panglica de fier, perfect omogenă ca grosime și netezime adaugă, prin înfășurarea în spirală, un plus de valoare calității decorative, deși principala funcție este cea de a asigura rezistența armei. Culoarea lemnului contrasteză cu strălucirea metalică. Lemnul este frumos lustruit. | Complexul Național Muzeal ASTRA, Sibiu | Cimec    |
|      | Egba                                                                                                | Datare: mijlocul sec. XIX Dimensiuni: Î: 11 cm Material: o singură bucată de lemn de Prosopis oblonga; cioplire; lustruire | Scăunel din lemnul copacului göli (Prosopis oblonga), castaniu, lustruit, cioplit dintr-o singură bucată de lemn. Partea pentru șezut de formă ovală, curbată în formă de șa, se sprijină pe patru picioare curbate, terminate cu tălpi dezvoltate pe verticală și decorate la extremități cu zimți. Se remarcă echilibrul perfect între volumele care compun piesa, respectiv volumul mare, compact al scăunelului propriu-zis și linia grațioasă a consolei, precum și echilibrul liniilor care fac demarcarea volumelor, prin orientarea simetrică a curbelor care alcătuiesc partea pentru șezut, concavă, și curba alcătuită de picioarele mobilierului. O extremitate a părții pentru șezut prezintă o mică excrescență semicirculară. Cealaltă extremitate se prelungește într-un braț lung, în formă de consolă, terminat la capăt cu o concavitate în formă de bol, având, se pare, funcția de suport pentru lulea. Întreaga piesă este o stilizare a unui corp animal, amintind de o broască țestoasă. | Complexul Național Muzeal ASTRA, Sibiu | Cimec    |
|      | Egba                                                                                                | Datare: mijlocul sec. XIX Dimensiuni: Î: 17 cm Material: o singură bucată de lemn de Prosopis oblonga; cioplire; lustruire | Scăunel din lemnul copacului göli (Prosopis oblonga), castaniu, cu patină brun închis, lustruit, cioplit dintr-o singură bucată de lemn. Partea pentru șezut de formă ovală, curbată în formă de șa, se sprijină pe patru picioare, arcuite înspre exterior și terminate cu mici tălpi orizontale. O extremitate a părții pentru șezut prezintă o mică excrescență semicirculară. Cealaltă extremitate se prelungește într-un braț lung, în formă de consolă, a cărei curbă este decorată cu zimți largi, creând un motiv în zigzag. Brațul se termină într-un vârf ascuțit prevăzut cu o concavitate în formă de copaie servind, se pare, drept suport pentru lulea. Echilibru subtil între volumele care compun piesa: volumul mare, compact al scăunelului propriu-zis și linia consolei, ușor îngreunată prin terminația de sprijin pentru lulea. Întreaga piesă este o stilizare a unui corp animal, în care naturalismul este completat de imaginație - obiectul amintește de o broască țestoasă al cărei cap se sfârșește într-un cioc de pasăre. | Complexul Național Muzeal ASTRA, Sibiu | Cimec    |
|      | Mojar                                                                                               | Datare: mijlocul sec. XIX Dimensiuni: Î: 27 cm Material: lemn; piele; cioplire; fasonat; perforat; înnodat | Piesă din lemn de salcâm, cioplit cu securea dintr-o singură bucată, cu picior rotund și caneluri sculptate concav pe suprafața exterioară. Suprafața exterioară este brun foarte închis, cu patină aproape negră. Obiectul a servit probabil la zdrobirea tutunului. La marginea de sus este plasată o curea de susținere prinsă cu noduri în două găuri. Asemenea obiecte se regăsesc și în Etiopia, unde sunt folosite pentru zdrobit cafeaua. | Complexul Național Muzeal ASTRA, Sibiu | Cimec    |
|      | Lanț pentru taurul sacru                                                                            | Datare: mijlocul sec. XIX Material: fier; forjare; mărgele | Lanț din fier format din verigi subțiri, ornamentat cu clopoței din metal, de formă alungită: doi mai mari, restul mici, fără limbă, plasați pereche prin confecționarea din aceeași foaie de fier. Tot ca ornamentație, lanțul este împodobit cu două șiraguri mici, de mărgele albastre și albe. În inventarul Binder-Michaelis, obiectul este denumit „lanț de gât al taurului sacru”, ceea ce ar putea indica marea apreciere acordată bovinelor și de către giuri, la fel ca la dinka și la shilluk. Hirschberg subliniază că clopoței asemănători cu cei care ornamentează lanțul sunt folosiți ca podoabe pentru oameni. Un exemplu este ilustrat de Schweinfurth pentru bongo. Prelucrarea fierului la înalți parametri calitativi conferă obiectului o înfățișare exterioară izbutită, multă suplețe și greutate mică. Clopoțeii lungi, cu limba subțire, au un aspect grațios. Cei mici, fără limbă, sunt grupați câte doi, reproduc aceeași formă a învelișului, sunt multiplicați și sunt așezați din loc în loc. Mărgelele albastre și albe contrastează cu griul strălucitor al metalului. | Complexul Național Muzeal ASTRA, Sibiu | Cimec    |
|      | Brățară                                                                                             | Datare: mijlocul sec. XIX Dimensiuni: D: 6 - 8,5 cm; Gr: 1,5 cm Material: fier; forjare; incizare; șlefuire | Brățară simplă, destul de groasă, de forma unui cerc incomplet. Secțiunea barei din care este compus inelul este rotundă, iar capetele sunt tăiate drept. Suprafața exterioară este decorată cu incizii dese, plasate paralel sau în zigzag, alcătuind un motiv repartizat pe tot arcul inelului brățării. Valoarea estetică este dată de parametrii calitativi superiori ai prelucrării fierului, de simplitatea și puritatea formei, de aspectul solid, masiv al brățării, precum și de ritmica și simetria motivului incizat. | Complexul Național Muzeal ASTRA, Sibiu | Cimec    |
|      | Numbai (la dinka)                                                                                   | Datare: mijlocul sec. XIX Dimensiuni: D: 7 - 10 cm; Î: 11,5 cm Material: fier; forjare; șlefuire | Piesă din fier, constituită din inelul propriu-zis al brățării continuat cu două prelungiri mai subțiri, în formă de semicerc retezate la capete. Schweinfurth numește aceste brățări „inele de lovit” și le identifică drept produse bongo, arătând că aceste brățări numite „numbai” sunt foarte populare și că erau purtate ca podoabă, la încheietura mâinii, atât de bărbați cât și de femei. Secțiunea brățării este rotundă, cu aplatizări pe lateral și în interiorul inelului. După Castelli brățările de acest fel erau purtate de personaje importante. Prelucrarea fierului la înalți parametri calitativi conferă obiectului o înfățișare echilibrată, fină, cu o formă desprinsă nemijlocit din natură - imită coarnele bovinelor - dar sensibil stilizată și adaptată funcției. | Complexul Național Muzeal ASTRA, Sibiu | Cimec    |
|      | Numbai (la dinka)                                                                                   | Datare: mijlocul sec. XIX Dimensiuni: D: 5 - 6,5 cm; Gr: 1 cm Material: fier; modelare la cald; ciocănire; îndoire | Piesă din fier, constituită din inelul propriu-zis al brățării continuat cu două prelungiri mici, în formă de arc de cerc subțiate spre capete, evocând coarnele de bovine. Schweinfurth numește aceste brățări „inele de lovit” și le identifică drept produse bongo, arătând că aceste brățări numite „numbai” erau foarte populare și că erau purtate ca podoabă, la încheietura mâinii, atât de bărbați cât și de femei. Secțiunea brățării este circulară, ușor aplatizată la bucla care face legătura între inel și prelungiri. Unul dintre coarne este rupt. Formula inițială, existentă la celălalt corn, prezintă dublarea acestuia prin îndoirea prelungirii, ceea ce subliniază lucrătura extrem de elaborată și totodată importanța acordată brățării. Prelucrarea fierului la înalți parametri calitativi conferă obiectului o înfățișare echilibrată, fină, cu o formă desprinsă nemijlocit din natură, dar sensibil stilizată și adaptată funcției. | Complexul Național Muzeal ASTRA, Sibiu | Cimec    |
|      | Farfurie                                                                                            | Datare: a doua jumătate a secolului al XIXl-lea Descoperit: jud. Sibiu, SIBIU Dimensiuni: D: 28 cm; AD: 3,7 cm Material: lut, angobă, smalț, oxizi; modelată la roata olarului, pictată cu cornul și pensula subțire, angobată, smălțuită, ardere oxidantă | Farfurie plată cu baza largă, peretele este drept pe o porțiune foarte mică, după care se evazează puternic. Decorul este dispus central și reprezintă un buchet alcătuit din doi trandafiri și o lalea. Pe margine decor geometric (cercuri și puncte dispuse de o parte și de alta a liniilor drepte). Decorul pictat cu pensula subțire, cu motive ornamentale florale și geometrice. Cromatica: alb, albastru, cărămiziu, galben, maro închis, verde. | Complexul Național Muzeal Astra, Sibiu | Cimec    |
|      | Rohrkanne Autor: Szöke Istvan                                                                       | Datare: 1853 Descoperit: jud. Sibiu Dimensiuni: Î: 33 cm Material: lut; angobă; oxizi; smalț; modelată la roată; modelată manual; angobată; decorată cu pensula și cornul; smălțuită; ardere oxidantă | Cană piriformă cu corp bombat, prevăzută cu o toartă. Gura este bilobată cu cioc alungit pentru scurgerea lichidelor. Suprafața decorativă a vasului este împărțită în trei registre decorative. Pe o angobă alb-gălbuie s-a aplicat cu pensula groasă, nescursă, puncte, linii și benzi dispuse neregulat. Decorul s-a realizat cu pensula și cornul. Registrul central este decorat cu motive geometrice: puncte și linii, motive religiase: cruce stilizată și o inscripție în limba maghiară: „Kissárasi Szöke István Tsinalta 1853 ba Vándartodarnak”, în traducere: Szöke István din Kissaras a făcut-o în 1853 pentru calfa Tudor. Registrul al treilea, de la baza vasului este decorat cu cinci linii pictate cu pensula groasă, două linii ondulate. Toarta este decorată manual prin presare cu degetul și pictată în verde. | Muzeul Municipal Mediaș, Mediaș        | Cimec    |
|      | Farfurie                                                                                            | Datare: 1788 Descoperit: , com. Saschiz Dimensiuni: Î: 2,5 cm Material: lut ars, lucrată la roată, piesa este angobată, smălțuită, decorul alb sgraffitat pe fond albastru de cobalt, arsă de două ori | Farfurie plată, pe fond albastru, decorul alb sgrafitat, decor floral. Pe margini un decor floral redat prin 21 de boboci de lalea. Central în formă circulară este inscripționată zicala "Auf der mahlzeit soll man essen und trinken ano 1788", iar în mijloc "Johan:Re:Uber" și probabil unelte folosite de olar. Sub inscripție apare o linie șerpuită complex, specifică ceramicii în albastru de cobalt, asemănătoare cu un motiv frecvent întâlnit pe ceramica habană. Cromatica: alb, albastru de cobalt, cărămiziu. | Muzeul Municipal Mediaș, Mediaș        | Cimec    |
|      | Farfurie                                                                                            | Datare: 1809 Descoperit: , com. Saschiz Dimensiuni: Î: 6 cm Material: lut ars, lucrată la roată, piesa este angobată, smălțuită, decorul alb, tehnica batic, arsă de două ori | Farfurie plată, decor floral și geometric. Pe fond albastru decorul realizat în tehnica batic. În centru se află o floare stilizată (garoafă) și o tulpină stilizată. Pe tulpină se află 2 boboci de floare. Tot de pe tulpină se desprinde un strugure. Tot în centru apare inscripționat anul confecționării, 1809. Marginile sunt decorate cu un șirag de inele. Cromatica: alb, albastru de cobalt, cărămiziu. | Muzeul Municipal Mediaș, Mediaș        | Cimec    |
|      | Farfurie                                                                                            | Datare: 1808 Descoperit: , com. Saschiz Dimensiuni: Î: 3,1 cm Material: lut ars, lucrată la roată, piesa este angobată, smălțuită, decorul alb, tehnica batic, arsă de două ori | Farfurie plată, decor floral și geometric. Pe fond albastru decorul realizat în tehnica batic. Central este redat pomul vieții, stilizat, alcătuit din 5 flori (2 garoafe dispuse, 2 boboci și un trandafir mare așezat în vârful copacului vieții). În partea inferioară a decorului este inscripționat anul 1808. Marginea farfuriei prezintă un decor geometric, o linie continuă vălurită. Cromatica: alb, albastru de cobalt, cărămiziu. | Muzeul Municipal Mediaș, Mediaș        | Cimec    |
|      | Farfurie                                                                                            | Datare: 0803 Descoperit: , com. Saschiz Dimensiuni: Î: 3,5 cm Material: lut ars, lucrată la roată, piesa este angobată, smălțuită, decorul alb, tehnica batic, arsă de două ori | Farfurie plată, pe fond albastru, decorul realizat în tehnica batic. Central prezintă un motiv avimorf (o pasăre cu penaj bogat, care ține în cioc un ciorchine de strugure, motiv predominant în ceramica transilvăneană în albastru de cobalt). Sub pieptul păsării apare anul confecționării piesei, 1803. Un motiv care apare doar pe ceramica de acest tip este linia continuă șerpuită, probabil semnătura olarului. Marginile farfuriei sunt decorate cu decor vegetal (respectiv doi struguri) și două frunze cu cozile stilizate. Cromatica: cărămiziu, alb, albastru cobalt. | Muzeul Municipal Mediaș, Mediaș        | Cimec    |
|      | Farfurie                                                                                            | Datare: 1808 Descoperit: , com. Saschiz Dimensiuni: Î: 6 cm Material: lut ars, lucrată la roată, piesa este angobată, smălțuită, decorul alb, tehnica batic, arsă de două ori | Farfurie adâncă, pe fond albastru, decorul realizat în tehnica batic, smălțuită, în mijloc - motiv floral stilizat, floare și tulpină spiralată redată prin vrejuri stilizate; pe tulpina spiralată apare și un boboc de floare. Anul 1808 inscripționat lângă motivul floral, care reprezintă anul confecționării pe margini, patru struguri cu frunze stilizate; prezintă o crăpătură și o lipitură. Cromatica: alb, albastru cobalt, cărămiziu. | Muzeul Municipal Mediaș, Mediaș        | Cimec    |
|      | Farfurie                                                                                            | Datare: 1802 Descoperit: , com. Saschiz Dimensiuni: Î: 3 cm Material: lut ars, lucrată la roată, piesa este angobată, smălțuită, decorul alb, tehnica batic, arsă de două ori | Farfurie plată, decorul realizat în tehnica batic. În centru se află un decor floral, o rodie stilizată, redată prin semicercuri, care în interior prezintă câte un punct. "Rodia" este împărțită în două, printr-un "brâu" format din două linii paralele segmentate pe vertical în 17 casete. În partea inferioară sunt redate, în 2 rânduri câte 3, apoi 2 semicercuri, umplute cu puncte. În partea superioară sunt redate, în 6 rânduri, 3, apoi 2, 3, 2, 1 și 1 semicercuri umplute cu puncte. Rodia este executată prin sgrafitare, fond albastru cobalt. Tulpina, spiralată pe orizontală, este redată prin vrejuri stilizate. Lateral motivului floral sunt inscripționate următoarele cifre: 1802, care reprezintă anul confecționării. Marginea farfuriei este decorată cu 8 brăduți stilizați. Cromatica: alb, albastru cobalt, cărămiziu. | Muzeul Municipal Mediaș, Mediaș        | Cimec    |
|      | Farfurie                                                                                            | Datare: 1803 Descoperit: , com. Saschiz Dimensiuni: Î: 3 cm Material: lut ars, lucrată la roată, piesa este angobată, smălțuită, decorul alb, tehnica batic, arsă de două ori | Farfurie plată, pe fond albastru, decorul realizat în tehnica batic. Central prezintă un motiv avimorf (o pasăre cu penaj bogat, cu capul pe spate, care ține în cioc un ciorchine de strugure, motiv predominant în ceramica transilvăneană în albastru de cobalt). Sub pieptul păsării apare anul confecționării piesei, 1803. Un motiv care apare doar pe ceramica de acest tip este linia continuă șerpuită, probabil semnătura olarului. Marginile farfuriei sunt decorate cu șapte motive vegetale identice. Cromatica: alb, albastru cobalt, cărămiziu. | Muzeul Municipal Mediaș, Mediaș        | Cimec    |
|      | Farfurie                                                                                            | Datare: 1795 Descoperit: , com. Saschiz Dimensiuni: Î: 2 cm Material: lut ars, lucrată la roată, piesa este angobată, smălțuită, decorul alb, tehnica batic, arsă de două ori | Farfurie plată, decorul realizat în tehnica batic. Prezintă un decor avimorf, o pasăre cu penaj bogat, cu capul îndreptat spre spate. Într-o parte a păsării este inscripționat anul 1795 iar în cealaltă parte apare un motiv floral, un boboc de floare. Un motiv întâlnit numai pe ceramica de acest tip este linia continuă șerpuită, probabil semnătura autorului. Cromatica: alb, albastru cobalt, cărămiziu. | Muzeul Municipal Mediaș, Mediaș        | Cimec    |
|      | Canceu                                                                                              | Datare: 1807 Descoperit: , com. Saschiz Dimensiuni: Î: 20 cm Material: lut ars, lucrată la roată, piesa este angobată, smălțuită, decorul alb, tehnica batic, arsă de două ori | Cănceu piriform, prevăzut cu o toartă, gât alungit și ușor evazat, corpul bombat, toarta de la gât la diametrul maxim al vasului. În partea opusă torții, vasul prezintă un motiv floral și fitomorf floral stilizat (decorul s-a realizat prin tehnica batic); este alcătuit din frunze și o lalea mare așezată central cu mijlocul hașurat. Lateral decorului, în partea inferioară este inscripționat anul: 1807. În a doua jumătate prezintă o spărtură și o lipitură. Cromatica: alb, albastru cobalt, cărămiziu. | Muzeul Municipal Mediaș, Mediaș        | Cimec    |
|      | Canceu                                                                                              | Datare: 1797 Descoperit: , com. Saschiz Dimensiuni: Î: 19,5 cm Material: lut ars, lucrată la roată, piesa este angobată, smălțuită, decorul alb, tehnica sgrafito, arsă de două ori | Cănceu piriform, corp bombat, gât alungit, ușor evazat, prevăzut cu o toartă de la gât până la diametrul maxim al vasului. În partea opusă torții se află un decor floral, respectiv trei flori (garoafe). În registrul inferior este inscripționat anul 1797. Este ciobită la gură, prezintă smalț ușor sărit. | Muzeul Municipal Mediaș, Mediaș        | Cimec    |
|      | Canceu                                                                                              | Datare: 1801 Descoperit: , com. Saschiz Dimensiuni: Î: 19 cm Material: lut ars, lucrată la roată, piesa este angobată, smălțuită, decorul alb, decorul realizat în tehnica batic, arsă de două ori | Cănceu piriform, corp bombat, gât alungit, ușor evazat, prevăzut cu o toartă de la gât până la diametrul maxim al vasului. În partea opusă torții se află un decor vegetal, reprezentat de un strugure și o ramură cu frunze stilizate și cu doi boboci de floare. În registrul inferior se află inscripționat anul 1801. Smalț ușor sărit la buza vasului. Cromatica: alb, albastru cobalt, cărămiziu. | Muzeul Municipal Mediaș, Mediaș        | Cimec    |
|      | Canceu                                                                                              | Datare: 1803 Descoperit: , com. Saschiz Dimensiuni: Î: 19 cm Material: lut ars, lucrată la roată, piesa este angobată, smălțuită, decorul alb, decorul realizat în tehnica batic, arsă de două ori | Cănceu piriform, corp bombat, gât alungit, ușor evazat, prevăzut cu o toartă de la gât până la diametrul maxim al vasului. În partea opusă torții se află un decor avimorf, respectiv o pasăre cu penaj bogat, cu capul orientat spre spate. Sub pieptul păsării se află inscripționat anul 1803. Un decor care apare numai pe acest tip de ceramică este linia continuă șerpuită, probabil semnătura autorului. Cromatica: alb, albastru cobalt, cărămiziu. | Muzeul Municipal Mediaș, Mediaș        | Cimec    |
|      | Canceu                                                                                              | Datare: 1791 Descoperit: , com. Saschiz Dimensiuni: Î: 18,5 cm Material: lut ars, lucrată la roată, piesa este angobată, smălțuită, decorul alb, decorul realizat în tehnica batic, arsă de două ori | Cănceu piriform, prevăzut cu o toartă, corpul bombat, gât alungit și ușor evazat, toarta de la gât la diametrul maxim al vasului. Ansamblul decorativ este dispus în trei registre orizontale care redau motive florale și geometrice stilizate. Registrul dinspre buza vasului prezintă motive geometrice stilizate (linii hașurate). Registrul central redă motive florale, lalele, intercalate de 4 linii încrucișate. Registrul situat la baza cănceului redă motive geometrice (semicercuri) între care sunt inscripționate cifrele 17 și 91 dar și motive florale (laleaua cu puncte). Smalț ușor sărit. | Muzeul Municipal Mediaș, Mediaș        | Cimec    |
|      | Canceu                                                                                              | Datare: 1803 Descoperit: , com. Saschiz Dimensiuni: Î: 20 cm Material: lut ars, lucrată la roată, piesa este angobată, smălțuită, decorul alb, decorul realizat în tehnica batic, arsă de două ori | Cănceu piriform, corp bombat, gât alungit, ușor evazat, prevăzut cu o toartă de la gât până la diametrul maxim al vasului. În partea opusă torții se află un decor floral, alcătuit din trei boboci de floare, frunze și la capăt o tulpină stilizată. În registrul inferior, se află inscripționat anul 1803. Este ușor ciobită la gură și prezintă un ușor smalț sărit. Cromatica: cărămiziu, alb și albastru cobalt. | Muzeul Municipal Mediaș, Mediaș        | Cimec    |
|      | Canceu                                                                                              | Datare: 1803 Descoperit: , com. Saschiz Dimensiuni: Î: 19 cm Material: lut ars, lucrată la roată, piesa este angobată, smălțuită, decorul alb, decorul realizat în tehnica batic, arsă de două ori | Cănceu piriform, corp bombat, gât alungit, ușor evazat, prevăzut cu o toartă de la gât până la diametrul maxim al vasului. În partea opusă torții se află un decor avimorf, o pasăre cu penaj bogat, cu capul pe spate. Sub pieptul păsării apare inscripționat anul 1803. Un motiv care apare numai pe acest tip de ceramică este linia continuă șerpuită, care poate fi semnătura autorului. Piesa prezintă smalț ușor sărit și este ciobită la gură. Cromatica: alb, albastru de cobalt, cărămiziu. | Muzeul Municipal Mediaș, Mediaș        | Cimec    |
|      | Canceu                                                                                              | Datare: 1796 Descoperit: , com. Saschiz Dimensiuni: Î: 19 cm Material: lut ars, lucrată la roată, piesa este angobată, smălțuită, decorul alb, decorul realizat în tehnica batic, arsă de două ori | Cănceu piriform, corp bombat, gât alungit, ușor evazat, prevăzut cu o toartă de la gât până la diametrul maxim al vasului. În partea opusă torții se află un decor avimorf, respectiv o pasăre cu penaj bogat, partea de la gât pare neterminată. La picioarele păsării, sub piept, apare inscripționat anul 1796. Un decor care apare numai pe acest tip de ceramică este linia continuă șerpuită care poate fi semnătura autorului. Este ușor ciobită la gură și prezintă smalț ușor sărit. Tot la gură este spartă și lipită, pe o parte este restaurată. Cromatica: alb, albastru de cobalt, cărămiziu. | Muzeul Municipal Mediaș, Mediaș        | Cimec    |
|      | Canceu                                                                                              | Datare: 1802 Descoperit: , com. Saschiz Dimensiuni: Î: 19 cm Material: lut ars, lucrată la roată, piesa este angobată, smălțuită, decorul alb, decorul realizat în tehnica batic, arsă de două ori | Cănceu piriform, corp bombat, gât alungit, ușor evazat, prevăzut cu o toartă de la gât până la diametrul maxim al vasului. În partea opusă torții se află un decor avimorf, respectiv o pasăre cu penaj bogat, cu capul orientat spre spate. Deasupra păsării se află un strugure stilizat, iar sub pieptul păsării se află inscripționat anul 1802. Un decor care apare numai pe acest tip de ceramică este linia continuă șerpuită, probabil semnătura autorului. Smalț sărit la buză și la baza piesei, uzură funcțională. Cromatica: alb, albastru de cobalt, cărămiziu. | Muzeul Municipal Mediaș, Mediaș        | Cimec    |
|      | Canceu                                                                                              | Datare: 1804 Descoperit: , com. Saschiz Dimensiuni: Î: 19 cm Material: lut ars, lucrată la roată, piesa este angobată, smălțuită, decorul alb, decorul realizat în tehnica batic, arsă de două ori | Cănceu piriform, corp bombat, gât alungit, ușor evazat, prevăzut cu o toartă de la gât până la diametrul maxim al vasului. În partea opusă torții se află un decor floral: o floare cu mijlocul hașurat și un boboc de floare. Tulpina este redată stilizat. Lateral decorului floral este inscripționat anul 1804. Prezintă smalț ușor sărit. Cromatica: alb, albastru cobalt, cărămiziu. | Muzeul Municipal Mediaș, Mediaș        | Cimec    |
|      | Castron                                                                                             | Datare: 1802 Descoperit: , com. Saschiz Dimensiuni: Î: 6 cm Material: lut ars, lucrată la roată, piesa este angobată, smălțuită, decorul alb, decorul realizat în tehnica batic, arsă de două ori | Castron prevăzut cu două toarte laterale, sgraffitat. Central prezintă un motiv avimorf (o pasăre cu penaj bogat, care în cioc ține un ciorchine de strugure). Motivul este predominant în ceramica transilvăneană în albastru de cobalt. Sub pieptul păsării este inscripționat anul confecționării, anul 1802. Un motiv care apare pe ceramica de acest tip este linia șerpuită, care reprezintă probabil semnătura olarului. Marginile castronului sunt decorate cu un șirag de mărgele. Cromatica: cărămiziu, alb, albastru. | Muzeul Municipal Mediaș, Mediaș        | Cimec    |
|      | Canceu                                                                                              | Datare: 1801 Descoperit: , com. Saschiz Dimensiuni: Î: 25 cm Material: lut ars, lucrată la roată, piesa este angobată, smălțuită, decorul alb, decorul realizat în tehnica batic, arsă de două ori | Cănceu piriform, corp bombat, gât alungit, ușor evazat, prevăzut cu o toartă de la gât până la diametrul maxim al vasului. În partea opusă torții se află un decor avimorf, respectiv o pasăre cu penaj bogat, cu capul orientat spre spate. Sub pieptul păsării se află inscripționat anul 1801. Un decor care apare numai pe acest tip de ceramică este linia continuă șerpuită, probabil semnătura autorului. Cromatica: alb, albastru cobalt, cărămiziu. | Muzeul Municipal Mediaș, Mediaș        | Cimec    |
|      | Cahlă                                                                                               | Datare: Prima jumătate a secolului al XIX-lea Dimensiuni: AD: 3,6 Material: Piesa este modelată din lut prin presare manuală în tipar, ardere oxidantă | Cahlă de sobă cu rame laterale, dreptunghiulară, nesmălțuită, decor în relief cu motive ornamentale: geometrice, fitomorfe, florale și arhitecturale. În partea superioară a piesei este amplasat un portal, sprijinit pe două coloane. Colțurile superioare sunt decorate cu două inimi. Sub portal, la baza cahlei este amplasat un „arbore al vieții” stilizat, cu o rădăcină formată din două inimi. Din rădăcină se înalță o tulpină care se ramifică în patru volute spiralate, prevăzute la vârfuri cu câte o lalea. Ramura centrală este decorată în vârf cu o floare de lalea. Baza cahlei este decorată cu motive geometrice, un șir de triunghiuri, probabil o stilizare a rădăcinii pomului vieții. În registrul de inventar piesa aparține secolului al XVIII-lea. După o analiză detaliată aceasta aparține primei jumătăți a secolului al XIX-lea. | Complexul Național Muzeal Astra, Sibiu | Cimec    |
|      | Cahlă                                                                                               | Datare: A doua jumătate a secolului al XVII-lea Dimensiuni: AD: 5,2 Material: Piesa este modelată din lut prin presare manuală în tipar, ardere oxidantă | Cahlă de sobă cu rame laterale, dreptunghiulară, nesmălțuită, micasată, decor în relief cu motive ornamentale: florale, fitomorfe, arhitecturale, inscripții. Într-un medalion arcuit, așezat central, este dispusă orizontal o bandă lată decorată cu motive florale care împarte spațiul în două registre.În registrul superior sunt amplasate trei turnuri, flancate de câte o lalea. Turnul central prezintă pe acoperiș încă două turnulețe. Lângă turnurilor mici, lateral sunt inscripționate inițialele T și D. În registrul inferior, se află la bază o lalea din care se înalță pomul vieții alcătuit din lalele și frunze, precum și inițialele Z-D. În partea exterioară medalionului, pe cele două laturi, se observă câte un semiscut, alcătuit din șapte petale. Colțurile cahlei sunt decorate cu motive florale și fitomorfe. Literele de pe cahlă reprezintă probabil, inițialele olarului și ale comanditarului. | Complexul Național Muzeal Astra, Sibiu | Cimec    |
|      | Cahlă                                                                                               | Datare: Secolul al XVII-lea Dimensiuni: AD: 3,7 Material: Piesa este modelată din lut prin presare manuală în tipar, ardere oxidantă | Cahlă cu rame laterale, dreptunghiulară, decor brocart în relief și motive ornamentale: antropomorfe, fitomorfe și geometrice. Compoziția reprezintă două semicercuri care intersectează patru arcuri de cerc aflate în colțurile piesei. S-au obținut astfel mai multe casete decorate, lateral cu pomul vieții, iar central cu câte o rodie așezată pe frunze. | Complexul Național Muzeal Astra, Sibiu | Cimec    |
|      | Cahlă                                                                                               | Datare: Secolul al XVIII-lea Dimensiuni: AD: 3,5 Material: Piesa este modelată din lut prin presare manuală în tipar, ardere oxidantă | Cahlă fără rame laterale, dreptunghiulară, nesmălțuită, micasată, decor în relief cu motive ornamentale: geometrice, florale și fitomorfe. Decorul este încadrat într-un chenar simplu. În centrul cahlei este așezată crucea Sfântului Andrei, care împarte câmpul decorativ în patru casete triunghiulare, decorate uniform, cu un arbore al vieții alcătuit din frunze și flori care se înalță dintr-o floare cu trei petale. Unite, cele trei petale din cele patru casete redau central o floare mare alcătuită din 12 petale. Casetele laterale prezintă un arbore al vieții care se termina în vârf cu o floare cu patru petale, iar în celelalte casete un arbore al vieții care se termină în vârf cu o floare de lalea. | Complexul Național Muzeal Astra, Sibiu | Cimec    |
|      | Cahlă                                                                                               | Datare: Secolul al XVIII-lea Dimensiuni: AD: 4 Material: Piesa este modelată din lut prin presare manuală în tipar, ardere oxidantă | Cahlă de sobă cu rame laterale, părțile reliefate sunt pictate cu pensula cu albastru de cobalt. La baza cahlei este amplasat un vas în care este așezată o cunună de flori, în mijlocul căreia este situată floarea-soarelui. Aceasta este flancată de vrejuri cu frunze, direcționate în cele patru colțuri ale cahlei, la terminații având câte o lalea. Între cei doi lujeri din părțile superioare este așezat un semicerc punctat cu o floare la mijloc, iar pe cele două laturi câte două flori sugerate prin puncte. Întreaga compoziție este încadrată într-o ramă simplă. | Complexul Național Muzeal Astra, Sibiu | Cimec    |
|      | Cahlă                                                                                               | Datare: Secolul al XVIII-lea Dimensiuni: AD: 4,1 Material: Piesa este modelată din lut prin presare manuală în tipar, ardere oxidantă | Cahlă de sobă cu rame laterale, dreptunghiulară. În centrul piesei sunt amplasate patru casete romboidale și opt jumătăți de casete, care se întregesc pe cahlele alăturate. În interiorul casetelor este așezată câte o floare cu opt petale. Conturul casetelor este executat cu pensula cu albastru de cobalt. | Complexul Național Muzeal Astra, Sibiu | Cimec    |
|      | Cahlă                                                                                               | Datare: Secolul al XIX-lea Descoperit: jud. Sibiu, com. IACOBENI Dimensiuni: AD: 3,5 Material: Piesa este modelată din lut prin presare manuală în tipar, ardere oxidantă | Cahlă de sobă cu rame laterale, părțile reliefate sunt pictate cu pensula cu albastru de cobalt. La baza cahlei este amplasat un vas tip kantaros, cu două toarte, din care se înalță arborele vieții elenistic, alcătuit din doi lujeri care se orientează spre colțurile inferioare ale cahlei și se termină cu câte o lalea. Lujerul central se ramifică în două flori de floarea-soarelui ocupând spațiile laterale, iar alte două flori de lalea ocupă colțurile superioare ale piesei. Tulpina se termină în vârf cu o floare mare de lalea, înflorită. | Complexul Național Muzeal Astra, Sibiu | Cimec    |
|      | Cahlă                                                                                               | Datare: Secolul al XIX-lea Dimensiuni: AD: 4 Material: Piesa este modelată din lut prin presare manuală în tipar, ardere oxidantă | Cahlă de sobă cu rame laterale, pătrată, părțile reliefate sunt pictate cu pensula cu albastru de cobalt. La baza cahlei este amplasată o floare de lalea, din care se înalță arborele vieții stilizat, cu o tulpină spiralată, intersectată, din care pornesc șase lujeri care prezintă la terminații: două inimi, două flori cu petale multiple și trei lalele. În vârful arborelui vieții este redată o lalea, mică. Întreaga compoziție este încadrată într-o ramă simplă. | Complexul Național Muzeal Astra, Sibiu | Cimec    |
|      | Cahlă                                                                                               | Datare: Secolul al XVIII-lea Dimensiuni: AD: 4 Material: Piesa este modelată din lut prin presare manuală în tipar, ardere oxidantă | Cahlă de sobă cu rame laterale, părțile reliefate sunt pictate cu pensula cu albastru de cobalt. Compoziția reprezintă o variantă a brocartului, compusă dintr-un șir de casete, de formă neregulată, amplasate pe suprafața cahlei. Casetele sunt legate între ele printr-o tijă mică, fiind decorate cu câte o floare alcătuită din patru lalele mici. Lateralele sunt decorate cu jumătăți de casete, acestea întregindu-se cu următoarele cahle. | Complexul Național Muzeal Astra, Sibiu | Cimec    |
|      | Cahlă                                                                                               | Datare: Secolul al XVIII-lea Dimensiuni: AD: 4,8 Material: Piesa este modelată din lut prin presare manuală în tipar, ardere oxidantă | Cahlă de sobă cu rame laterale, părțile reliefate sunt pictate cu cornul cu albastru de cobalt. Compoziția reprezintă o variantă a brocartului, compus dintr-un șir de casete de formă neregulată, amplasate pe suprafața cahlei. În spațiile interioare ale casetelor este așezată câte o floare cu opt petale. Lateralele cahlei sunt decorate cu jumătăți de casete, restul acestora întregindu-se pe următoarele cahle. | Complexul Național Muzeal Astra, Sibiu | Cimec    |
|      | Cahlă                                                                                               | Datare: Secolul al XIX-lea Dimensiuni: AD: 3,5 Material: Piesa este modelată din lut prin presare manuală în tipar, ardere oxidantă | Cahlă cu rame laterale, dreptunghiulară. Un vas de formă conică, canelat este așezat la baza cahlei, din care se înalță un lujer de viță de vie, care în partea centrală a piesei se ramifică în două. Pe fiecare lujer ramificat este prins câte un ciorchine de strugure sub formă de inimă, iar deasupra ciorchinilor apare o cunună formată dintr-un șir de frunze. În fiecare colț al piesei este înscrisă câte un sfert dintr-o rozetă. Decorul piesei se întregește cu motivul de pe următoarele cahle. Compoziția este încadrată într-o ramă subțire. | Complexul Național Muzeal Astra, Sibiu | Cimec    |
|      | Cahlă                                                                                               | Datare: 1794 Dimensiuni: AD: 3,4 Material: Piesa este modelată din lut prin presare manuală în tipar, ardere oxidantă | Cahlă cu rame laterale, dreptunghiulară. În centrul piesei este amplasată o floare mare, în interiorul căreia este înscrisă o floare mai mică cu patru petale, în vârf cu câte o lalea mică. Floarea este încadrată într-o cunună alcătuită din flori și inimi. Patru flori din cunună sunt amplasate în cele patru colțuri ale piesei, iar patru inimi sunt așezate între flori. Jumătățile de flori care apar pe lateralele piesei se întregesc pe cahlele alăturate. Piesa este datată, cifrele fiind situate între inimi. | Complexul Național Muzeal Astra, Sibiu | Cimec    |
|      | Cahlă                                                                                               | Datare: A doua jumătate a secolului al XVIII-lea Dimensiuni: AD: 4,3 Material: Piesa este modelată din lut prin presare manuală în tipar, ardere oxidantă | Cahlă de sobă cu rame laterale, dreptunghiulară, nesmălțuită, decor în relief cu motive ornamentale: geometrice, fitomorfe, florale și arhitecturale. În partea superioară a piesei este amplasat un portal, sprijinit pe două coloane. Colțurile superioare sunt decorate cu două inimi. Sub portal, la baza cahlei este amplasat un „arbore al vieții” stilizat, cu o rădăcină formată din două inimi. Din rădăcină se înalță o tulpină care se ramifică în patru volute spiralate, prevăzute la vârfuri cu câte o lalea. Ramura centrală este decorată în vârf cu o floare de lalea. Baza cahlei este decorată cu motive geometrice, un șir de triunghiuri, probabil o stilizare a rădăcinii pomului vieții. | Complexul Național Muzeal Astra, Sibiu | Cimec    |
|      | Cahlă                                                                                               | Datare: Prima jumătate a secolului al XIX-lea Dimensiuni: AD: 3,2 Material: Piesa este modelată din lut prin presare manuală în tipar, ardere oxidantă | Cahlă cu rame laterale, dreptunghiulară. Compoziția reprezintă un vas de tip elenistic în care este așezat un buchet compus dintr-un lujer, situat central, care se ramifică spre colțurile cahlei, prevăzut la terminații cu câte trei frunze de salcâm, iar pe părțile laterale cu câte o floarea-soarelui. | Complexul Național Muzeal Astra, Sibiu | Cimec    |
|      | Cahlă                                                                                               | Datare: Secolul al XVIII-lea Dimensiuni: AD: 3,2 Material: Piesa este modelată din lut prin presare manuală în tipar, ardere oxidantă | Cahlă cu rame laterale, pătrată. Compoziția reprezintă un vas elenistic, în care este amplasat un buchet alcătuit din flori și frunze care ocupă întreg spațiul decorativ al cahlei. Buchetul este compus din șapte lujeri, din care patru pornesc spre colțurile cahlei, fiind prevăzuți la terminații cu câte trei frunze. Între grupurile de frunze, pe cele două laturi și partea superioară a cahlei, sunt amplasate trei flori de floarea-soarelui, hașurate în interior. | Complexul Național Muzeal Astra, Sibiu | Cimec    |
|      | Cahlă                                                                                               | Datare: Secolul al XVIII-lea Dimensiuni: AD: 3,7 Material: Piesa este modelată din lut prin presare manuală în tipar, ardere oxidantă | Cahlă cu rame laterale, dreptunghiulară. Compoziția reprezintă un portal deschis compus dintr-o arcadă semicirculară, specifică artei Renașterii, construită din bolțari. Arcada se sprijină pe doi piloni reprezentați schematic și amplasați pe cele două laturi ale piesei.În interiorul arcadei, la baza cahlei, este așezat un vas cu două toarte arcuite în care se află un buchet de flori. Acesta este compus din lujeri, frunze și cinci garoafe așezate în formă semicirculară, ocupând astfel spațiul central decorativ. Cele două colțuri superioare ale piesei sunt ornamentate cu câte o lalea mică înscrisă între doi lujeri în formă de arc. Întreaga compoziție este încadrată într-o ramă subțire. | Complexul Național Muzeal Astra, Sibiu | Cimec    |
|      | Cahlă                                                                                               | Datare: Secolul al XVIII-lea Dimensiuni: AD: 3,5 Material: Piesa este modelată din lut prin presare manuală în tipar, ardere oxidantă | Cahlă de sobă cu rame laterale. Compoziția reprezintă o variantă a brocartului, fiind alcătuită dintr-un șir de casete, de formă neregulată, amplasate vertical. Casetele sunt legate între ele cu o tijă mică dispusă orizontal. Interiorul casetelor este decorat cu grupuri de frunze de palmete. Marginile piesei prezintă jumătăți de casete, care se întregesc pe cahlele alăturate. | Complexul Național Muzeal Astra, Sibiu | Cimec    |
|      | Cahlă                                                                                               | Datare: Secolul al XVIII-lea Dimensiuni: AD: 4,5 Material: Piesa este modelată din lut prin presare manuală în tipar, ardere oxidantă | Cahlă cu rame laterale, dreptunghiulară. În centrul cahlei este amplasat un buchet floral alcătuit din patru lalele dispuse diametral, opus , intercalate de patru flori de garoafe. Din lalelele dispuse în partea superioară și inferioară a piesei pornesc, arcuit spre cele patru colțuri ale cahlei, patru lujeri cu frunze, având la terminații câte un „cocon”, plin cu sâmburi. | Complexul Național Muzeal Astra, Sibiu | Cimec    |
|      | Cahlă                                                                                               | Datare: Prima jumătate a secolului al XIX-lea Dimensiuni: AD: 3,6 Material: Piesa este modelată din lut prin presare manuală în tipar, ardere oxidantă | Cahlă cu rame laterale, dreptunghiulară. Compoziția reprezintă un vas de tip elenistic, în care este amplasat un buchet alcătuit din flori și frunze care ocupă întreg spațiul decorativ al cahlei. Buchetul este compus din nouă lujeri, din care patru pornesc spre colțurile cahlei, fiind prevăzuți la terminații cu câte o floare de lalea și margaretă. Cele două laturi și vârful copacului sunt decorate cu trei flori de lalea și două margarete. | Complexul Național Muzeal Astra, Sibiu | Cimec    |
|      | Cahlă                                                                                               | Datare: Secolul al XVIII-lea Dimensiuni: AD: 4 Material: Piesa este modelată din lut prin presare manuală în tipar, ardere oxidantă | Cahlă cu rame laterale, dreptunghiulară. Decorul cahlei reprezintă diverse motive fragmentate care prin unirea mai multor piese rezultă compoziția propriu-zisă. Pe suprafața cahlei este amplasată, marginal, o jumătate de rozetă încadrată de două laturi ale unui medalion și de un grup decorativ, compus din două volute peste care s-a așezat o inimă cu o frunză de palmetă. Pe cele două extreme laterale sunt înscrise jumătăți de flori de crizantemă, iar în cele două colțuri câte un sfert de rozetă din motivul lateral. | Complexul Național Muzeal Astra, Sibiu | Cimec    |
|      | Cahlă                                                                                               | Datare: Secolul al XIX-lea Descoperit: jud. Brașov, CODLEA Dimensiuni: AD: 3,7 Material: Piesa este modelată din lut prin presare manuală în tipar, ardere oxidantă | Cahlă cu rame laterale, dreptunghiulară. Compoziția reprezintă o formă a copacului vieții cu coroane duble stilizate. Astfel, la baza piesei este dispusă o lalea cu petalele în jos, din care se înalță doi copaci ai vieții. Primul, se înalță dintr-o inimă mică și este alcătuit din patru vrejuri care se termină, doi cu o floare de lalea și doi cu câte o rozetă. Al doilea arbore al vieții, se înalță tot dintr-o inimă mică și este alcătuit din cinci vrejuri: trei se termină cu câte o lalea și doi cu câte un boboc de floare. Întrega compoziție este încadrată de o ramă simplă, liniară. | Complexul Național Muzeal Astra, Sibiu | Cimec    |
|      | Halbă                                                                                               | Datare: 1752 Descoperit: jud. Sibiu, com. APOLDU DE SUS Dimensiuni: I: 18,1 Material: Piesa este modelată pe roata olarului, angobată, smălțuită, decorată cu cornul, arsă de două ori | Halbă, forma cilindrică evazată spre bază, gura cu buza spre interior, toarta plată, întoarsă la capăt într-o volută. Pe suprafața vasului este amplasat un decor floral („pomul vieții” care se înalță dintr-o inimă), alcătuit din cinci mere de granat, stilizate, redate prin linii subțiri și puncte, pictate cu cornul și colorate cu albastru de cobalt. De la bază pornesc două ramificații, apoi alte două și se termină cu un „măr” amplasat central. Între cele două ramuri, pe orizonată apar hașurate semne solare. La baza piesei apar două linii circulare, paralele, care se repetă și în partea superioară a vasului, la o distanță de aprox 2 cm, una de cealaltă. Decorul toartei prezintă motive geometrice. Pe fundul vasului apare datarea: ANO 1752. | Complexul Național Muzeal Astra, Sibiu | Cimec    |
|      | Halbă                                                                                               | Datare: 1746 Descoperit: jud. Sibiu, CISNĂDIOARA Dimensiuni: I: 19 Material: Piesa este modelată pe roata olarului, angobată, smălțuită, decorată cu cornul, arsă de două ori | Halbă, forma cilindrică evazată spre bază, gura cu buza spre interior, toarta plată, întoarsă la capăt într-o volută. Pe suprafața vasului este amplasat un decor floral („pomul vieții” care se înalță dintr-o inimă), alcătuit din cinci mere de granat, stilizate, redate prin linii subțiri și puncte unite între ele, pictate cu cornul și o lalea situată pe tulpina copacului încadrată de două motive solare. La baza piesei apar două linii circulare, paralele, care se repetă și în partea superioară a vasului, la o distanță de aprox 2 cm, una de cealaltă. Decorul toartei prezintă un zig-zag umplut cu puncte. Probabil piesa a avut capac de cositor (se observă în partea superioară, pe toarta o incizie circulară). Lateral, lângă toartă, piesa prezintă o stilizare a pomului vieții redat vertical prin spirale. În partea superioară a piesei, de-o parte și de alta a decorului floral este pictat anul 1746. | Complexul Național Muzeal Astra, Sibiu | Cimec    |
|      | Halbă                                                                                               | Datare: 1745 Descoperit: jud. Sibiu, CISNĂDIOARA Dimensiuni: I: 26,5 Material: Piesa este modelată pe roata olarului, angobată, smălțuită, decorată cu cornul, arsă de două ori | Halbă, forma cilindrică evazată spre bază, gura cu buza spre interior, toarta plată, întoarsă la capăt într-o volută. Pe suprafața vasului este amplasat un decor floral („pomul vieții” care se înalță din doua inimi, suprapuse), alcătuit din șapte mere de granat mari și patru mici, stilizate, redate prin linii subțiri și puncte unite între ele, pictate cu cornul cu albastru de cobalt și frunze așezate pe tulpina copacului. La baza piesei apar două linii circulare, paralele, care se repetă și în partea superioară a vasului, la o distanță de aprox 2 cm, una de cealaltă. Decorul toartei prezintă motive geometrice. Lateral, lângă toartă este așezat un pom al vieții stilizat alcătuit din spirale suprapuse. În parte superioară a piesei, de-o parte și de alta a decorului floral este pictat anul 17-45. | Complexul Național Muzeal Astra, Sibiu | Cimec    |
|      | Cană de vin                                                                                         | Datare: 1806 Descoperit: jud. Brașov, RUPEA Dimensiuni: I: 25,6 Material: Piesa este modelată pe roata olarului, angobată, smălțuită, decorată cu cornul, arsă de două ori | Cană piriformă prevăzută cu o toartă dreaptă. Suprafața decorativă a vasului este împărțită în cinci registre decorative dispuse orizontal. Partea superioară prezintă un decor geometric, redat prin linii verticale și unul floral stilizat. Registrul al treilea și cel de la bază prezintă motivul tablei de șah care încadrează decorul central, reprezentat printr-o redare dublă a „arborelui vieții” stilizat , separat de semilună și motivul solar. „Pomul vieții” este alcătuit din trei lalele și vrejuri, care se înalță dintr-o inimă. De-o parte și de alta a arborelui este pictat cu pensula subțire anul „1806”. Toarta prezintă motive geometrice. | Complexul Național Muzeal Astra, Sibiu | Cimec    |
|      | Farfurie                                                                                            | Datare: Secolul al XVIII-lea Descoperit: jud. Brașov, ZĂRNEȘTI Dimensiuni: I: 5,5; D: 28; AD: 3,5 Material: Piesa este modelată pe roata olarului, angobată, smălțuită, decorată cu cornul, arsă de două ori | Farfurie plată; pe fond albastru cobalt, ornamentația deasă este realizată cu cornul. Central este redat un pom al vieții, înclinat spre dreapta, alcătuit dintr-o ramificație: în stânga o garoafă, în dreapta, o lalea din care pornește în jos o garoafă și o frunză, iar central, înclinată spre dreapta, o garoafă și o lalea cu o frunză. Tulpina se continuă cu o frunză în partea stângă, mai sus o frunză, iar la stânga o garoafă. Laleaua din vârf se deschide între 2 frunze bine conturate. Marginea farfuriei prezintă o banda lată împărțită în trei registre, în primul și al treilea sunt pictate triunghiuri neregulate și puncte, iar in al doilea este redată o bandă lată albastră. În partea de jos, decorul în bandă este diferit de cel din partea de sus, fiind alcătuit din triunghiuri groase și subțiri cu flori realizate din puncte. | Complexul Național Muzeal Astra, Sibiu | Cimec    |
|      | Farfurie                                                                                            | Datare: Secolul al XIX-lea Descoperit: jud. Sibiu, SIBIU Dimensiuni: I: 4,9; D: 27,3 Material: Piesa este modelată pe roata olarului, angobată, smălțuită, decorată cu cornul, arsă de două ori | Farfurie adâncă, decor floral și geometric, pictat cu pensula subțire și cornul. Central este reprezentat un buchet mare, alcătuit din doi trandafiri albaștri, două margarete, pictate cu galben și albastru, iar din loc în loc, frunze verzi și maro. Marginea farfuriei prezintă între patru cercuri concentrice o linie vălurită continuă și un șir de frunze mici, stilizate, redate prin trei linii unite. | Complexul Național Muzeal Astra, Sibiu | Cimec    |
|      | Farfurie                                                                                            | Datare: Secolul al XVIII-lea Dimensiuni: I: 4,2; D: 23,8 Material: Piesa este modelată pe roata olarului, angobată, smălțuită, decorată cu cornul, arsă de două ori | Farfurie plată; ornamentația este realizată cu pensula groasă. Central este redat un motiv în cruce realizat din motive fitomorfe, ace de brad, intercalate cu câte o frunză stilizată. Marginea lată a farfuriei este decorată cu o bandă alcătuită din spirale, pictate cu pensula groasă, dispuse una după cealaltă. | Complexul Național Muzeal Astra, Sibiu | Cimec    |
|      | Farfurie                                                                                            | Datare: 1799 Descoperit: jud. Sibiu, com. APOLD Dimensiuni: D: 22,5; I : 2,5 Material: Piesa este modelată pe roata olarului, angobată, smălțuită, decorată prin tehnica sgraffito, arsă de două ori | Farfurie plată; pe fond albastru cobalt , decor realizat în tehnica sgraffito. Central este redată o rodie alcătuită din 16 boabe, 10 cu semințe și 6 hașurate, dispuse în 2 registre, separate de o linie. Sub linie 3 seminte cu puncte și 2 cu hașuri, iar deasupra liniei 3 cu hașuri, 4 cu puncte, 1 cu hașuri și 3 cu puncte. Tulpina este spiralată, alcătuită din vrejuri. Marginea farfuriei este decorată cu 4 brăduți, ce pornesc din câte 2 ace închise în cercuri. Lângă motivul floral apare inscripționat anul 1799. | Complexul Național Muzeal Astra, Sibiu | Cimec    |
|      | Farfurie                                                                                            | Datare: 1788 Descoperit: jud. Sibiu, SIBIU Dimensiuni: I: 4; D: 27; AD: 3,6 Material: Piesa este modelată pe roata olarului, angobată, smălțuită, decorată prin tehnica sgraffito, arsă de două ori | Farfurie plată, decor floral și avimorf. Central prezintă un motiv avimorf (pasăre cu capul îndreptat înainte cu penaj bogat, redat sub formă de solzi pe întreg corpul, în cioc are o „râmă”, un motiv specific ceramicii sgrafitate în albastru de cobalt). Deasupra păsării este redată o lalea. Sub pieptul păsării este inscripționat anul 1788, iar dedesubtul acestuia apare un motiv frecvent întâlnit pe ceramica de Saschiz, probabil semnătura meșterului. Pe marginea farfuriei sunt amplasate șapte lalele, cu tulpina redată printr-o spirală și cu bobocul deschis în sens invers acelor de ceasornic. | Complexul Național Muzeal Astra, Sibiu | Cimec    |
|      | Castron                                                                                             | Datare: Sfârșitul secolului al XVIII-lea Descoperit: jud. Sibiu, SIBIU Dimensiuni: D: 17,5; I: 3,5 Material: Piesa este modelată pe roata olarului, angobată, pictată cu pensula groasă și subțire, arsă de două ori | Castron concav cu marginea răsfrântă, terminată într-o muchie groasă, prevăzută cu două toarte rotunjite și largi, aplicate pe peretele exterior al piesei, sub buză. Pe fondul brun este pictat cu pensula groasă și subțire un motiv floral, „pomul vieții”. Tulpina acestuia este redată printr-o linie dreaptă, iar ramificațiile pornesc de la bază și se compun din: 2 „frunze” redate prin 2 linii scurte și groase; 2 lalele cu florile deschise. Tulpinile lalelelor sunt redate de o linie dublată de puncte. În vârful „pomului vieții” este așezat un boboc de lalea. Marginea piesei și toartele sunt pictate pe alocuri cu verde. | Complexul Național Muzeal Astra, Sibiu | Cimec    |
|      | Castron                                                                                             | Datare: Sfârșitul secolului al XVIII-lea - începutul secolului al XIX-lea Descoperit: jud. Sibiu, SIBIU Dimensiuni: D: 17; AD: 4 Material: Piesa este modelată pe roata olarului, angobată, pictată cu pensula groasă și subțire, arsă de două ori | Castron concav cu marginea răsfrântă, terminată într-o muchie groasă, prevăzută cu două toarte rotunjite și largi, aplicate dedesubt, paralel cu marginea; de culoare maro și „picate” din loc în loc cu verde. Piesa este smălțuită în maro închis, central fiind pictat cu pensula groasă un brăduț stilizat, cu „rădăcina” într-un punct, puțin distanțat de trunchi, situat în dreptul uneia dintre toarte; pe margine, în patru locuri, sunt aplicate cu pensula câte trei linii verzi. | Complexul Național Muzeal Astra, Sibiu | Cimec    |
|      | Halbă                                                                                               | Datare: A doua jumătate a secolului al XVIII-lea Descoperit: jud. Sibiu, CISNĂDIOARA Dimensiuni: I :16 Material: Piesa este modelată pe roata olarului, angobată, smălțuită, decorată prin tehnica sgraffito, arsă de două ori | Halbă, forma cilindrică, cu inel de susținere gros si nesmălțuit, toarta plată în formă de ureche, aproape cât înălțimea vasului, pereții concavi. Pe suprafața piesei este decorat în tehnica sgrafito un motiv floral: o floarea -soarelui mare ,hasurata, prevazută cu zece petale semicirculare hasurate în interior, intercalate de nouă petale ascuțite. Tulpina este redată stilizat prin puncte și linii sugerând frunzele florii. | Complexul Național Muzeal Astra, Sibiu | Cimec    |
|      | Ploscă                                                                                              | Datare: Secolul al XVIII-lea Dimensiuni: I: 16,8; D: 13,9; G: 3,5 Material: Piesa este modelată pe roata olarului, angobată, smălțuită, decorată prin pictare cu pensula groasă, arsă de două ori | Forma sferoidală, aplatizată, lucrată pe roata olarului, prevăzută la bază cu patru picioare mici, gura înaltă la cca 2,5 cm de corp și două „urechi” pentru prinderea curelei dispuse în partea superioară a piesei, pe marginea circulară, care prezintă un decor floral compus din lalele pictate cu pensula groasă în albastru de cobalt. Suprafețele circulare prezintă un motiv floral stilizat (o floare compusă din 6 petale umplute cu puncte și intercalate de 6 petale pictate cu albastru cobalt). Marginea suprafeței circulare este pictată cu motive florale: frunze și lalele înflorite. | Complexul Național Muzeal Astra, Sibiu | Cimec    |
|      | Ploscă                                                                                              | Datare: Secolul al XIX-lea Dimensiuni: I: 17,5; D: 12,5; G: 3,5 Material: Piesa este modelată pe roata olarului, angobată, smălțuită, decorată prin pictare cu pensula subțire și cornul, arsă de două ori | Forma circulară, aplatizată, lucrată pe roata olarului, prevăzută la bază cu patru picioare mici, gura înaltă la cca 3 cm de corp și două „urechi” pentru prinderea curelei dispuse în partea superioară a piesei. Ambele suprafețe circulare prezintă un motiv floral stilizat (un buchet floral alcătuit din flori și frunze), înscris într-un cerc subțire, maro și unul gros, care pornește din cel subțire. Buchetul este alcătuit dintr-o tulpină, care se ramifică și se termină cu trei boboci de lalea. Pe laterală, între cele două toarte apar, pe orizontală 16 linii maro. Gura piesei este angobată și smălțuită cu verde. | Complexul Național Muzeal Astra, Sibiu | Cimec    |
|      | Canceu                                                                                              | Datare: 1806 Descoperit: jud. Sibiu, SIBIU Dimensiuni: I: 18,6 Material: Piesa este modelată pe roata olarului, angobată, smălțuită, decorată prin pictare cu pensula subțire, arsă de două ori | Cănceu cu corpul bombat, gât înalt, și buză mărită, prevăzut cu o toartă dreaptă. De la corp la nivelul diametrului maxim este realizat un brâu galben, zimțat în relief. De la punctul de pornire al gâtului până la cca 4 cm. sub buză sunt dispuse încă trei brâie asemănătoare, reliefate. Pe suprafața dintre brâie sunt dispuse ornamente fitomorfe și florale, stilizate redate prin linii și puncte. Pornind de la buza cănceului, în primul registru sunte redate cu albastru „palmete” unite între ele; în registrul 2 apar 4 grupuri de câtre trei linii verzi; în cel de al treilea sunt redate palmete deschise, cu vârful în sus, de culoare albastră, iar în ultimul sunt redate, cu verde, motive florale puternic stilizate. În registrul de mijloc apare anul confecționării vasului: 1806, segmentat de o palmetă. | Complexul Național Muzeal Astra, Sibiu | Cimec    |
|      | Canceu                                                                                              | Datare: 1780 Descoperit: jud. Sibiu, com. SLIMNIC Dimensiuni: I: 25 Material: Piesa este modelată pe roata olarului, angobată, smălțuită, decorată prin tehnica sgrafito, arsă de două ori | Cănceu piriform prevăzut cu o toartă, gât alungit și ușor evazat, corpul bombat, toarta de la gât la diametrul maxim al vasului. În partea opusă torții vasul prezintă un motiv floral și fitomorf stilizat (decorul s-a realizat prin tehnica sgrafito, după uscatul angobei și înaintea primei arderi). Decorul este o compoziție complexă, încadrată pe verticală de două „vrejuri”, ce prezintă pe linia exterioară trei „frunze” mici, redate până la nivelul inscripționării anului. Compoziția este „delimitată” pe orizontală de inscripționarea anului 1780. În partea inferioară, între două „acolade” este redat „pomul vieții” pornind dintr-o inimă și separându-se în doi lujeri ce se termină în două lalele înflorite. Spațiul dintre cei doi lujeri este „hașurat”. Deasupra anului este amlasat un alt „pom al vieții” pornit tot dint-o inimă, dar care păstrează compoziția pe verticală terminându-se cu un lujer cu o floare de lalea.prezintă un „pom al vieții” stilizat, care izvorăște dintr-o inimă și este compus din doi lujeri și trei lalele, în mijloc fiind inscripționat anul: 1780. | Complexul Național Muzeal Astra, Sibiu | Cimec    |
|      | Canceu                                                                                              | Datare: 1796 Descoperit: jud. Sibiu, com. ROȘIA Dimensiuni: I: 19,8 Material: Piesa este modelată pe roata olarului, angobată, smălțuită, decorată prin tehnica sgrafito, arsă de două ori | Cănceu piriform prevăzut cu o toartă, gât alungit și ușor evazat, corpul bombat, toarta de la gât la diametrul maxim al vasului. În partea opusă torții vasul prezintă un motiv floral (o rodie stilizată redată prin semicercuri, care în interior prezintă câte un punct). „Rodia” este împărțită în două printr-un”brâu”format din două linii paralele segmentate pe vertical în 12 casete. În partea inferioară sunt redate, în trei rânduri câte 5, apoi 4 și în finla 3 semicercuri, umplute cu puncte. În partea superioară sunt redate, în patru rânduri, 4, apoi 3, 2 și 1 semicercuri umplute cu puncte. Rodia este executată prin sgrafitare, fond albastru cobalt. Tulpina, spiralată pe orizontală, este redată prin vrejuri stilizate. Sub motivul floral sunt inscripționate următoarele cifre: 796, care reprezintă anul confecționării. | Complexul Național Muzeal Astra, Sibiu | Cimec    |
|      | Canceu                                                                                              | Datare: Sfârșitul secolului al XVIII-lea Dimensiuni: I: 19,3 Material: Piesa este modelată pe roata olarului, angobată, smălțuită, decorată prin pictare cu pensula groasă, arsă de două ori | Cănceu piriform prevăzut cu o toartă, gât alungit și ușor evazat, corp pântecos, toarta dispusă de la gât la diametrul maxim al vasului. Pe fondul alb al piesei, decorul este dispus vertical, prin pictarea cu pensula groasă a opt benzi late de culoare brună, intercalate de șase linii verticale subțiri de culoare maro închis. În partea superioară și inferioară a cănceului sunt dispuse două linii înguste paralele. | Complexul Național Muzeal Astra, Sibiu | Cimec    |
|      | Canceu                                                                                              | Datare: Sfârșitul secolului al XVIII-lea - începutulu secolului al XIX-lea Descoperit: jud. Sibiu, SIBIU Dimensiuni: I: 21 Material: Piesa este modelată pe roata olarului, angobată, smălțuită, decorată prin pictare cu pensula groasă, arsă de două ori | Cănceu piriform prevăzut cu o toartă, gât alungit și ușor evazat, corp pântecos, toarta de la gât la diametrul maxim al vasului. Pe fondul maro închis este pictat cu pensula groasă, în verde intens, un pom al vieții stilizat, cu 2 ramificații. Din rădăcină pornește tulpina (intersectată pe orizontală de șapte frunzulițe), ce se termină cu o lalea deschisă, redată prin 3 petale (cea din dreapta unită de petala centrală, iar cea din stânga ușor distanțată). Prima ramificație pornește de la prima petală, și se termină cu o lalea înflorită; a doua ramificație pornește de la a patra frunzuliță de pe tulpină și se termină în 2 boboci de lalea (ramurile nu prezintă frunzulițe). Pe buza vasului, picior și toartă sunt pictate linii orizontale în verde intens. | Complexul Național Muzeal Astra, Sibiu | Cimec    |
|      | Canceu                                                                                              | Datare: Secolul al XVIII-lea Descoperit: jud. Sibiu, SIBIU Dimensiuni: I: 27,5 Material: Piesa este modelată pe roata olarului, angobată, smălțuită, decorată prin pictare cu pensula subțire și cornul, arsă de două ori | Cănceu cu corpul bombat, gâtul înalt și zvelt, prevăzut cu o toartă dreaptă. De la corp la nivelul diametrului maxim apare un brâu galben, zimțat în relief. De la punctul de pornire al gâtului până la cca 5 cm. sub buză sunt dispuse încă cinci brâie asemănătoare, lucrate manual, reliefate. Pe suprafața dintre brâie, ornament liniar cu excepția corpului și a părții superioare a gâtului unde apare ornamentul vegetal și motivul solzilor (preluat, probabil din ornamentica habană). | Complexul Național Muzeal Astra, Sibiu | Cimec    |
|      | Canceu                                                                                              | Datare: A doua jumătate a secolului al XVIII-lea Descoperit: jud. Sibiu, com. ȘELIMBĂR, BUNGARD Dimensiuni: I: 19,8 Material: Piesa este modelată pe roata olarului, angobată, smălțuită, decorată prin pictare cu pensula subțire și cornul, arsă de două ori | Cănceu cu corpul bombat, gâtul înalt și zvelt, prevăzut cu o toartă dreaptă. De la punctul de pornire al gâtului sunt dispuse patru brâie zimțate, reliefate: două de culoare verde și două galbene, care împart suprafața vasului în registre orizontale. Primul, prezintă motivul palmetei cu vârful în sus, intercalat de câte trei dungi orizontale. Al doilea prezintă sub brâul zimțat un șir de liniuțe verticale și palmete cu vârful în jos, alternând cu flori realizate din puncte. Sub brâul galben, vălurit, (amplasat la jumătatea gâtului, până la jumătatea „pântecului” cănii ) sunt dispuse două registre separate de un brâu verde: primul cu palmete mici, cu vârful în jos, alternând cu puncte, iar în cel de-al doilea un șir de liniuțe. Pântecul cănii are la diametrul maxim un brâu verde zimțat , ce îl separă în 2 registre. Cel de sus ornamentat cu „flori stilizate”, motivul palmetei pornind din 2 frunze umplute cu puncte și linii, iar cel de jos, motivul palmetei cu vârful în jos, care alternează cu liniuțe scurte. | Complexul Național Muzeal Astra, Sibiu | Cimec    |
|      | Canceu                                                                                              | Datare: Secolul al XVIII-lea Descoperit: jud. Sibiu, SIBIU Dimensiuni: I: 25,9 Material: Piesa este modelată pe roata olarului, angobată, smălțuită, decorată prin pictare cu pensula groasă, arsă de două ori | Cănceu piriform prevăzut cu o toartă, gât alungit și ușor evazat, corpul pântecos, toarta de la gât la diametrul maxim al vasului. Decorul este împărțit în șase registre cu motive florale( flori stilizate alcătuite din petale umplute cu o mulțime de puncte) și fitomorfe (vrejuri cu frunze ondulate), dispus vertical și pictat cu pensula groasă. În partea inferioară sunt redate linii drepte, paralele și vălurite intercalate de puncte. | Complexul Național Muzeal Astra, Sibiu | Cimec    |
|      | Canceu                                                                                              | Datare: 1848 Descoperit: jud. Sibiu, SIBIU Dimensiuni: I: 22,5 Material: Piesa este modelată pe roata olarului, angobată, smălțuită, decorată prin pictare cu pensula, arsă de două ori | Cănceu piriform prevăzut cu o toartă, gât alungit și ușor evazat, corpul bombat, toarta de la gât la diametrul maxim al vasului. În partea opusă torții vasul prezintă un motiv floral și avimorf:o pasăre supradimensionată așezată pe o floare și încadrată de buchete de flori, specifice acestui centru de olăit. Pasărea se sprijină pe o floare, redat într-o manieră deosebită, iar deasupra capului apare stilizat rădăcina pomului vieții despicat. Partea inferioară a piesei prezintă motivul tablei de șah. Întreaga compoziție este încadrată de două benzi late, galbene, dispuse la gura și baza vasului. În partea superioară, aproximativ la 4 cm de la gură este pictat cu pensula subțire anul 1848, segmentat de capul păsării. | Complexul Național Muzeal Astra, Sibiu | Cimec    |
|      | Canceu                                                                                              | Datare: Prima jumătate a secolului XIX-lea Descoperit: jud. Sibiu, com. TILIȘCA, ROD Dimensiuni: I: 20,3 Material: Piesa este modelată pe roata olarului, angobată, smălțuită, decorată prin pictare cu pensula și cornul, arsă de două ori | Cănceu piriform prevăzut cu o toartă, gât alungit și ușor evazat, corpul bombat, toarta dispusă de la gât la diametrul maxim al vasului. În partea opusă torții vasul prezintă un motiv floral, și anume o floare mare, așezată pe toată suprafața vasului, pictată cu cornul în albastru-cobalt, maro și verde. Motivul floral este încadrat de două frunze stilizate, alcătuite din linii drepte, subțiri în albastru cobalt, în mijloc pictate cu maro și galben. Compoziția decorativă este încadrată în partea superioară de trei linii subțiri albastre și o bandă, lată, maro, iar în partea inferioară de patru linii subțiri albastre și o bandă lată galbenă. Piciorul de susținere al vasului este pictat în maro. | Complexul Național Muzeal Astra, Sibiu | Cimec    |
|      | Canceu                                                                                              | Datare: Sfârșitul secolului al XVIII-lea - începutul secolului al XIX-lea Descoperit: jud. Sibiu, com. POIANA SIBIULUI Dimensiuni: I: 21,5 Material: Piesa este modelată pe roata olarului, angobată, smălțuită, decorată prin pictare cu pensula și cornul, arsă de două ori | Cănceu piriform prevăzut cu o toartă, gât alungit și ușor evazat, corpul bombat, toarta de la gât la diametrul maxim al vasului. În partea opusă torții vasul prezintă un motiv floral: pomul vieții alcătuit din două coroane suprapuse care se înalță dintr-o rădăcină bine înfiptă în pământ. De-o parte și de alta a decorului central apare un motiv floral identic redat prin 2 flori stilizate înconjurate de frunze. Întreaga compoziție este încadrată de două benzi late, maro, dispuse la gura și baza vasului. | Complexul Național Muzeal Astra, Sibiu | Cimec    |
|      | Canceu                                                                                              | Datare: Secolul al XIX-lea Descoperit: jud. Sibiu, com. RĂȘINARI Dimensiuni: I: 19,5 Material: Piesa este modelată pe roata olarului, angobată, smălțuită, decorată prin pictare cu pensula și cornul, arsă de două ori | Cănceu piriform prevăzut cu o toartă, gât alungit și ușor evazat, corpul pântecos, toarta de la gât la diametrul maxim al vasului. În partea opusă torții, vasul prezintă un motiv floral alcătuit dintr-un „pom al Vieții” ce se termină cu o floare mare, dispusă central, din care pornesc, sub formă de cruce, trei motive ce redau, din „buchete” de frunze, „pomul vieții”. Întreaga compoziție este încadrată de două benzi late, albastre, dispuse la gura și baza vasului. La gură, banda lată este încadrată de patru linii subțiri maro. Pe laterale, înspre toartă sunt reprezentate două „scări”, amplasate ușor oblic, iar între ele, chiar la baza torții este o roată. | Complexul Național Muzeal Astra, Sibiu | Cimec    |
|      | Canceu                                                                                              | Datare: Sfârșitul secolului al XVIII-lea - începutul secolului al XIX-lea Descoperit: jud. Sibiu, com. SADU Dimensiuni: I: 22,5 Material: Piesa este modelată pe roata olarului, angobată, smălțuită, decorată prin pictare cu pensula și cornul, arsă de două ori | Cănceu piriform prevăzut cu o toartă, gât alungit și ușor evazat, toarta dispusă de la gât la diametrul maxim al vasului. Suprafața vasului este decorat în registre: partea superioară este pictată cu o bandă lată maro, încadrată de două linii subțiri. Registrul al doilea este decorat cu trei grupuri a câte cinci linii orizontale dispuse sub forma unui triunghiu cu vârful în sus. Al treilea registru este situat pe gâtul vasului, delimitat de două șiruri de linii subțiri, paralele este decoart în zigzag cu linii duble subțiri, iar spațiile dintre triunghiurile formate sunt decorate cu „brăduți” verzi. Registrul central este împărțit pe verticală în trei casete, delimitate între ele printr-o bandă lată maro, încadrată între două linii subțiri. Casetele, două maro și una verde, sunt decorate cu un motiv floral. Partea inferioară a piesei reia decorul de la buză, terminându-se cu motivul spicelor. Piciorul este pictat în maro. | Complexul Național Muzeal Astra, Sibiu | Cimec    |
|      | Canceu                                                                                              | Datare: Secolul al XIX-lea Descoperit: jud. Bistrița-Năsăud, BISTRIȚA Dimensiuni: I: 23 Material: Piesa este modelată pe roata olarului, angobată, smălțuită, decorată prin pictare cu pensula și cornul, arsă de două ori | Cănceu piriform prevăzut cu o toartă, gât alungit, gura evazată. În partea opusă torții vasul prezintă un motiv floral, „pomul vieții” stilizat, redat prin 2 frunze, 2 flori, 2 frunze și „coroana” centrală redată prin 2 flori ce încadrează 3 frunze; între frunze apar 2 motive („brăduți”) realizate prin linii și puncte. Compoziția decorativă este pictată cu cornul în albastru și este încadrată, la buza cănceului de 2 linii subțiri albastre între care este pictată o dungă maro, iar la baza cănceului este reluat „brâul”, cu încadrarea între 2 mici benzi albastre. Pe laterale, pornind cam de la mijlocul „pântecului” cănceului se ridică spre baza torții un „spic” de grâu, redat cu puncte albastre. | Complexul Național Muzeal Astra, Sibiu | Cimec    |
|      | Canceu                                                                                              | Datare: Secolul al XIX-lea Descoperit: jud. Sibiu, com. SĂLIȘTE Dimensiuni: I: 23 Material: Piesa este modelată pe roata olarului, angobată, smălțuită, decorată prin pictare cu pensula, arsă de două ori | Cănceu piriform prevăzut cu o toartă, gât alungit și ușor evazat, toarta dispusă de la gât la diametrul maxim al vasului. Suprafața vasului este împărțită în două registre orizontale, separate la mijloc printr-o bandă lată și galbenă, încadrată de două linii subțiri maro. Decorul este realizat cu pensula cu linii în zig-zag, alternând albastru cu verde, dispuse în formă piramidală, una cu baza în sus, cea albastră și una cu baza în jos, cea verde. Buza piesei este decorată orizontal cu o bandă galbenă, una verde și încă una galbenă, separată de patru linii subțiri, maro. Baza este decorată tot pe orizontală, cu trei linii subțiri, maro, dispuse la o distanță egală de aproximativ 2-3 cm și o bandă de culoare verde. | Complexul Național Muzeal Astra, Sibiu | Cimec    |
|      | Canceu                                                                                              | Datare: Secolul al XIX-lea Descoperit: jud. Sibiu, com. SĂCĂDATE Dimensiuni: I: 22,5 Material: Piesa este modelată pe roata olarului, angobată, smălțuită, decorată prin pictare cu pensula și cornul, arsă de două ori | Cănceu piriform prevăzut cu o toartă, gât alungit. Pe fond de angobă albă este pictat cu cornul și pensula subțire un motiv floral dispus în trei registre orizontale. Registrul central este separat de cele două prin linii paralele, in interiorul cărora apar motive florale și fitomorfe sugerate prin puncte și linii mici în formă de ace de brad. Partea superioară prezintă șapte linii pictate cu pensula în albastru cobalt, iar una mai lată pictată cu verde și un motiv floral, stilizat. La bază, prezintă cinci linii subțiri pictate cu pensula în albastru cobalt și o linie mai lată în maro, iar decorul este compus dintr-o cunună alcătuită din flori și lujeri. | Complexul Național Muzeal Astra, Sibiu | Cimec    |
|      | Canceu                                                                                              | Datare: 1795 Dimensiuni: Î: 24,5 cm Material: lut, angobă, smalț, coloranți; modelat la roată, sgrafitat, ardere oxidantă | Cănceu piriform prevăzut cu o toartă, gât alungit și ușor evazat, corpul bombat, toarta de la gât la diametrul maxim al vasului. În partea opusă torții, vasul prezintă un motiv avimorf (pasăre cu capul întors pe spate cu penaj bogat redat sub formă de solzi pe întreg corpul). Decorul este executat prin sgrafitare, fond albastru-cobalt. Sub pieptul păsării este inscripționat anul 1795. Sub an, apare un motiv frecvent întâlnit pe ceramica de Saschiz, probabil semnătura meșterului. | Colecții particulare, Sibiu            | Cimec    |
|      | Canceu                                                                                              | Datare: 1796 Dimensiuni: Î: 20,7 cm Material: lut, angobă, smalț, coloranți; modelat la roată, sgrafitat, ardere oxidantă | Cănceu piriform prevăzut cu o toartă, gât alungit și ușor evazat, corpul bombat, toarta de la gât la diametrul maxim al vasului. În partea opusă torții vasul prezintă un motiv floral stilizat (o rodie cu unele semințe hașurate, iar altele cu câte un punct în mijloc), executat prin sgrafitare, fond albastru-cobalt. Tulpina spiralată dă viață ornamentului. Lângă motivul floral este inscripționat anul 1796. | Colecții particulare, Sibiu            | Cimec    |
|      | Canceu                                                                                              | Datare: 1791 Dimensiuni: Î: 19 cm Material: lut, angobă, smalț, coloranți; modelat la roată, sgrafitat, ardere oxidantă | Cănceu piriform prevăzut cu o toartă, gât alungit și ușor evazat, corpul bombat, toarta de la gât la diametrul maxim al vasului. Ansamblul decorativ este dispus în trei registre orizontale care redau motive florale și geometrice stilizate. Registrul dinspre buza vasului prezintă motive florale, lalele, intercalate de 4 linii încrucișate. Registrul din mijloc redă un motiv geometric reprezentând două semicercuri unite la mijloc cu o linie, motiv dispus de jur împrejurul vasului. Registrul situat la baza cănceului redă motive geometrice (semicercuri) între care sunt inscipționate cifrele 17 și 91, dar și motive florale (laleaua). | Colecții particulare, Sibiu            | Cimec    |
|      | Canceu                                                                                              | Datare: 1798 Dimensiuni: Î: 21 cm Material: lut, angobă, smalț, coloranți; modelat la roată, sgrafitat, ardere oxidantă | Cănceu piriform prevăzut cu o toartă, gât alungit și ușor evazat, corpul bombat, toarta de la gât la diametrul maxim al vasului. În partea opusă torții vasul prezintă un motiv avimorf (pasăre cu capul îndreptat înainte cu penaj bogat, redat sub formă de solzi pe întreg corpul). Decorul este executat prin sgrafitare, fond albastru-cobalt. Sub pieptul păsării este inscripționat anul 1798. Sub an apare un motiv frecvent întâlnit pe ceramica de Saschiz, probabil semnătura meșterului. | Colecții particulare, Sibiu            | Cimec    |
|      | Halbă                                                                                               | Datare: 1746 Dimensiuni: Î: 20,5 cm Material: lut, angobă, smalț, coloranți; modelat la roată, pictat cu pensula subțire, ardere oxidantă | Humpen, forma cilindrică evazată spre bază, gura cu buza spre interior, toarta plată, întoarsă la capăt într-o volută. Pe suprafața vasului este amplasat un decor floral (pomul vieții care se înalță dintr-o inimă), alcătuit din cinci fire de garoafă, stilizate, redate prin linii subțiri unite între ele, pictate cu pensula subțire cu albastru de cobalt. La baza humpenului apare motivul acelor de brad. Decorul toartei prezintă motive geometrice. În partea superioară a humpenului, de-o parte și de alta a decorului floral este pictat anul 17-46. | Colecții particulare, Sibiu            | Cimec    |
|      | Farfurie                                                                                            | Datare: 1796 Dimensiuni: D: 21,3 cm; AD: 2,2 cm Material: lut, angobă, smalț, coloranți; modelat la roată, sgrafitată, ardere oxidantă | Farfurie plată; fond albastru-cobalt; decor floral, stilizat artistic realizat în tehnica sgraffito (floarea-soarelui alcătuită dintr-o succesiune de elemente: spirala și raza soarelui). Floarea-soarelui este alcătuită din două registre: cel din exterior, din spirale succesive intercalate de raze, iar cel din mijloc este alcătuit din patru spirale care radiază spre exterior. Tulpina este redată prin dizolvarea motivelor preluate din natură în linii vălurite și spirale. Sub corola florii este inscripționat anul 1796. | Colecții particulare, Sibiu            | Cimec    |
|      | Farfurie                                                                                            | Datare: 1804 Dimensiuni: D: 22,7 cm; AD: 2,7 cm Material: lut, angobă, smalț, coloranți; modelat la roată, sgrafitată, ardere oxidantă | Farfurie plată; pe fond albastru-cobalt, decor realizat în tehnica sgraffito. Central este redată o rodie alcătuită din nouă boabe, fiecare conținând semințe redate prin hașurare. Tulpina este spiralată, alcătuită din vrejuri și un boboc mic de rodie. Marginea farfuriei este decorată cu motivul acelor de brad. Lângă motivul floral apare inscripționat anul 1804. | Colecții particulare, Sibiu            | Cimec    |
|      | Farfurie                                                                                            | Datare: 1806 Dimensiuni: D: 21,7 cm; AD: 2,5 cm Material: lut, angobă, smalț, coloranți; modelat la roată, sgrafitată, ardere oxidantă | Farfurie plată; pe fond albastru de cobalt s-a realizat în tehnica sgraffito un decor floral, stilizat artistic, sub formă de inimă cu contur alcătuit din linii vălurite. Interiorul inimii este decorat cu patru spirale unite prin patru raze ale soarelui. Tulpina este spiralată, alcătuită din vrejuri și un boboc mic de rodie. Marginea farfuriei este decorată cu spirale. Sub motivul floral central este inscripționat anul 1806. | Colecții particulare, Sibiu            | Cimec    |
|      | Vas                                                                                                 | Datare: 1803 Dimensiuni: D: 21 cm; AD: 5,9 cm Material: lut, angobă, smalț, coloranți; modelat la roată, pictat cu pensula groasă, ardere oxidantă | Castron concav cu două toarte; pe fond maro închis este pictat în verde cu pensula groasă un decor floral (pomul vieții stilizat alcătuit din trei lalele). Marginea castronului este decorată cu șase grupuri de câte cinci linii paralele verticale. De-o parte și de alta a motivului floral, la bază, este inscripționat anul 18-03. | Colecții particulare, Sibiu            | Cimec    |
|      | Cahlă                                                                                               | Datare: 1/2 sec. XVIII Dimensiuni: A: 3,5 cm Material: lut; nisip; caolin; oxid de cupru; smalț; modelat manual; presare în tipar; ardere oxidantă | Cahlă de formă pătrată; în spațiul central, între cele două coloane este amplasat un leu, ridicat în două labe, cu gura întredeschisă din care iese limba ascuțită. Labele din față sunt întinse pe orizontală, coada este despicată în trei. Laba dreaptă, din spate, este așezată pe un soclu, fiind flancată de literele G și Z. În colțul stâng inferior este amplasată pe verticală, o pasăre cu aripile închise. Spațiile rămase libere sunt decorate cu flori și frunze. | Complexul Național Muzeal Astra, Sibiu | Cimec    |
|      | Cahlă Autor: Diak, Ștefan                                                                           | Datare: 2/2 sec. XVII Dimensiuni: A: 3 cm Material: lut; nisip; modelat manual; presare în tipar; ardere oxidantă | Cahlă dreptunghiulară. În centrul piesei este amplasată în adâncime o nișă, în interiorul căreia se observă o floare mică și inscripția: DIAK ISTVAN KEZITI ISTEN SEGEDEMEBÖL, KÖSZVEN (DIAK ISTVAN A FĂCUT CU AJUTORUL LUI DUMNEZEU, MULȚUMESC). Părțile exterioare ale nișei sunt flancate de meandre mari cu frunze și jumătăți de floare. Compoziția nu este închisă, prezentând pe laterale o bandă plată, decorată tot cu motive florale și fitomorfe. | Complexul Național Muzeal Astra, Sibiu | Cimec    |
|      | Cahlă cu nodus                                                                                      | Datare: 1726 Dimensiuni: Î: 22 cm Material: lut; nisip; smalț de cositor; cobalt; antimoniu; modelat manual; presare în tipar; modelat la roată; ardere oxidantă | Cahlă cu nodus compusă din două părți: baza triunghiulară, presată în tipar, iar partea superioară de formă ovoidală este lucrată pe roata olarului. Pe suprafața piesei s-a aplicat un strat de smalț de cositor combinat cu albastru de cobalt. Partea superioară este pictată cu pensula în alb și galben și decorată cu un buchet format din flori, frunze și lujeri. Baza triunghiulară este încadrată într-o ramă în trei trepte, având inscripționate cifrele 1726 – probabil anul confecționării piesei. | Complexul Național Muzeal Astra, Sibiu | Cimec    |
|      | Cahlă                                                                                               | Datare: 1717 Dimensiuni: A: 5 cm Material: lut; nisip; smalț de cositor; cobalt; modelat manual; presare în tipar; ardere oxidantă | Cahlă dreptunghiulară. Compoziția reprezintă un medalion pătrat format din spini, decorat la colțuri cu câte o inimă. Central este amplasat un vultur bicefal cu aripile deschise. Pe cap are o coroană, iar de-o parte și alta a acestuia sunt inscripționate literele G-M. Picioarele vulturului sunt depărtate. În gheara dreaptă ține un sceptru, iar în cea stângă o sabie. Puțin mai jos, de-o parte și de alta a cozii este inscripționat anul 1717, acesta reprezentând probabil anul confecționării cahlei. | Complexul Național Muzeal Astra, Sibiu | Cimec    |
|      | Cahlă                                                                                               | Datare: 2/2 sec. XVIII Dimensiuni: A: 5 cm Material: lut; nisip; caolin; smalț de cositor; smalț de plumb; cobalt; modelat manual; presare în tipar; ardere oxidantă | Cahlă dreptunghiulară. Pe cele două laterale ale piesei sunt așezate două coloane, ușor conice, care au la terminații capiteluri formate din lalele. Între cele două coloane, central, este amplasat un grup ornamental compus din patru frunze mari, prevăzute la vârf cu meandre așezate în forma literei „X”. La cele patru extremități ale grupului de frunze se află câte o lalea mare, care domină întreg ansamblul decorativ. | Complexul Național Muzeal Astra, Sibiu | Cimec    |
|      | Cahlă                                                                                               | Datare: 1804 Dimensiuni: A: 4,5 cm Material: lut; nisip; caolin; smalț; cobalt; modelat manual; presare în tipar; ardere oxidantă | Cahlă pătrată. Decorul piesei este conceput în trei registre orizontale. În registrul superior, central este așezată o coroană flancată de inscripția AN și NO. În registrul din mijloc, este amplasat central un motiv decorativ conceput dintr-un „X” mare, cursiv, compus din meandre împletite în opturi, flancat lateral de literele G și P. Registrul din partea inferioară prezintă anul confecționării piesei 1804. Piesa face parte dintr-o sobă întreagă, compusă din 54 de piese. | Complexul Național Muzeal Astra, Sibiu | Cimec    |
|      | Cahlă                                                                                               | Datare: 2/2 sec. XVIII Dimensiuni: A: 3 cm Material: lut; nisip; caolin; smalț de cositor; smalț incolor de plumb; cobalt; modelat manual; presare în tipar; ardere oxidantă | Cahlă dreptunghiulară; compoziția reprezintă un ansamblu fitomorf specific stilului baroc. Pe suprafața cahlei este amplasat un medalion romboidal realizat din mai multe S-uri, în care sunt așezate central, în formă de cruce, patru frunze de acant și o rozetă. Din medalion pornesc spre cele patru colțuri ale cahlei patru frunze mari de acant, care sunt prevăzute pe extremități cu câte un cocon plin cu sâmburi. | Complexul Național Muzeal Astra, Sibiu | Cimec    |
|      | Cahlă                                                                                               | Datare: 2/2 sec. XVIII Dimensiuni: A: 4 cm Material: lut; nisip; caolin; smalț mixt; albastru cobalt; modelat manual; presare în tipar; ardere oxidantă | Dreptunghiulară, pe două laterale ale piesei este amplasată câte o coloană cu piedestal și capitel, deasupra cărora este așezată o floare de lalea. În spațiul dintre cele două coloane este redat pomul vieții de tip elenistic, compus dintr-un pocal, în care este așezat un buchet de flori. Pocalul este flancat de două frunze de acant care ocupă spațiile dintre cele două colțuri inferioare. Buchetul este format dintr-un lujer central, din care pornesc lateral cinci garoafe, două flori de lalea și patru frunze de acant. | Complexul Național Muzeal Astra, Sibiu | Cimec    |
|      | Coronament de sobă                                                                                  | Datare: 2/2 sec. XIX Dimensiuni: Î: 9 cm; A: 4 cm Material: lut; nisip; caolin; smalț; cobalt; modelat manual; presare în tipar; ardere oxidantă | Coronament de sobă, dreptunghiular, partea superioară a piesei este decupată manual în valuri. Pe suprafața cahlei s-a amplasat central o floarea-soarelui, iar pe cele două extremități laterale sunt dispuse două jumătăți de floarea-soarelui, care se întregesc cu coronamentul alăturat. La baza piesei este creat un decor alcătuit dintr-un șir de semicercuri cu câte un con mic. | Complexul Național Muzeal Astra, Sibiu | Cimec    |
|      | Cahlă de colț                                                                                       | Datare: 1/2 sec. XVIII Dimensiuni: Î: 21 cm; A: 9 cm Material: lut; nisip; caolin; smalț de cositor; albastru cobalt; modelat manual; presare în tipar; ardere oxidantă | Cahlă de colț cu rame laterale și colțul teșit. Pe suprafața piesei s-a aplicat un prim strat de smalț alb de cositor, peste care, pe anumite porțiuni, s-a aplicat în fază crudă, albastru de cobalt. Prin întrepătrunderea celor doi pigmenți s-a obținut un decor marmorat. | Complexul Național Muzeal Astra, Sibiu | Cimec    |
|      | Cahlă                                                                                               | Datare: A doua jumătate a secolului al XVII-lea Dimensiuni: A: 3,5 cm Material: lut de cahle, nisip, mică; modelată în tipar, ardere oxidantă | Cahă dreptunghiulară. Compoziția este înscrisă în două registre. În registrul inferior apare un serafim cu două aripi desfăcute, pe cap cu o coroană din frunze, iar în jurul gâtului cu un șir de perle. Pe cele două laturi ale acestui registru este amplasată câte o coloană. În registrul superior, deasupra coroanei, se observă o inimă din care se desprind două frunze de stejar cu o floare în mijloc. Cele două laturi ale acestui registru sunt decorate cu câte o margaretă. Compoziția este încadrată într-o ramă simplă, ușor convexă. Cromatica: cărămiziu. | Complexul Național Muzeal Astra, Sibiu | Cimec    |
|      | Humpen                                                                                              | Datare: 1740 Dimensiuni: Î = 21 cm Material: lut, smalț de plumb, coloranți, cositor; modelat la roată, pictat cu pensula, capacul aplicat în atelier specializat, ardere oxidantă | Humpen cu capac de cositor de formă cilindrică, inel de susținere îngust și larg, gura cu buza spre interior, toarta plată, întors la capăt într-o volută. Pe suprafața vasului este amplasat un decor floral, alcătuit din cinci fire de garoafă, stilizate, pictate cu pensula subțire cu albastru de cobalt. Decorul toartei reprezintă motive antropomorfe (linii) și geometrice (spirale). În partea superioară a humpenului, sub capac este pictat 17-40. Capacul este gravat cu motive florale și lucrat într-un atelier urban. Cromatica: cărămiziu, alb, albastru. | Complexul Național Muzeal Astra, Sibiu | Cimec    |
|      | Cană                                                                                                | Datare: 1833 Dimensiuni: Î: 31 cm Material: lut, angobă, smalț, coloranți; modelată la roata olarului, pictată cu pensula groasă și subțire, ardere oxidantă | Cană de vin, piriformă, cu gât scurt, evazat mult, gura bilobată, corpul bombat, prevăzut cu o toartă de susținere. Decorul este executat cu albastru pe angobă albă, format din cinci registre cu motive geometrice (tabla de șah, triunghiuri, linii șerpuite, puncte) și vegetale (flori, frunze, vreji). Cromatica: cărămiziu, alb, albastru. | Complexul Național Muzeal Astra, Sibiu | Cimec    |
|      | Canceu                                                                                              | Datare: 1795 Dimensiuni: Î = 20,5 cm Material: lut, smalț, coloranți; modelat la roată, sgrafitat, ardere oxidantă | Canceu piriform prevăzut cu o toartă, gât alungit și ușor evazat, corpul bombat, toarta de la gât la diametrul maxim al vasului. În partea opusă torții vasul prezintă un decor vegetal (ciorchine de strugure și lalele), executat prin sgrafitare, fond albastru cobalt. Sub motivul floral este inscripționat anul 1795. Cromatica: cărămiziu, alb, albastru. | Complexul Național Muzeal Astra, Sibiu | Cimec    |
|      | Ștergar                                                                                             | Datare: 1778 Material: cânepă, lână, țesut în două ițe, brodat în cruci, lanț și plat | Fragment de ștergar alcătuit dintr-o foaie de țesătură brodată pe toată suprafața cu motivul "pomul vieții", compus din ghiveci, motive florale, motive avimorfe: pasăre; broderie în cruci, plat și lanț. Datat 1778. Cromatica: alb, maro. | Complexul Național Muzeal Astra, Sibiu | Cimec    |
|      | Placă                                                                                               | Datare: 1707 Material: lemn brad, vopsele de ulei | Placă de formă dreptunghiulară cu o ramă înălțată de jur împrejur. Decorul este amplasat pe toată suprafața piesei în patru dreptunghiuri ornamentale dispuse lateral, simetric două câte două. În interiorul dreptunghiurilor sunt pictate flori stilizate de diferite culori, roșu, galben, verde, ocru. Central este amplasat un dreptunghi ornamentat cu o coroană care circumscrie o stea în șase colțuri. Deasupra și dedesubtul ornamentului în formă de coroană se află o inscripție în gotică și anul 1707. Fondul piesei este bleumarin și bleu - cele patru dreptunghiuri - și alb - dreptunghiul central. | Complexul Național Muzeal Astra, Sibiu | Cimec    |
|      | Cot                                                                                                 | Datare: 1764 Material: lemn de fag | Piesă de formă dreptunghiulară pe care sunt incizate alternativ motive antropomorfe - patru inimi, motive geometrice - rozete, motive florale - lalele. Pe suprafața piesei este inscripția: KP A IIU Ano 1764. | Complexul Național Muzeal Astra, Sibiu | Cimec    |
|      | Masă cu ladă                                                                                        | Datare: 1859 Dimensiuni: I: 79 Material: lemn de brad, fier forjat, culori din ulei | Masa este prevăzută cu o placă pătrată care glisează pe două glisiere. Sub placă se află un spațiu de depozitare de forma unei cutii paralelipipedice. Accesul la acest spațiu se face doar prin glisarea tăbliei. Sub tăblie, în părțiele laterale, se mai află și două sertărușe detașabile. În partea inferioară, sub cutie, masa este prevăzută cu un sertar foarte mare, pictat, care glisează pe două glisiere. Cele patru picioare ale mesei unite printr-un cadru dreptunghiular. Masa are o încuietoare vizibilă printr-o aplică din fier forjat și un inel din metal, montat pe un sertar pentru a-i facilita deschiderea sertarului. Fondurile piesei diferă în funcție de diferitele suprafețe ale acesteia: verde și maro. Decorul provine prin pictarea compactă a suprafețelor cu motive florale puternic stilizate: lalele, garoafe, trandafiri, margarete. Cromatica: verde, galben, roșu, ocru, alb. Pe sertarul din partea inferioară pictat cu alb anul 1859. | Complexul Național Muzeal Astra, Sibiu | Cimec    |
|      | Casetă                                                                                              | Datare: 1790 Dimensiuni: I: 23 Material: lemn de brad | Casetă de formă paralelipipedică, vopsită pe fond maro. Pe capac sunt pictate, pornind din cele patru colțuri floricele albe cu pistile roșii, iar la centru o floare albă cu patru petale și o pistilă roșie. Pe pereții laterali sunt amplasați, central, câte un buton de culoare roșie. Unul din butoni se poate demonta, scoțându-se peretele lateral. Pe una din părțile laterale sunt inscripționate, central, literele K K iar pe partea opusă literele M. K. și anul 1790, încadrat într-un chenar roșu. | Complexul Național Muzeal Astra, Sibiu | Cimec    |
|      | Tipar de cofetar                                                                                    | Datare: 1814 Dimensiuni: GR: 3 Material: lemn de paltin | Piesă de formă paralelipipedică cu decor amplasat doar pe una din fețe: este incizată o inimă care prezintă motive antropomorfe - fată și băiat, motive fitomorfe - pomul vieții, motive geometrice, motive avimorfe - două păsări. Aceste elemente formează un pom al vieții. Băiatul și fata poartă o altă inimă din care pornește un alt pom al vieții. Piesa poartă următoarea inscripției: 18 Lukas "Schuch" 14. | Complexul Național Muzeal Astra, Sibiu | Cimec    |
|      | Dulap de perete                                                                                     | Datare: 1836 Dimensiuni: I: 117; GR: 49 Material: lemn de brad, fier, vopsele | Dulap de formă paralelipipedică, prevăzut pe latura frontală cu o ușă amplasată central, fixată cu două balamale. În partea superioară este prevăzut cu un mic sertar pe care este inscripționat anul 1836. Ușa este pictată, în două registre, cu motivul arborelui vieții (garoafă, lalea). Restul suprafeței, pe fond gri, este decorată cu buchete de flori dispuse simetric, de-o parte și de alta a ușii. În partea superioară este fixată o scândură sculptată ce formează triunghiuri. | Complexul Național Muzeal Astra, Sibiu | Cimec    |
|      | Armăroaie                                                                                           | Datare: 1837 Dimensiuni: I: 154; GR: 42 Material: lemn de brad, vopsele de ulei, feronerie | Dulap de formă prismatică, confecționat din scânduri de lemn de brad. În partea superioară este prevăzut cu două ușițe din sticlă, prinse în balamale de fier. Prin deschiderea acestora avem acces la un spațiu utilizat pentru expunerea ceramicii. Deasupra acestor ușițe se află o scândură dantelată. Central se află o ușiță prinsă în balamale de fier, prin deschiderea căreia ne este permis accesul spre un alt spațiu de depozitare împărțit în două părți printr-o portiță. Dedesubtul acestei ușițe apare inscripția "Georgius Kannes Catarina Kannes, Anno 1837". Suprafața colțarului este pictată pe fond verde, având un decor naturalist, cu motive florale - garoafa și fitomorfe - pomul vieții. Cromatica: roșu, galben, verde, negru. | Complexul Național Muzeal Astra, Sibiu | Cimec    |
|      | Scaun                                                                                               | Datare: 1861 Dimensiuni: I: 95 Material: lemn de brad | Piesă de formă dreptunghiulară (șezutul și spătarul), cu patru picioare, dispuse evazat. Spătarul prezintă un profil ușor curbat în partea terminală. Decor cu ornamente: florale - motivul ghiveciului cu flori, dispus central, pe spătar; și motive florale combinate cu ornamente geometrice (pe șezutul scaunului). | Complexul Național Muzeal Astra, Sibiu | Cimec    |
|      | Pat                                                                                                 | Datare: 1862 Dimensiuni: I: 157 Material: lemn de brad, vopsea de ulei | Piesă de formă paralelipipedică, cu unul din capete înălțate printr-o scândură conică. Latura frontală e prevăzută cu două lăzi rabatabile, care, prin tragere, măresc capacitatea funcțională a patului. Este realizat prin pictare cu pensula a suprafeței lemnului, cu motive florale, încadrate în medalioane ovale și dreptunghiulare. Pe capul supraînălțat, prin pictare cu pensula apare "ANNO 1862". Cromatica: fond albastru închis; roșu, alb, galben, ocru. | Complexul Național Muzeal Astra, Sibiu | Cimec    |
|      | Krugelrahmen                                                                                        | Datare: Sfârșitul sec. al XIX-lea Material: lemn de brad, vopsele de ulei | Cuier pictat cu motive florale încadrate pe laterale. Pe acesta cănceele și farfuriile de ceramică și cositor își au rolul lor bine definit. Confecționat dintr-o scândură de lemn de brad, cuierul de vase este pictat cu motive florale viu colorate. Pe scândură sunt fixate cuie pentru căncee, iar în partea superioară este prinsă o stinghie pe care se sprijină farfuriile. | Complexul Național Muzeal Astra, Sibiu | Cimec    |
|      | Blidar                                                                                              | Datare: Sfârșitul sec. al XIX-lea Dimensiuni: I: 65; G: 2 Material: lemn de brad | Blidar de dimensiuni reduse pe care se pot atârna numai două blide; partea de jos este prevăzută cu un sertar vopsit în verde și pictat cu flori; sertarul deține un buton; piesa este pictată cu flori puternic stilizate; cromatica: verde, roșu, alb, albastru, galben. | Complexul Național Muzeal Astra, Sibiu | Cimec    |
|      | Blidar                                                                                              | Datare: 1870 Dimensiuni: I: 88; G: 3 Material: lemn de brad | Blidar foarte îngust în care încape un singur rând de farfurii. Partea inferioară are un sertăraș prevăzut cu un buton. Fondul verde al piesei este decorat cu motive florale și fitomorfe. Cromatica: verde, roșu, alb, galben, negru. | Complexul Național Muzeal Astra, Sibiu | Cimec    |
|      | Cuier de ulcioare                                                                                   | Datare: 1833 Dimensiuni: I: 33 Material: lemn de brad, vopsea de ulei | Confecționat dintr-o scândură de lemn de brad, cuierul este prevăzut cu o sprijinitoare în partea superioară pe care sunt pictate flori stilizate. Pe scândură sunt fixate cuie pentru etalarea cănceelor. | Complexul Național Muzeal Astra, Sibiu | Cimec    |
|      | Armăroaie                                                                                           | Datare: Sec. al XVIII-lea Dimensiuni: I: 141 Material: lemn de brad, fier, vopsea de ulei | Piesa este prevăzută cu două etajere în partea superioară și o ușiță la mijloc. Pe ușiță în partea superioară este scris cu vopsea de ulei: "VIVAT EAS DIE EVA hat unter ihren Feigenblat". Pe margini sunt pictate două personaje care cântă la clarinet, două medalioane de bărbați, iar în colțurile inferioare sunt pictate două păsări. Deasupra ușii sunt prezente cinci cuie din lemn utilizate pentru etalarea anumitor piese de ceramică. Sub ușiță putem observa un motiv floral puternic stilizat. Cromatica: alb, negru, albastru, galben, roșu, verde. | Complexul Național Muzeal Astra, Sibiu | Cimec    |
|      | Piesă de plafon                                                                                     | Datare: Mijlocul sec. al XVIII-lea Dimensiuni: I: 76 Material: lemn de brad, vopsea | Placă de formă dreptunghiulară prevăzută cu o ramă înălțată de jur împrejur. Rama are marginile dantelate și este pictată pe fondul ocru cu motive florale dispuse în colțuri și pe margini. Pe mijloc, placa de culoare cafenie este prevăzută cu un ornament ieșit în relief confecționat din lemn, în jurul căruia sunt pictate motive florale (buchete). Cromatica: ocru, cafeniu, roșu, alb, galben, verde. | Complexul Național Muzeal Astra, Sibiu | Cimec    |
|      | Armăroaie                                                                                           | Datare: 1838 Dimensiuni: I: 109 Material: lemn de brad, fier, vopsele de ulei | Placă de lemn cu o ușă la mijloc și un raft acoperit, baroc, în partea superioară. Se aplică pe perete deasupra unei nișe. Suprafața piesei este pictată cu vopsele de ulei, predominând motivele florale. Cromatica: verde închis, albastru închis, roșu, galben, alb. | Complexul Național Muzeal Astra, Sibiu | Cimec    |
|      | Ștergar de sobă Autor: Schmidin, Anna                                                               | Datare: 1800 Material: pânză de cânepă; ciucuri din urzeală; țesut în 2 ițe; brodat în cruci; lanț; tivit; cusut | Ștergar de sobă de formă dreptunghiulară; decor geometrizant dispus pe toată suprafața în 8 registre orizontale de jos în sus. Motive florale, motive fitomorfe (strugure, pomul vieții), motive zoomorfe (cal, cerb, leu), motive avimorfe (vulturul bicefal, păsări). Inscripție în germană: "voie bună și mâini harnice cos asemenea ștergar repede". Semnat și datat: Anna Schmidin 1800. | Complexul Național Muzeal Astra, Sibiu | Cimec    |
|      | Ștergar de sobă                                                                                     | Datare: 1811 Material: pânză de cânepă; lână; arnici; ciucur; țesut în 2 ițe; brodat în cruci; punct plat; tivit; cusut; împletit | Ștergar de sobă de formă dreptunghiulară; decor geometrizant dispus pe 10 registre. Motive florale (vas cu flori), motive fitomorfe (pomul vieții, vița de vie), motive zoomorfe (cerb, leu), motive avimorfe (vulturul bicefal, cocoșul), motive angelice (îngeri), culori: alb, negru. Semnat și datat: CG 1811. | Complexul Național Muzeal Astra, Sibiu | Cimec    |
|      | Ștergar de sobă Autor: Binderin, Schoffia                                                           | Datare: 1782 Material: cânepă; arnici; țesut în 2 ițe; brodat în cruci și punct plat; cusut; tivit | Ștergar de sobă de formă dreptunghiulară; decor geometrizant dispus pe 11 registre. Motive florale (vas cu flori, rodia), motive fitomorfe (pomul vieții), motive zoomorfe (cal, cerb, leu), motive avimorfe (păun, vulturul bicefal, păsări), motive antopomorfe (călăreț). Inscripție: "Plăcerea și dragostea pentru un lucru micșorează efortul". Semnat și datat: "Schoffia Binderin 1782". | Complexul Național Muzeal Astra, Sibiu | Cimec    |
|      | Ștergar de culme Autor: Zeck, Catharina                                                             | Datare: 1836 Material: cânepă; lână; dantelă; ciucuri; țesut în 2 ițe; brodat în cruci și plat; croșetat; aplicat; cusut; tivit | Ștergar de culme de formă dreptunghiulară; decor geometrizant dispus în 3 registre pe toată suprafața. Motive florale stilizate, motive fitomorfe (frunză cu coroniță), motive astrale (stea), motive geometrice (rombul). Pe marginile laterale aplicată dantelă croșetată, pe marginea inferioară ciucuri răsuciți din urzeală. Cromatica: maro închis și deschis. | Complexul Național Muzeal Astra, Sibiu | Cimec    |
|      | Batistă brodată                                                                                     | Datare: 1761 Material: cânepă; bumbac; arnici; țesut în 2 ițe; broderie plată și cu găurele | Formă dreptunghiulară; decor amplasat pe margini și la capete; interpretare geometrizantă; motive florale (garofița), dispuse în formă de buchete la cele patru colțuri; cromatica: alb, roșu, albastru; inscripționat inițialele: "RI.KF" datat 1761. | Complexul Național Muzeal Astra, Sibiu | Cimec    |
|      | Batistă brodată                                                                                     | Datare: 1779 Material: pânză de bumbac; arnici; țesut în 2 ițe; brodat după desen; tivit cu găurele | Formă dreptunghiulară, pânză industrială de bumbac, decor geometrizant amplasat în cele patru colțuri, motive florale stilizate (laleaua), brodat după desen. Cromatica: alb, roșu. Datat: ANNO 1779. | Complexul Național Muzeal Astra, Sibiu | Cimec    |
|      | Față de pernă                                                                                       | Datare: Sec. XIX Material: cânepă; arnici; țesut în 2 ițe; brodat în cruci | Față de pernă de formă dreptunghiulară, decor geometrizant dispus pe cele trei laturi ale piesei, motive florale stilizate (crini), motive avimorfe (păsări). Cromatica: alb, roșu. | Complexul Național Muzeal Astra, Sibiu | Cimec    |
|      | Ștergar de biserică Autor: Binderin, Catharina                                                      | Datare: 1783 Material: pânză de in; bumbac; mătase; țesut în 2 ițe; brodat în lanț; broderie spartă; răsucit | Ștergar de formă dreptunghiulară; decor amplasat la ambele capete; ciucuri din urzeală răsucită; la fiecare capăt introdusă o fâșie lată cu broderie spartă; motive avimorfe (cocoșul). Cromatica: galben, bleu. Inscripționat: "Doamne eu iubesc locul casei tale". Datat: Anno 1783. | Complexul Național Muzeal Astra, Sibiu | Cimec    |
|      | Saltea - cap                                                                                        | Datare: 1828 Material: pânză de cânepă; lână; țesut în 2 ițe; brodat în cruci | Formă dreptunghiulară; pânză de cânepă țesută în 2 ițe; în partea centrală a piesei decor geometrizant: motive geometrice (triunghi); motive florale stilizate; brodat în cruci. Inscripționat: 1828. Cromatică: alb, maro. | Complexul Național Muzeal Astra, Sibiu | Cimec    |
|      | Ștergar de sobă                                                                                     | Datare: 1801 Material: pânză de cânepă; arnici; țesut în 2 ițe; brodat în cruci; lanț | Formă dreptunghiulară; decor geometrizant dispus în 5 registre. Motive fitomorfe (ghirlande, pomul vieții), motive zoomorfe (cal, leu), motive avimorfe (vulturul bicefal, păsări stilizate, păuni), motive antropomorfe (călăreț). Inscripționat anul 1801. Cromatică: roșu, albastru, galben, bej. | Complexul Național Muzeal Astra, Sibiu | Cimec    |
|      | Broderie                                                                                            | Datare: 1783 Material: pânză de in; mătase; țesut în 2 ițe; broderie spartă | Formă dreptunghiulară; decor geometrizant dispus pe toată suprafața, motive avimorfe (cocoșul), broderie spartă. Cromatica: alb, cafeniu, verde. | Complexul Național Muzeal Astra, Sibiu | Cimec    |
|      | Batistă Autor: Wolffin, Margareta                                                                   | Datare: 1786 Material: bumbac; mătase; țesut în 2 ițe; broderie plată și cu găurele | Formă dreptunghiulară; decor amplasat la capete; interpretare geometrizantă, motive florale (buchete). Inscripționat și datat: Margareta Wolffin; Anno 1786. Cromatica: alb, roșu, verde. | Complexul Național Muzeal Astra, Sibiu | Cimec    |
|      | Față de pernă                                                                                       | Datare: 1647 Material: cânepă; arnici; țesut în 2 ițe; alesături peste și printre fire; brodat; tivit manual | Formă dreptunghiulară; decor amplasat pe toată suprafața, motive stelare înscrise în romburi, la capete o bandă de țesătură de 11 cm neornamentată, pe una din aceste benzi brodat în lanț anul 1647, capătul pernei ornamentat cu motive zoomorfe (cerbi), motive avimorfe (păsări). Cromatica: bej, roșu. | Complexul Național Muzeal Astra, Sibiu | Cimec    |
|      | Ștergar de cuier                                                                                    | Datare: 1634 Material: pânză de in; lână; țesut în 2 ițe; urzit; bătut; brodat în cruci | Formă dreptunghiulară, țesut în 2 ițe cu urzeala și băteala din cânepă; decor amplasat la extremitatea inferioară, decor naturalist, motive geometrice (zig-zag, linie dreaptă); motive avimorfe (cocoșul). Datat 1634, brodat în lanț. Cromatica: roșu, cărămiziu. | Complexul Național Muzeal Astra, Sibiu | Cimec    |
|      | Lulea                                                                                               | Datare: 2/2 sec. XIX Dimensiuni: Î: 33,5 cm; D: 6,3 cm Material: lemn; sculptat | Inventarul indică faptul că luleaua a aparținut unui “preot" – kudschur (conform unor materiale bibliografice în domeniu, este vorba de un vrăjitor, aducător de ploaie (rain maker). Piesă în forma unui corp de femeie, în poziție rigidă, sculptată în lemn negru și greu. Capul este mare comparativ cu proporțiile întregului corp. Urechile destul de mari, cu un șir de perforații pe helix. Ochii sunt foarte apropiați, nasul este vizibil, iar gura este destul de largă și în formă de fantă, cu buza inferioară găurită. Colțurile gurii prezintă, de asemenea, fiecare, câte o gaură. Pieptul este mic, marcat prin două protuberanțe de formă conică, având dimensiunea și forma relativ similare cu proeminența care evidențiază ombilicul. Brațele atârnă drepte, în jos, ușor îndepărtate de corp, lungimea lor oprindu-se deasupra nivelului șoldurilor; palmele sunt orientate spre exterior, cu degetele înfățișate prin încrestături: cinci încrestături la mâna dreaptă, patru, la stânga. Pelvisul este ușor marcat, iar partea genitală este figurată printr-o fantă. Picioarele scurte, destul de groase, cu genunchii abia sugerați, sunt drepte, ușor depărtate și labele picioarelor nefinisate prin detalii. În spate, la ceafă, o perforație scurtă, în formă de tub, are rol de muștiuc, capul statuetei fiind și capul pipei. De-a lungul spatelui, o nervură concavă marchează șira spinării, ajungând până la șale. | Complexul Național Muzeal Astra, Sibiu | Cimec    |
|      | Acoperământ de cap pentru bărbați (?)                                                               | Datare: 2/2 sec. XIX Dimensiuni: D: 20 cm Material: fibră vegetală; ulei; răsucire în formă de șnur; înnodare; îmbibare cu ulei | Bibliografia notifică obiectul drept “ciudat". Piesă compusă dintr-o calotă, pe care sunt montate o mulțime șnururi subțiri, negre, răsucite din câte două fire mai subțiri, înnodate la capătul de jos, astfel încât formează mici protuberanțe. În conformitate cu descrierea din inventarul Michaelis (1905), este vorba de "șnururi uleiate". Acoperământul imită o coafură. | Complexul Național Muzeal Astra, Sibiu | Cimec    |
|      | Scăunel                                                                                             | Datare: 2/2 sec. XIX Dimensiuni: Î: 19 cm Material: lemn; cioplire; perforare; lustruire | Piesă de mobilier uzuală la populațiile din zona Nilului superior; folosite atât de femei cât și de bărbați. Piesă cioplită dintr-o singură bucată de lemn greu, de culoare castanie - la bongo se folosea lemnul copacului "goll" (Prosopis oblonga). Spațiul pentru șezut are conturul oval și se adâncește spre interior ca o șa. Acesta prezintă la ambele capete câte o protuberanță curbată, sculptată în forma vârfului de patină orientat în jos, iar la unul din capete o perforație neregulată în care este introdus un inel metalic. Locul pentru șezut se sprijină pe patru picioare scurte și solide. Picioarele par duble datorită unei scobituri centrale obținute prin îndepărtarea lemnului de sus până la tălpile de sprijin decorate cu un motiv sculptat în formă de trepte. Picioarele, plasate ușor înspre lateral, au tălpile orientate spre exterior. Lemnul este frumos lustruit. | Complexul Național Muzeal Astra, Sibiu | Cimec    |
|      | Scăunel                                                                                             | Datare: 2/2 sec. XIX Dimensiuni: Î: 6 cm Material: lemn; cioplire; lustruire | Piesă de mobilier uzuală la populațiile din zona Nilului superior; folosite atât de femei cât și de bărbați. Scăunel foarte jos, cioplit dintr-o singură bucată de lemn brun închis, lustruit. Partea pentru șezut, de formă ovoidală, cu câte o protuberanță cu bombată, bine marcată, la fiecare capăt, este ușor adâncită, în formă de șa. Ea se sprijină pe patru picioare foarte scurte și groase, fără tălpi, cu contur rotunjit pe partea orientată spre exterior. Picioarele sunt plasate înspre lateral, două câte două, și nu prezintă motive ornamentale. Piesa, de o calitate formală indubitabilă, redă într-o formulă foarte stilizată o siluetă asemănătoare cu broasca țestoasă. | Complexul Național Muzeal Astra, Sibiu | Cimec    |
|      | Scăunel                                                                                             | Datare: 2/2 sec. XIX Dimensiuni: Î: 21 cm Material: lemn; cioplire; lustruire | Piesă de mobilier uzuală la populațiile din zona Nilului superior; folosite atât de femei cât și de bărbați. Piesă cioplită dintr-o singură bucată de lemn greu, de culoare brună - la bongo se folosea lemnul copacului "goll" (Prosopis oblonga). Spațiul pentru șezut, având conturul dreptunghiular, cu colțurile rotunjite, se adâncește mult spre interior, ca o șa, și extinde lateral, la ambele capete, câte o prelungire exterioară, sculptată în formă de triunghi. Locul pentru șezut se sprijină pe patru picioare scurte, solide, foarte ușor curbate, cu secțiunea dreptunghiulară. Picioarele, fără tălpi, sunt plasate înspre lateral și prezintă pe latura îngustă, orientată spre exterior, striații cioplite. Lemnul este neted, frumos lustruit. | Complexul Național Muzeal Astra, Sibiu | Cimec    |
|      | Scăunel                                                                                             | Datare: 2/2 sec. XIX Dimensiuni: Î: 15 cm Material: lemn; cioplire; lustruire | Piesă de mobilier uzuală la populațiile din zona Nilului superior; folosite atât de femei cât și de bărbați. Scăunel cioplit dintr-o singură bucată de lemn brun închis, greu. Partea pentru șezut, de formă ovoidală, cu câte o ușoară protuberanță la fiecare capăt, extinzându-se pe exterior cu o prelungire rectangulară, este adâncită, în formă de șa. Ea se sprijină pe patru picioare scurte, groase, orientate spre lateral, care conturează forma genunchiului. La capăt e sugerată glezna și, orientate spre exterior, sunt figurate tălpi ascuțite, ornamentate pe partea anterioară cu un motiv dințat în relief. Forma picioarelor și prelungirile exterioare sugerează, stilizat la maximum, un corp de mamifer. Lemnul este neted, frumos lustruit, cu urma de cioplire vizibilă sub șlefuire. | Complexul Național Muzeal Astra, Sibiu | Cimec    |
|      | Scăunel                                                                                             | Datare: 2/2 sec. XIX Dimensiuni: Î: 6 cm Material: lemn; metal; cioplire; lustruire | Piesă de mobilier uzuală la populațiile din zona Nilului superior; folosite atât de femei cât și de bărbați. Scăunel foarte jos, cioplit dintr-o singură bucată de lemn castaniu-roșcat, lustruit. Suprafața pentru șezut de formă dreptunghiulară, ușor scobită, are dimensiuni foarte mici. Ea prezintă, la o extremitate, o protuberanță asemănătoare unei codițe, iar la cealaltă un mâner foarte lung, prevăzut la capăt cu o perforație în care este introdus un inel metalic. Mânerul are o secțiune rotundă și este decorat la bază cu șase încrestături destul de adânci, care formează cinci dinți. Patru picioare scurte și groase, comparativ cu dimensiunea spațiului pentru șezut, sprijină scăunelul. Obiectul figurează, foarte stilizat, silueta unui animal. Acest tip de piesă amintește de scaunele cu consolă de la tribul Agar. | Complexul Național Muzeal Astra, Sibiu | Cimec    |
|      | Mumie umană                                                                                         | Datare: Perioada Ptolemaică târzie sau Romană timpurie Dimensiuni: Lsarcofag: 208 cm Material: corp uman mumificat prin procedee specifice; bandaje din pânză (in?); lemn (sicomor? cedru?); pigmenți tradiționali: alb (carbonat de calciu), negru (cărbune vegetal), albastru de Egipt (frită de sticlă albastră), roșu-brun (pământ roșu pe bază de oxizi d                                                        | Mumie umană, aproape sigur de sex bărbătesc, cu sarcofag din lemn. Personaj cu statut social înalt (“bogat egiptean"). Sarcofagul, de formă antropoidă, confecționat din lemn (sicomor? cedru?), de dimensiuni mari, este alcătuit din corpul propriu-zis al sicriului și din capacul pictat. În întregimea lui, capacul este Sarcofagul este zugrăvit în alb, iar pictura este colorată cu pigmenți diferiți: roșu-brun, albastru de Egipt, negru. Capul este figurat în detaliu. Sub coafura pictată în negru, în jurul gâtului, este pictat un guler larg, uzekh, care se termină în capete de șoim cu disc solar, roșu. Sub guler, ocupând o suprafață semnificativă, este reprezentată zeița cerului, Nut, ocrotitoarea morților, cu aripile întinse. Imediat dedesubt se află o imagine multicoloră a mortului mumificat, culcat pe un catafalc, iar în jos sunt figurate patru ulcioare canopice, fiecare cu capul unui demon. Până la labele picioarelor, sugerate volumetric, sunt pictate, pe vertical, cinci brâuri decorative cu discuri, linii șerpuite, benzi etc. Pe picioare sunt reprezentați, în negru, doi câini, animalele sacre ale lui Anubis, zeul morților. Mumia propriu-zisă este întinsă în lada sarcofagului. Ea este învelită în bandaje de pânză destul de fină și are capul acoperit cu o mască mortuară a cărei față este pictată în auriu. Părul este albastru, ca și banda ornamentală care conturează obrazul. Învelitoarea pictată care înfășoară corpul mumificat este acoperită cu pictură multicoloră (roșu, negru, verde-albăstrui, alb) reproducând, în ordine, următoarele imagini: o porțiune din gulerul uzekh, figurat și pe sarcofag, restul lipsind (suprafața este acoperită doar cu bandaje nepictate), posibil ca urmare a intervenției de restaurare din 1955 (gulerul uzekh pe învelitoarea mumiei este atestat de descrierea specializată din 1925); dedesubt este pictată o zeiță înaripată (Isis); o serie de benzi ornamentale orizontale, cu motive din linii, cercuri etc.; peste picioare, pe vertical, câte două de o parte și de alta, sunt figurate genii ale morților, ale căror nume sunt notate în hieroglife: Hapi (cu cap de pavian), Amset (cu cap de om), Duanusef (cu cap de câine), și un cap de șoim, notat tot cu Hapi (deși trebuia să fie Ketensenuf – v. descrierea din 1925). Numele mortului nu este notat nicăieri. Pe giulgiu se află o inscripție care începe cu: "Un prinos adus lui Osiris", și se sfârșește cu o enumerare a ofrandelor aduse sacrificiu pentru morți, precum carne de bou, păsări de curte, bere, vin ș.a. (v., de asemenea, descrierea din 1925).                     | Complexul Național Muzeal Astra, Sibiu | Cimec    |
|      | Cahlă                                                                                               | Datare: Sec. al XV-lea Dimensiuni: A: 8,3 Material: lut de cahle, nisip, oxid de cupru, angobă, smalț plumbifer, coloranți | Cahlă dreptunghiulară; reprezintă un portal în stil gotic, nișa cu trei ogive; pe marginea stângă a piesei apare un cavaler medieval, probabil în armură, în mână ține o suliță; coloane dantelate, reliefate; compoziția se termină cu o friză cu nodulații. Spatele piesei este lucrat la roata olarului în formă de olan cilindric secționat vertical în două; parte frontală este traforată manual; motive ornamentale: antropomorfe, arhitectonice, geometrice, florale; stil gotic, influență occidentală germanică; Cromatică: verde, cărămiziu. | Complexul Național Muzeal Astra, Sibiu | Cimec    |
|      | Cahlă                                                                                               | Datare: Sec. al XV-lea Dimensiuni: A: 5 Material: lut de cahle, nisip | Cahlă de formă neregulată; tematica compozițională reprezentând pe Sfântul Cristofor cu Isus-copil în brațe. Mâna dreaptă a lui Isus este ridicată în semn hieratic, iar în mâna stângă ține un glob în care se află o cruce, reprezentând puterea creștinismului. | Complexul Național Muzeal Astra, Sibiu | Cimec    |
|      | Cahlă                                                                                               | Datare: Sec. al XV-lea Dimensiuni: A: 2 Material: lut de cahle, nisip | Cahlă de tip foaie, nesmălțuită; în mijlocul cahlei este reprezentat un leu ridicat pe laba dreaptă; ține în laba superioară dreaptă un drapel cu inscripție gotică " GOT IST GERN N. 7,3" ( Domnul este drept, nr. 7,3 – verset biblic ), iar cu celelalte labe din stânga se sprijină pe un scut heraldic reprezentând blazonul orașului Sibiu. | Complexul Național Muzeal Astra, Sibiu | Cimec    |
|      | Cahlă                                                                                               | Datare: Sec. al XVI-lea Dimensiuni: A: 1,5 Material: lut de cahle, nisip | Cahlă dreptunghiulară. Compoziția reprezintă un cavaler în armură călare. În mână are o lance, pe cap poartă o cască cu viziera ridicată, cealaltă mână este pe cal, iar piciorul întins pe scăriță. Calul are copita ridicată, sugerând mișcare. Pe câmpul din partea stângă a cahlei este prezentată o formă arcuită care sugerează o fortificație decorată cu patru stele; echipamentul complet al cavalerului; frecvent folosit în Europa și Transilvania la mijlocul secolului al XVI-lea. | Complexul Național Muzeal Astra, Sibiu | Cimec    |
|      | Cahlă                                                                                               | Datare: Sec. al XV-lea Dimensiuni: A: 1,5 Material: lut de cahle, nisip | Cahlă tip foaie; de formă dreptunghiulară, nesmălțuită, cu tematică religioasă: Sfântul Gheorghe călare omorând balaurul și salvând de la moarte pe prințesa Aja; stil gotic transilvănean. | Complexul Național Muzeal Astra, Sibiu | Cimec    |
|      | Tipar de cahlă                                                                                      | Datare: Sfârșit de secol XV Dimensiuni: A: 2,5 Material: lut de cahle, nisip | Tipar de cahlă, găsit în trei fragmente, nesmălțuit, reprezentând un călăreț cu fața stilizată, pe cap are o cască, pe umăr un scut ascuțit decorat cu stele care acoperă întreg călărețul; este vizibilă gamba dreaptă și scărița de șa. Calul este în mișcare, harnașamentul bine conturat. În partea stângă superioară se poate observa un drapel de luptă. | Complexul Național Muzeal Astra, Sibiu | Cimec    |
|      | Tipar de cahlă                                                                                      | Datare: Sec. XVI ? Dimensiuni: A: 2 Material: lut de cahle, nisip | Tipar de cahlă, nesmălțuit, reprezentând două personaje îmbrăcate în costume de epocă. Personajul din partea dreaptă este un bărbat cu fustă sau cămașă peste pantalonii bufanți, pălărie, stilizat. Din personajul feminin s-a păstrat fusta scurtă, încrețită, lăsată peste pantalonii bufanți. | Complexul Național Muzeal Astra, Sibiu | Cimec    |
|      | Cahlă                                                                                               | Datare: Sec. al XV-lea Dimensiuni: A: 2,5 Material: lut de cahle, nisip, caolin | Cahlă de formă neregulată; din compoziția plăcii s-a păstrat doar partea centrală: un cal îndreptat spre stânga, gamba călărețului cu scărița și o lance pe care o ține în mână. | Complexul Național Muzeal Astra, Sibiu | Cimec    |
|      | Cahlă                                                                                               | Datare: Sec. al XVI-lea Dimensiuni: A: 1,2 Material: lut de cahle, nisip, caolin | Cahlă de formă neregulată; compoziția redă un cavaler în armură, călare. | Complexul Național Muzeal Astra, Sibiu | Cimec    |
|      | Cahlă                                                                                               | Datare: Sec. al XV-lea Dimensiuni: A: 1,5 Material: lut de cahle, nisip, caolin | Cahlă de formă neregulată reprezentând un călăreț în armură cu fața spre privitor; pe cap are o tocă de epocă, iar mâna dreaptă se sprijină probabil pe sabie. | Complexul Național Muzeal Astra, Sibiu | Cimec    |
|      | Cahlă                                                                                               | Datare: Sec. al XVI-lea Dimensiuni: A: 5 Material: lut de cahle, nisip, caolin | Cahlă pătrată, central este amplasat adânc un medalion convex, în interiorul căruia este redat un soldat roman, văzut din profil. Medalionul este încadrat de patru inimi din fiecare pornind câte o ghirlandă. Asemenea cahle au avut o răspândire largă în Transilvania secolelor XVI-XVII. | Complexul Național Muzeal Astra, Sibiu | Cimec    |
|      | Cahlă                                                                                               | Datare: Sec. al XVI-lea Dimensiuni: A: 1,5 Material: lut de cahle, nisip | Fragment de cahlă de formă neregulată, din care s-a păstrat doar porțiunea centrală, aceasta reprezentând o temă iconografică: Maica Domnului cu Isus în brațe. Fecioara Maria este încadrată central într-o arcadă cu decor punctat, având pe cap o coroană cu trei cruci triflate, iar părul este lăsat pe spate. În brațul stâng îl ține pe Isus-copil îmbrăcat sumar, cu părul buclat, iar deasupra capului se observă o aureolă circulară cu trei crini, în mâna dreaptă ține o inimă. | Complexul Național Muzeal Astra, Sibiu | Cimec    |
|      | Cahlă                                                                                               | Datare: Prima jumătate a sec. XVI Dimensiuni: A: 1,7 Material: lut de cahle, nisip, caolin | Cahlă de formă dreptunghiulară; compoziția reprezintă un cavaler în armură călare care ține în mâna dreapta hățul. Calul este în mișcare, cu cele două picioare din față ridicate. Partea dreaptă superioară a cahlei este decorată cu vrejuri și frunze de acant care pornesc dintr-o arcadă frântă, sub care se încadrează întreaga compoziție. Decorul cahlei este ilustrat sub influența Renașterii transilvănene. | Complexul Național Muzeal Astra, Sibiu | Cimec    |
|      | Cahlă                                                                                               | Datare: A doua jumătate a sec. XVI Dimensiuni: A: 4 Material: lut de cahle, nisip, caolin | Cahlă de formă pătrată; în interiorul cahlei este așezat un scut în formă circulară, care formează un medalion convex. Acesta este decorat cu o stea în opt colțuri înconjurat de un șirag de puncte. În cele patru colțuri sunt amplasați câte un heruvium cu aripile deschise. Compoziția este specifică perioadei Renașterii târzii. Cromatica: cărămiziu. | Complexul Național Muzeal Astra, Sibiu | Cimec    |
|      | Cahlă                                                                                               | Datare: Sec. al XVI-lea Dimensiuni: A: 4,7 Material: lut de cahle, nisip, caolină, smalț, oxid de cupru | Cahlă dreptunghiulară; compoziția reprezintă un cavaler medieval în ținută de gală, poziționat spre dreapta, călare pe un armăsar în mișcare cu umărul ridicat și ținând în mână o arbaletă. Mâna dreaptă este așezată pe calul cu căpăstru; pe cap poartă o beretă cu penaj. Calul este sugerat în mișcare cu capul înfipt în piept și cu piciorul drept ușor ridicat. Harnașamentul este bine conturat. În colțul drept superior sunt redate contururi ogivate cu stele care sugerează un zid de fortificații. | Complexul Național Muzeal Astra, Sibiu | Cimec    |
|      | Cahlă                                                                                               | Datare: Sec. al XVI-lea Dimensiuni: A: 4,3 Material: lut de cahle, nisip, mică | Cahlă pătrată; compoziția reprezintă un grifon înaripat care domină întreaga cahlă. Capul grifonului este îndreptat spre stânga, iar laba dreaptă este ridicată. Capul este sumar redat; gura este întredeschisă cu limba scoasă. Pe burtă poartă un scut heraldic cu o cruce pe piept. Fundalul cahlei este decorat cu stele, rama este în două nivele cu decor dinți de fierăstrău și punctație. Cahla este aproape identică cu cahlele moderne. | Complexul Național Muzeal Astra, Sibiu | Cimec    |
|      | Cahlă                                                                                               | Datare: Sec. al XVI-lea Dimensiuni: AD: 3,4 Material: Lut de cahle, nisip, mică | | Complexul Național Muzeal Astra, Sibiu | Cimec    |
|      | Cahlă                                                                                               | Datare: A doua jumătate a sec. XVII Dimensiuni: A: 3,5 Material: Lut de cahle, nisip, mică | | Complexul Național Muzeal Astra, Sibiu | Cimec    |
|      | Cahlă                                                                                               | Datare: Prima jumătate a sec. XVII Dimensiuni: A: 3,8 Material: Lut de cahle, nisip, caolină | | Complexul Național Muzeal Astra, Sibiu | Cimec    |
|      | Cahlă                                                                                               | Datare: Prima jumătate a sec. XVII Dimensiuni: A: 4 Material: Lut de cahle, nisip | | Complexul Național Muzeal Astra, Sibiu | Cimec    |
|      | Cahlă                                                                                               | Datare: 1671 Dimensiuni: A: 3,5 Material: Lut de cahle, nisip, mică | | Complexul Național Muzeal Astra, Sibiu | Cimec    |
|      | Cahlă                                                                                               | Datare: 2/2 sec. XVII Dimensiuni: A: 5 cm Material: lut de cahle; nisip; caolin; oxid de cupru; smalț; modelat prin presare manuală în tipar; ardere oxidantă | Cahlă pătrată. Central este amplasat un cerc intersectat de patru semicercuri din colțurile cahlei. S-au format astfel mai multe casete care au fost decorate. În cercul central prin intersectarea celor patru cercuri s-a format un romb în care s-a așezat o floare cu petale și două lalele mici. În spațiile din colțuri este amplasat câte un fruct în formă de ciorchine, probabil o rodie. | Complexul Național Muzeal Astra, Sibiu | Cimec    |
|      | Cahlă                                                                                               | Datare: 1/2 sec. XVII Dimensiuni: A: 4,5 cm Material: lut de cahle; nisip; modelat prin presare manuală în tipar; ardere oxidantă | Cahlă dreptunghiulară. Compoziția prezintă central două cercuri concentrice, cercul exterior este intersectat din patru părți de semicercuri, care la rândul lor sunt intersectate din patru colțuri de alte arce de cerc. Spațiile formate au fost decorate cu câte o cruce formată din patru boboci de lalele, iar cele patru colțuri au fost decorate cu câte o garoafă. Restul cahlei a fost decorată cu lujeri. | Complexul Național Muzeal Astra, Sibiu | Cimec    |
|      | Cahlă                                                                                               | Datare: 1/2 sec. XVII Dimensiuni: A: 4 cm Material: lut de cahle; nisip; caolin; oxid de cupru; smalț; modelat prin presare manuală în tipar; ardere oxidantă | Cahlă pătrată. Tematica compoziției reprezintă o scenă din grădina Edenului, redată parțial cu arborele vieții străjiut de animale. La baza piesei este așezat un vas elenistic din care se înalță o tulpină decorată la terminație cu o lalea. Din vas se ramifică doi lujeri cu flori, ocupând întreg câmpul decorativ. În cele două colțuri superioare sunt așezate două păsări, iar la baza copacului au fost amplasați doi cerbi. | Complexul Național Muzeal Astra, Sibiu | Cimec    |
|      | Cahlă                                                                                               | Datare: 1/2 sec. XVII Dimensiuni: A: 5 cm Material: lut de cahle; nisip; caolin; oxid de cupru; smalț; modelat prin presare manuală în tipar; ardere oxidantă | Cahlă pătrată. În spațiul central al piesei s-a așezat un cap de serafim cu patru aripi, având o mică coroniță pe cap și un șir de perle la gât. În cele patru colțuri ale cahlei este așezat câte un cap de înger cu aureolă și cu aripile deschise, orientați spre centru. Câmpurile laterale sunt decorate cu perechi de lujeri. | Complexul Național Muzeal Astra, Sibiu | Cimec    |
|      | Cahlă                                                                                               | Datare: 1650 Dimensiuni: A: 5,5 cm Material: lut de cahle; nisip; caolin; oxid de cupru; smalț; modelat prin presare manuală în tipar; ardere oxidantă | Cahlă pătrată. În centrul cahlei este amplasat un medalion octogonal în care a fost amplasat un cap de Madonă. Deasupra capului Madonei se observă o aureolă, iar pe cele două laturi exterioare ale medalionului au fost așezate două figuri feminine, probabil îngeri. Cele patru colțuri sunt decorate cu frunze de stejar, porțiunile de la bază și din partea superioară a cahlei sunt decorate cu câte două meandre legate între ele. Deasupra ramei sunt inscripționate inițialele și anul: C 1650 M. | Complexul Național Muzeal Astra, Sibiu | Cimec    |
|      | Cahlă                                                                                               | Datare: 1674 Dimensiuni: A: 4,3 cm Material: lut de cahle; nisip; caolin; oxid de cupru; smalț; modelat prin presare manuală în tipar; ardere oxidantă | Cahlă pătrată. Două semicercuri intersectează patru arcuri de cerc, care închid colțurile cahlei. S-au format astfel mai multe casete care au fost decorate, lateral cu doi pomi ai vieții, având la bază câte o inimă, iar alte casete au fost decorate cu câte o melină așezată pe frunze sau cu vrejuri și frunze. În două casete marginale este așezată câte o literă C și T, probabil inițialele meșterului, puțin mai jos apar cifrele șapte și unu, iar în partea superioară a cahlei cifrele patru și șase, formând împreună anul 1674, probabil anul confecționării tiparului. | Complexul Național Muzeal Astra, Sibiu | Cimec    |
|      | Cahlă                                                                                               | Datare: 1679 Dimensiuni: A: 5,5 cm Material: lut de cahle; nisip; oxid de cupru; smalț de cositor; cobalt; antimoniu; modelat prin presare manuală în tipar; ardere oxidantă | Cahlă dreptunghiulară. Compoziția reprezintă două semicercuri întrerupte care intersectează parțial patru arcuri de cerc din colțurile cahlei. Astfel s-au format casete decorate astfel: în două casete centrale există câte o cruce dublă așezată pe un glob cu trei picioare, sugerând o biserică cu turlă. În spațiile dintre cercuri apar două simboluri solare flancate cu câte două frunze, iar în restul casetelor se observă grupuri de frunze cu câte o lalea în vârf. | Complexul Național Muzeal Astra, Sibiu | Cimec    |
|      | Cahlă                                                                                               | Datare: 2/2 sec. XVIII Dimensiuni: A: 4,7 cm Material: lut de cahle; nisip; smalț de cositor; cobalt; modelat prin presare manuală în tipar; ardere oxidantă | Cahlă dreptunghiulară. Decorul piesei a fost dispus în două registre, ambele cu aceleași motive decorative așezate afrontal. Ornamentul reprezintă o inimă care are cele două laturi întretăiate de câte o jumătate de inimă, acest motiv întregindu-se pe cahla următoare. În spațiul interior al inimii este așezat un crin mare de Anjou. Între inimi, pe rama cahlei, sunt așezate jumătăți de flori cu multe petale, fără decor. | Complexul Național Muzeal Astra, Sibiu | Cimec    |
|      | Cahlă                                                                                               | Datare: 2/2 sec. XVIII Dimensiuni: A: 4,5 cm Material: lut de cahle; nisip; modelat prin presare manuală în tipar; ardere oxidantă | Cahlă pătrată. Două semicercuri intersectează patru arcuri de cerc, care închid colțurile cahlei. S-au format astfel mai multe casete care au fost decorate, lateral cu doi pomi ai vieții, având la bază câte o inimă, iar alte casete au fost decorate cu câte o melină așezată pe frunze sau cu vrejuri și frunze. | Complexul Național Muzeal Astra, Sibiu | Cimec    |
|      | Cahlă                                                                                               | Datare: 2/2 sec. XVIII Dimensiuni: A: 3,8 cm Material: lut de cahle; nisip; mică; modelat prin presare manuală în tipar; ardere oxidantă | Cahlă dreptunghiulară. Compoziția reprezintă două semicercuri afrontate intersectate în colțuri de patru arce de cerc. Prin intersectarea acestora s-au format mai multe casete care au fost decorate central cu două frunze romboidale, la extremități având câte o cruce, iar restul casetelor au fost decorate cu câte un disc cu raze. Spațiile marginale au fost ornamentate cu motive fitomorfe: ramuri și frunze. | Complexul Național Muzeal Astra, Sibiu | Cimec    |
|      | Călcătoare de struguri                                                                              | Datare: A II-a jumătate a sec. XIX-lea Dimensiuni: I: 30 Material: stejar/ tăiat, cioplit, scobit | Recipient de formă dreptunghiulară cu partea din față prevăzută cu un canal de scurgere, iar în partea din spate închisă cu capac semisferic; postament din două tălpi masive. | Complexul Național Muzeal Astra, Sibiu | Cimec    |
|      | Teasc cu două șuruburi                                                                              | Datare: Înc. Sec. XX Dimensiuni: I: 140 Material: stejar, fier/ tăiat, cioplit, găurit, fasonat, asamblat, ciocănit la cald, forjat industrial | Postament dreptunghiular cu orificiu central, două șuruburi metalice cu mânere de lemn la capătul superior, punte de lemn cu perechi de mânere mici pentru manevrare la ambele capete. | Complexul Național Muzeal Astra, Sibiu | Cimec    |
|      | Piuă cu săgeți                                                                                      | Datare: Înc. Sec. XX Dimensiuni: I: 186 Material: stejar, fier/ tăiat, cioplit, găurit, fasonat, asamblat, ciocănit la cald | Butuc masiv cu 12 orificii; 24 săgeți (câte două de orificiu); cadru de lemn; ax cu came pus în funcțiune de roata hidraulică cu aducțiune superioară. | Complexul Național Muzeal Astra, Sibiu | Cimec    |
|      | Țarc cu corfe Autor: Guță, Petre - tâmplar                                                          | Datare: 1920 Dimensiuni: I: 135 Material: stejar, corn/ cioplit, scobit, găurit, împletit | Postament masiv alcătuit din două bucăți (corfe) fixate în două bârne transversale, prevăzut cu șanț de scurgere la capătul din față, coș din împletitură de nuiele în formă paralelipipedică (țarc), prevăzut în partea superioară cu o ramă de lemn prelungită sub formă de mânere. | Complexul Național Muzeal Astra, Sibiu | Cimec    |
|      | Teasc cu crăcană Autor: Tănasie, Adam                                                               | Datare: Sec 1/2 XIX Dimensiuni: I: 300 Material: păr, stejar, fier/ tăiat, cioplit, găurit, fasonat, asamblat, ciocănit la cald | Postament cu orificiu (piuă); stâlp în care este fixată crăcana (grinda) având la capătul opus stâlpului un șurub de lemn (vârtej), cu un dispozitiv de susținere cu bolovan la partea inferioară (grapă); piese auxiliare: "popic" și "preoteasă" pentru presarea boștinei pusă în orificiul pivei. | Complexul Național Muzeal Astra, Sibiu | Cimec    |
|      | Teasc de struguri                                                                                   | Datare: Înc. Sec. XX Dimensiuni: I: 75 Material: stejar, brad/ tăiat, strunjit, fasonat, asamblat | Două cadre realizate din stinghii verticale paralele poziționate unul în interiorul celuilalt; patru picioare de sprijin la sol; șurub central vertical cu mâner de mari dimensiuni plasat în centrul instalației; cadrul exterior fixat sub formă de chingi din stinghii de lemn plasate în partea superioară. | Complexul Național Muzeal Astra, Sibiu | Cimec    |
|      | Teasc de ulei                                                                                       | Datare: Înc. Sec. XX Dimensiuni: I: 110 Material: stejar, fier/ tăiat, cioplit, asamblat, fier ciocănit la cald, forjat industrial | Postament cu orificiu (grinda de jos); șurub metalic, fixat în punte (grinda de sus) cu piston la capătul inferior și rudă de manevrare introdusă în orificiu la capătul inferior. | Complexul Național Muzeal Astra, Sibiu | Cimec    |
|      | Teasc cu șurub orizontal                                                                            | Datare: Înc. Sec XX Dimensiuni: I: 75 Material: stejar, fier/ tăiat, cioplit, tăiat, asamblat, forjat industrial, șuruburi | Angrenaj de cinci roți zimțate pentru transmiterea mișcării la un șurub metalic ce presează într-o piuă metalică (gâscă) orizontală; cadru alcătuit din trei grinzi susținute lateral de alte grinzi și de bare cu legături metalice; oale de fier pentru stors fixată la capătul șurubului orizontal; instalație acționată de o roată hidraulică proprie. | Complexul Național Muzeal Astra, Sibiu | Cimec    |
|      | Zdrobitor de semințe de curcubătă                                                                   | Datare: Înc. Sec. XX Dimensiuni: I: 160 Material: stejar, fag, carpen, fier/ tăiat, cioplit, găurit asamblat, ciocănit la cald | Ax cu came având la ambele capete roți manuale; șase săgeți verticale; postament cu șase orificii (oale); cadru de fixare; tălpi transversale. | Complexul Național Muzeal Astra, Sibiu | Cimec    |
|      | Teasc de struguri                                                                                   | Datare: 1/2 sec. XIX Dimensiuni: I: 250 Material: stejar, păr, piatră/ tăiat, cioplit, găurit, fasonat, asamblat, piatră cioplită, fasonată | Masă de tescuire din piatră în formă dreptunghiulară cu șanț de scurgere printr-un orificiu frontal; șurub vertical introdus printr-o punte fixă sprijinită lateral de doi stâlpi verticali; două tălpi transversale în partea de jos a cadrului de susținere. | Complexul Național Muzeal Astra, Sibiu | Cimec    |
|      | Piuă de ulei                                                                                        | Datare: Mijlocul secolului XIX Material: stejar/ tăiat, cioplit, găurit, fasonat, asamblat | Piuă cu cinci orificii și cinci ciocane fixate într-un cadru de lemn pusă în funcțiune cu ajutorul unei roți hidraulice cu ax cu came în tandem de utilizare cu piua de haine alăturate. | Complexul Național Muzeal Astra, Sibiu | Cimec    |
|      | Teasc de ulei                                                                                       | Datare: Sf. Sec. XIX, înc. Sec. XX Dimensiuni: I: 160 Material: stejar/tăiat, găurit, asamblat, fixat în cuie de lemn și cepuri | Teasc alcătuit dintr-o structură de susținere: doi stâlpi legați în partea de sus cu tălpi la sol, între care este fixată masa de tescuit prevăzută cu șipot, oală și punte de apăsare; lateral se bat pene cu maie de mână. Presarea se face cu un piston cilindric (popă). | Complexul Național Muzeal Astra, Sibiu | Cimec    |
|      | Teasc de ulei                                                                                       | Datare: Sf. Sec. XIX Dimensiuni: I: 300 Material: stejar, brad (învelitoare acoperiș)/tăiat, cioplit, găurit, fasonat, asamblat, șițărit | Teasc format din: masa teascului cu cavitate rotundă în care intră pistonul (popa), fixat în doi stâlpi verticali, în care glisează o punte mobilă; grindă de unire a stâlpilor în partea de sus cu un acoperiș de șiță în două ape; la capetele grinzii sunt introduse două brațe articulate (din trei elemente) având la capete un berbec cilindric cu un cui și un mâner de fier pentru manipulare. | Complexul Național Muzeal Astra, Sibiu | Cimec    |
|      | Crintă                                                                                              | Datare: Sec. XIX Dimensiuni: 147 Material: stejar, fag, păr sălbatic/tăiat, cioplit, găurit | Instalație alcătuită dintr-o masă cu lăcaș rotund și scurgere prin orificiu, patru picioare înalte puțin oblice; cadru făcut din doi stâlpi uniți în partea de sus cu o grindă orizontală ca suport pentru șurubul cu un disc de presare la partea inferioară ce culisează prin șanțurile interioare ale stâlpilor; mâner de lemn la capătul inferior al șurubului. | Complexul Național Muzeal Astra, Sibiu | Cimec    |
|      | Teasc cu crăcană                                                                                    | Datare: 1859 (inscripție pe „broasca” de pe teasc) Dimensiuni: I: 240 Material: stejar, păr sălbatic(șurubul)/tăiat, cioplit, găurit, scobit, asamblat, fixat în cep | Masa teascului, cu scobitură dreptunghiulară și șanț de scurgere, peste care se așează presele dreptunghiulare și pistonul (popa) cilindric; crăcană fixată cu un capăt într-un stâlp înfipt în sol, jug median, având la capătul anterior un șurub vertical trecut printr-o punte (broască); șurubul are la capătul inferior mâner de manevrare și o grapă cu pietre. | Complexul Național Muzeal Astra, Sibiu | Cimec    |
|      | Teasc cu berbeci                                                                                    | Datare: Înc. Sec. XX Dimensiuni: I: 180 Material: stejar/cioplit, tăiat, fasonat, găurit, asamblat în cep și cuie de lemn | Teasc alcătuit din: masa teascului și puntea mobilă fixate pe un cadru format din doi stâlpi uniți sus printr-o grindă; două ciocane orizontale fixate în articulații la doi stâlpi masivi introduși în sol; piese detașate: piston de apăsare în oală, și două sau mai multe pene de lemn. | Complexul Național Muzeal Astra, Sibiu | Cimec    |
|      | Vălău                                                                                               | Datare: Înc. Sec. XX Dimensiuni: I: 40; Dr: 100 Material: stejar, brad, piatră/tăiat, cioplit, scobit, asamblat, piatră cioplită | Jgheab circular, alcătuit din 6 elemenți, pe un suport de bolovan; în centru un stâlp vertical de care este prins un fus orizontal cu o roată de piatră așezată în jgheab; capătul fusului se prinde la animalul de tracțiune. | Complexul Național Muzeal Astra, Sibiu | Cimec    |
|      | Teasc de ulei                                                                                       | Datare: Înc. Sec. XX Dimensiuni: I: 90 Material: stejar, fier/tăiat, cioplit, asamblat, fier turnat industrial | Două grinzi-pârghie orizontale fixate la un capăt între două bârne transversale și o altă bârnă așezată ca postament. La capătul din față grinzile sunt unite printr-un șurub orizontal metalic cu o roată cu 12 spițe. Grinzile-pârghii sunt susținute cu două lanțuri de fier de tavanul atelierului. La capătul grinzilor presarea se face într-o oală de fontă. | Complexul Național Muzeal Astra, Sibiu | Cimec    |
|      | Teasc de ulei                                                                                       | Datare: Perioada interbelică, prima jumătate a secolului XX Dimensiuni: I: 220 Material: stejar, fier/cioplit, tăiat, strunjit, asamblat, fier turnat industrial (fabrică) | Două grinzi-pârghii fixate între alte două grinzi transversale; la capătul grinzilor-pârghii este introdus un șurub metalic cu o roată cu 12 spițe. Grinzile pârghii sunt susținute cu două lanțuri de un suport - jug. | Complexul Național Muzeal Astra, Sibiu | Cimec    |
|      | Chiuă                                                                                               | Datare: Sf. Sec. XIX, Înc. Sec. XX Dimensiuni: I: 104 Material: stejar, fag/tăiat, cioplit, strunjit, găurit, fasonat, asamblat | Piuă multiplă (11 instalații) alcătuită dintr-o grindă cu 11 orificii prinsă de un dispozitiv de susținere pentru cei care o folosesc. Elementele mobile sunt alcătuite din 11 ciocane cu un cui de lemn perpendicular la capăt, orientat în jos. | Complexul Național Muzeal Astra, Sibiu | Cimec    |
|      | Teasc de struguri                                                                                   | Datare: Sf. Sec. XX Dimensiuni: I: 145 Material: stejar, brad, păr sălbatic (șuruburi)/cioplit, fasonat, asamblat | Teasc cu două șuruburi pe un postament masiv cu patru picioare, șuruburi cu punte și coș de presare din lați. | Complexul Național Muzeal Astra, Sibiu | Cimec    |
|      | Teasc de struguri                                                                                   | Datare: Sf. Sec. XIX Dimensiuni: I: 182 Material: stejar, brad, păr sălbatic (șurub)/tăiat, cioplit, găurit, geluit, asamblat | Masă de tescuire cu lăcaș dreptunghiular pentru coș fixată pe bârne, cu șipot în față, coș de scânduri dreptunghiular prins în chingi, chinga din față se rabatează prin intermediul a două cârlige de lemn prinse în cuie de lemn; doi stâlpi laterali cu punte fixă orizontală și două șuruburi verticale și mânere de lemn. | Complexul Național Muzeal Astra, Sibiu | Cimec    |
|      | Teasc de vin                                                                                        | Datare: 1870 (apreciat la o suta de ani vechime, în 1970) Dimensiuni: I:140 Material: stejar; brad; păr salbatic; taiat cioplit; dăltuit; gaurit; asamblat | Postament (în masă) pe patru picioare scurte, oblice, cu șanțuri de scurgere, șipot, coș în formă tronconică, confecționat din scândurele, susținut în chingi; două șuruburi verticale în masa teascului prin care se deplasează o punte orizontală pusă în funcție de două piulițe (broaște). | Complexul Național Muzeal Astra, Sibiu | Cimec    |
|      | Teasc de struguri                                                                                   | Datare: 1880 (proprietarul avea 90 de ani în 1970) Dimensiuni: I: 140 Material: stejar (masă, țarc, frasin (broaște, punte), păr sălbatic (șurub) | Masă postament pe patru picioare scurte, oblice, lăcaș pentru coș, șipot și șanț de scurgere; "țarc" coș de scânduri tronconic fixat în chingi, șuruburi paralele pe care se mișcă punte pusă în funcțiune de două piulițe (broaște) convexe la partea inferioară pentru a reduce frecarea; în țarc capac de lemn pentru presare. | Complexul Național Muzeal Astra, Sibiu | Cimec    |
|      | Teasc de vin Autor: Luca, Gheorghe                                                                  | Datare: Anterior lui 1890 (data morții meșterului) Dimensiuni: I: 163 Material: stejar; păr salbatic; taiat; cioplit; scobit; fazonat; găurit | Teasc alcătuit din: masă (postament) cu patru picioare oblice, șanțuri de scurgere și apărătoarea țarcului; țarcul (coșul) de scânduri, de formă tronconică, susținut de chingi; doi stâlpi (amnare cu o bârnă orizontală cu filet (broasca) prin care trece șurubul (vârtej) având la capăt un piston cu mânere de lemn). | Complexul Național Muzeal Astra, Sibiu | Cimec    |
|      | Teasc de ulei                                                                                       | Datare: Începutul sec. al XX-lea Dimensiuni: I:50 Material: stejar; tablă; taiat; cioplit; sfredelit | Teasc dreptunghiular mai îngust la capete, cu un spațiu dreptunghiular sfredelit la mijloc; la un capăt are două mânere de lemn orizontale; două chingi metalice pentru întăritură; în orificiul de tescuire sunt așezate elemente de presare bătute cu un mai de lemn. | Complexul Național Muzeal Astra, Sibiu | Cimec    |
|      | Teasc de vin Autor: Leuner, H.                                                                      | Datare: 1735 (text incizat pe furcă) Dimensiuni: I: 220 Material: stejar; brad; păr salbatic; taiat cioplit; găurit; fasonat; incizat; asamblat | Masă de tescuit cu coș de scânduri prins în 6 chingi dispuse cruciș, două tălpi; stâlpi fixat la sol de care e prinsă cu un capăt furca având la celălalt capăt șurub cu grapă; la mijloc cu jug de susținere cu contra fișe pe tălpile grinzilor. | Complexul Național Muzeal Astra, Sibiu | Cimec    |
|      | Teasc cu crăcană                                                                                    | Datare: 1796 (inscripție pe furcă); 1910 (inscripție pe stâlp) Dimensiuni: I: 336 Material: stejar; păr salbatic; taiat; cioplit; găurit; asamblat | Masa de tescuire pătrată scobită adânc (moldă) șipot lateral lângă stâlp; suport două grinzi longitudinale, două transversale; stâlp fixat la sol, crăcană (furcă) având la capăt o punte (broască) fixată în cepi mari de lemn; șurub vertical cu mâner în partea de jos și grapă dreptunghiulară; jug vertical la mijlocul furcii. | Complexul Național Muzeal Astra, Sibiu | Cimec    |
|      | Teasc de vin și ulei Autor: Acsenie, Ion                                                            | Datare: 1879 (inscripție pe crăcană: ION ACSENIE a. Maestru 1879 ION BUCUR) Dimensiuni: I:290 Material: stejar; păr sălbatic; tăiat; găurit; sfredelit; cioplit; asamblat | Masă de tescuit de formă dreptunghiulară cu un capăt sprijinit pe o talpă transversală și alt capăt fixat în stâlpul băgat în sol, la mijloc un jug vertical pe masa de tescuire cu contrafise pe tălpi; furcă fixată la stâlpi având la capăt o punte cu un șurub vertical cu piston masiv, mâner de lemn și grapă cu pietre; coș dreptunghiular de scânduri prins în chingi (clești). | Complexul Național Muzeal Astra, Sibiu | Cimec    |
|      | Teasc cu șurub orizontal și roată frontală                                                          | Datare: Începutul sec.XX Dimensiuni: I:200; DR: 200 Material: fier turnat industrial (șuruburi) | Cadru format din patru grinzi masive așezate pe alte două grinzi legate cu bandă de fier: în partea din față cadrul este străpuns de un șurub metalic cu roată cu patru spițe metalice și patru spițe de lemn dispuse alternativ iar la capătul opus un piston și o oală metalică; șurubul este sprijinit cu un suport de lemn de grinda tavanului. | Complexul Național Muzeal Astra, Sibiu | Cimec    |
|      | Teasc de ulei                                                                                       | Datare: Începutul sec.XX Dimensiuni: I:75; D: 162 Material: stejar; fier; tăiat; cioplit; strunjit; ansamblat; ciocănit la cald; turnat | Cadru dreptunghiular așezat pe patru grinzi, postament; grinda se sus pătrunde un șurub metalic cu o roată mare cu 8 spițe la un capăt și piston de apăsare în oală metalică la capătul celălalt; două benzi metalice de întărire a cadrului teascului. | Complexul Național Muzeal Astra, Sibiu | Cimec    |
|      | Teasc de boștină și ulei Autor: Micorescu, Dionisie                                                 | Datare: 1854 conform inscripție Dimensiuni: I: 228 Material: stejar; brad; păr sălbatic; tăiat; cioplit; sfredelit; găurit; asamblat | Masă de tescuit cu un lăcaș pătrat și altul rotund fixat la stâlpul înfipt în pământ; deasupra pe stâlp este fixat la un capăt furca (crăcana), sprijinită la mijloc pe un jug și având la capăt un șurub vertical trecut printr-o punte și având la capătul de jos două mânere în cruce și o grapă dreptunghiulară cu bolovani, la presare se folosesc două pistoane cilindrice detașate funcțional pentru uleit și boștinărit. | Complexul Național Muzeal Astra, Sibiu | Cimec    |
|      | Teasc cu șurub vertical                                                                             | Datare: Sec. XX (inițial în Saroș, jud. Mureș, până în 1937) Dimensiuni: I: 165 Material: stejar; păr sălbatic; fier; cioplit; perforat; dăltuit; tăiat; asamblat; fier ciocănit la rece | Masa de tescuire sprijinită pe două grinzi cu lăcaș (țarc) pentru coșul de scânduri fixat în chingi crucișe; lateral doi stâlpi cu partea de sus rotunjită și o punte orizontală fixă pentru un șurub de lemn cu mâner la capătul de jos; pentru presare în coș se așează bucăți de lemn în cruce. | Complexul Național Muzeal Astra, Sibiu | Cimec    |
|      | Teasc                                                                                               | Datare: Sf. Sec. XIX Dimensiuni: I: 184 Material: întărituri de fier la stâlpi și piston | Cadru de susținere realizat din două grinzi: tălpi laterale între care este masa de tescuit cu lăcaș pentru coșul din scândurele, prin chingi sus și jos fără legătură cu cei doi stâlpi laterali ce susțin puntea și șurubul cu capătul de jos în formă de piston cilindric realizat din două discuri cu bolți în care se fixează o pârghie de manevrare a șurubului. | Complexul Național Muzeal Astra, Sibiu | Cimec    |
|      | Țarc cu corfă                                                                                       | Datare: 1870 (țarcu refăcut în 1950) Dimensiuni: I:162 Material: stejar (corfe), nuiele de corn (țarc) | Lin alcătuit din: postament masiv fix din trei bucăți de bârne masive, scobite în partea superioară cu șanțuri de scurgere și așezat pe două "podețe"; partea mobilă (țarcul) împletită din nuiele "în rame" de stejar, prelungite lateral sub formă de "mânere". | Complexul Național Muzeal Astra, Sibiu | Cimec    |
|      | Uleiniță cu berbece Autor: Cuzman, Ienășel                                                          | Datare: 1930 Dimensiuni: I: 200 Material: stejar; fier ciocănit la cald; funie de cânepă; tăiat; scobit; asamblat | Teasc alcătuit din teascul propriu-zis, corp dreptunghiular; scobit; patru picioare mici; în locașul de presare, elemente mobile cu mânere metalice (popă, preoteasă); scripete pe un dispozitiv de susținere vertical: doi stâlpi înfipți în sol și două stinghii verticale pe care glisează un berbece atârnat cu funia pe scripete. | Complexul Național Muzeal Astra, Sibiu | Cimec    |
|      | Teasc de ulei                                                                                       | Datare: 1939 (inscripție pe punte) Dimensiuni: I: 163 Material: turnat în fabrică | Cadru format din doi stâlpi pe tălpi; masa de presare cu orificiu cilindric și punte fixă; șurub metalic ce apasă un piston cilindric din lemn cu două mânere metalice; pe stâlpi și punte ornamente incizate cu motive florale și vegetale și inscripția cu anul confecționării. | Complexul Național Muzeal Astra, Sibiu | Cimec    |
|      | Teasc de must de mere                                                                               | Datare: 1761 (insripție pe puntea teascului Dimensiuni: I:187 Material: păr sălbatic șuruburile | Masă dreptunghiulară cu cavitate cilindrică așezată pe două grinzi; lateral doi stâlpi care cuprind și puntea în partea superioară, cu piulița de lemn prin care trece șurubul vertical având în parte de jos pistonul cilindric și mânere în cruce pentru manevrare. | Complexul Național Muzeal Astra, Sibiu | Cimec    |
|      | Teasc de fructe                                                                                     | Datare: Sârșitul sec. XIX - inceputul sec.XX Dimensiuni: I: 196 Material: din fier: șipotul, lăcașul de tescuit, cuie, cepuri de întărire | Masă dreptunghiulară, cu șipot de fier pentru coșul din scândurele fixat în două chingi transversale, doi stâlpi laterali rotunjiți la partea de sus, punte fixă oizontală cu filet de lemn și șurub de lemn cu piston și mâner de lemn la partea inferioară. | Complexul Național Muzeal Astra, Sibiu | Cimec    |
|      | Teasc de vin                                                                                        | Datare: Însputul sec.XX Dimensiuni: I: 210 Material: stejar; brad; fag; păr sălbatic; taiat; cioplit; găurit; fasonat; asamblat prin cepuri | Masă de tescuit dreptunghiulară pe două tălpi și picioare scurte, două locașuri pentru coșuri de scândură fixate cu stighii cruciș și prinși de doi stâlpi verticali uniți în partea de sus cu o grindă orizontală; între stâlpi două șuruburi cu piston la capăt și mânere în cruce; pentru presare două capace cu mânere realizate din cuie de lemn verticale. | Complexul Național Muzeal Astra, Sibiu | Cimec    |
|      | Teasc de struguri                                                                                   | Datare: Sf. Sec. XIX - încep. Sec. XX Dimensiuni: I:167 Material: stejar; brad; fag; păr sălbatic;tablă metalică; fier ciocănit la cald; taiat; scobit; cioplit; găurit; fixat prin cepi; asamblat; șuruburi | Teasc cu masă masivă, cu lăcaș pentru coș și orificiu de scurgere; la capete doi stâlpi introduși prin dăltuire în masa teascului, la partea superioară punte fixă; prin punte străbate șurubul cu piston și mâner de lemn; coș cu scândurele tronconic; capac mobil rotund (discoidal), fixat prin chingi de stâlpii laterali; întărituri metalice la puncte. | Complexul Național Muzeal Astra, Sibiu | Cimec    |
|      | Cămașă femeiască                                                                                    | Datare: 1/2 sec. XX Dimensiuni: LM: 93 cm; LAM: 44 cm Material: cânepă; arnici; bumbac; fir metalic; pânză de tip industrial; pânză de casă; țesut în 2 ițe; brodat peste fire; încheiat cu mâna | Cămașă încrețită; croi larg; gura în față; mânecile pornesc din beată și se termină cu pumnași; decor: la gât – beata brodată cu motive geometrice: pe umăr mâneca este prevăzută cu un șir de motive florale "pui peste umăr", din acest șir coboară până la cot 2 șiruri scurte. Din beată până la pumnași coboară 2 "ciocănele". Pumnașii sunt ornamentați cu cheiță, iar pe încrețitura mânecii apare o broderie cu motive geometrice. Pieptul este neornamentat; alb; negru; roșu; verde; albastru; galben; auriu. | Complexul Național Muzeal Astra, Sibiu | Cimec    |
|      | Ie cu fodor                                                                                         | Datare: 2/2 sec. XIX Dimensiuni: LM: 64 cm; LAM: 29,5 cm Material: lână; arnici; bumbac; țesut în 2 ițe; brodat la fir; brodat pe dos; încheiat cu mâna | Cămașă încrețită la gât, gura în partea stângă; cu talie scurtă; croi: fața croită din 2 lați; spatele dintr-un lat; mânecile din 2 lați încheiați cu ajur alb și galben; decor: la gât – pe beată cu ciupag; brodate motive geometrice "floare domnească"; "lânceț"; aceleași motive apar la altiță: "floare domnească"; "lânceț"; mâneca cu motive avimorfe "pui"; brățara brodată pe crețuri cu "lânceț"; fodor cu motive geometrice "cheițe"; pieptul fără broderie. Cromatica: alb, negru, roșu, galben, maro, verde. | Complexul Național Muzeal Astra, Sibiu | Cimec    |
|      | Ie cu pumnași                                                                                       | Datare: 1/4 sec. XIX Dimensiuni: LM: 94 cm; LAM: 69 cm Material: arnici; bumbac; pânză de tip industrial; croit; țesut; brodat; încheiat cu mâna | Cămașă încrețită; croi: fața croită dintr-o bucată de pânză ca și spatele și mânecile; mânecile sunt foarte largi, pornesc din beată și se încheie cu pumnași; gura în partea stângă; decor: la gât – beata brodată cu motive geometrice: romburi, "șerpoaica"; ciupagul dispus pe încrețitură este brodat cu motivul "tilișcanul"; pieptul este neornamentat; peste umăr: altița cu motive geometrice; de-a lungul mânecii apar 4 șiruri de "bănuți" și 2 de "cheițe"; jos la mânecă: pumnași întorși cu motive geometrice. Cromatica: alb, negru, roșu, albastru, galben. | Complexul Național Muzeal Astra, Sibiu | Cimec    |
|      | Cămașă femeiască                                                                                    | Datare: 2/2 sec. XIX Dimensiuni: LM: 75 cm; LAM: 37 cm Material: arnici; bumbac; fir metalic; țesut în două ițe; brodat; cheiță | Cămașă încrețită; croi: fața croită din 2 lați; spatele dintr-un lat; mânecile din 2 lați; gura în față; decor: la gât – pe beată sunt brodate motive geometrice; acestea apar și pe lângă gură, "pătrate"; pe piept șir din 8 "pătrate" cu motive decorative diverse, "lira"; pe mânecă: cu altița tăiată și brodată cu 4 șiruri cu motive geometrice în zig-zag, "cale"; de-a lungul mânecii: un șir cu motivul redat și pe altiță; motiv ce se repetă și pe pumnași; încrețitura mânecii brodată cu "romburi". Cromatica: alb, roșu, galben, albastru, auriu. | Complexul Național Muzeal Astra, Sibiu | Cimec    |
|      | Ie cu pumnași                                                                                       | Datare: Sf. sec. XIX Dimensiuni: LM: 96 cm; LAM: 85 cm Material: arnici; pânză de tip industrial; țesut; croit; brodat; încheiat cu mâna | Cămașă încrețită la gât; croi foarte larg; mâneca pornește din gât și se termină în pumnași întorși; gura în partea stângă; decor: la gât – beata și ciupag brodate cu motive florale "floare mare"; pieptul este neornamentat; de-a lungul mânecii un singur șir de "cheiță" cu galben și un ciocănel îngust; jos la mânecă: pumnași întorși brodați cu motive geometrice; motive astrale "stele". Cromatica: alb, negru, roșu, albastru, galben, mov, vernil, lila. | Complexul Național Muzeal Astra, Sibiu | Cimec    |
|      | Ie cu pumnași                                                                                       | Datare: Sf. sec. XIX Dimensiuni: LM: 98 cm; LAM: 82 cm Material: mătase; bumbac; fir metalic; pânză de tip industrial; brodat la fir; cusut peste muchie; brodat în cruci; brodat peste fire; încheiat cu mâna | Cămașă încrețită; croi larg; gura în partea stângă; mânecile foarte largi pornesc din beată și se termină cu pumnași; decor: la gât – beata și ciupagul prezintă broderii foarte fine, cu motive geometrice, "romburi"; de-a lungul mânecii apar 3 "ciocănele" cu "pui pe lângă ciocănele" și 2 șiruri de "cheițe" sparte mărginite de colțișori; între ele 6 șiruri scurte cu motive florale care pornesc din șirul cu "pui peste umăr"; pe piept sunt cusute 2 șiruri de "ciocănele" cu motive florale stilizate; toată ia este încheiată cu "cheiță" neagră; alb; negru; roșu; verzui; albastru deschis; auriu; lila. | Complexul Național Muzeal Astra, Sibiu | Cimec    |
|      | Covor de perete                                                                                     | Datare: Începutul sec. XX Material: lână; țesut în 2 ițe; ales cu măna; ales printre și peste fire; ales cu speteaza | Covor de perete de formă dreptunghiulară; decor amplasat simetric pe toată suprafața; croi: din 2 foi; ciucuri din urzeală; interpretare geometrizantă; la capete 2 benzi ornamentale mai late; între ele "vărgi" și o bandă îngustă; pe restul suprafeței alternează 3 benzi cu motive alese; motive geometrice: "vărgi" "romb", " cruce ", "zig zag"; motive antropomorfe stilizate "ochi"; elemente compuse "cruce cu ochi", "romburi cu ochi". Cromatica: brun, roșu, maro, verzui, bej, galben, violet, alb. | Complexul Național Muzeal Astra, Sibiu | Cimec    |
|      | Covor de perete                                                                                     | Datare: 2/2 sec. XIX Material: lână; țesut în 2 ițe; ales cu măna; ales printre și peste fire; ales cu speteaza | Covor de perete de formă dreptunghiulară; decor amplasat simetric pe toată suprafața; croi: din 2 foi; interpretare geometrizantă; motive geometrice: "vărgi" frânte; "vărgi" punctate; "vărgi" drepte; "vărgi" ondulate; "romb"; "cruce în x". Cromatica: vișiniu, cafeniu închis, alb, bleu, bej, galben. | Complexul Național Muzeal Astra, Sibiu | Cimec    |
|      | Foaie de culme                                                                                      | Datare: 2/2 sec. XIX Material: cânepă; lână; țesut în 2 ițe; ales cu speteaza; ales în rost | Foaie de culme de formă dreptunghiulară; decor amplasat simetric pe toată suprafața; ornamentată cu "vărgi" și alesături prin ridicături cu speteaza și în rost reprezentate prin motive geometrice "romburi"; "vărgi". Cromatica: vișiniu, bej, galben, lila, bleu, verde, cafeniu. | Complexul Național Muzeal Astra, Sibiu | Cimec    |
|      | Velitoare de cap                                                                                    | Datare: Sf. sec. XIX - înc. sec. XX Material: bumbac; fir metalic; lână; țesut în 2 ițe; ales cu speteaza; ales printre și peste fire; cusut cu mâna în "punct peste fire"; tivit cu feston | Ștergar de cap de formă dreptunghiulară. Capetele ștergarului prezintă un registru decorativ compus din "vărgi" și motive alese geometrice "romb", "strâmbălog" și "cruce cu ochi". La capete colțișori. Pe o porțiune de 11 cm și respectiv 10 cm, pe marginile laterale interioare ornament floral cu negru. Fond alb. Cromatica: roșu, negru; galben, auriu, albastru, bleu, roz, alb. | Complexul Național Muzeal Astra, Sibiu | Cimec    |
|      | Ie cu pumnași                                                                                       | Datare: Sf. sec. XIX Dimensiuni: LM: 79 cm; LAM: 32,5 cm Material: arnici; bumbac; fir metalic; țesut în 2 ițe; brodat la fir; brodat pe crețuri; feston; cheiță | Cămașă încrețită; cu talie scurtă; croi: fața croită din 2 lați; spatele și mânecile dintr-un lat fiecare; gura în față; pavă sub mâneci; decor: la gât - pe creț apar motive avimorfe stilizate "pui"; pe piept câte un șir vertical constituit din motive geometrice "pătrate"; "lânceț" și motive scheomorfe "zăluța"; peste umăr altița 4 șiruri cu motive florale stilizate "trandafiri"; de-a lungul mânecii 3 șiruri de "cheițe"; la spate, în dreptul umărului cămașa este încrețită și brodată cu 2 dungi geometrice; la pumnași încrețiți, cu bentiță, brodați cu motive geometrice. Cromatica: alb, verde, roșu, albastru, galben. | Complexul Național Muzeal Astra, Sibiu | Cimec    |
|      | Ie cu pumnași                                                                                       | Datare: Începutul sec. XX Dimensiuni: LM: 80,5 cm; LAM: 36 cm Material: cânepă; arnici; bumbac; fir metalic; țesut în două ițe; brodat în punct românesc; brodat peste fire; cheiță; încheiat cu mâna | Cămașă încrețită cu poale; croi: fața croită din 2 lați; spatele dintr-un lat; mânecile din 2 lați; gura în față; decor: la gât – pe beată sunt brodate motive geometrice: triunghiuri; pe lângă gură: motive florale "floricele"; pe piept: 4 șiruri verticale cu motive diverse "pătrate cu liră"; altița cu 4 șiruri de motive geometrice brodate des; de-a lungul mânecii și la pumnași se repetă motivele de pe altiță. Poalele din pânză de cânepă croite din 2 lați și 4 clini. Cromatica: alb, roșu, negru. | Complexul Național Muzeal Astra, Sibiu | Cimec    |
|      | Șerpar                                                                                              | Datare: 1905 Material: piele de bovină; cânepă; meșină; cosoaie; metal; argăsit; croit; vopsit; ștanțare; aplicații; cusut | Șerpar, formă dreptunghiulară, ornamentat cu motive geometrice și florale stilizate. Brodat cu cosoaie. La dreapta un buzunar ("clapă") inscripționat cu anul "1905" și inițialele "I", "Ț", ornamentat cu motive floare stilizate și motive geometrice, de jur împrejur garnisit cu colțișori cu ținte. Sub "clapă" decor floral ștanțat, "pomul vieții". Închidere cu ajutorul a 2 catarame și 2 curelușe ascunse de porțiuni decorative, suprapuse. În partea aferentă spatelui, zona superioară o cosoaie brodată cu motive geometrice "V-uri", "puncte", "liniuțe", colți și ținte, spațiul central și inferior este împărțit în 2 părți: un chenar cu motive florale și geometrice, "romburi" și decor geometrizant realizat prin ștanțare, elemente compuse, "cercuri concentrice", "romb". Cromatică: brun, verde, galben, roșu. | Complexul Național Muzeal Astra, Sibiu | Cimec    |
|      | Cămașă bărbătească                                                                                  | Datare: Sf. sec. XIX - înc. sec. XX Dimensiuni: LM: 59 cm; LAM: 27,5 cm Material: bumbac; arnici; țesut în 2 ițe; cusut cu mâna, peste fire; cusut în punct cruciuliță; cheiță; croșetat; încheiat cu mâna | Cămașă bărbătească lungă (cu poale); croită din 2 lați aferenți spatelui și feței și câte 2 lați pentru fiecare mânecă; sub braț câte un clin de lărgire și o broască; gura în față, se încheie cu moș și babă, tivită cu negru și motive geometrice mărunte. Decor: la guler cusute motive geometrice, "romb", "X-uri", "coarnele berbecului"; elemente compuse; colțișori; la gură decor rezultat din cusătura punct în "cruciulițe" și punct peste fire; pe umăr și de-a lungul mâneci, lungă și largă, cheiță lucrată cu alb și o bandă de ajur 1 cm; la manșetă un brâu format din motive fitomorfe stilizate "brăduț"; tivit cu negru la încheietură; la poale tivitură cu găurele. Cromatica: alb, negru, vișiniu, verde. | Complexul Național Muzeal Astra, Sibiu | Cimec    |
|      | Vălitură                                                                                            | Datare: 1/4 sec. XX Dimensiuni: D: 19 cm Material: șifon; tull; mătase; arnici; carton; dantelă de tip industrial; cusut cu mâna în „punct peste fire”; ciucuri | Broboadă de cap; formă rotundă; compusă din 2 piese. Prima piesă, susținută pe un suport de carton, este vălitura dreptunghiulară, cu un capăt lăsat mult pe spate, brodat cu "chindeseală" în tonuri de negru, violet și cafeniu, și ciucuri lungi, răsuciți din țesătură. A doua piesă: broboada din tull, brodată cu motive florale și fitomorfe "crenguțe cu frunze albe". Două dintre colțuri sunt ornamentate cu motive geometrice în culori asemănătoare văliturii, și sunt prevăzute cu câte un ciucure. De jur împrejur este tivită cu dantelă îngustă. Cromatica: alb, violet, negru, cafeniu, albastru, verde, galben. | Complexul Național Muzeal Astra, Sibiu | Cimec    |
|      | Pieptar femeiesc Autor: Pop, Zaharie                                                                | Datare: 1915 Material: piele de oaie; blană; meșină; pojiță; arnici; catifea; fir metalic; metal; argăsit; tăbăcit; croit; vopsit; aplicat; cusut; încheiat cu acul; brodat după desen | Pieptar femeiesc, înfundat, fără mâneci, puternic răscroit la umeri și la gât, se închide în partea stângă, pe umăr și sub braț cu 4 nasturi din metal (respectiv unul pe umăr și trei sub braț) și 4 găici din piele; la gât de jur împrejur "ciupradă", meșină neagră, roșie și catifea neagră. La răscroiala mânecilor meșină neagră și pojiță roșie. Aceeași tip de meșină apare și la nivelul poalelor, catifea neagră. În față, pe piept, în partea dreaptă un buzunar ornat cu motive florale, "lujeri cu flori", clapă în colțișori cu 3 nasturi metalici; 5 flori, una mai mare centrală, 4 marginale; la zona inferioară un șir de "oni". La spate 3 flori și un șir de "oni". Fond: alb; cromatică: negru, verde, roșu, vișiniu, maron, lila, auriu, bleumarin. | Complexul Național Muzeal Astra, Sibiu | Cimec    |
|      | Pieptar femeiesc                                                                                    | Datare: 1897 Material: piele de miel; blană; pojiță; meșină; arnici; ață; fir metalic; cosoaie; metal; sticlă; argăsit; tăbăcit; croit; vopsit; aplicat; cusut; încheiat cu acul; brodat după desen | Pieptar femeiesc, despicat în față, fără mâneci, puternic răscroit la umeri și la gât, în talie ușor evazat și clini laterali, de lărgire sub braț. La răscroituri tivit cu meșină albă. Piepții brodați cu motive florale "lujeri cu flori", "ciupradă", aplicații din pojiță roșie, "bailuri mari", câte 5 bumbi ornamentali de o parte și de alta; 2 ciucuri la gură; 2 nasturi din metal și sticlă în partea superioară și 2 nasturi din sticlă la capătul lujerilor cu flori. În partea dreaptă, buzunar, pe el inscripționat anul "1897"; prevăzut cu 3 nasturi ornamentali din metal și sticlă, "ciupradă". Deasupra buzunarului motiv floral prevăzut cu 3 bumbi. Clinii cu pojiță roșie, brodați cu "ciupradă" și 2 ciucuri mari; un nasture din metal și câte 2 bumbi ornamentali. Spatele, pe laturi, motive fitomorfe, "oni", "ciupradă". Fond: alb; cromatica: negru, roșu, maron, verde, vișiniu, auriu, argintiu. | Complexul Național Muzeal Astra, Sibiu | Cimec    |
|      | Pieptar femeiesc                                                                                    | Datare: 1937 Material: piele de oaie; blană; meșină; arnici; ață; catifea; argăsit; tăbăcit; croit; vopsit; aplicat; cusut; încheiat cu acul; brodat după desen | Pieptar femeiesc, înfundat, fără mâneci, puternic răscroit la umeri și la gât, se închide în partea stângă, pe umăr și sub braț cu 4 nasturi (respectiv unul pe umăr și trei sub braț) și găici din piele; la gât, umeri și poale tivit cu meșină neagră și roșie. În față, chenar, motive florale, "flori", central o floare inclusă înntr-un romb, "oni", spre poale 2 buzunare, pe ambele inscripționat anul 1937, motive florale stilizate, motive geometrice, spirala. Între buzunare, flori. La poale, lângă tivitură este aplicată o planglică din catifea neagră. Spatele: pe margini de jur împrejur chenar de "oni", motive florale stilizate; la poale, central element ornamental compus: flori, motive geometrice; în părți, spirală. Fond alb. Cromatica broderiei: maron, galben, roșu, albastru, verde, lila, negru. | Complexul Național Muzeal Astra, Sibiu | Cimec    |
|      | Pieptar bărbătesc                                                                                   | Datare: 1906 Material: piele de oaie; blană; meșină; fir metalic; ață; nasturi metal; nasturi sticlă; argăsit; tăbăcit; croit; vopsit; ștanțare; aplicații; cusut; încheiat cu acul; brodat după desen | Pieptar bărbătesc, înfundat. Se încheie în partea stângă, sub braț, cu ajutorul a 3 nasturi de metal și 3 găici din piele; fără mâneci, croit din două părți componente (față, spate), răscroit la umeri, drept în talie; la gât, la poale și buzunar paspoal din meșină neagră și roșie. În față, la gât deschizătură cu 5 nasturi de metal pentru închis (3 lipsesc) și câte 8 nasturi din metal ornamentali de o parte și de alta (1 lipsește). Motive florale: flori; oni. În dreptul taliei un buzunar dispus în partea dreaptă, față, paspoal cu meșină neagră și roșie; 5 nasturi ornamentali (unul lipsă); inscripționat cu numele "Dumitru Muntean" și anul "1906". Decor dispus la gât, brațe, poale, buzunar; interpretare naturalistă; organizare lineară în chenar simplu: flori stilizate, "puncte", "oni". Fond alb. Cromatica broderiei: negru, roșu, albastru, verde, galben, auriu, maro, mov, lila. | Complexul Național Muzeal Astra, Sibiu | Cimec    |
|      | Cojoc femeiesc Autor: Grosu, Marcu; Bros, Ana                                                       | Datare: 1933 Dimensiuni: LM: 59 cm Material: piele de oaie; blană de oaie; blană de vidră; meșină; pojiță; arnici; mătase; fir metalic; ață; argăsit; tăbăcit; croit; vopsit; aplicat; cusut; încheiat cu acul; brodat după desen | Cojoc femeiesc. Croi: față sau "aripi", spate drept dintr-o bucată, mâneci lungi și înguste. Pe marginile "aripilor" (deschizăturii), la poale, de jur împrejur: colțișori mici din meșină neagră și o dunguliță din meșină roșie "oclad"; tot aici este aplicată o fâșie de meșină albă "pojiță" cu broderie. În față: blană de vidră, din guler pe piept; lângă apar 6 ciucuri din ibrișin montați pe bumbi din piele, împletiți; spre interior urmează "ciuprada", 2 " gârbace" depărțite de un "brănel". Ornamentul se termină cu un șir de "fluturi" mari și 4 ciucuri de mătase. Se leagă cu 2 șnururi răsucite din meșină roșie și neagră, terminate în ciucuri din ibrișin și blană vidră. Gulerul din blană de vidră, cu "gârbaci" de jur împrejur. Ornamentația aripilor de sus în jos este dominată de motive: "trăscior", "roate", "pinteni" - o floricică cu 12 petale, "oni", urmează din nou "trăscior-ul" și un șir de flori format din "pinteni", "coase" și "trandafiri"; "brățări și cârlige" cu "muște" (puncte mici) între ele. La colțul aripei în față apare "brănelul" care încheie bucățile de meșină, având de o parte și de alta "trăsuri" și o floare la colț "țâncușe". Peste umăr, până la mânecă apare o fâșie brodată cu motivul "trifoi cu 4 foi" și "trăscior" de o parte și de alta. Deasupra mânecii se repetă motivele "trăscior", "oni". Mâneca, croi ascuțit, se termină în blană de vidră și o bandă ormanentală asemeni celei de pe poale. Clinii, formă de con, motive "gârbaci" și "ciopradă", "floare mare" compusă din "trandafiri", "pinteni", "țâncușe", "coase" și "oni"; prezintă câte 3 ciucuri ornamentali; de o parte și de alta "ocladă". Pe clinul din dreapta este brodat anul "1935". Fond alb; cromatica: negru, roșu, vânăt, lila, roșu deschis, albastru, verde, auriu. | Complexul Național Muzeal Astra, Sibiu | Cimec    |
|      | Șerpar                                                                                              | Datare: 1880 Material: piele; cânepă; lână; meșină; cosoaie; metal; mărgele; fluturi; etamină; argăsit; croit; vopsit; ștanțat; aplicat; montat în piele; țesut în 2 ițe; cusut cu mâna; brodat | Șerpar lat, formă dreptunghiulară. Partea din față din piele brodată cu motive florale din lână și 3 catarame. Buzunarul cu încuietoare cu cheie (cheia lipsește), inscripționat cu inițialele "I" și "N", pe margini garnisit cu colțișori cu ținte, motive florale stilizate, "laleaua", motive fitomorfe stilizate, "brăduț". Restul chimirului brodat cu lână în "cruci" cu motivul "vârtelniță", motive geometrice, romb, linie, motive florale stilizate cu mărgele. Spatele chimirului din piele; motive fitomorfe stilizate "ghindă", "brăduț" și florale "laleaua". Pe margini meșină roșie. Cromatică: maron, alb, lila, vânăt, roșu, galben, negru, verde, portocaliu, albastru. | Complexul Național Muzeal Astra, Sibiu | Cimec    |
|      | Curea țintuită Autor: Luncă, Ioan                                                                   | Datare: 1892 Material: piele; cânepă; ținte din plumb; alamă; argăsit; tăbăcit; croit; turnat; ștanțat; cusut cu mâna | Curea îngustă pe care sunt bătute diferite modele de ținte: "rozete", "bumbi" și forme de metal ce imită litera B. La unul dintre capete se închide cu ajutorul unei catarame, în timp ce capătul celălalt se îngustează. Cromatică: cafeniu, gri, auriu. În anul achiziționării era de mult ieșită din uz. | Complexul Național Muzeal Astra, Sibiu | Cimec    |
|      | Pungă                                                                                               | Datare: Începutul sec. XX Material: piele de oaie; meșină; argăsit; croit; tivit; împletit; ciucuri din piele | Pungă de mireasă din piele albă; croi: o bucată de piele prinsă pe 3 laturi și întărită cu meșină maro cu verde. La gură încrețită, 2 urechi prin care trec 4 baiere cu ciucuri. Baiera se ține atârnată (64 cm lungime). Cromatică: alb (fond), roșu, maro, verde. | Complexul Național Muzeal Astra, Sibiu | Cimec    |
|      | Pălărie de fată                                                                                     | Datare: 1/2 sec. XX Dimensiuni: Î: 10 cm; D: 23 cm Material: fetru; lână; piele; căptușală industrială; panglică industrială; pânză de tip industrial; metal; țesut; aplicat; răsucit; vopsit; cusut cu mâna în punct „înaintea acului” | Pălărie de fată de cumpărat, din fetru negru, tivită de jur-împrejur cu pânză de tip industrial; bor lat de 3 cm; la baza calotei panglică neagră peste care este înfășurat un șnur din lână răsucit cu ciucure mare la capăt. Fondul pălăriei: negru; ciucure: roz, ciclam, verde, albastru, galben, mov, lila. | Complexul Național Muzeal Astra, Sibiu | Cimec    |
|      | Capuță cu chiotori                                                                                  | Datare: 1/2 sec. XX Material: lână; pănură; țesut în 4 ițe; ales printre fire; cusut peste fire; dat la piuă; răsucit; croșetat; îmbrăcat | Glugă ciobănească croită dintr-o foaie de țesătură îndoită pe jumătate și cusută la un cap în formă de glugă, decor: de jur împrejur, pe margini, câte o "vargă" lila; la capătul desfăcut: registru format din 3 vărgi late, două roșii pe laturi și una lila central și între ele 2 benzi cu motive simbolice "cruci" cusute cu mâna, în aceleași nuanțe; la poale ciucuri din urzeală, răsuciți și îmbrăcați cu croșeta (13 cm lungime). Cromatica: alb, roșu, lila. | Complexul Național Muzeal Astra, Sibiu | Cimec    |
|      | Traistă                                                                                             | Datare: 1/2 sec. XX Material: lână țurcană; țesut în 4 ițe; ales printre și peste fire; tivit în punct „feston” | Traistă de formă dreptunghiulară; croi: dintr-o singură foaie de țesătură cusută pe laturi în punct "feston"; decor amplasat simetric pe toată suprafața; interpretare geometrizantă; motive geometrice "vărgi". Decor: pe fondul brun sunt alese vertical: grupe de "vărgi" albe și roșii înguste, câte 3 pe o parte și orizontal "vărgi" albe și roșii. Gură și baieră țesută din lână, motive geometrice, "vărgi", lată de 2,5 cm și având o lungime de 78 cm. Fond: brun; cromatică decor: alb, roșu, vișiniu, bleu, lila. | Complexul Național Muzeal Astra, Sibiu | Cimec    |
|      | Ștergar de icoană                                                                                   | Datare: Sf. sec. XIX - înc. sec. XX Material: bumbac; mătase; fir metalic; țesut în 2 ițe; ales printre și peste fire; ales cu speteaza | Ștergar de icoană de formă dreptunghiulară; decor amplasat pe toată suprafața în 3 registre decorative; întregul corp este prevăzut cu motive alese și dungi drepte, orizontale, "vărgi" în tonuri de roșu, vânăt, negru, galben, alb, verde și albastru. La cele două extremități decorul este mai concentrat: la capete, motive simbolice alese pe fond roșu, "cruci"; linii drepte orizontale subțiri; motive antropomorfe, "ochișori" redați pe fondul alb al țesăturii. Urmează banda centrală a registrului, aleasă cu motive geometrice, "romburi" dispuse pe fond roșu, apoi se reiau benzile decorative de mai sus. La capete franjuri din urzeală. Cromatica: alb, roșu, vânăt, negru, galben, auriu, verde, albastru. | Complexul Național Muzeal Astra, Sibiu | Cimec    |
|      | Modelar                                                                                             | Datare: 1/2 sec. XX Material: bumbac; arnici; pânză de tip industrial; fir metalic; țesut în 2 ițe; brodat; croșetat; cusut cu mâna | Modelar în formă de față de masă. Format din cca. 260 modele de cusături, majoritatea întâlnite pe cămășile femeiești din Mărginimea Sibiului, Țara Oltului și Valea Hârtibaciului, la beată și ciupag, pe piept, peste umăr, de-a lungul mânecilor și la încheietura acestora. Încheiat cu cheițe. Interpretare geometrizantă; motive geometrice, "romb", "rozeta", "ciocănele", "colțișori", "zig-zag"; motive florale, "trandafirul", "laleaua", "macul", "măgheranul"; motive fitomorfe, "trifoi cu patru foi", "vița de vie", "frunza viței de vie", "brăduțul"; motive zoomorfe, "rădașca", "muștele", "pui", "coarnele berbecului"; motive skeomorfe, "bănuți", "pahare", "secera", "zala", "cârligul", "rășchitorul", "spoitoarele", "furca"; motive antropomorfe, "ochiul", "inima"; motive astrale, "steaua"; motive simbolice "crucea", "crucea în X", "prescura". Pe margini, de jur împrejur cipcă. Cromatică: alb, negru. | Complexul Național Muzeal Astra, Sibiu | Cimec    |
|      | Ie cu pumnași                                                                                       | Datare: Sf. sec. XIX - înc. sec. XX Dimensiuni: LM: 82 cm; LAM: 29 cm Material: cânepă; bumbac; arnici; lână; țesut în 2 ițe; brodat cu mâna (punct, cheiță, cruciulițe); încheiat cu mâna; croșetat | Cămașă încrețită; scurtă; croi larg; clini și broască sub braț, de lărgire; gura în partea stângă; mânecile largi pornesc din beată și se termină cu pumnași întorși. Decor: la gât – beata brodată cu motive geometrice: "zig-zag" bleumarin și "triunghiuri" umplute cu roșu, galben și albastru; ciupagul lat cu un brâu de "cîrlige" și mărginit cu "lănceț"; mâneca cu altiță peste umăr brodată cu motive geometrice "pătrat" și solare "steluță", "vârtelniță", urmează "brănelul și lăncețul" cu roșu, galben, albastru și negru. De-a lungul mânecii coboară dantelă croșetată albă, lată de 2 cm. Mâneca se termină cu pumnașii ornamentați cu: "zig-zag" bleumarin și "triunghiuri" roșii, galbene și albastre, iar pe încrețitură reapare "lăncețul". Pieptul este neornamentat. Fond alb. Cromatica broderiei: roșu, negru, galben, albastru, verde, kaki. | Complexul Național Muzeal Astra, Sibiu | Cimec    |
|      | Pieptar femeiesc                                                                                    | Datare: 1889 Material: piele de oaie; blană; pojiță; meșină; mătase; arnici; ață; fir metalic; nasturi din metal și plastic; argăsit; tăbăcit; croit; vopsit; ștanțare; aplicații; cusut; încheiat cu acul; brodat după desen | Pieptar femeiesc, despicat în față, fără mâneci, puternic răscroit la umeri și la gât, în talie ușor evazat și clini laterali, de lărgire sub braț, se închide în zona superioară a despicăturii cu ajutorul unui singur nasture din piele, de o parte și de alta 2 ciucuri ornamentali; la gât paspoal din meșină neagră, verde, roșie. În dreptul taliei, buzunar dispus în partea dreaptă, față, decor floral cu "gârbace", "brănel" și "ocolitură"; central inscripționat anul "1889" și 3 nasturi ornamentali. Decor brodat dispus la gât, umeri, piept (central de o parte și de alta despicăturii), clini continuând în partea inferioară la poale de jur împrejurul bunului cultural. Interpretare naturalistă, organizare lineară. Pe piept: pojiță roșie cu motivele "ocolitură", "ciupradă", "roate", "ocheșele", "brănel", "flori" și câte 5 ciucuri mici dispuși în șir vertical de o parte și de alta a despicăturii. Umeri - de jur împrejur și gât - parte din spate bentițe cu "oni", "colțuri", "puncte" și "ciupagel" și motive florale la poalele spatelui. Clinii ornamentați cu motive florale și geometrice, central un nasture de sticlă ornamental, partea superioară și inferioară câte un ciucure mare. Fond alb. Cromatica broderiei: roșu, vișiniu, verde, vernil, negru, galben, auriu, maron, albastru, mov. | Complexul Național Muzeal Astra, Sibiu | Cimec    |
|      | Pieptar bărbătesc                                                                                   | Datare: 1905 Material: piele de miel; blană; meșină; arnici; fir metalic; ață; nasturi metal; nasturi sticlă; argăsit; tăbăcit; croit; vopsit; ștanțare; aplicații; cusut; încheiat cu acul; brodat după desen | Pieptar bărbătesc, despicat în față, încins cu nasturi (10 din metal pentru închidere și 20 de sticlă ornamentali), fără mâneci, croit din două părți componente (față, spate), răscroit la umeri, drept în talie; la gât, la mâneci, buzunare și părțile laterale paspoal din meșină neagră și roșie. În dreptul taliei două buzunare dispuse, unul în partea stângă și altul în partea dreaptă, față, partea superioară câte doi nasturi din sticlă ornamentali, glastră cu flori stilizate, inscripționat cu anul inversat "05"-"19". Pe buzunarul stâng în formarea cifrelor "1" și "9" se disting 2 litere, respectiv "L" și "S". Decor brodat, atât în față cât și în spate, dispus la gât, umeri, central de o parte și de alta despicăturii, continuând în partea inferioară la poale. Interpretare naturalistă, organizare lineară în chenar simplu și dublu cu lujere și flori stilizate, "ocolitură", "puncte", "oni", "ciupagel". Fond alb. Cromatica broderiei: negru, roșu, vișiniu, albastru, bleu, verde, vernil, galben, auriu, maro, mov, lila. | Complexul Național Muzeal Astra, Sibiu | Cimec    |
|      | Strachină                                                                                           | Datare: Sf. sec. XIX Dimensiuni: I: 5,5 cm Material: lut; angobă; coloranți; oxizi; smalț; modelat la roată; angobare; pictat cu cornul și cu gaița; smălțuire; ardere oxidantă | Formă tronconică, baza plată, cu pereții înalți, bordură îngustă, fund rotunjit, buza dreaptă. Central - motive florale și fitomorfe: floare stilizată, înconjurată de patru frunze și patru flori dispuse alternativ; pe borură: motive fitomorfe și geometrice: nouă frunze cu grupuri de puncte între ele dispuse oblic. Cromatica: galben, maro, verde, brun. | Complexul Național Muzeal Astra, Sibiu | Cimec    |
|      | Ciorbalâc                                                                                           | Datare: Sf. sec. XIX Dimensiuni: I: 7 cm Material: lut; angobă; coloranți; oxizi; smalț; modelat la roată; angobare; pictat cu cornul; smălțuire; ardere oxidantă | Forma tronconică, baza plată, cu pereții înalți și evazați. Marginea înaltă, bordura îngustă, buza rotunjită. Central - motive geometrice: punct, spirală, linie ondulată. Pe peretele înălțat de la bază: cercuri concentrice, pe peretele înalt și evazat: linii, puncte, semicercuri ce formează două motive geometrice dispuse în patru registre decorative, între două dintre ele se află un semn ce poate fi asemănat cu litera "L". Pe margine trei linii circulare concentrice. Pe buză: linie ondulată. Sub buză se află o toartă mică. Cromatica: alb-gălbui, maro-roșcat, verde, brun. | Complexul Național Muzeal Astra, Sibiu | Cimec    |
|      | Vas                                                                                                 | Datare: Sf. sec. XIX Dimensiuni: I: 5,2 cm Material: lut; angobă; coloranți; oxizi; smalț; modelat la roată; angobare; pictat cu cornul; smălțuire; ardere oxidantă | Forma tronconică, baza plată, cu pereții ușor înalți și evazați, bordura lată; buza dreaptă. Central - motiv zoomorf: șarpele, motiv avimorf: pasărea. Inscripția: "șarpe.nopârcă." înscrise într-un cerc dublat de cerculețe mici. La marginea interioară a bordurii: patru cercuri concentrice; pe bordură: șir ornamental; motive geometrice: cerculețe, linii circulare, linie în zig-zag. Baza este perforată pentru sistemul de prindere. Cromatica: verde, negru, maro-roșcat, alb-gălbui. | Complexul Național Muzeal Astra, Sibiu | Cimec    |
|      | Vas                                                                                                 | Datare: Sf. sec. XIX Dimensiuni: I: 4,4 cm Material: lut; angobă; coloranți; oxizi; smalț; modelat la roată; angobare; pictat cu cornul; smălțuire; ardere oxidantă | Forma tronconică, baza plată, cu pereții ușor înalți și evazați, bordura lată; buza rotunjită. Central - motive geometrice: spirală, trei cercuri concentrice, un cerc punctat; pe bordură: două rânduri de semicercuri, cu puncte la mijloc, 11 grupuri de liniuțe oblice, lângă buză; un cerc punctat. Baza este perforată pentru sistemul de prindere. Cromatica: verde, brun, maro, alb-gălbui. | Complexul Național Muzeal Astra, Sibiu | Cimec    |
|      | Vas                                                                                                 | Datare: Sf. sec. XIX Dimensiuni: I: 4,5 cm Material: lut; angobă; coloranți; oxizi; smalț; modelat la roată; angobare; pictat cu cornul și cu pensula; smălțuire; ardere oxidantă | Forma tronconică, baza plată, cu pereții ușor înalți și evazați, bordura lată; buza rotunjită. Central - motive geometrice: cerc cu linii încrucișate și puncte, două cercuri concentrice; la marginea bazei: un șir de puncte mari; pe bordură: două motive florale stilizate dispuse alternativ de patru ori, amplasate între două linii circulare. Lângă buză: o linie ondulată. Baza este perforată pentru sistemul de prindere. Cromatica: portocaliu, maro-roșcat, verde, brun, alb. | Complexul Național Muzeal Astra, Sibiu | Cimec    |
|      | Canceu                                                                                              | Datare: 1871 Dimensiuni: I: 22 cm Material: lut; angobă; coloranți; oxizi; smalț; modelat la roată; angobare; pictat cu cornul; smălțuire; ardere oxidantă | Formă bitronconică, baza plată, gât alungit și evazat, buza rotunjită, o toartă fixată de la gât până la diametrul maxim. Decor geometric, floral și fitomorf stilizat. Pe corp: cercuri concentrice, frunze și flori stilizate. Datat "1871". În partea superioară a gâtului: cinci cercuri concentrice; pe toartă: trei flori stilizate. Cromatica: alb, albastru, verde. | Complexul Național Muzeal Astra, Sibiu | Cimec    |
|      | Vas                                                                                                 | Datare: Începutul sec. XX Dimensiuni: I: 4 cm Material: lut; angobă; coloranți; oxizi; smalț; modelat la roată; angobare; pictat cu cornul; smălțuire; ardere oxidantă | Formă tronconică, baza plată, cu pereții ușor înălțați și evazați; bordura îngustă, buza rotunjită. Central - motive fitomorfe: frunze stilizate; pe perete: două cercuri concentrice; pe bordură: motive geometrice: grupuri de linii verticale și grupuri de semicercuri dispuse alternativ. Pe marginea bordurii cinci cercuri concentrice. Sub bordură are un orificiu de prindere. Cromatica: alb-gălbui, verde, brun, galben. | Complexul Național Muzeal Astra, Sibiu | Cimec    |
|      | Canceu                                                                                              | Datare: Sf. sec. XIX Dimensiuni: I: 22 cm Material: lut; angobă; coloranți; oxizi; smalț; modelat la roată și cu mâna; angobare; pictat cu cornul și cu pensula; smălțuire; ardere oxidantă | Formă bitronconică, baza plată, corp bombat, gât alungit și evazat, buza rotunjită, o toartă fixată de la gât până la diametrul maxim. Decor geometric și fitomorf; deasupra bazei: un cerc; pe corp: patru cercuri concentrice, un registru format din frunze; motivul "tabla de șah"; pe gât: trei forme piramidale din linii orizontale despărțite de cinci frunze mici, în partea superioară a gâtului: un grup de cercuri concentrice; pe toartă: nouă linii orizontale. Cromatica: alb, maron, ocru, galben. | Complexul Național Muzeal Astra, Sibiu | Cimec    |
|      | Canceu                                                                                              | Datare: Sf. sec. XIX Dimensiuni: I: 20,7 cm Material: lut; angobă; coloranți; oxizi; smalț; modelat la roată și cu mâna; angobare; pictat cu cornul și cu pensula; smălțuire; ardere oxidantă | Formă bitronconică, baza plată, corpul bombat, gâtul alungit, gura evazată, o toartă fixată de la gât până la diametrul maxim. Decor fitomorf: un brâu cu frunze stilizate amplasat pe pântec și unul pe gât, între ele motive fitomorfe și florale: frunze și două lalele, motive geometrice: linii concentrice ce despart registrele decorative, linii verticale. Pe toartă grupuri de trei linii trasate orizontal. Cromatica: alb-gălbui, maro, galben, verde, albastru. | Complexul Național Muzeal Astra, Sibiu | Cimec    |
|      | Blid                                                                                                | Datare: Sf. sec. XIX Dimensiuni: I: 4,5 cm Material: lut; angobă; coloranți; oxizi; smalț; modelat la roată; angobare; pictat cu cornul; smălțuire; ardere oxidantă | Formă tronconică, baza plată, cu pereții înălțați și evazați, marginea înălțată, buza rotunjită, două toarte. Central - motiv fitomorf stilizat; floare înscrisă într-un cerc cu cinci bulbi; pe perete: motive geometrice și fitomorfe: cercuri, linii în zigzag, linii verticale, linie ondulată, puncte, frunze. Deasupra diametrului bazei are o toartă de agățare. Cromatica: alb, albastru, verde. | Complexul Național Muzeal Astra, Sibiu | Cimec    |
|      | Vas                                                                                                 | Datare: 1930 Dimensiuni: I: 4,5 cm Material: lut; angobă; coloranți; oxizi; smalț; modelat la roată; angobare; pictat cu cornul și cu pensula; smălțuire; ardere oxidantă | Formă tronconică, baza plată, cu pereții ușor înălțați și evazați, bordura lată, buza rotunjită. Central - datat "1930", înscris în cerc și subliniat de liniuțe verticale; motive fitomorfe: două tipuri de frunze dispuse alternativ; pe bordură: motive geometrice: linii, semicercuri, unghiuri: lângă buză: o linie circulară; deasupra diametrului bazei sub bordură are o toartă de agățare. Cromatica: alb, maron-roșcat, verde, brun. | Complexul Național Muzeal Astra, Sibiu | Cimec    |
|      | Vas                                                                                                 | Datare: Sf. sec. XIX Dimensiuni: I: 4,6 cm Material: lut; angobă; coloranți; oxizi; smalț; modelat la roată; angobare; pictat cu cornul și cu pensula; smălțuire; ardere oxidantă | Formă tronconică, baza plată, cu pereții ușor înălțați și evazați, bordura lată, buza rotunjită. Central - motiv astral: stea cu patru colțuri despărțite de câte o linie, motive geometrice: între două cercuri concentrice sunt amplasate 12 puncte mari cu câte două puncte mici, dispuse vertical; între ele, următorul registru decorativ este format din frunze stilizate, la marginea bazei: 12 cerculețe și 12 frunze dispuse alternativ. Pe bordură: motive geometrice: cercuri concentrice, puncte mari, linie ondulată. Deasupra diametrului bazei, sub bordură, are o toartă de agățare. Cromatica: alb, maron-roșcat, verde, brun. | Complexul Național Muzeal Astra, Sibiu | Cimec    |
|      | Vas                                                                                                 | Datare: Sf. sec. XIX Dimensiuni: I: 4,4 cm Material: lut; angobă; coloranți; oxizi; smalț; modelat la roată; angobare; incizare; pictat cu cornul și cu pensula; smălțuire; ardere oxidantă | Formă tronconică, baza plată, cu pereții ușor înălțați și marginea evazată spre exterior; bordura lată, buză rotunjită. Central - motive geometrice: cercuri concentrice, motive fitomorfe: două tipuri de frunze dispuse alternativ; pe bordura între două linii circulare un șir de puncte; deasupra diametrului bazei sub bordură are o toartă de agățare. Cromatica: alb, maron-roșcat, verde, brun. | Complexul Național Muzeal Astra, Sibiu | Cimec    |
|      | Ol                                                                                                  | Datare: Sf. sec. XIX Dimensiuni: I: 27,6 cm Material: lut; angobă; coloranți; oxizi; smalț; modelat la roată și cu mâna; angobare; pictat cu cornul și cu pensula; smălțuire; ardere oxidantă | Formă bitronconică, baza plată, corpul puternic bombat, gâtul scurt și îngustat; gura bilobată; o toartă cu țâța fixată de la gât până la diametrul maxim. Angobat, smălțuit și decorat în partea superioară. Decor fitomorf: ramuri cu frunza; motive geoemetrice: puncte, linie ondulată, linie în zig-zag, linii oblice. Spre diametrul maxim trei linii concentrice; pe toartă 23 de liniuțe oblice. Cromatica: alb, maron-roșcat, brun, verde. | Complexul Național Muzeal Astra, Sibiu | Cimec    |
|      | Vas                                                                                                 | Datare: Sf. sec. XIX Dimensiuni: I: 3,6 cm Material: lut; angobă; coloranți; oxizi; smalț; modelat la roată; angobare; pictat cu cornul; smălțuire; ardere oxidantă | Formă tronconică, baza plată, cu pereții ușor înălțați și evazați, bordura lată, buza rotunjită. Central - motiv floral stilizat înscris într-un cerc trasat la marginea bazei; pe bordură: trei motive florale stilizate alternând cu trei motive geometrice: semicercuri și puncte. Deasupra diametrului bazei sub bordură are o toartă de agățare. Cromatica: alb, maro, verde, galben, albastru. | Complexul Național Muzeal Astra, Sibiu | Cimec    |
|      | Vas                                                                                                 | Datare: Sf. sec. XIX Dimensiuni: I: 4,5 cm Material: lut; angobă; coloranți; oxizi; smalț; modelat la roată; angobare; pictat cu cornul și cu pensula; smălțuire; ardere oxidantă | Formă tronconică, baza plată, cu pereții ușor înălțați și marginea evazată spre exterior; bordura lată, buză rotunjită. Central - motiv fitomorf: o frunză stilizată; pe bordură: motive geometrice: puncte mari amplasate între două linii circuare; lângă buză: o linie ondulată. Deasupra diametrului bazei sub bordură are o toartă de agățare. Cromatica: alb, maron-roșcat, verde, brun. | Complexul Național Muzeal Astra, Sibiu | Cimec    |
|      | Vas                                                                                                 | Datare: Sf. sec. XIX Dimensiuni: I: 4 cm Material: lut; angobă; coloranți; oxizi; smalț; modelat la roată; angobare; pictat cu cornul și cu pensula; smălțuire; ardere oxidantă | Formă tronconică, baza plată, cu pereții ușor înălțați și evazați; bordura lată, buza rotunjită. Central - motiv floral: floare; motive fitomorfe: două tipuri de frunze dispuse alternativ; pe bordură: motive geometrice: între două linii circulare, grupuri de linii verticale și grupuri de puncte mari dispuse alternativ. Deasupra diametrului bazei sub bordură are o toartă de agățare. Cromatica: alb, maro-roșcat, verde, brun. | Complexul Național Muzeal Astra, Sibiu | Cimec    |
|      | Blid                                                                                                | Datare: 1928 Dimensiuni: I: 5 cm Material: lut; angobă; coloranți; oxizi; smalț; modelat la roată; angobare; pictat cu cornul; smălțuire; ardere oxidantă | Formă tronconică, baza plată, cu pereții înalți și evazați; bordură îngustă, fundul rotunjit, buza dreaptă. Central - datat "1928"; pe pereți: motive geometrice: cercuri care se întretaie, linii. Pe bordură, între două cercuri concentrice, 12 frunze stilizate; sub bordură are un orificiu de prindere. Cromatica: alb-gălbui, maro-roșcat, verde, albastru. | Complexul Național Muzeal Astra, Sibiu | Cimec    |
|      | Blid                                                                                                | Datare: Începutul sec. XX Dimensiuni: I: 7,3 cm Material: lut; angobă; coloranți; oxizi; smalț; modelat la roată; angobare; pictat cu cornul; smălțuire; ardere oxidantă | Formă tronconică, baza plată, cu pereții foarte înălțați și evazați; buza înălțată și rotunjită. Central - motive geometrice și fitomorfe: linii trasate orizontal, alternând cu patru brăduți pe margine: un brâu de motive geometrice: romburi și puncte. Aproape de buză are o toartă de agățare. Cromatica: alb-gălbui, maro, verde, albastru. | Complexul Național Muzeal Astra, Sibiu | Cimec    |
|      | Vas                                                                                                 | Datare: Sf. sec. XIX Dimensiuni: I: 4,5 cm Material: lut; angobă; coloranți; oxizi; smalț; modelat la roată; angobare; pictat cu cornul și cu pensula; smălțuire; ardere oxidantă | Formă tronconică, baza plată, cu pereții înălțați; bordura evazată, buza ieșită în afară și zimțată. Central - motiv floral și fitomorf: buchet de flori stilizat înscris într-un cerc. Bordura este marcată de un brâu cu motive geometrice și fitomorfe dispuse alternativ: linii, romburi, mănunchi de frunze. Pe marginea bordurii, între două linii circulare se află o linie în val. Deasupra diametrului bazei sub bordură are o toartă de agățare. Cromatica: alb, maro, verde, galben, albastru. | Complexul Național Muzeal Astra, Sibiu | Cimec    |
|      | Furcă împuiată                                                                                      | Datare: 1850 Material: lemn de stejar; cioplit; crestat; incizat; finisat | Furcă de tors de formă octogonală, decor geometrizant amplasat în partea superioară, la mijloc cornițe în formă de liră, la vârf și sub cornițe motive inelare grupate câte 5, motive geometrice: linii în zig-zag, triunghiuri. Inscripții: Livezeni com. Hunedoara "f. împuiată" de 70 ani. Culoarea naturală a lemnului (patina timpului). | Complexul Național Muzeal Astra, Sibiu | Cimec    |
|      | Furcă de tors                                                                                       | Datare: 2/2 sec. XIX Material: lemn de carpen; cioplit; crestat; incizat; finisat | Furcă de tors de formă pătrată în partea superioară, cilindrică în partea inferioară, la mijloc are pentru fixarea caierului 2 aripi (cornițe) cu 2 arcuri în formă de ochelari. Decor geometrizant amplasat în partea superioară, motive geometrice: linii în zig-zag. Culoarea naturală a lemnului (patina timpului). | Complexul Național Muzeal Astra, Sibiu | Cimec    |
|      | Furcă împuiată                                                                                      | Datare: 1801 Material: lemn de fag; cioplit; crestat; finisat | Furcă de tors de formă octogonală cu 2 perechi de aripi (cornițe) amplasate la mijloc, decor geometrizant ordonat în registre, amplasat în jumătatea superioară, motive geomertice: triunghi, semicerc, linii în zig-zag. Inscripții: Livezeni com. Hunedoara "F. împuiată" din an. 1801. Culoarea naturală a lemnului (patina timpului). | Complexul Național Muzeal Astra, Sibiu | Cimec    |
|      | Furcă de tors                                                                                       | Datare: 1888 Material: lemn de tisă; cioplit; crestat; incizat; finisat | Furcă de tors de formă octogonală și pătrată în partea centrală, 5 registre alternative, inelară la vârf (14 inele), decor geometrizant amplasat în partea superioară, motive geomertice: linii în zig-zag, triunghiuri, romburi. Inscripții amplasate sub partea decorată. Culoarea naturală a lemnului (patina timpului). | Complexul Național Muzeal Astra, Sibiu | Cimec    |
|      | Furcă încrestită                                                                                    | Datare: 1907 Material: lemn de paltin; cioplit; crestat; incizat; traforat; finisat | Furcă de tors de formă cilindrică cu 2 aripi (coarne) amplasate la mijloc, decor geometrizant amplasat în partea centrală și pe aripi, motive geometrice: triunghi, cerc, cruce, linii în zig- zag, linii (brăduț). Inscripții: Marie 1907. Culoarea naturală a lemnului (patina timpului). | Complexul Național Muzeal Astra, Sibiu | Cimec    |
|      | Furcă de tors                                                                                       | Datare: 1/2 sec. XX Material: lemn de paltin; cioplit; crestat; incizat | Furcă de tors de formă dreptunghiulară alugită, decor geometrizant amplasat în jumătatea superioară, motive geometrice: rozeta, crucea, triunghi, pătrat, linii drepte. Culoarea naturală a lemnului (patina timpului). | Complexul Național Muzeal Astra, Sibiu | Cimec    |
|      | Lingurar                                                                                            | Datare: Sf. sec. XIX Material: lemn de fag și stejar; cioplit; traforat; incizat; asamblat | Lingurar de formă paralelipipedică, decor geometrizant amplasat pe brațul de susținere, motive geometrice: triunghiuri, linii drepte, găuri în triunghi perforate pe suprafața scândurii. Culoarea naturală a lemnului (patina timpului). | Complexul Național Muzeal Astra, Sibiu | Cimec    |
|      | Căuc Autor: Blaj, Ion                                                                               | Datare: Sf. sec. XIX Dimensiuni: Î: 6 cm; D: 4 cm; A: 5 cm Material: lemn de paltin; cioplit; scobit; excizat; incizat | Formă sferică cu mâner lateral, decor geometrizant amplasat pe toată suprafața, motive geometrice: crucea, triunghiul, spirala, smicercul, motive fitomorfe: frunze, amplasate pe pereții exteriori. Culoarea naturală a lemnului (patina timpului). | Complexul Național Muzeal Astra, Sibiu | Cimec    |
|      | Căuc                                                                                                | Datare: Începutul sec. XX Dimensiuni: Î: 5,5 cm; D: 5,5 cm; A: 4 cm Material: lemn de prun; cioplit; scobit; găurit; crestat | Formă cilindrică cu mâner lateral, decor geometrizant amplasat pe mâner și fețe, motive geomertice: semicerc, triunghi, linii (brăduț), motive fitomorfe: frunze, amplasate pe fundul piesei. Culoarea naturală a lemnului (patina timpului). | Complexul Național Muzeal Astra, Sibiu | Cimec    |
|      | Căuc                                                                                                | Datare: Sf. sec. XIX Dimensiuni: Î: 8 cm; D: 7 cm; A: 6 cm Material: lemn de prun; cioplit; excizat; incizat | Căuc de formă semisferică cu mâner lateral, decor geometrizant amplasat pe toată suprafața, motive geometrice: cercuri, triunghiuri, romburi, linii (brăduț), motive fitomorfe: frunza. Culoarea naturală a lemnului (patina timpului). | Complexul Național Muzeal Astra, Sibiu | Cimec    |
|      | Cruce de mână                                                                                       | Datare: 1/4 sec. XX Material: lemn de paltin; sculptat; crestat; incizat; traforat; finisat | Cruce triplă, formă specifică, decor geometrizant pe o singură față; motive geometrice: crucea, linia dreaptă, dreptunghiul, triunghiul; motive astrale: stea în 4 și 8 colțuri; lateral reprezentate două cruci; perforat în partea superioară pentru susținere. Inscripții: ICXC, MKA 18K MAT M CT K8 MAPIA ION. Culoarea naturală a lemnului (patina timpului). | Complexul Național Muzeal Astra, Sibiu | Cimec    |
|      | Furcă de tors                                                                                       | Datare: 1/4 sec. XX Material: lemn de paltin; cioplit; crestat; incizat; traforat; finisat | Furcă de tors de formă cilindrică, decor geometrizant, amplasat central pe ambele suprafețe; pereche de aripi aplatizate vertical; axul cioplit în 8 muchii și împărțit în 6 registre succesive despărțite de 5 inele orizontale (noduri). Motive geometrice: linia dreaptă, cerc, zig-zag, romb; motive solare: rozeta, "stâlpii cerului"; aripi late cu câte 3 tăieturi semicirculare decupate; în partea superioară a aripilor 3 rotițe. Culoarea naturală a lemnului (patina timpului). | Complexul Național Muzeal Astra, Sibiu | Cimec    |
|      | Furcă de tors                                                                                       | Datare: 1/2 sec. XX Material: lemn de paltin; cioplit; crestat; incizat; traforat; finisat | Formă cilindrică, decor geometrizant; axul împărțit în 4 registre succesive despărțite de inele orizontale; motive geometrice: linia dreaptă, linia sinuoasă, crucea, triunghi, romb, zig-zag; motive fitomorfe: frunze; motive solare: stea; aripi laterale aplatizate și decorate cu motive geometrice: linia, zig-zag, triunghi, cerc, semicerc; motive astrale: soare; în partea superioară a aripilor motive zoomorfe: căluți. Culoarea naturală a lemnului (patina timpului). | Complexul Național Muzeal Astra, Sibiu | Cimec    |
|      | Furcă de tors                                                                                       | Datare: 1/2 sec. XX Material: lemn de paltin; cioplit; crestat; incizat; traforat; finisat | Formă octogonală, cilindrică la bază; decor geometrizant amplasat pe aproximativ toată suprafața; aripi laterale aplatizate late; axul împărțit în 14 registre succesive despărțite de grupuri a câte 5 inele; motive geometrice: triunghi, zig-zag, linia dreaptă, romb, crucea, cercul; aripi late, traforate; decorate cu motive geometrice și solare: romb, cerc, linia dreaptă, triunghi, cruce, rozetă, "stâlpii cerului". Culoarea naturală a lemnului (patina timpului). | Complexul Național Muzeal Astra, Sibiu | Cimec    |
|      | Furcă de tors                                                                                       | Datare: 1/2 sec. XX Material: lemn de brad; cioplit; crestat; incizat; traforat; perforat; finisat | Furcă de tors de formă octogonală, decor geometrizant amplasat pe aproximativ toată suprafața; axul împărțit în 9 registre succesive despărțite de inele (noduri) orizontale; motive geometrice: zig-zag, triunghi, romb, crucea; motive fitomorfe: brăduț; aripi laterale late decorate cu motive geometrice: romb, triunghi, pătrat, cerc, linia dreaptă, zig-zag; motive solare: "stâlpii cerului", rozeta. Culoarea naturală a lemnului (patina timpului). Cromatica: roșu, brun. | Complexul Național Muzeal Astra, Sibiu | Cimec    |
|      | Furcă de tors                                                                                       | Datare: 1/2 sec. XX Material: lemn de paltin; cioplit; crestat; incizat; finisat | Furcă de tors de formă cilindrică; decor geometrizant amplasat în zona mediană; motive geometrice: linia dreaptă, zig-zag, crucea; forma coarnelor puțin întâlnită. Culoarea naturală a lemnului (patina timpului). | Complexul Național Muzeal Astra, Sibiu | Cimec    |
|      | Furcă de tors                                                                                       | Datare: 1/2 sec. XX Material: lemn de paltin; cioplit; crestat; incizat; traforat; perforat; finisat | Furcă de tors de formă octogonală, central patrulateră; decor geometrizant amplasat în 5 registre succesive; motive geometrice: linia dreaptă, triunghi, zig-zag, romb, inel, crucea; perforat în partea superioară pentru prinderea șnurului care susține caerul; aripi în relief traforate și crestate. Culoarea naturală a lemnului (patina timpului). | Complexul Național Muzeal Astra, Sibiu | Cimec    |
|      | Cruce de mână                                                                                       | Datare: 1/4 sec. XX Material: lemn de brad; cioplit; sculptat; incizat; finisat; pictat în ulei | Cruce de mână cu formă specifică; decor specific; motive astrale: soarele; pictate scene biblice: pe o parte scena răstignirii iar pe verso un înger; incizat "ochiul lui Dumnezeu" încadrat de Sfânta Treime. În partea inferioară mâner pentru prindere. Inscripții: INRI. Cromatica: verde, roșu, alb. | Complexul Național Muzeal Astra, Sibiu | Cimec    |
|      | Cruce de mână                                                                                       | Datare: 1/4 sec. XX Material: lemn de paltin; cioplit; crestat; incizat; traforat; finisat | Formă specifică; decor geometrizant pe ambele fețe; motive geometrice: crucea, linia dreaptă, triunghi, zig-zag, cerc, x-ul; în partea inferioară 3 inele care delimitează crucea de mâner; în părțile laterale brațe cu motive geometrice. Culoarea naturală a lemnului (patina timpului). | Complexul Național Muzeal Astra, Sibiu | Cimec    |
|      | Furcă împestrițată                                                                                  | Datare: 1/4 sec. XX Material: lemn de paltin; cioplit; crestat; incizat; traforat; finisat | Formă cilindrică, octogonală, patrulateră; decor geometrizant amplasat în zona mediană pe o singură față; motive geometrice: linia dreaptă, triunghiul, zig-zag, crucea; coarne crestate în relief; vârful crestat în formă de brad. Culoarea naturală a lemnului (patina timpului). | Complexul Național Muzeal Astra, Sibiu | Cimec    |
|      | Furcă de tors                                                                                       | Datare: 1/2 sec. XX Material: lemn de brad; cioplit; crestat; incizat; finisat | Furcă de tors de formă octogonală; forma coarnelor semiovală; decor geometrizant ordonat în opt registre în zona mediană; motive geometrice: cercul, triunghi, romb, pătrat, zig-zag. Culoarea naturală a lemnului (patina timpului). | Complexul Național Muzeal Astra, Sibiu | Cimec    |
|      | Furcă de tors                                                                                       | Datare: 1907 Material: lemn de paltin; cioplit; crestat; incizat; traforat; finisat | Furcă de tors de formă octogonală, central patrulateră; decor geometrizant amplasat central; motive geometrice: zig-zag, linia dreaptă, triunghiul, cercul; motive solare: rozeta, stea în 6 colțuri, stilizată; margini traforate în relief; perforat în partea superioară pentru prindere. Inscripționat: "1907 Iacob". Culoarea naturală a lemnului (patina timpului). | Complexul Național Muzeal Astra, Sibiu | Cimec    |
|      | Furcă de tors                                                                                       | Datare: 1/4 sec. XX Material: lemn de paltin; cioplit; crestat; incizat; traforat; perforat; finisat | Furcă de tors de formă patrulateră; decor geometrizant amplasat central pe ambele fețe; motive geometrice: linia dreaptă, triunghi, pătrat, romb, crucea, cercul; pe lateral aripi în relief în formă ovală și de liră; inscripționat desenul unei puști; perforat în partea superioară pentru susținerea caerului. Culoarea naturală a lemnului (patina timpului). | Complexul Național Muzeal Astra, Sibiu | Cimec    |
|      | Furcă de tors                                                                                       | Datare: 1/4 sec. XX Material: lemn de paltin; cioplit; crestat; incizat; traforat; perforat; finisat | Formă patrulateră lată; decor geometrizant așezat în partea superioară; motive geometrice: linia dreaptă, pătratul, cercul, zig-zag, oval, triunghi; motive solare: stea în 6 colțuri; margini crestate în relief; perforat în partea superioară pentru susținere. Culoarea naturală a lemnului (patina timpului). | Complexul Național Muzeal Astra, Sibiu | Cimec    |
|      | Ploscă                                                                                              | Datare: 1831 Material: lemn de paltin; strunjit; cioplit; crestat; perforat; finisat | Ploscă de formă sferică puțin turtită; decor geometrizant; motive geometrice: cercuri concentrice, linia dreaptă; decor naturalist; motive fitomorfe: frunza, crenguța de brad; perforat în partea superioară, introdus un șnur de piele. Inscripții: 1831, "WIVAT MO". Culoarea naturală a lemnului (patina timpului). | Complexul Național Muzeal Astra, Sibiu | Cimec    |
|      | Ploscă                                                                                              | Datare: 1892 Material: lemn de fag; metal; piele; strunjit; cioplit; crestat; perforat; finisat; pictat | Formă sferică exagerat de mare; decor geometrizant amplasat pe toată suprafața; motive geometrice: linia dreaptă, cercuri concentrice, x-ul; decor naturalist; motive fitomorfe: flori, frunze; de jur împrejur, în formă de x, curea de piele decorată cu motive geometrice: linia dreaptă, zig-zag; nituri (capse); dop de metal cu filet, lucrat în fabrică la strung; perforat în partea superioară pentru prinderea mânerului de piele. Inscripții: "1892 Vivat". Culoarea naturală a lemnului, auriu. | Complexul Național Muzeal Astra, Sibiu | Cimec    |
|      | Ploscă                                                                                              | Datare: 1/2 sec. XX Material: lemn de fag; strunjit; cioplit; crestat; perforat; finisat; pictat | Ploscă de formă sferică puțin turtită; decor geometrizant; motive geometrice: cercuri concentrice; decor naturalist; motive fitomorfe: flori, frunze; perforat în partea superioară, șnur de piele cu care este prins dopul; dop de formă ovoidală cu decor geometrizant; pe dop reprezentat tricolorul. Cromatica: roșu, orange, galben, albastru, verde, alb, negru. | Complexul Național Muzeal Astra, Sibiu | Cimec    |
|      | Pristolnic                                                                                          | Datare: 1781 Material: piatră; sculptat; incizat; finisat | Formă piramidală; decor geometric; motive geometrice: linia dreaptă, crucea; perforat în partea superioară pentru susținere. Inscripții: 1781, ICXC. Culoarea naturală a lemnului (patina timpului). | Complexul Național Muzeal Astra, Sibiu | Cimec    |
|      | Cruce de mână                                                                                       | Datare: 1/4 sec. XX Material: lemn de brad; cioplit; finisat; pictat | Formă specifică; motive zoomorfe: pasăre; pe fiecare față a crucii pictate scene biblice: răstignirea, respectiv botezul Domnului, scene încadrate de câte doi sfinți; în partea inferioară mâner pentru susținere de formă octogonală. Cromatica: albastru, galben, gri, verde, roșu, alb, negru. | Complexul Național Muzeal Astra, Sibiu | Cimec    |
|      | Pristolnic                                                                                          | Datare: 1/4 sec. XX Material: lemn de prun; sculptat; cioplit; incizat; perforat; finisat; pictat | Formă specifică; decor geometrizant; motive geometrice: linia dreaptă, dreptunghi; motive geometrice: stea în 4 colțuri; pe o față incizate linii drepte iar pe alta figura lui Isus Hristos; în partea inferioară pristornic de formă piramidală inscripționat pe bază: "Isus"; perforat în partea superioară pentru susținere. Inscripții: ICXC. Culoarea naturală (patina timpului). | Complexul Național Muzeal Astra, Sibiu | Cimec    |
|      | Maica Domnului cu pruncul Iisus Hristos în brate – Hodighitria Autor: Simion                        | Datare: Sec. XIX Dimensiuni: Lramă: 30,5 cm; LAramă: 25,5 cm; G: 4 cm Material: sticlă; coloranți; tempera; lemn de brad; foiță aurie; pictat pe spatele sticlei; pictat cu pensula; pictat tempera; înrămată | Maica Domnului încoronată ține pruncul Iisus Hristos pe brațul stâng, mâna dreaptă fiindu-i adusă pe piept. Este înveșmântată în maphorion de culoare roșu vermillon, decorat cu buline albe. Maphorionul este împodobit cu cele trei stele, simboluri ale sfintei treimi și a celor trei vârste ale fecioarei divine, așezate în dreptul frunții și în dreptul umerilor. Pruncul Iisus Hristos, încoronat fiind, ține în mâna stângă globul pământesc și cu mâna dreaptă binecuvântează. În registrul superior sunt ornamente vegetale, boboci de trandafiri. Inscripția în scriere chirilică, “Maica Domnului", “Iisus Hristos" este grafiată pe o bandă ornamentală. Se remarcă o dantelărie minuțioasă de detalii decorative. Cromatica este extrem de vie și de luminoasă; alb, roșu, verde, ocru, auriu. | Complexul Național Muzeal Astra, Sibiu | Cimec    |
|      | Sfinții Împărați Constantin și Elena Autor: Purcariu, Matei (Țimforea)                              | Datare: 1888 Dimensiuni: Lramă: 43,6 cm; LAramă: 38 cm; G: 2 cm Material: sticlă; coloranți; tempera; lemn de brad; foiță aurie; pictat pe spatele sticlei; pictat cu pensula; pictat tempera; izvod; fixare cu emulsie de ou; înrămată | Central, crucea este încadrată de Sfinții Împărați Elena, în partea stangă, și Constantin, în partea dreaptă, sfânta împărăteasă Elena ține în mâna dreaptă frunza stilizată, și cu mâna stângă ține crucea centrală, iar sfântul împărat Constantin ține cu dreapta crucea centrală. Crucea este bogat ornamentată, amintește ușor de steaua cu care se colinda în credința populară românească. Figurile sfinților împărați sunt înveșmântate în haine împărătești, de cromatică verde, maron, auriu, cu feloane de culoare purpurie, cu falduri bogate. Pe capete, poartă coroane imperiale, înconjurate de aureole. În colțurile superioare sunt redați heruvimi. Chenarul, ce încadrează imaginea iconografică, este ornamentat cu motive geometrice și vegetale. Se remarca fondul albastru-“vânăt" și motivul pardoselii, care simbolizează fondarea bisericii. Cromatica: alb, negru, albastru, verde, roșu, auriu. Stil miniaturist. | Complexul Național Muzeal Astra, Sibiu | Cimec    |
|      | Duminica Floriilor - Intrarea în Ierusalim                                                          | Datare: 2/2 sec. XIX Dimensiuni: Lramă: 46 cm; LAramă: 36 cm; G: 2,5 cm Material: sticlă; coloranți; tempera; lemn de brad; foiță aurie; pictat pe spatele sticlei; pictat cu pensula; pictat tempera; izvod; fixare cu emulsie de ou; înrămată | Central Iisus Hristos redat fiind așezat pe un asin brun, contra legilor erminiei, ca pe un tron, cu capul înclinat spre stânga, cu o mână ținând hățurile, iar cu cealaltă mână binecuvântează. Iisus Hristos este urmat de apostoli, mulțimea fiind sugerată prin aureolele care se suprapun asemenea unor solzi de pește. Iisus este întâmpinat de citadini, un copil îl întâmpină cu o ramură de finic. Se semnalează elemente de arhitectură. A doua abatere de la legile erminiei este că hainele pe care ar fi trebuit să calce asinul sunt înlocuite cu o mandorlă de nori albi, Iisus se îndreaptă în direcție inversă decât cea cunoscută în erminii. | Complexul Național Muzeal Astra, Sibiu | Cimec    |
|      | Sfântul Haralambie omorând ciuma Autor: Purcariu, Matei (Țimforea)                                  | Datare: 1878 Dimensiuni: Lramă: 45 cm; LAramă: 39 cm; G: 2 cm Material: sticlă; coloranți; tempera; lemn de brad; foiță aurie; pictat pe spatele sticlei; pictat cu pensula; pictat tempera; izvod; fixare cu emulsie de ou; înrămată | Central, frontal este redat Sfântul Mucenic Haralambie, înveșmântat în haine preoțești, cu epitrahil albastru, felon roșu. Sfântul binecuvântează cu mâna dreaptă și în mâna stângă ține evanghelia și lanțul de care este legată ciuma. În registrul inferior, ciuma – figură antropomorfă, cu barbă, cu coarne, urechi de țap, ținând coasa morții. În registrul superior, în dreapta și în stânga sunt pictate semifigurile lui Iisus Hristos și a Maicii Domnului, alături de cei doi îngeri Arhanghelii Mihail și Gavriil. Mihail ține în mâini potirul sfânt și spada, iar Gavriil ține cununa sfintei fecioare și sceptrul. Imaginea iconografică este încadrată de un chenar cu hașuri oblice. Cromatica este armonios realizată: roșu, verde, albastru, alb, gris-vânăt. | Complexul Național Muzeal Astra, Sibiu | Cimec    |
|      | Sfinții Mucenici Teodor Tiron și Gheorghe                                                           | Datare: 2/4 sec. XIX Dimensiuni: Lramă: 46,5 cm; LAramă: 41 cm Material: sticlă; coloranți; tempera; lemn de brad; foiță aurie; pictat pe spatele sticlei; pictat cu pensula; pictat tempera; înrămată | Pe un fundal gri argintiu, sunt redate figurile Sfinților Mucenici Teodor Tiron și Gheorghe, reprezentați călare. Este de remarcat segmentarea pe diagonală a întregii icoane. Sfântul Gheorghe are figura unui tânăr războinic, călare pe calul alb, omorând balaurul cu două capete cu sulița. Sfântul Teodor este redat în spatele Sfântului Gheorghe, călare pe un cal roșu, omorând diavolul reprezentat antropomorf. Părți componente ale vestimentației de războinici, zalele și elemente de harnașament sunt ilustrate prin foița aurie. Cromatica excelează prin armonie și echilibru, specifice Văii Sebeșului: verde, nuanțe de gris-uri, roșu, alb, auriu. | Complexul Național Muzeal Astra, Sibiu | Cimec    |
|      | Cina cea de taină Autor: Moga, Savu                                                                 | Datare: 1877 Dimensiuni: Lramă: 68,8 cm; LAramă: 58 cm Material: sticlă; coloranți; tempera; lemn de brad; foiță aurie; pictat pe spatele sticlei; pictat cu pensula; pictat tempera; izvod; fixare cu emulsie de ou; înrămată | Cina cea de taină este în compoziție cu masa rotundă. Mântuitorul Iisus Hristos redat central, este imaginat cu o figură hiperbolizată, accentuându-se astfel perspectiva ierarhică a semnificației. Cu mâna dreaptă Iisus Hristos binecuvântează, iar cu mâna stângă îl atinge protector pe umăr pe Sfântul Ioan, care este imaginat fiind aplecat cu capul, în semn de dragoste și supunere, la pieptul Mântuitorului. În jurul lui Iisus, la masă sunt așezați cei doisprezece apostoli. Iuda este pictat cu punga de arginți în mână. Personajele sunt unitar înveșmântate în sacos verde și felon roșu. În registrul din fundal sunt ilustrate elemente de arhitectură. Central, deasupra lui Iisus Hristos este un candelabru, semnificând o candelă mereu aprinsă. Tot în registrul superior se remarcă prezența a doi serafimi. Caracteristic picturii lui Savu Moga este ancadramentul icoanei, minuțios grafiată, o adevărată dantelărie de manuscris. Cromatica este armonios echilibrată: fond albastru, roșu, verde, auriu. | Complexul Național Muzeal Astra, Sibiu | Cimec    |
|      | Maica Domnului îndurerată (Mater Dolorosa) Autor: Zamfir, Pavel                                     | Datare: 1888 Dimensiuni: Lramă: 54,4 cm; LAramă: 42,7 cm Material: glajă; coloranți; tempera; lemn de brad; foiță aurie; pictat pe spatele glajei; pictat cu pensula; pictat tempera; ramă profilată din lemn de brad; motivul frânghiei | Figura Maicii Domnului îndurerate este redată cu capul aplecat spre stânga și cu mâinile încrucișate pe piept, fiind înveșmântată cu un maphorion negru, căptușit cu verde închis și având la margine motive decorative aurii. În registrul superior sunt sfinții îngeri Arhangheli Mihail și Gavriil. În dreapta icoanei, este Iisus Hristos răstignit pe cruce, simbolizând durerea, și elementele de arhitectură ale unei biserici. Cromatica este de o armonie artistică deosebită: alb, negru, roșu, verde, auriu. Rama este sculptată cu profil, observându-se motivul franghiei. | Complexul Național Muzeal Astra, Sibiu | Cimec    |
|      | Răstignirea lui Iisus Hristos                                                                       | Datare: 1/4 sec. XIX Dimensiuni: Lramă: 33 cm; LAramă: 28 cm Material: glajă; coloranți; tempera; lemn de brad; foiță aurie; pictat pe spatele glajei; pictat cu pensula; pictat tempera; înrămată | Iisus Hristos este răstignit pe crucea, cu trei brațe trilobate (crucea românească). În registrul inferior, pe fond cărămiziu (roșu vermillon), în stânga și în dreapta crucii câte o floare a soarelui, stilizată, înlocuind cunoscuta reprezentare a Sfintei Fecioare Maria și a Sfântului Ioan, caracteristică erminiei picturii bizantine. Deasupra crucii sunt pictate soarele și luna. Se observă prezența ornamentelor vegetale și a motivului funiei răsucite (arta lemnului/Maramureș), frânghiei, sau a liniei șerpuite. Cromatica vie contrastează cu tragismul temei răstignirii: roșu, albastru, galben/ocru, alb. Prezent simbolul ploii binefăcătoare. Este o icoană excelentă din punct de vedere artistic. | Complexul Național Muzeal Astra, Sibiu | Cimec    |
|      | Vas                                                                                                 | Datare: Sf. sec. XIX Dimensiuni: I: 4,3 cm Material: lut; angobă; coloranți; oxizi; smalț; modelat la roată și cu mâna; angobare; pictat cu cornul și cu pensula; smălțuire; ardere oxidantă | Vas de formă tronconică, baza plată, cu pereții evazați și bordura lată, cu buza rotunjită. Central, motiv geometric; romburi dispuse în formă de cruce între romburi motiv floral stilizat: pe bordură motiv geometric linii oblice intercalate de triunghiuri și cercuri sugerând flori: maro-roșcat, desupra diametrului bazei sub bordură are o toartă de agățare; cromatica: pe fond alb, albastru cobalt, maro-roșcat. | Complexul Național Muzeal Astra, Sibiu | Cimec    |
|      | Vas                                                                                                 | Datare: Sf. sec. XIX Dimensiuni: I: 3,8 cm Material: lut; angobă; coloranți; oxizi; smalț; modelat la roată și cu mâna; angobare; pictat cu cornul și cu pensula; smălțuire; ardere oxidantă | Vas de formă tronconică, baza plată, cu pereții înălțați și bordura evazată, cu buza rotunjită. Central, motiv fitomorf: ramură cu frunze; pe bordură motiv geometric numit "ochiul lui Dumnezeu" (5). Maron roșcat, desupra diametrului bazei sub bordură are o toartă de agățare. Cromatica: pe fond alb; brun, maron roșcat, verde. | Complexul Național Muzeal Astra, Sibiu | Cimec    |
|      | Vas                                                                                                 | Datare: Sf. sec. XIX Dimensiuni: I: 3,8 cm Material: lut; angobă; coloranți; oxizi; smalț; modelat la roată; angobare; pictat cu cornul și cu pensula; smălțuire; ardere oxidantă | Vas de formă tronconică, baza plată, cu pereții evazați și bordura lată ușor înălțată, cu buze rotunjite. Central, motiv geometric stilizat sugerând o floare sau/și o stea în culorile maron roșcat, brun, verde, pe fond alb; pe bordură motiv geometric numit "ochiul lui Dumnezeu" (10). Desupra diametrului bazei sub bordură are o toartă de agățare. | Complexul Național Muzeal Astra, Sibiu | Cimec    |
|      | Vas                                                                                                 | Datare: Sf. sec. XIX Dimensiuni: I: 5 cm Material: lut; angobă; coloranți; oxizi; smalț; modelat la roată; angobare; pictat cu cornul și cu pensula; smălțuire; ardere oxidantă | Vas de formă tronconică, baza plată, cu pereții ușor și marginea evazată spre exterior; central, motiv stelar incizat dispus simetric stilizat numit "lacrima". Pe bordură între două cercuri concentrice care o delimitează sunt cinci lini concentrice sugerând spirala; desupra diametrului bazei sub bordură are o toartă de agățare. Cromatica: pe fond alb, maron roșcat, verde brun. | Complexul Național Muzeal Astra, Sibiu | Cimec    |
|      | Vas                                                                                                 | Datare: Sf. sec. XIX Dimensiuni: I: 5,5 cm Material: lut; angobă; coloranți; oxizi; smalț; modelat la roată; angobare; pictat cu cornul și cu pensula; smălțuire; ardere oxidantă | Vas de formă tronconică, baza plată, cu pereții înălțați și bordura evazată cu buza dreaptă. Central, motiv geometric stilizat numit "ochiul lui Dumnezeu" (5) unit pe un cerc sugerând o floare; înconjurat de puncte aranjate în formă de floare (5). Bordura este marcată de două linii circulare și de un șir de puncte (36); desupra diametrului bazei sub bordură are o toartă de agățare. Cromatica: pe fond alb, maron roșcat, brun verde. | Complexul Național Muzeal Astra, Sibiu | Cimec    |
|      | Vas                                                                                                 | Datare: Sf. sec. XIX Dimensiuni: I: 5 cm Material: lut; angobă; coloranți; oxizi; smalț; modelat la roată; angobare; pictat cu cornul și cu pensula; smălțuire; ardere oxidantă | Vas de formă tronconică, baza plată, cu pereții ușor înălțați și evazați spre exterior, cu buza rotunjită. Central, motiv fitomorf, ramură cu frunze dispuse circular; pe bordură motiv geometric: alternate cerc și triunghi; spre buză trei linii concentrice; deasupra diametrului bazei sub bordură are o toartă de agățare. Cromatica: pe fond alb, maron roșcat, brun verde. | Complexul Național Muzeal Astra, Sibiu | Cimec    |
|      | Vas                                                                                                 | Datare: 1886 Dimensiuni: I: 4 cm Material: lut; angobă; coloranți; oxizi; smalț; modelat la roată; angobare; pictat cu cornul; smălțuire; ardere oxidantă | Vas de formă tronconică, baza plată, cu pereții ușor înălțați și evazați spre exterior. Central, motiv geometric stilizat sugerând o floare, probabil o lalea și anul "1886". Pe bordură motive florale: lalea; motive geometrice: cercul, punctul, linia dreaptă; desupra diametrului bazei sub bordură are o toartă de agățare. Cromatica: pe fond alb, albastru cobalt, maron. Pe bordură în diagonală o dungă verde în relief probabil viciu de fabricație. | Complexul Național Muzeal Astra, Sibiu | Cimec    |
|      | Vas                                                                                                 | Datare: Sf. sec. XIX Dimensiuni: I: 27 cm; DT: 11 cm Material: lut; angobă; coloranți; oxizi; smalț; modelat la roată și cu mâna; angobare; pictat cu cornul; smălțuire; ardere oxidantă | Vas de formă bitronconică, baza plată, corpul puternic bombat, gâtul scurt și îngustat; gura bilobată; o toartă cu țâță fixată de la gât până la diametrul maxim. Decor fitomorf: ramuri cu frunze; motive geometrice: punct, linie ondulată, linie în zig-zag; spre diametrul maxim cinci linii concentrice. Cromatica: pe fond alb cu maron roșcat, brun, verde. | Complexul Național Muzeal Astra, Sibiu | Cimec    |
|      | Vas                                                                                                 | Datare: Sf. sec. XIX Dimensiuni: I: 4 cm Material: lut; angobă; coloranți; oxizi; smalț; modelat la roată; angobare; pictat cu cornul și cu pensula; smălțuire; ardere oxidantă | Vas de formă tronconică, baza plată, cu pereții înălțați și evazați cu bordura lată, cu buza rotunjită. Central, motiv geometric în formă de stea în șapte colțuri; între colțuri câte un cerc și un punct; pe bordură motiv fitomorf: ramură cu frunze între două linii; lângă buză un brâu dintr-o linie zimțată, deasupra diametrului bazei sub bordură are o toartă de agățare. Cromatica: pe fond alb, maron roșcat, brun verde. | Complexul Național Muzeal Astra, Sibiu | Cimec    |